# Abbaye Saint-Germer-de-Fly
L’abbaye Saint-Germer-de-Fly est une ancienne abbaye de bénédictins située dans les Hauts-de-France, dans le département de l'Oise, sur le territoire de la commune de Saint-Germer-de-Fly. Fondée dans les années 630 par saint Germer, son premier abbé, elle est ravagée par les Vikings au siècle suivant et délaissée par les moines. Relevée par Anségise de Fontenelle au début du IXe siècle, elle est cependant de nouveau détruite par les Normands en 851, et reste cette fois-ci abandonnée pendant près de deux siècles. En 1036 seulement, Drogon, évêque de Beauvais, prend enfin l'initiative de réédifier l'abbaye. Elle développe une grande prospérité, qui s'accroît encore après le retour d'une partie des reliques du saint fondateur en 1132. Grâce à l'afflux des dons, la construction d'une nouvelle église abbatiale peut alors commencer. Cette vaste et fière abbatiale édifiée entre 1135 et 1206 environ, et sa chapelle de la Vierge, sont aujourd'hui les principaux témoignages de la puissante abbaye du Moyen Âge, dont la vie monastique s'éteint avec la Révolution française en 1790. L'abbatiale est devenue l'église paroissiale de l'actuel village de Saint-Germer-de-Fly. D'un point de vue architectural, avec son mélange de styles roman et gothique, elle est considérée comme un exemple caractéristique de la première génération gothique, et ceci, non par ses dimensions ou sa beauté, mais par son caractère novateur. C'est l'un des plus anciens témoignages de l'art gothique en France. La chapelle de la Vierge a été construite pendant les années 1260 dans le style gothique rayonnant. Elle n'apporte pas d'innovations architecturales, mais représente aujourd'hui l'un des rares exemples des nombreuses saintes-chapelles et chapelles abbatiales édifiées partout en France entre 1240 et 1260 environ. Par le raffinement de son architecture et la maîtrise remarquable dans son exécution, elle constitue un chef-d'œuvre de l'art rayonnant et reflète cet art à son apogée. Les deux édifices sont classés monuments historiques très tôt par la liste de 1840, et se retrouvent ainsi parmi les treize tout premiers monuments historiques du département de l'Oise. Les autres vestiges sont inscrits en 1930, puis en 1983. L'église est aujourd'hui affiliée à la paroisse de La Trinité en Bray du pays de Bray.

## Localisation

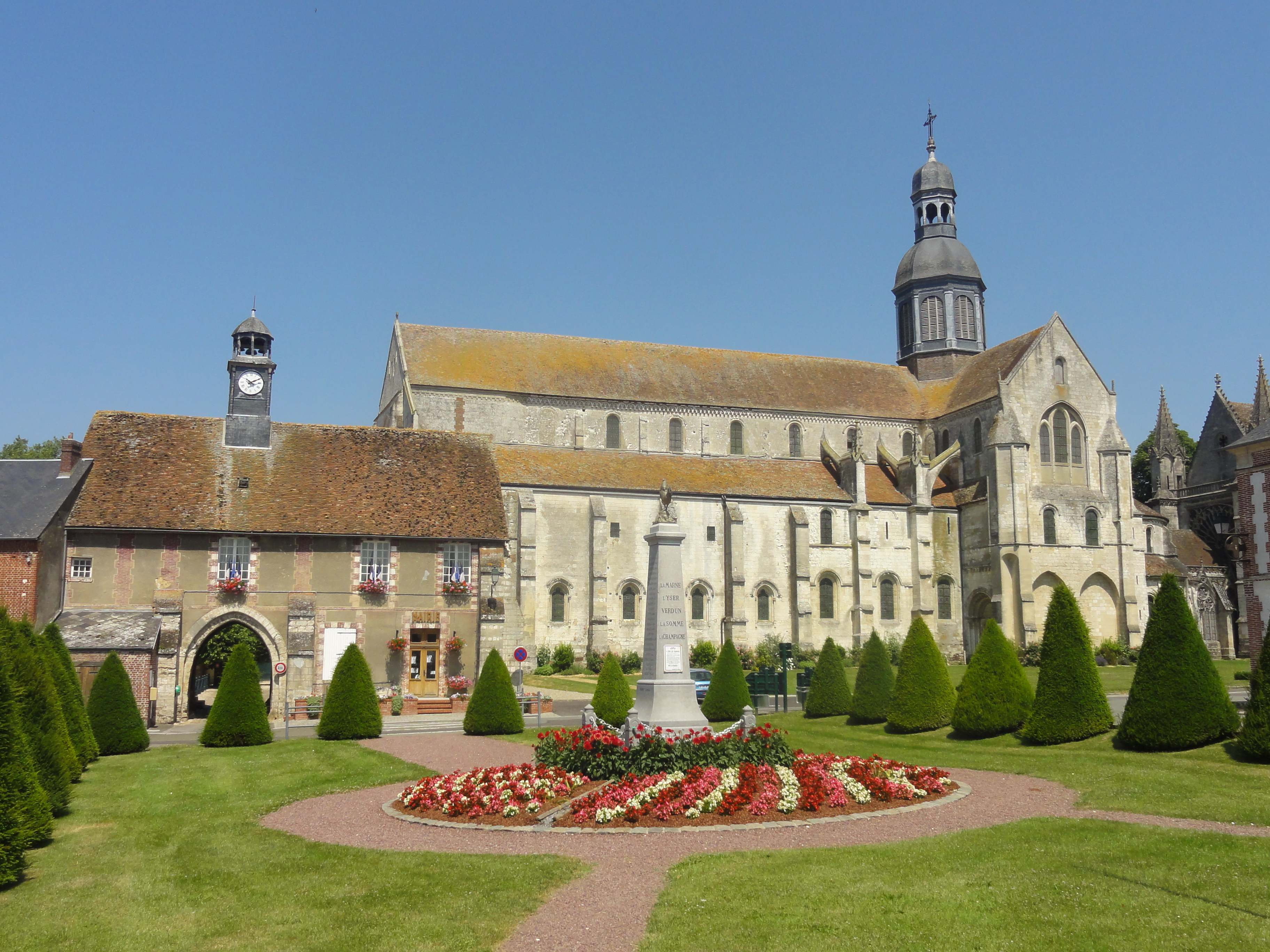
Porterie et abbatiale, vue depuis la place de Verdun, au sud-ouest.

L'ancienne abbaye Saint-Germer-de-Fly se situe en France, dans la région Hauts-de-France, à l'ouest du département de l'Oise, en pays de Bray, près de la limite avec le département de la Seine-Maritime, et au nord du Vexin français, sur la commune de Saint-Germer-de-Fly, au nord de la place de l'Abbaye et de la rue Michel-Greuet (RD 129), et à proximité de la place de Verdun, qui concentre la plupart des commerces du village. L'ensemble de l'élévation sud de l'abbatiale et de la chapelle de la Vierge donne sur une vaste pelouse délimitée au sud par la rue Michel-Greuet. La place de l'Abbaye, de forme triangulaire, surplombe légèrement la rue de l'autre côté. À l'ouest, la pelouse est bordée par un complexe de bâtiments, qui donne également sur la place de Verdun (RD 104), et qui englobe, du côté de la rue, l'ancienne porterie de l'abbaye. Ce complexe de bâtiments abrite notamment la mairie et le musée des arts et traditions populaires. Par le porche, l'on accède à la cour intérieure, qui constitue une place publique (place Niedenstein), et ouvre la vue sur la façade occidentale de l'église abbatiale. Au nord de la place, une grille dessert le parc qui s'étend aujourd'hui sur l'ancien domaine de l'abbaye. Ce parc constitue toutefois une propriété privée et n'est pas ouverte à la visite. De cette manière, l'élévation septentrionale de l'église et de la chapelle, de même que la partie nord de leurs chevets, échappent à la vue. L'accès à l'abbatiale et à la chapelle se fait généralement par le vestibule situé entre les deux édifices. L'abbatiale dispose en outre d'un accès de plain-pied pour les personnes à mobilité réduite, avec le portail à l'ouest du croisillon sud. Ce portail n'est ouvert que pour les cérémonies.

## Historique

### La triple fondation de l'abbaye
Les sources sur les premiers siècles de l'abbaye sont incomplètes et permettent seulement d'identifier quelques étapes de son histoire. L'abbaye est fondée au VIIe siècle par saint Germer (mort en 658), en un lieu attesté aussi sous les formes latinisée Flaviacum (864) et romane Flay. Germer est le fils de Rigobert et par sa mère relié à la famille du roi Clotaire II. Il est ainsi mêlé à l’administration des affaires publiques. Il avait pris l'habit religieux des mains de saint Ouen, évêque métropolitain de Rouen, à la mort de sa femme Domane. C'est saint Ouen qui lui aurait indiqué le territoire de Fly afin d’y ériger un monastère. Germer en devient tout naturellement le premier abbé. L'abbaye prend rapidement de l'importance. Germer la dirige jusqu'à sa mort, un 24 septembre vers l'an 658. Les Vikings ravagent l’abbaye à une période inconnue. Elle est reconstruite au début du IXe siècle par Anségise de Fontenelle, un proche de Charlemagne, dont l'abbatiat dure de 807 à 833. Son successeur, Hincmar de Reims, est nommé archevêque de Reims en 845. L'on ignore ce qui advient de la communauté monastique après son départ. Hincmar n'a en tout cas pas de successeur direct. En 851, l'abbaye est de nouveau ruinée par les Vikings. Elle est délaissée par les religieux, et Charles II le Chauve la donne avec tous ses biens à l'évêché de Beauvais afin d'éviter la spoliation de ses terres. Dans sa bulle approuvant la donation, le pape Nicolas Ier invite l'évêque Eudes à restaurer la vie monastique. Bien que cette restauration ne devienne effective qu'au début du XIe siècle, le statut de l'abbaye dans l'hiérarchie ecclésiastique se trouve ainsi fixé : elle dépend, jusqu'à la Révolution, du diocèse de Beauvais et du chapitre de la cathédrale Saint-Pierre de Beauvais. En 1036 seulement, Drogon, évêque de Beauvais, fait enfin réédifier l’abbaye qu’il appelle Saint Germer de Fly. Il s'agit déjà du troisième complexe de bâtiments sur le même lieu, et à l'instar de ses prédécesseurs, il n'en reste aucune trace visible. Mais est assurément prospère grâce aux nombreuses donations : dès 1060, Lancelin lui demande l'établissement d'un prieuré à Villers-Saint-Sépulcre, et en 1082, un autre prieuré est fondé à Étréchy. Plus tard transféré à Morigny-Champigny, il jète la base de la future abbaye de la Sainte-Trinité de Morigny. Les terres de l'abbaye se situent notamment dans les diocèses de Rouen, de Beauvais, et en Angleterre.

### La vie de l'abbaye
Depuis les invasions normandes, les reliques de saint Germer étaient conservées dans la cathédrale Saint-Pierre de Beauvais. Sous l'épiscopat de Guy (1063-1085), un rapatriement est envisagé pour la première fois, mais le projet se heurte à l'opposition des chanoines et bourgeois de Beauvais. Sous l'abbatiat d'Eudes (ou Odon) (1126-1133), la translation est envisagée pour une nouvelle fois. Le projet se concrétise en 1132 grâce à la médiation de Josselin de Vierzy, évêque de Soissons (1126-1152), et une partie du corps de saint Germer peut être prelevée en faveur de l'abbaye. Le cortège a lieu le 29 juin. L'un des moines qui est témoin rédige une histoire de la translation, et affirme que Drogon est considéré comme le nouveau fondateur de l'abbaye. Sous l'impulsion de l'arrivée récente des reliques, les dons affluent. Ils proviennent de personnalités illustres, dont Guillaume II de Warenne, Mathieu de Montmorency, et Geoffroy V d'Anjou. En 1133, l'abbé Eudes est nommé évêque de Beauvais. Des conditions exceptionnellement favorables à une nouvelle reconstruction de l'abbaye sont maintenant réunies. Sous l'abbatiat de Léodegaire (1133-1145), Henri Ier Beauclerc, roi d'Angleterre et duc de Normandie, autorise l'abbaye de prélever chaque année quatre chênes dans la forêt de Lyons. C'est un indice que les travaux commencent effectivement dans cette période. Ils se poursuivent jusqu'en 1167, date à laquelle ils sont interrompus en raison de la crise intervenue dans la communauté à la suite de l'élection controversée de l'abbé Hildegaire II. Selon des lettres du pape Alexandre III, elle n'est pas canonique, et l'on reproche à Hildegaire la dilapidation des biens de l'abbaye.
La situation de l'abbaye semble revenir à l'ordre après l'élection de Hugues II, fils du comte de Clermont, en 1172 (il deviendra abbé de Cluny en 1184 sous le nom de Hugues IV de Clermont). En 1200, à la mort de l'abbé Hugues III le Pauvre, les moines élisent saint Eustache, prêtre natif du Beauvaisis et ancien secrétaire de l'évêque de Beauvais Philippe de Dreux, comme abbé. « Nous avons élu votre secrétaire, homme honorable, simple et droit, à qui on rend témoignage de toutes parts », écrivent-ils à Philippe de Dreux[réf. souhaitée]. Sur la demande d'Eustache, Philippe de Dreux vient consacrer plusieurs autels le 2 avril 1206. L'on peut croire que l'église abbatiale est à peu près achevée à cette date. Eustache reste abbé jusqu'à sa mort, le 7 septembre 1211, mais doit parfois abandonner l'abbaye pour aller prêcher en Languedoc touché par l'hérésie cathare, ou pour aller en Angleterre, où le pape Innocent III l'envoie comme légat pontifical[réf. souhaitée]. Parmi les moines, l'abbaye Saint-Germer-de-Fly a compté également des personnages illustres pendant sa période de prospérité : Guibert de Nogent (1053 près du village de Catenoy dans le Beauvaisis- † vers 1125 à l'abbaye de Nogent-sous-Coucy près de Soissons), écrivain, théologien et historien français ; Adelelme ou Aleaume, connétable de Philippe Ier vers 1071 - vers 1074 ; et Raoul le Noir (1140 Bury St Edmunds (Suffolk) - † peu après 1200), théologien et chroniqueur anglo-normand.

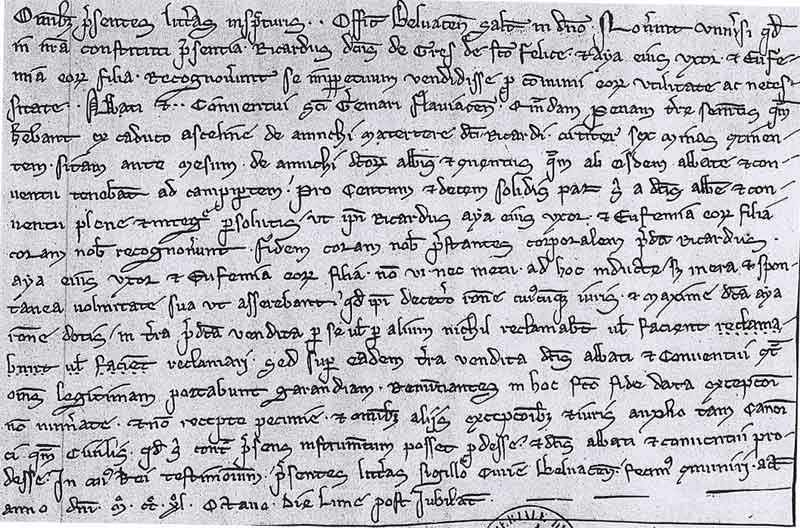
Acte de l'official de Beauvais du 11 mai 1248 : Richard de Grez, de Saint-Félix, et son épouse, cèdent à l'abbaye une « pièce de terre arable qu'ils avaient de l'héritage d'Asceline d'Amuchy, tante maternelle dudit Richard » pour 110 sous.

En 1246, l'abbé Guillaume de Villaines vend toutes les possessions anglaises de l'abbaye. Quelques années plus tard, Pierre de Wessencourt, 25e abbé de Saint-Germer de 1259 à 1272, fait édifier, au chevet de l'abbatiale, la chapelle de la Vierge. L'abbaye dispose de toutes les liquidités nécessaires, et le chantier est accompli sous une seule campagne de travaux. Les auteurs du XIXe siècle voient la ressemblance avec la Sainte-Chapelle de Paris, et la qualifient souvent de sainte-chapelle. Or, comme le précise Laurent Lecomte, ce terme ne peut s'appliquer qu'à des sanctuaires qui abritent des reliques de la Passion du Christ, ce qui n'a jamais été le cas à Saint-Germer. En plus d'un sanctuaire en honneur de la Vierge Marie, il s'agit en réalité d'un écrin pour les reliques de saint Germer et d'une chapelle privée de l'abbé. Le 20 avril 1259, aux côtés de Guillaume de Grès, 61e évêque de Beauvais, Pierre de Wessencourt en fait la dédicace. Il y fait transporter les restes de saint Eustache, l'ancien abbé de 1200 à 1211, enterré jusque-là dans l'abbatiale.
L'abbaye souffre beaucoup de la guerre de Cent Ans. L'abbatiale connaît un certain nombre de destructions. Souvent l'on ignore la date et la cause exacte. Ceci vaut pour la première tour de croisée, à l'emplacement du clocher actuel, et pour la première chapelle rayonnante au nord. La ruine du massif occidental avec ses deux tours intervient probablement sous l'abbatiat de Jean IV de Silliaco (1380-1390), car son épitaphe mentionne qu'il commença à réparer l'église partiellement détruite. Il est possible que l'effondrement des voûtes des six premières travées de la nef et de l'ensemble des tribunes de la nef sont la conséquence de la disparition du massif occidental. Le bas-côté sud de la nef subit également d'importants dégâts et est en grande partie rebâti vers la fin du XIVe siècle, comme les différences stylistiques peuvent toujours en témoigner. À sa mort en 1398, la reine Blanche de Navarre fait une importante donation à l'abbaye Saint-Germer en vue de sa réparation. En 1414, la situation dans le Beauvaisis devient de nouveau menaçant, et les moines se réfugient dans leur château du Coudray, bâti un siècle plus tôt sur autorisation du roi. Mais la demeure fortifiée ne résiste pas longtemps aux assauts des Bourguignons. Les moines et l'abbé sont emmenés en Picardie, et les biens les plus précieux de l'abbaye ainsi que ses archives sont en grande partie détruits. Des familles nobles se mettent à occuper indûment une partie des biens de l'abbaye. En 1456, l'abbé Jean VI le Veneur sollicite l'intervention du légat apostolique pour obtenir leur restitution. Mais il semble que ce n'est qu'au début du XVIe siècle que l'abbaye retrouve une partie de son éclat. L'abbé Guy de Villiers de L'Isle-Adam, fils du prévôt de Paris et frère de l'évêque Louis de Villiers de L'Isle-Adam, assure l'avenir de l'abbatiale en faisant ajouter des arcs-boutants aux deux dernières travées de la nef, où figurent ses armes.
Dès le début du XVIe siècle, une réforme de l'abbaye est envisagée. Dans ce but, elle doit être confiée à la congrégation de Saint-Maur. Cependant, le projet se heurte à une longue opposition de certains moines et abbés. C'est finalement sous l'abbatiat de François Tiercelin de Brosse (1630-1701), fils du seigneur de Sarcus, que l'abbaye Saint-Germer-de-Fly rejoint la congrégation de Saint-Maur et est soumise à la réforme. Les Mauristes s'attaquent à la restauration et reconstruction des bâtiments de l'abbaye, qui se trouvent alors dans un état de délabrement consternant : cloître, hôtellerie, dortoir, infirmerie, logis de l'abbé… Ce dernier est transformé en collège en 1686. Ils aménagent un jardin à la française. L'église bénéficie d'un entretien constant et est complétée par un nouveau portail en 1739, un nouveau clocher entre 1739 et 1742, et des voûtes en bois au-dessus des six premières travées de la nef entre 1745 et 1749. L’abbaye Saint-Germer-de-Fly fonctionne jusqu'à la Révolution française. Déclarée bien national en 1790, elle est vendue à deux entrepreneurs en bâtiment. Les bâtiments conventuels sont démolis rapidement pour en tirer des matériaux de construction. Restent le logis de l'abbé, la porterie, le grenier, une partie du mur d'enceinte, deux tours, un colombier, et avant et surtout l'église abbatiale et la sainte-chapelle, qui sont rendues au culte pour servir d'église paroissiale au village de Saint-Germer-de-Fly.

### La construction de l'abbatiale et son évolution

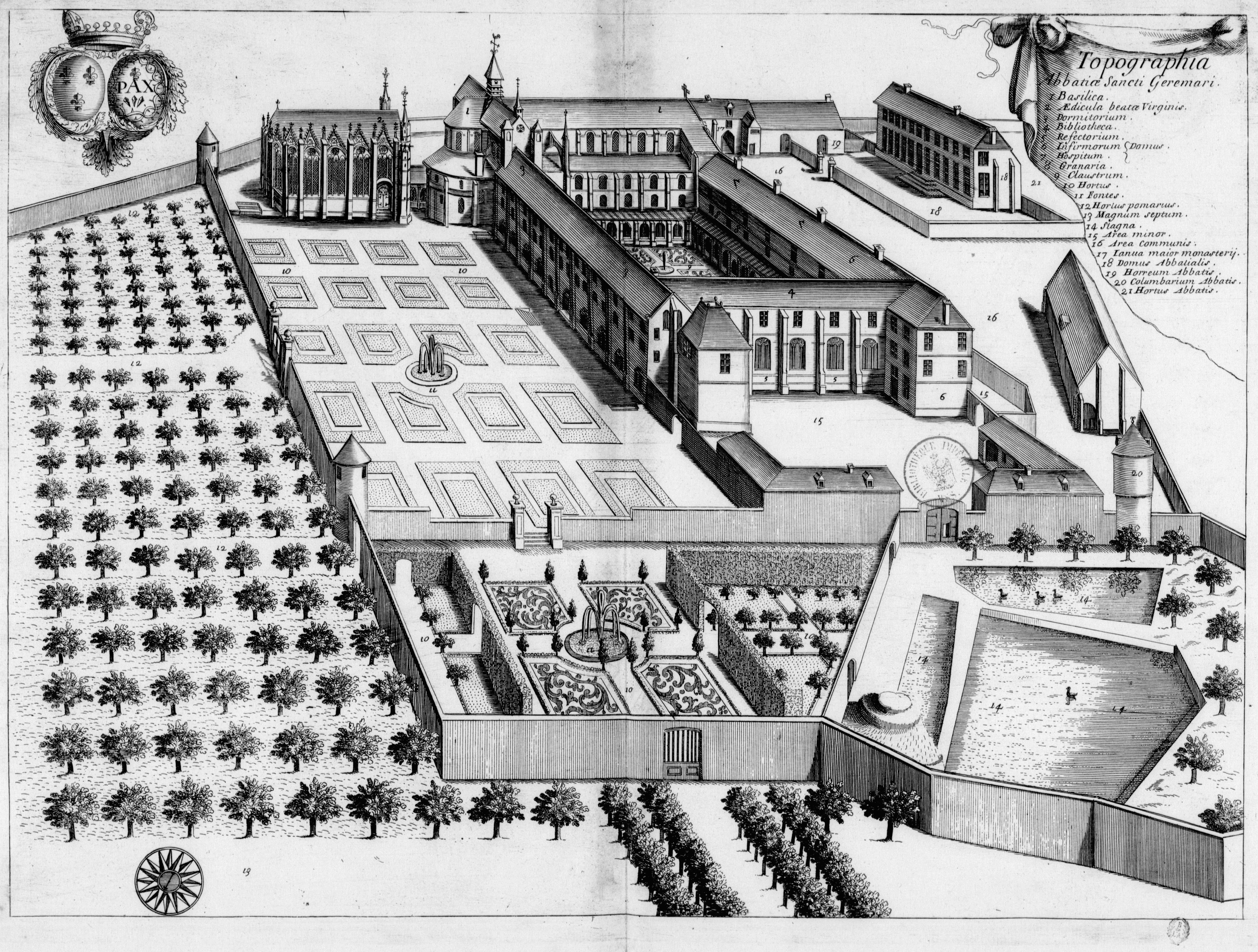
Représentation de l'abbaye au XVII, vue depuis le nord.

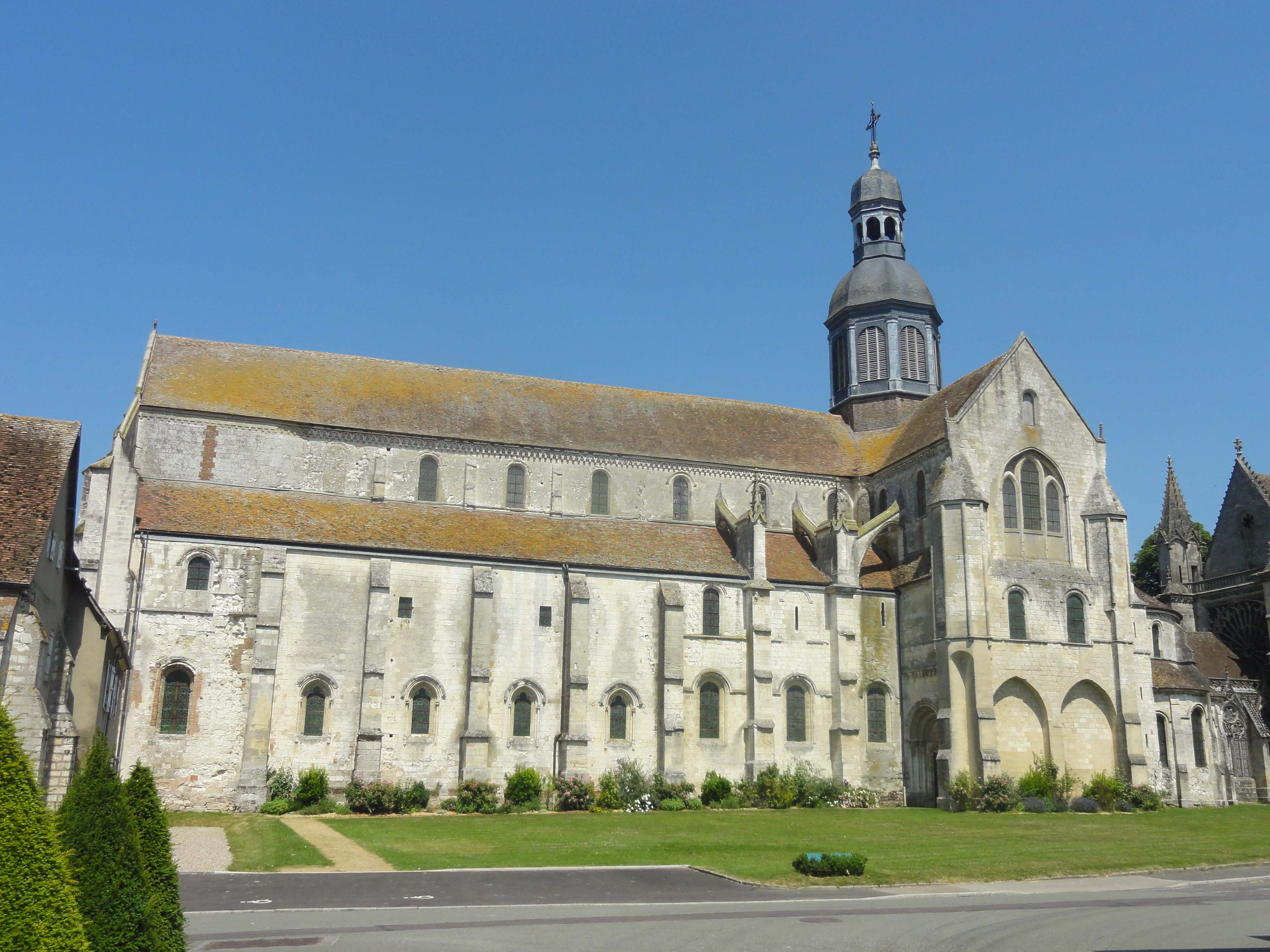
Abbatiale, vue depuis le sud.

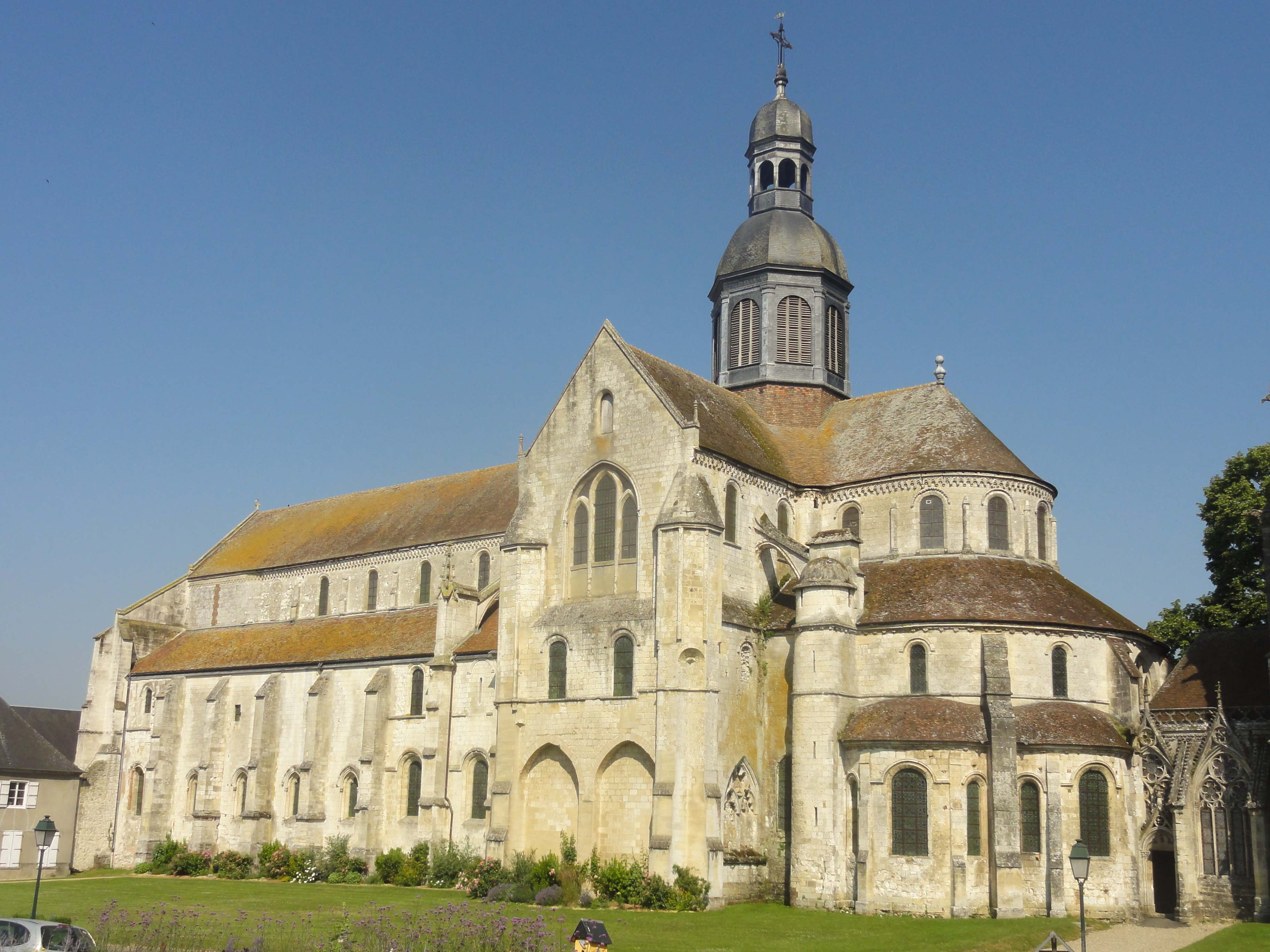
Abbatiale, vue depuis le sud-est.

Si l'histoire de l'abbaye est très bien documentée, ce n'est pas le cas de la construction de l'abbatiale. Tous les auteurs de toutes les époques se sont rendu compte de l'importance de l'abbatiale de Saint-Germer pour l'évolution de l'architecture religieuse et de la grande valeur de l'édifice, mais la datation exacte a encore longtemps suscité des débats. Elle n'est pas facilitée par l'homogénéité de l'ensemble, qui ne s'est évidemment pas construit dans une seule génération, ni par la cohabitation d'éléments du vocabulaire de l'architecture romane avec les premières expressions de l'architecture gothique. Si Eugène Lefèvre-Pontalis indique déjà en 1886 l'importance de l'événement de la restitution du bras de saint Germer à l'abbaye en 1132 pour le déclenchement de la construction de l'abbatiale actuelle, l'on a longtemps situé le début des travaux entre 1140 et 1160, avant qu'une monographie de Jacques Henriet en 1985 ne parvienne à proposer une argumentation concluante pour un début des travaux vers 1135, sous l'abbé Léodegaire. Les travaux se poursuivent sous ses successeurs Fulbert (1145-1163) et Gérard Ier (1163-1167), et s'interrompent avec l'élection controversée d'Hildegaire. La date de la reprise des travaux reste impossible à déterminer, mais se situe vraisemblablement sous l'abbatiat d'Hugues de Clermont (1172-1180). Plusieurs parties de l'église sont en tout cas consacrées par l'évêque de Beauvais, Philippe de Dreux, en 1206. Cette date peut correspondre à l'achèvement, sinon de l'église entière, mais au moins de ce qu'il en reste, le massif occidental disparu pouvant dater du XIIIe siècle,.
La datation de la chapelle de la Vierge est facilitée par une inscription sur le vitrail no 1 (à gauche du chevet, panneau en haut à gauche), qui précise que l'abbé Pierre de Wessencourt élu en 1259 est le fondateur de cette chapelle. Mort en 1272, il est enterré, selon sa volonté, dans le vestibule de la chapelle, qui est donc achevée à ce moment. Concernant la question de l'architecte, Laurent Lecomte souligne la ressemblance de la rosace occidentale avec celle du portail des Libraires au transept de la cathédrale de Rouen, et des similitudes stylistiques avec les parties rayonnantes de la cathédrale de Beauvais construites à partir de 1255. La sainte-chapelle, dans son ensemble, évoque par ailleurs la chapelle d'axe de la cathédrale de Rouen, qui est également dédiée à la Vierge Marie, et date de la période 1300-1306. Le maître d'ouvrage de la cathédrale de Rouen à cette époque est Guillaume de Flavacourt, archevêque de Rouen de 1278 jusqu'à sa mort en 1306, et originaire du village de Flavacourt, à 16 km au sud de Saint-Germer-de-Fly. L'architecte que choisit Guillaume de Flavacourt comme maître d'œuvre est Jean Davi. On peut donc penser que c'est en raison de ses créations à Saint-Germer-de-Fly et Beauvais, que l'archevêque ne pouvait ignorer.
Pendant la guerre de Cent Ans, apparemment entre 1380 et 1390, le massif occidental et une grande partie de la nef sont détruits. Cet événement pourtant marquant n'a pas laissé de traces concrètes dans les archives, mais la façade occidentale avec ses deux tours, les voûtes des six premières travées de la nef et les voûtes des tribunes de la nef n'ont jamais été reconstruites. Quant au mur méridional du bas-côté sud, il présente des fenêtres caractéristiques de la fin du XIVe siècle, et sept voûtes du bas-côté sont refaites à la même époque. Or, une cloison provisoire tient toujours lieu de façade, et le mur actuel n'est bâti qu'au début du XVIe siècle. C'est une période pendant laquelle quelques réparations et de petits remaniements ont lieu, avec notamment l'édification d'arcs-boutants entre les deux dernières travées de la nef qui ont gardé leur voûte, et à l'ouest du transept. Mais le XVIe siècle est aussi l'époque pendant laquelle s'écroule la flèche dressée au-dessus de la croisée du transept. Une réparation et remise en état global sont seulement entreprises sous les mauristes à partir de 1697 et jusqu'en 1754. Un portail est aménagé dans le mur occidental en 1739 ; le clocher en charpente de 60 m de hauteur au-dessus du carré du transept est refait à neuf vers 1740 ; les arcs-boutants internes du chevet sont consolidés ; les voûtes des tribunes du chœur sont réparées ; et en 1754, une fausse voûte en charpente plâtrée est jetée sur les six premières travées qui avaient perdu leurs voûtes au XIVe siècle,.

### Préservation et restauration

#### XIXesiècle

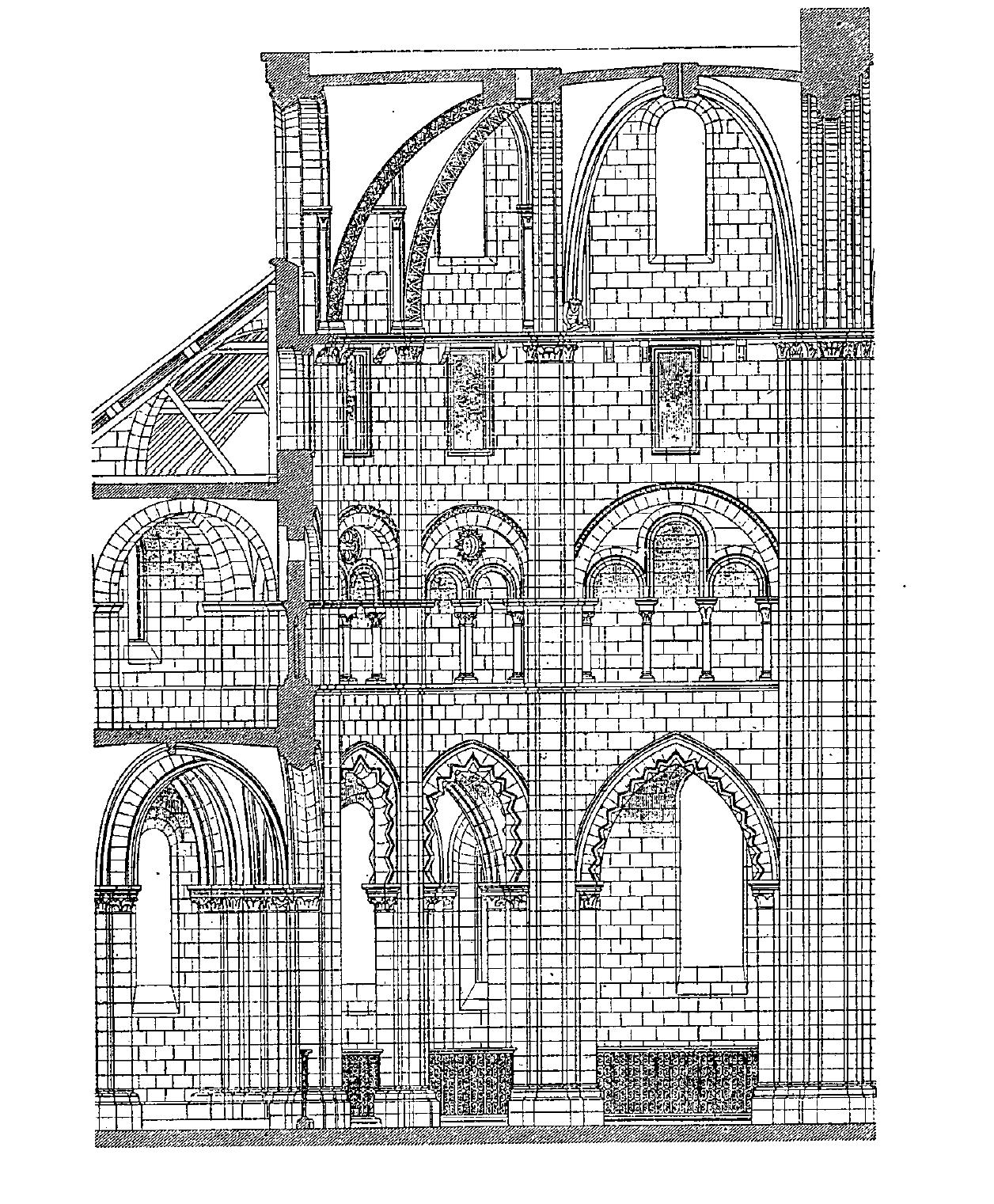
Coupe du chœur, par É. Boeswillwald.

Lorsqu'en 1790, le maire et les officiers municipaux se rendent à l'abbaye pour dresser un état des revenus et des biens de celle-ci, les bâtiments se présentent en bon état. Or, après la vente des bâtiments conventuels attenants comme bien national en 1792, l'acquéreur les fait démolir précipitamment, et des désordres de structure apparaissent rapidement dans le croisillon et le bas-côté nord. D'après Laurent Lecomte, la chapelle, dépouillée de son mobilier et furtivement utilisée comme temple de la Raison en 1793/94, est menacée de destruction complète. Elle est sauvée grâce à Jacques Godde, expert et entrepreneur en bâtiment à Beauvais. D'importants travaux de reconstruction sont menés dans l'abbatiale en 1807 et 1808, dont les détails sont connus grâce au devis. Les murs ouest et nord du croisillon nord sont ainsi démolis, puis rebâtis avec les pierres provenant des démolitions, et les fenêtres au nord du transept sont alignées sur celle au sud à l'occasion. Les charpentes et les couvertures des bas-côtés de la nef sont refaites en 1823/24, les arcs-boutants externes sont consolidés, et les murs de la première travée de la nef sont même entièrement reconstruits. Tous ces travaux sont menés par la mairie de Saint-Germer, sans intervention d'un architecte. Cet état des choses change avec la création du service des monuments historiques et le classement de l'abbatiale et de la sainte-chapelle par liste de 1840, parmi les treize tout premiers monuments historiques du département de l'Oise.
Un premier état des lieux est dressé en 1843 par l'architecte Émile Boeswillwald, dont le rapport recommande la démolition de l'abbatiale et la seule conservation de la sainte-chapelle. Si Prosper Mérimée rejoint l'avis de Boeswillwald, l'évêque de Beauvais, Mgr Joseph-Armand Gignoux, proteste vivement contre l'abandon de l'église et intervient auprès de plusieurs ministères. Le ministère des Cultes, attentif à la cause, charge Pierre-Charles Gourlier d'une enquête sur place. Il est assisté par Baruch Weil, architecte du gouvernement. Les conclusions de leur long rapport sont en totale opposition avec celles de Bœswillwald : l'église ne présenterait point un danger imminent de ruine, et avec de simples travaux de consolidation, et, au besoin, quelques construction, sa durée pourra être prolongée encore assez longtemps. De ce fait, rien n'est entrepris dans l'abbatiale pendant près de trente ans. Il ne manque pas d'ironie que c'est Bœswillwald qui est chargé de la direction des travaux de restauration de la chapelle, mais ses relevés d'architecture ont forcé l'admiration des commissions. Trois campagnes ont lieu entre le 20 mai 1844 et 1868. La première campagne porte sur le gros-œuvre. Elle se termine en 1851 pour la chapelle et en 1854 pour le vestibule. La deuxième campagne porte sur les vitraux, qui sont commandés auprès d'Auguste Steinheil et Nicolas Coffetier, et installés entre 1859 et 1861. L'on manque de précisions sur la troisième campagne. On reproche souvent à Boeswillwald d'avoir trop sacrifié la substance d'origine. Cependant il entreprend un travail consciencieux sans rien inventer. Il consulte l'ensemble des sources d'archives disponibles, et sollicite souvient l'avis de l'ancien précepteur de l'abbaye, qui a desservi la chapelle pendant longtemps. En 1873, Émile Bœswillwald consent de mener quelques menus travaux dans l'église, et il reconnait à l'occasion que son état n'a pas changé depuis son premier rapport : toujours les mêmes piliers écrasés et déversés, les voûtes des collatéraux plus ou moins fendus et déformés. Rien n'a empiré. Plus tard, son fils Paul Boeswillwald devient l'architecte chargé de l'abbaye. Son point de vue se résume dans une phrase tiré de l'un de ses rapports de 1905 : « L'église de Saint Germer exigerait quelques travaux de réparation partielles à l'intérieur, mais c'est un édifice auquel il faut toucher le moins possible et qui, depuis des siècles, se maintient tel quel ».

#### XXesiècle

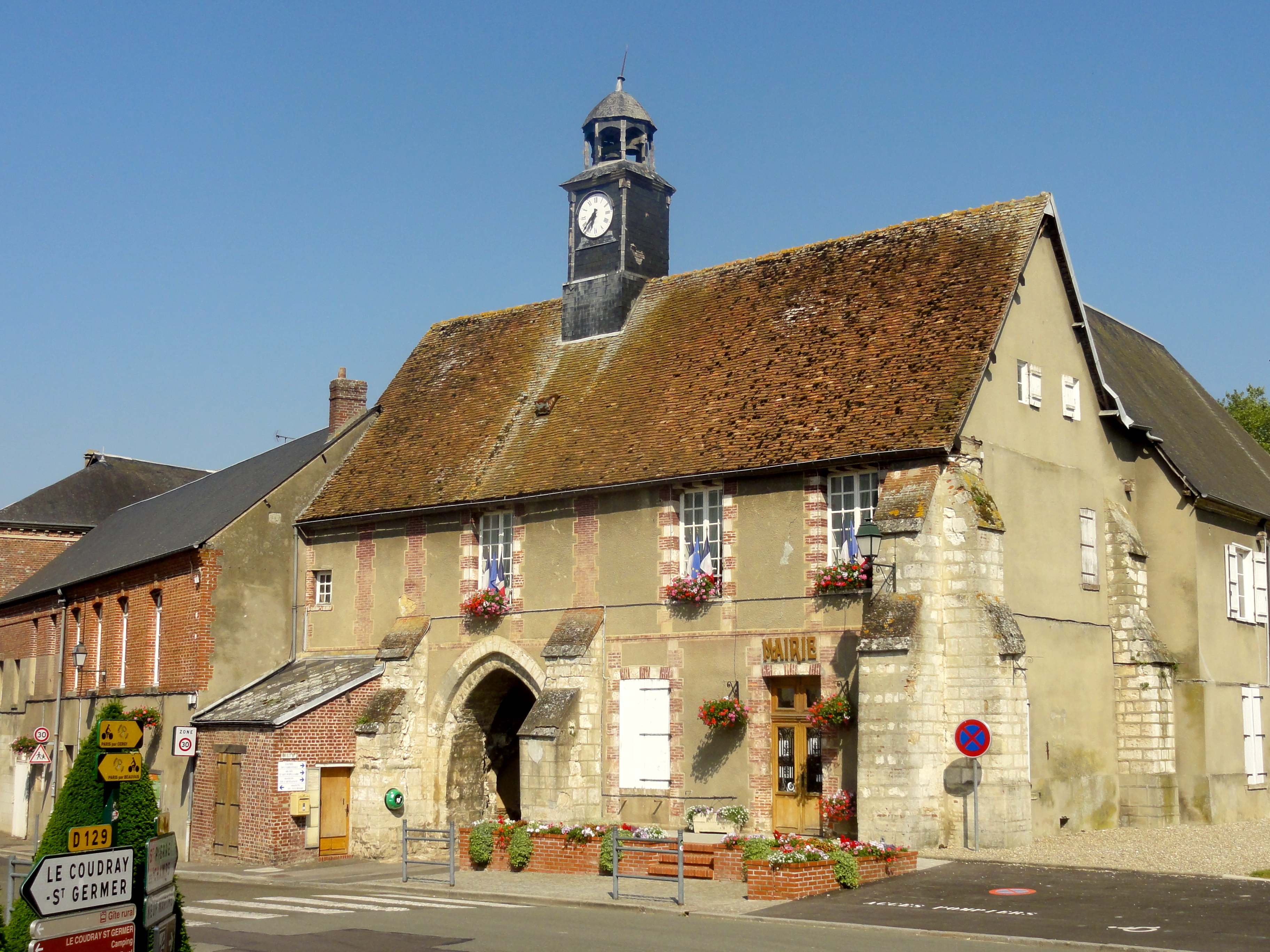
Ancienne porterie.

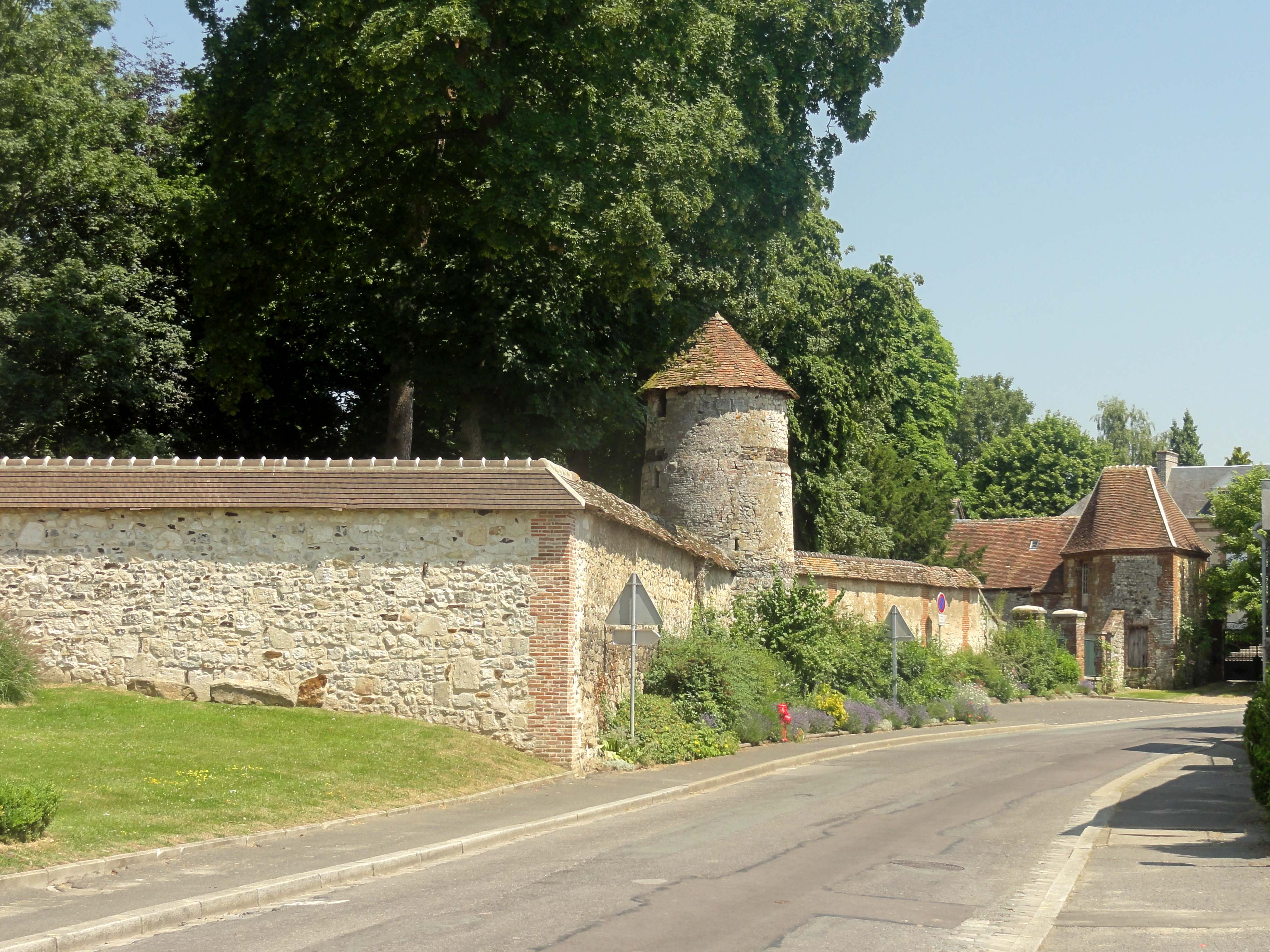
Enceinte de l'abbaye, rue Michel-Greuet, vue depuis l'ouest.

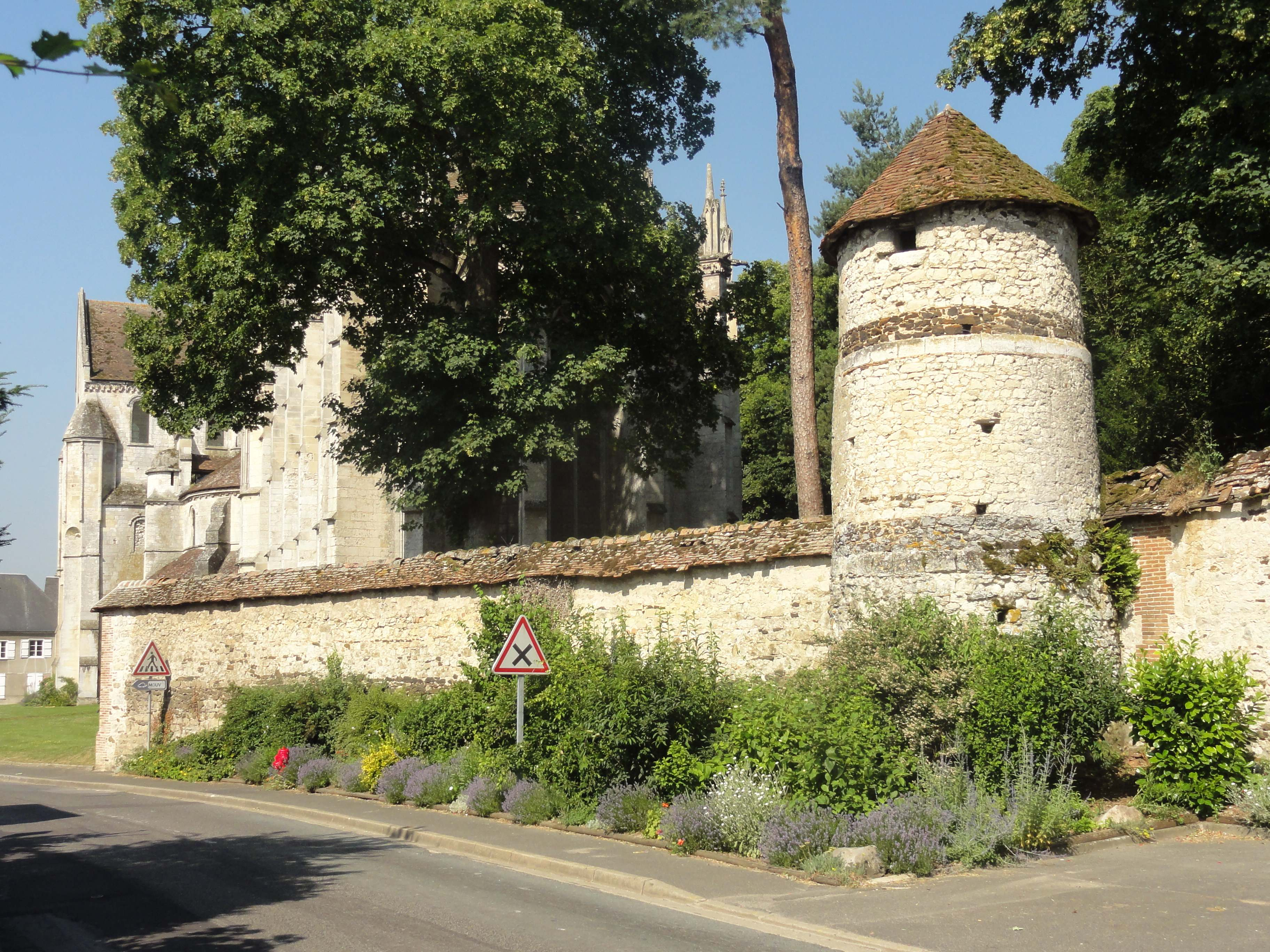
Enceinte de l'abbaye, rue Michel-Greuet, vue depuis l'est.

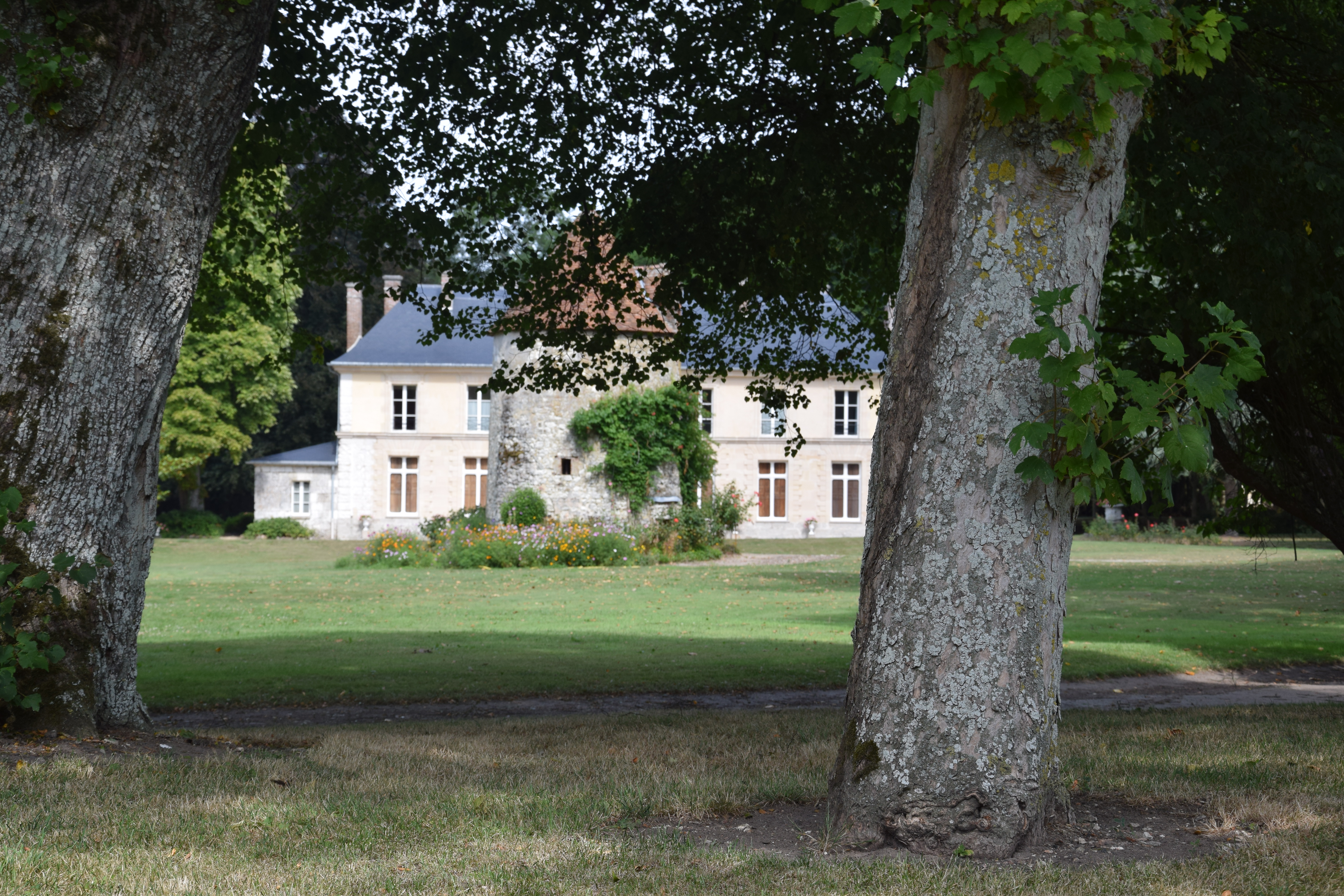
Colombier et logis abbatial.

En 1909, Henri Chaine devient l'architecte en chef des monuments historiques chargé de l'ancienne abbaye. Il présente, pour la première fois, un devis d'ensemble comportant une série de mesures conservatoires cohérentes. Seulement, il ne parvient pas à convaincre l'inspecteur général, Paul Selmersheim, de la nécessité des travaux, et seulement quelques réparations urgentes aux chapelles rayonnants sont effectuées. Après la Première Guerre mondiale, des mesures de sauvegarde sont enfin approuvées et confiées à Henri Chaine. Ces travaux s'échelonnent sur la période de 1920 à 1938 environ et ne sont que ponctuels. Concrètement, ils portent sur la reprise de la façade occidentale ; le rétablissement de chaînages au-dessus des pignons des bas-côtés en 1922 ; la réfection des toitures de l'ensemble du transept, de la nef et des bas-côtés en 1924, ainsi que de la charpente du bas-côté nord en 1926 ; la restauration du parement et des contreforts au nord de la nef et à l'est du croisillon nord de 1934 à 1935 ; et la reprise des piédroits des fenêtres hautes du chœur en 1937. Après la Seconde Guerre mondiale, la restauration se limite à l'enlèvement des badigeons dans le déambulatoire et dans le bas-côté nord, et à la réouverture des baies des tribunes dans la dernière travée de la nef. Globalement, ces restaurations du XXe siècle ont respecté la substance de l'édifice et n'ont apporté aucune modification radicale. Elles ont, au contraire, contribué à la mise en valeur des dispositions d'origine,. Il convient de signaler, dans ce contexte, que la modification du chevet postérieure à la réforme mauriste supposée par Élie Lambert est sans fondement et s'explique par le recours aux plans de deux architectes bénédictins du XVIIe siècle. Ceux-ci représentèrent les chapelles rayonnantes avec deux au lieu de trois fenêtres.
En plus de l'abbatiale et de la sainte-chapelle, de différents autres vestiges subsistent de l'abbaye. Ils sont inscrits aux monuments historiques par arrêté du 5 avril 1930, puis cet arrêté est annulé et remplacé par un nouvel arrêté en date du 27 juin 1983. L'inscription porte concrètement sur :
- les façades et toitures du bâtiment d'entrée avec son passage voûté et de la porterie ;
- l'ancien grenier de l'abbé (actuellement mairie) ;
- l'ancienne infirmerie de l'abbaye, avec son escalier et son trumeau avec cheminée) ;
- l'ancien dortoir des moines ;
- les vestiges du cloître et de la salle capitulaire ;
- le logis abbatial, ainsi que les boiseries provenant du logis abbatial et remontées dans les grand et petit salons et la salle à manger du bâtiment du XIXe siècle dit le Château ;
- la tour dite Tour Guerrière et deux autres tours de l'enceinte ;
- le colombier ;
- les parties subsistantes du mur d'enceinte ;
- le sol des anciens bâtiments conventuels et du cloître, y compris son aire et les cours, avec les vestiges archéologiques qu’ils peuvent renfermer ;
- les sols de l'ancien jardin de l'abbé et de l'ancien jardin des moines ;
- l'étang des moines ;
- les façades et toitures des bâtiments de la ferme actuelle remontant au XIXe siècle ;
- l'escalier également du XIXe siècle du bâtiment dit le château et l'allée de tilleuls[2].

Hormis la porterie et l'ancien grenier, qui sont incorporés dans un complexe de bâtiments du XIXe siècle abritant la mairie et le musée des Arts et Traditions populaires, et le mur d'enceinte avec sa tourelle, les vestiges cités ci-dessus sont enclavés dans une vaste propriété privée. Seulement l'étang et le colombier sont partiellement visibles depuis le domaine public (Douce Rue, à la limite ouest du domaine).

#### XXIesiècle

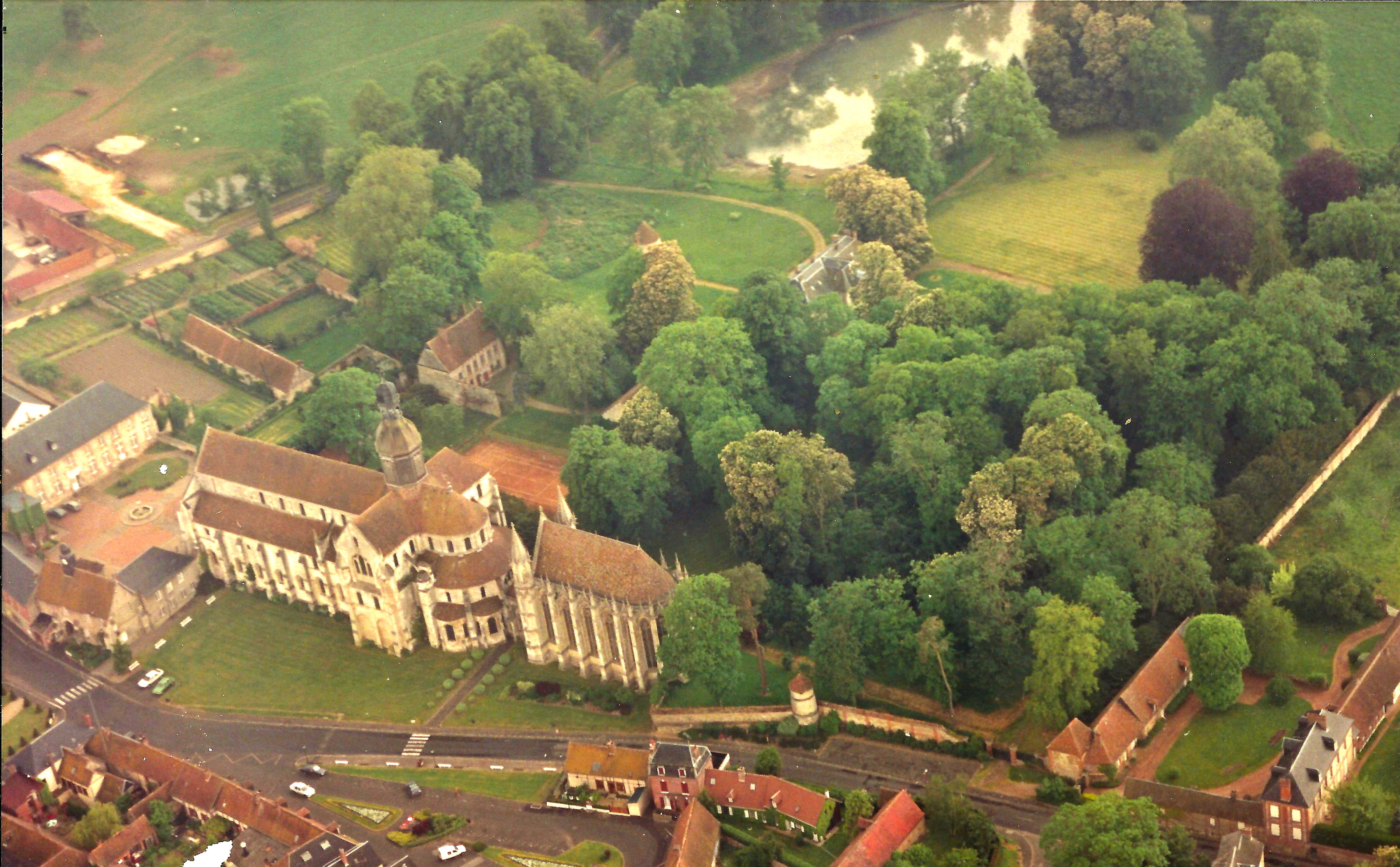
Vue d'avion de l'abbaye.

De nouvelles mesures, essentielles pour la préservation de l'abbatiale, s'avèrent nécessaires à la fin du XXe siècle. Dans un premier temps, des travaux sur le dôme du clocher et sa « lanterne » sont engagés par le conseil général. En 2003, il devient urgent de consolider l'abbatiale. L'État, le conseil général et la commune s'associent pour le financement d'un grand chantier qui doit initialement prendre six ans et coûter 2 200 000 €. Les fondations, la façade, les vitraux et les piliers doivent faire l'objet d'interventions par des entreprises spécialisées à partir du printemps 2004. Le préfet de l'Oise annonce ensuite que les travaux doivent être accélérés et se clôturer dans deux ans. En réalité, le chantier prend du retard et n'est lancé qu'en 2005. Des imprévus nécessitent alors une révision du programme des travaux : des voûtains des hautes-voûtes se disloquent, et des pierres des piles de la croisée du transept éclatent. La commission de sécurité effectue une visite du bâtiment et ordonne une fermeture au public. L'on découvre ensuite que les piles sont creuses à l'intérieur, et remplies d'un blocage de silex, ce qui ne garantit pas une solidité suffisante. Le problème est résolu par l'injection de résine dans les quatre piles de la croisée du transept et les 58 autres piliers de l'abbatiale, en 2007 et 2008. Puis en 2010, des filets sont installés sous les voûtes de plâtre des six premières travées de la nef, et le pignon de la façade est repris. La réouverture de l'église n'est que temporaire : en 2013, l'on découvre l'ampleur des dégâts laissés par plus de 300 pigeons nichant dans le bâtiment. Les installations électriques ne sont plus aux normes, et les voûtes du chœur présentent un risque de chutes de pierres. Si la réfection des installations électriques et l'installation d'un deuxième filet résolvent temporairement les problèmes, ce sont surtout les formalités administratives qui retardent la réouverture au public de l'abbatiale. Quatre ans de combats contre les administrations et l'implication d'une trentaine de bénévoles pour un nettoyage à fond sont nécessaires jusqu'à la messe inaugurale, célébrée le 6 mai 2018 par l'évêque Mgr Jacques Benoit-Gonnin, et le montant des travaux se chiffre à plus de 1 500 000 € à cette date. Restent encore des travaux de couverture à réaliser jusqu'en 2019,.

## Description de l'abbatiale

### Aperçu général

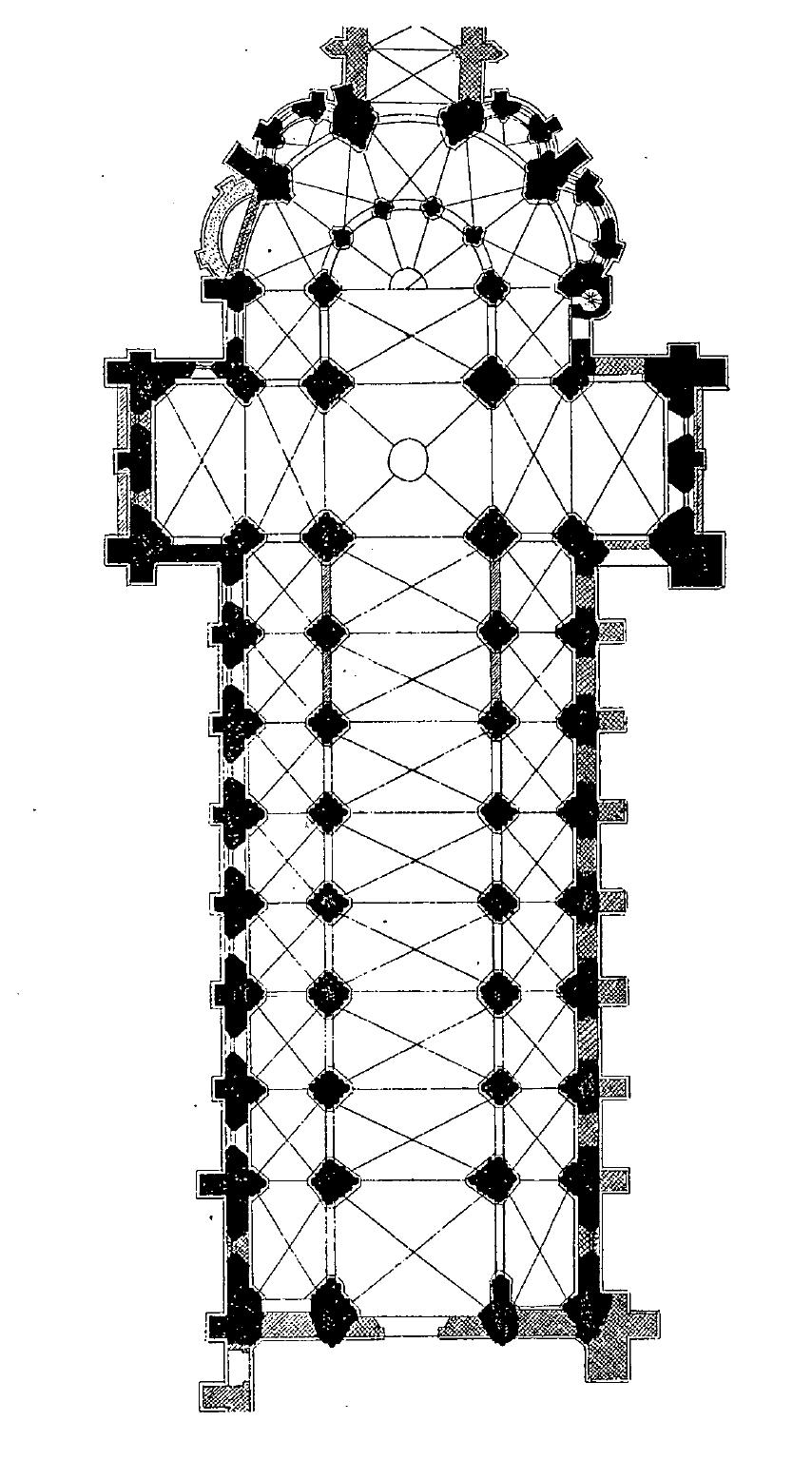
Plan de l'abbatiale.

Orientée irrégulièrement sud-ouest - nord-est, l'abbatiale suit un plan cruciforme parfaitement symétrique. Elle se compose d'une nef de huit travées barlongues accompagnée de deux bas-côtés étroits ; d'un transept largement saillant dont chaque croisillon se compose de deux travées, celle de l'extrémité plus développée ; d'un chœur d'une travée droite suivi d'une abside en hémicycle ; de deux collatéraux flanquant la travée droite du chœur ; d'un déambulatoire ; et d'initialement cinq chapelles rayonnantes. Celle de l'axe a été remplacée par le passage reliant la saint-chapelle à l'église, et celle du nord a disparu à une date indéterminée. La largeur du vaisseau central reste identique sur toute sa longueur, et il en va de même des bas-côtés, des premières travées des croisillons et des collatéraux du chœur. Ces vaisseaux secondaires sont moitié moins larges que le vaisseau central. Les travées des bas-côtés et collatéraux sont à peu près carrées. C'est également le cas de la croisée du transept, qui équivaut à deux travées de la nef ou à quatre travées des bas-côtés. Comme les deux travées des extrémités des croisillons, la première travée de la nef est plus profonde. Ainsi, les proportions des différentes parties de l'église suivent un schéma bien simple.
L'abbatiale est de dimensions généreuses : elle mesure 63,75 m de longueur, plus de 19 m voire 27,50 m de large au niveau du transept, et plus de 19 m de haut sous les voûtes du vaisseau central. En incluant la sainte-chapelle, l'ensemble des deux édifices atteint une longueur totale de 99 m. Les deux tours du massif occidental n'ont jamais été reconstruites après leur destruction, et le clocher central s'étant dressé sur la croisée du transept a été remplacé par un clocher en charpente à la période classique. La façade occidentale et le mur méridional de la nef ne sont plus d'origine, et le croisillon nord a également subi des remaniements. Sinon, le plan de l'église, sa structure et son élévation n'ont pas évolué depuis le début du XIIIe siècle. Seulement les arcs-boutants de la nef et du transept et quelques baies à réseau flamboyant côté nord-est ne sont pas authentiques, et les six premières voûtes de la nef ont été refaites en bois. L'élévation intérieure porte sur quatre étages dans l'ensemble de l'édifice, ce qui est assez exceptionnel, tout comme par ailleurs le respect d'une même conception architecturale tout au long de la construction, qui a dû s'échelonner sur une période de 70 ans, pendant laquelle bien d'évolutions stylistiques se sont produites. Le premier niveau est celui des grandes arcades faisant communiquer le vaisseau central avec les bas-côtés et le déambulatoire ; le premier étage est celui des galeries ; le second étage comporte des ouvertures sur les combles des galeries ; et le troisième étage est celui des fenêtres hautes. Une particularité de Saint-Germer sont en effet les larges galeries voûtées courant tout autour au niveau du premier étage, avec un éclairage direct par l'extérieur. Elles ne sont remplacés par un étroit triforium aux extrémités du transept, et sans doute au revers de la façade d'origine. Le chevet est toujours dépourvu d'arcs-boutants, qui n'étaient pas encore connus à la période de sa construction.
L'élévation et l'agencement global de l'abside sont encore clairement d'inspiration romane. L'arc plein cintre règne sur presque toutes les fenêtres et arcs de décharge, y compris pour les galeries, ainsi que sur les doubleaux des galeries. Les hautes voûtes sur croisées d'ogives adoptent par contre le tiers-point pour les ogives, doubleaux et formerets. Dans les murs d'extrémité du transept, les arcs de décharge du rez-de-chaussée et les fenêtres hautes sont également en tiers-point. Ainsi, l'église est aujourd'hui considérée comme expression du style gothique primitif, et même comme l'une des premières expressions de ce style à l'époque de transition du roman vers le gothique. L'impression intérieure de l'édifice est fortement altérée par les badigeons anciens, qu'il n'est pas question de renouveler car non authentiques ; or, leur présence fait paraître les murs sales et tachés. Les badigeons n'ont été enlevés que dans le déambulatoire et le bas-côté nord. De même, la nef se présente encore comme au XIXe siècle avec les fenêtres des galeries bouchées ; en revanche, l'église a été largement préservée de restaurations maladroites ou trop radicales portant atteinte à sa substance.

Relevés d'architecture par Eugène Woilliez
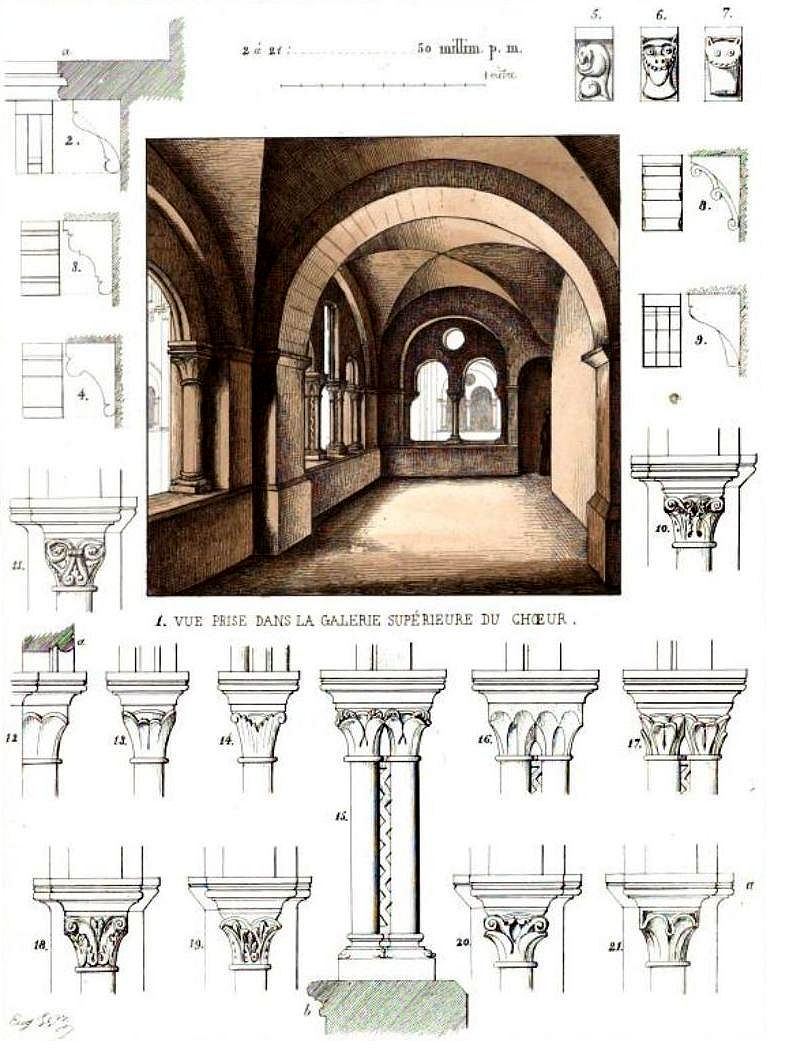
Galerie du chœur, au 1er étage.
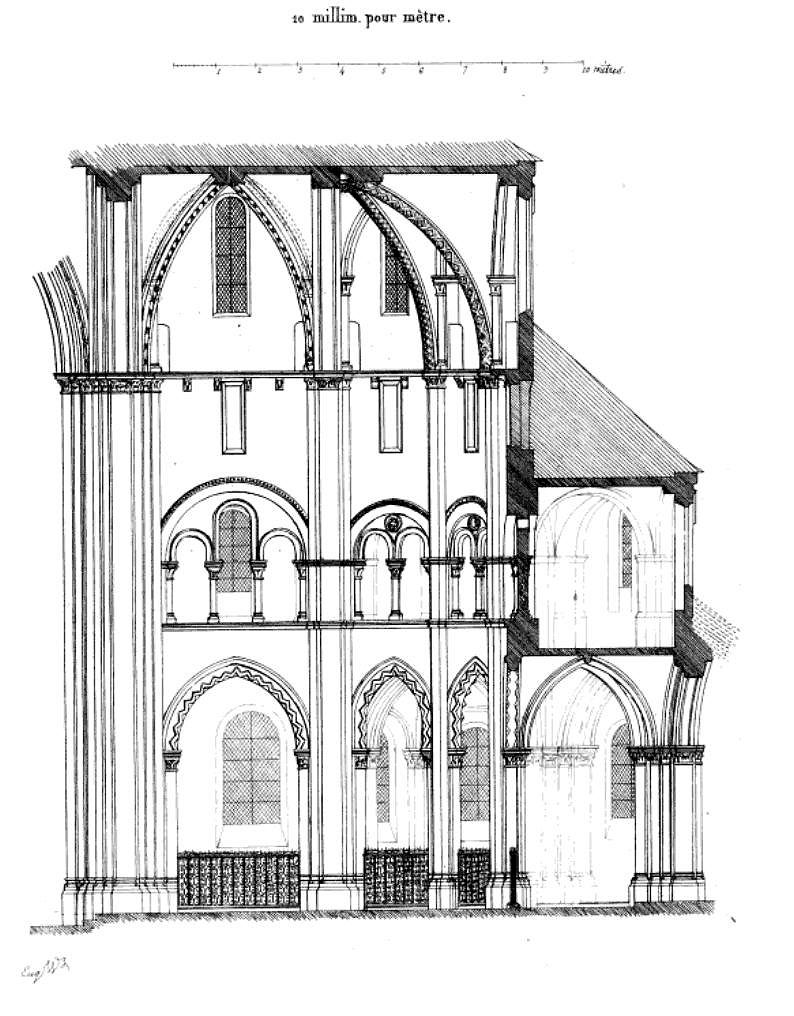
Coupe longitudinale de l'abside.
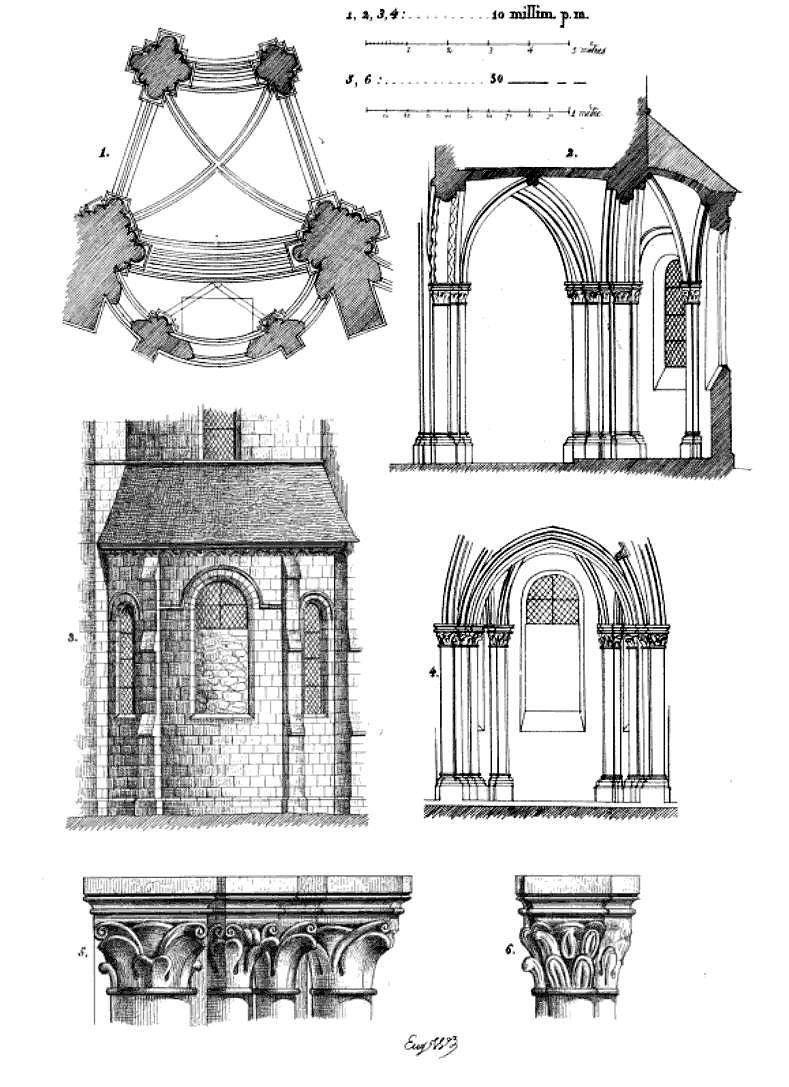
Déambulatoire et chapelles rayonnantes.
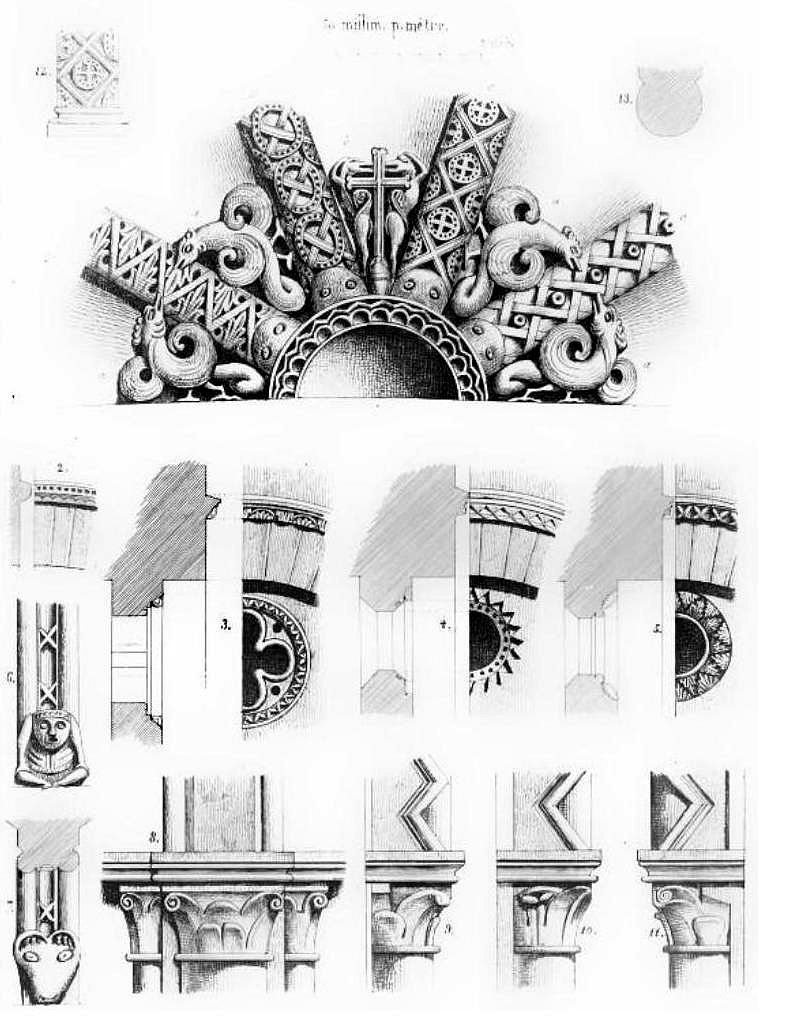
Clé de voûte de l'abside et décor de la galerie du chœur.
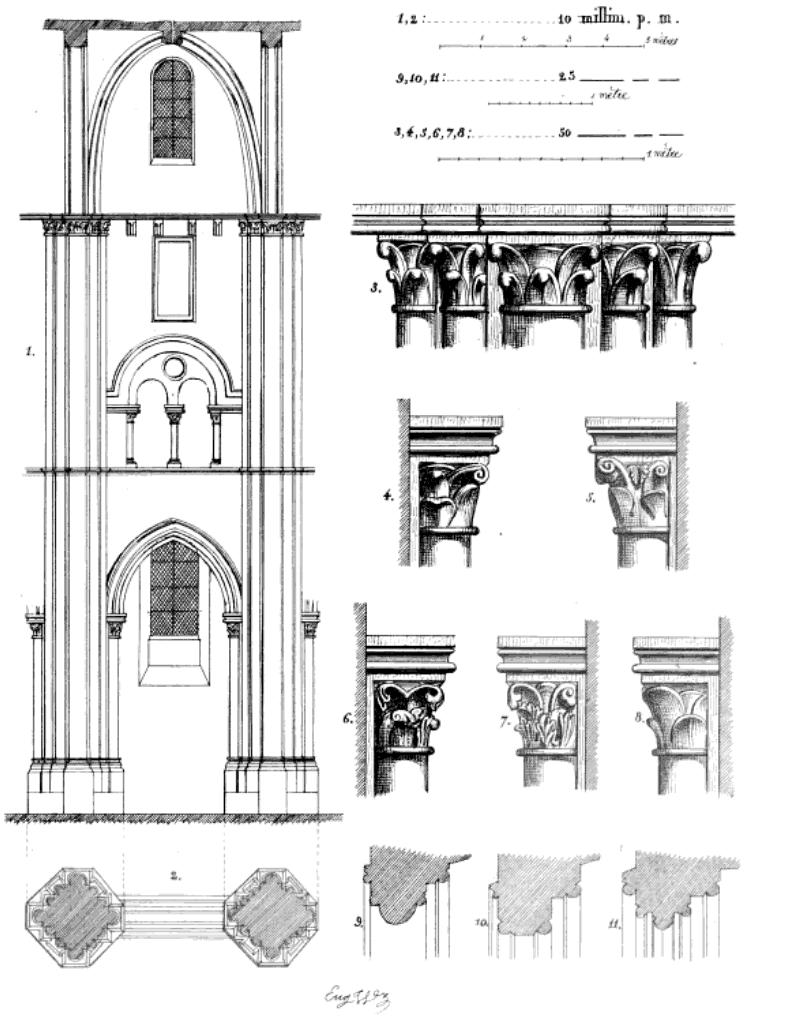
Détails de la nef.
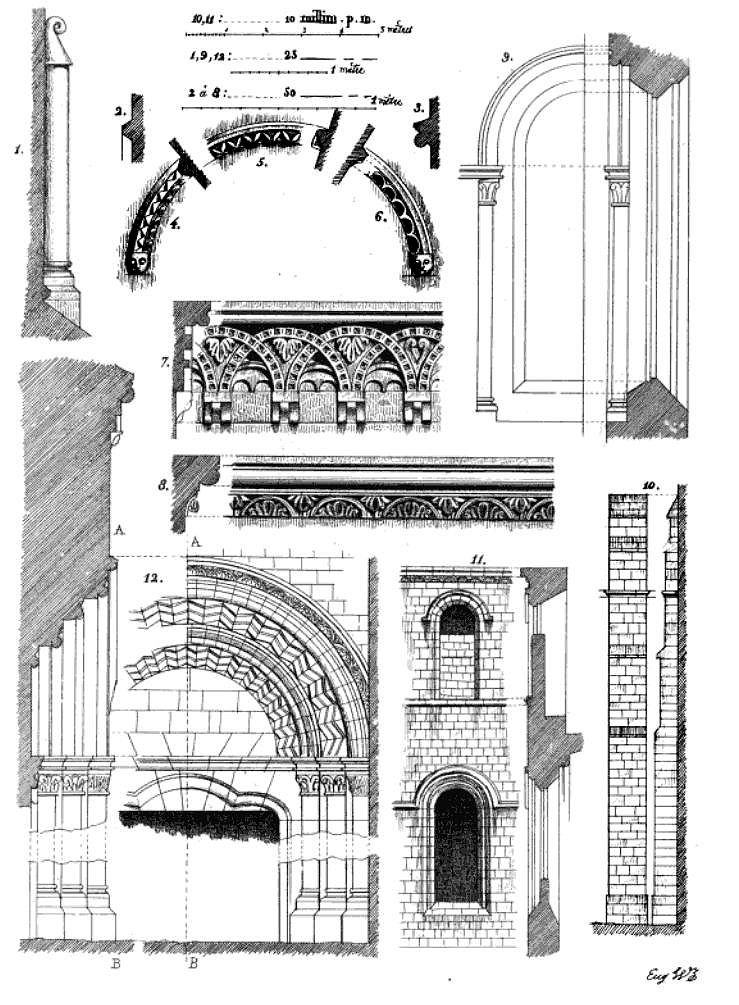
Décor extérieur de l'abbatiale.

### Intérieur

#### Déambulatoire et chapelles rayonnantes

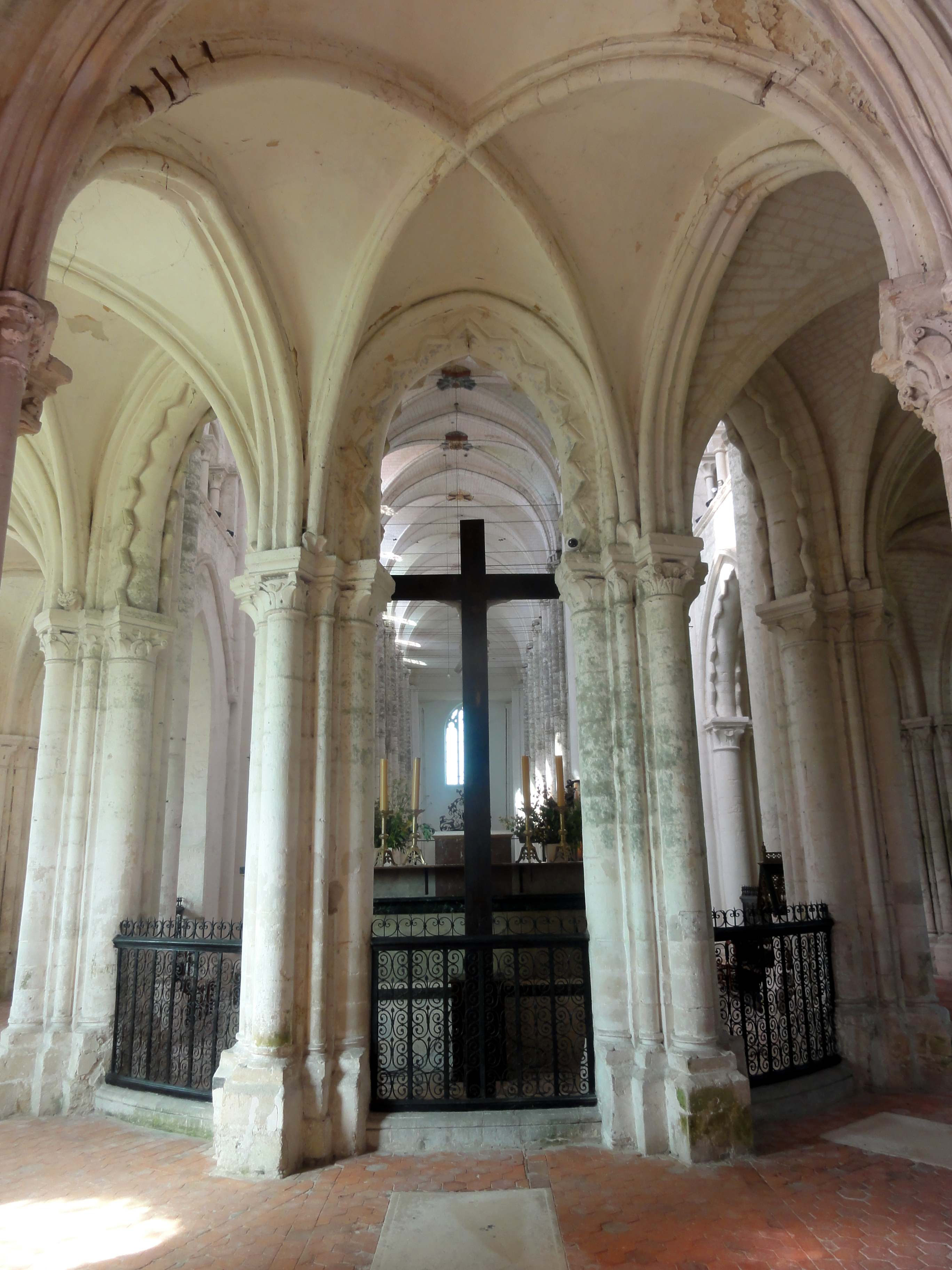
Travée d'axe, vue vers l'ouest.

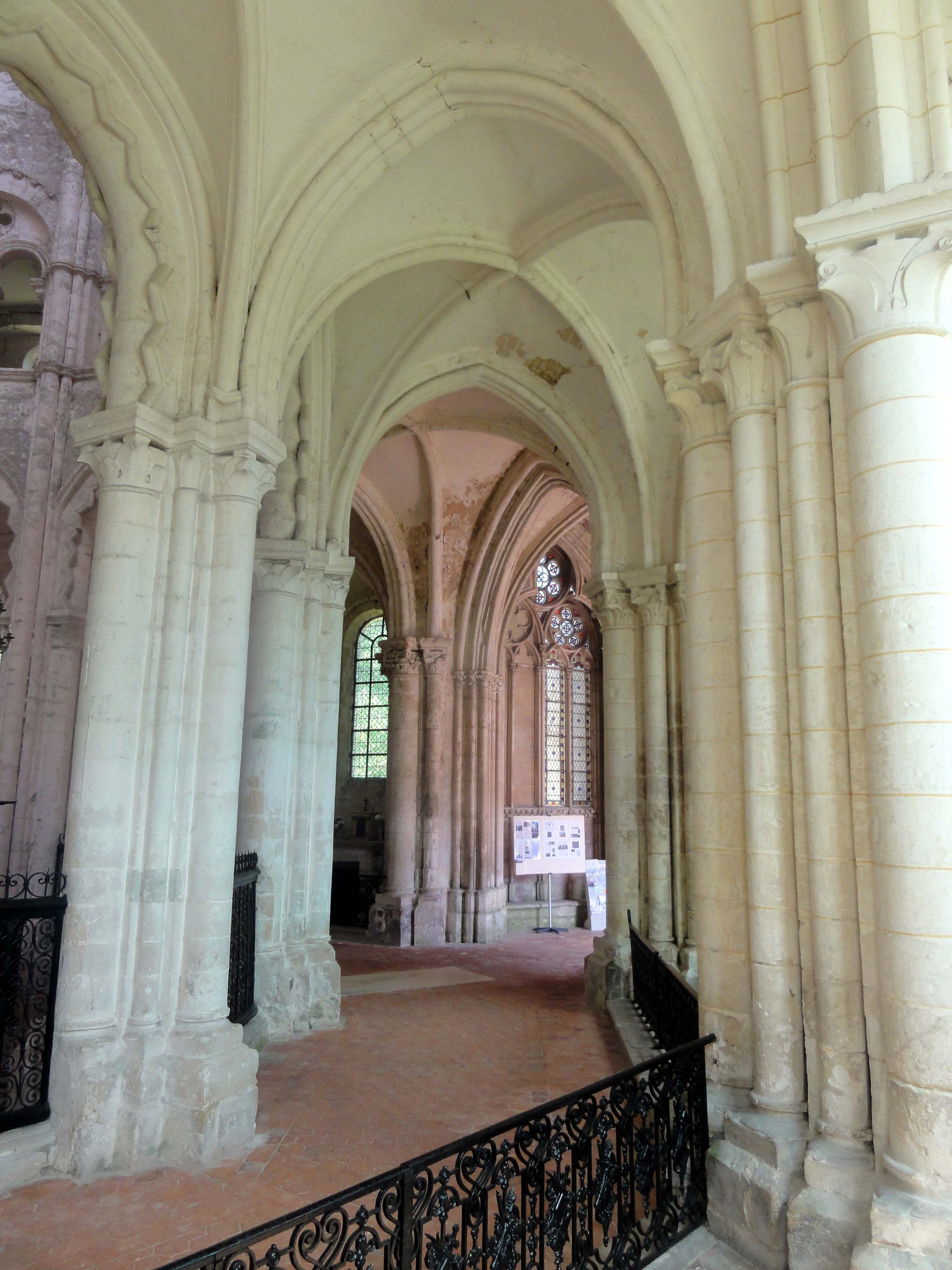
6e travée (sud-ouest), vue vers le nord-est.

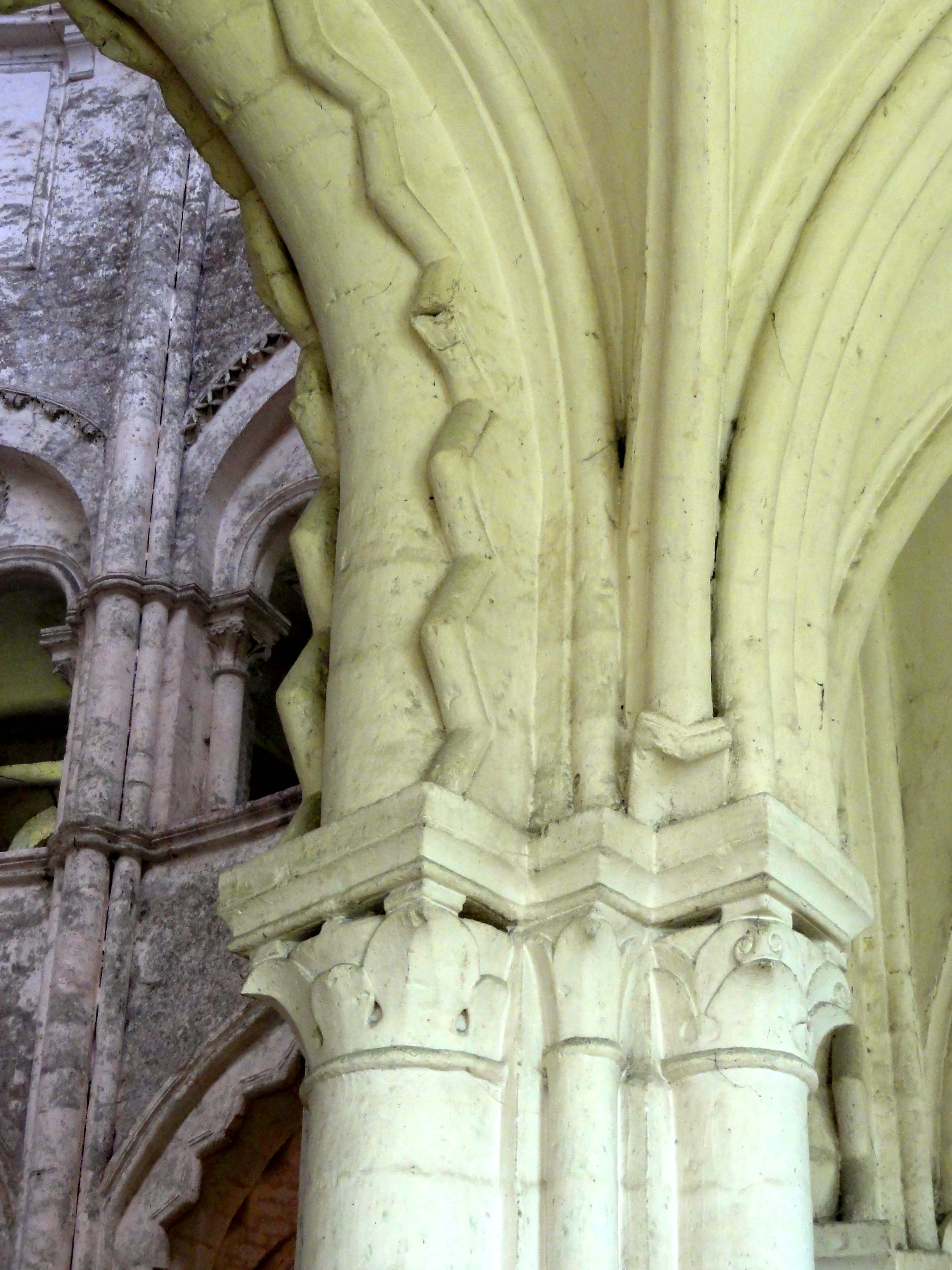
Arcade à bâtons brisés et chapiteaux.

Le déambulatoire se compose de deux travées rectangulaires au nord et au sud, et de cinq travées de plan trapézoïdal. Celles-ci sont délimitées intérieurement par les grandes arcades qui entourent le rond-point de l'abside, et extérieurement, par les arcs-doubleaux ouvrant sur les chapelles rayonnantes et le vestibule de la chapelle de la Vierge. Tant les grandes arcades que les arcs-doubleaux sont à deux rangs de claveaux, et le rouleau supérieur prend la forme d'un tore de chaque côté. Sur les grandes arcades, le rouleau inférieur est un gros boudin agrémenté de bâtons brisés, comme à Chars. Ailleurs dans le département, les grandes arcades à bâtons brisés n'existent guère qu'à Bury, Foulangues et Saint-Vaast-lès-Mello, et les apparitions sur les ogives ne sont pas plus fréquentes : dans la région, ce type d'ornement est surtout répandu sur les portails de la période 1130-1150, dont celui du croisillon sud de Saint-Germer. (Il est à signaler que l'arcade sud du rond-point de l'abside a été reconstruite de manière simplifiée, sans mouluration aucune, et avec une largeur réduite, à la suite de l'effondrement de la tour de croisée.) Sur les arcs-doubleaux vers les chapelles, mais également sur les arcades établissant la communication avec le transept, le rouleau inférieur arbore un gros tore en profil d'amande entre deux petits tores. Cette mouluration atypique se poursuit sur les doubleaux séparant les sept travées du déambulatoire. On y trouve trois tores du même gabarit. Si les doubleaux sont donc assez lourds, les ogives, en forme de tore unique, paraissent extrêmement fines. Leur profil en amande répond aux arcs-doubleaux extérieurs. Quant aux clés de voûte, elles se dispensent de toute décoration : les nervures s'y croisent simplement,,,.
Les chapelles rayonnantes sont au nombre de trois actuellement. La chapelle d'axe a cédé la place au vestibule de la chapelle de la Vierge, et la chapelle au nord du rond-point de l'abside a été démolie à une date indéterminée, avant la réforme mauriste. Le mur qui ferme le doubleau laisse encore apercevoir le rouleau inférieur de celui-ci, ainsi que le rouleau supérieur intérieur proche des tailloirs des chapiteaux. L'existence de simples formerets le long des travées rectangulaires au nord et au sud, et d'une tourelle d'escalier devant la travée du sud, donne à penser que ces deux travées n'ont jamais été flanquées de chapelles. Les fenêtres des trois travées sans chapelles sont en plein cintre, et dépourvues de toute ornementation, sauf à l'extérieur de l'église. Pour venir à la description des trois chapelles, elles sont peu profondes, et se composent de deux murs biais assez étroits ; d'un mur de fond deux fois plus large ; les trois percées de baies en plein cintre tout à fait frustes, dont celle du fond deux fois plus large que les autres ; et d'une voûte d'ogives tripartite, dont la clé de voûte jouxte la clé d'arc du doubleau vers le déambulatoire. Les clés de voûte des deux chapelles orientales sont remarquables, mais les détails de leur sculpture s'effacent sous les couches successives de badigeons. Un orifice central est entouré d'un rang de petits cercles piqués au trépan, et d'une petite couronne de feuillages, qui elle-même est flanquée de cinq mascarons, à savoir deux grands qui se superposent aux ogives, et trois petits qui se superposent à l'arc-doubleau. Ces clés de voûte sont d'inspiration romane, et dans le même ordre d'idées, les formerets des chapelles sont encore en plein cintre, alors que l'arc brisé règne sur les arcades et doubleaux du déambulatoire. Mais le fait que les formerets adoptent une mouluration torique au lieu de se présenter comme un rang de claveaux à l'arête taillée chanfreinée, traduit cependant l'ultime phase de l'architecture romane,,,.
Les supports des voûtes et des arcades et doubleaux sont des piliers cantonnées de colonnes engagées et de fines colonnettes logées dans les angles rentrants. Les colonnes engagées sont réservées aux rouleaux inférieurs des arcades et doubleaux. Les colonnettes sont dédiées, selon les cas, aux rouleaux supérieurs, aux formerets et aux ogives. Quand la place le permet, ce qui est le cas vers l'extérieur du hémicycle et dans les chapelles rayonnantes, leur nombre est équivalent au nombre des éléments à supporter. Entre deux chapelles, deux colonnettes s'insèrent ainsi entre deux colonnes engagées. L'une est dédiée au rouleau supérieur d'un arc-doubleau, et l'autre, à une ogive. De part et d'autre du mur de fond des chapelles, les colonnettes sont au nombre de trois. Ici, les colonnettes des formerets sont de diamètre moindre que la colonnette médiane. Par manque de place, l'architecte a retenu le même diamètre réduit pour les colonnettes à l'intérieur de l'hémicycle. Il en résulte l'occurrence de deux diamètres différents pour des colonnettes de la même fonction. Afin de ne pas obstruer les arcades vers le rond-point de l'abside, le maître d'œuvre s'est également vu contraint de supprimer les colonnettes des ogives. Celles-ci sont ainsi reçues sur des culs-de-lampe. Certains prennent la forme inhabituelle d'une feuille bipartite, lestée d'un tore à sa bordure supérieure. Les autres culs-de-lampe sont des têtes grimaçantes. Le manque de place n'affectant pas les deux travées droites du déambulatoire, la composition réduite des piliers ne concerne pas ceux vers le transept. Restent encore à évoquer les tailloirs, les chapiteaux et les bases. Les tailloirs accusent une plate-bande, un filet, un cavet et une baguette. Ils sont disposés orthogonalement, sauf les tailloirs des ogives vers l'extérieur du hémicycle, qui sont placés à 45° conformément à l'usage à la première période gothique. La sculpture des chapiteaux est marquée par une certaine monotonie, car elle fait appel exclusivement aux volutes d'angle et aux feuilles d'eau disposées en un ou deux rangs. La variété des chapiteaux résulte, pour l'essentiel, de l'habileté des différents sculpteur qui étaient à l'œuvre, ou autrement dit, du degré de la stylisation. Ainsi, certaines volutes sont abstraites, tandis que d'autres sont formées par des petites feuilles enroulées, et certaines feuilles sont plates ou sans relief, tandis que d'autres collent de plus près aux modèles fournis par la nature. Quant aux bases, elles arborent un tore, une scotie et un boudin aplati flanqué de griffes d'angle végétales d'une facture simple, et reposent sur des socles à ressauts biseautés,,,.

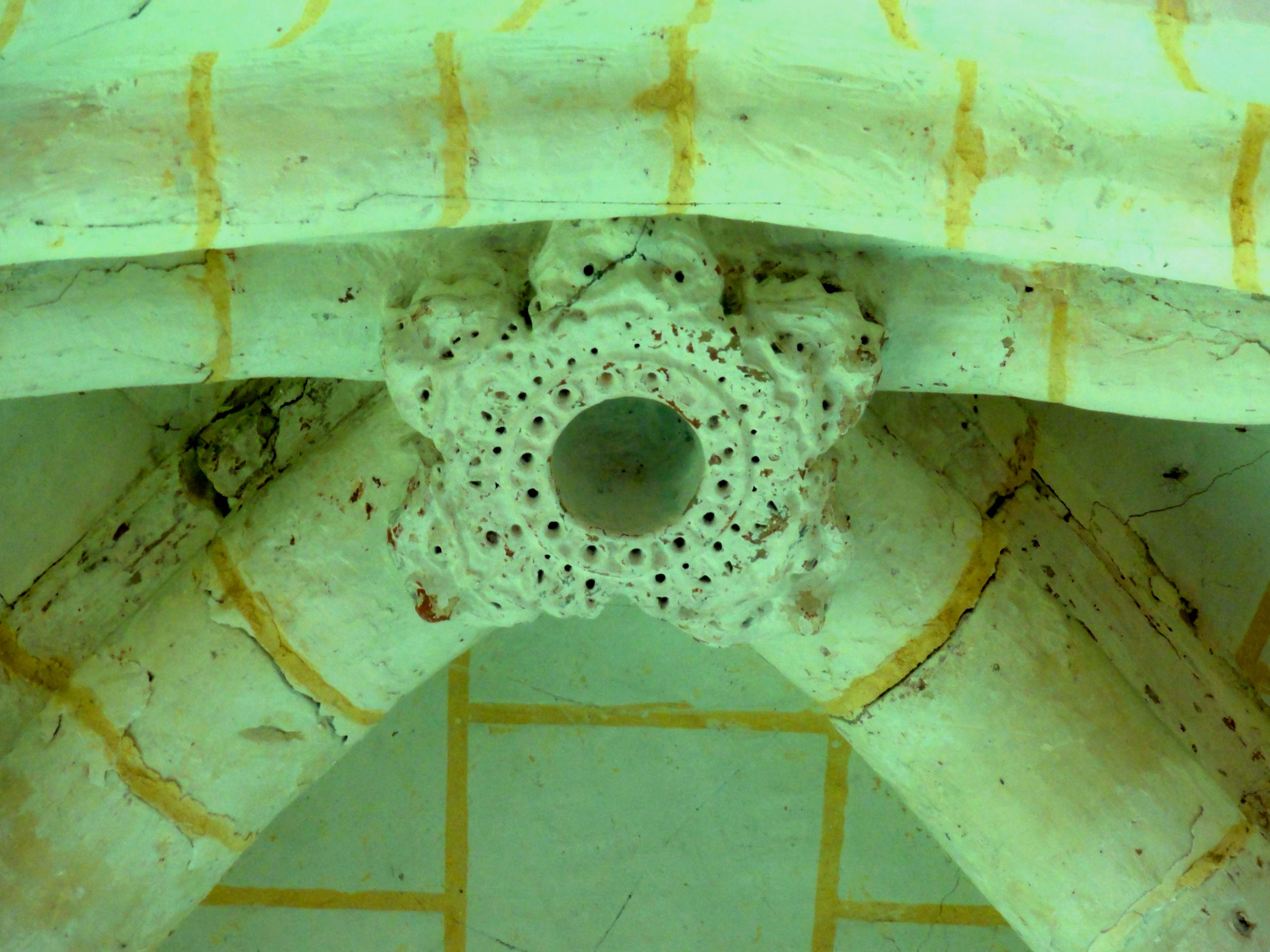
Chapelle nord-est, clé de voûte.
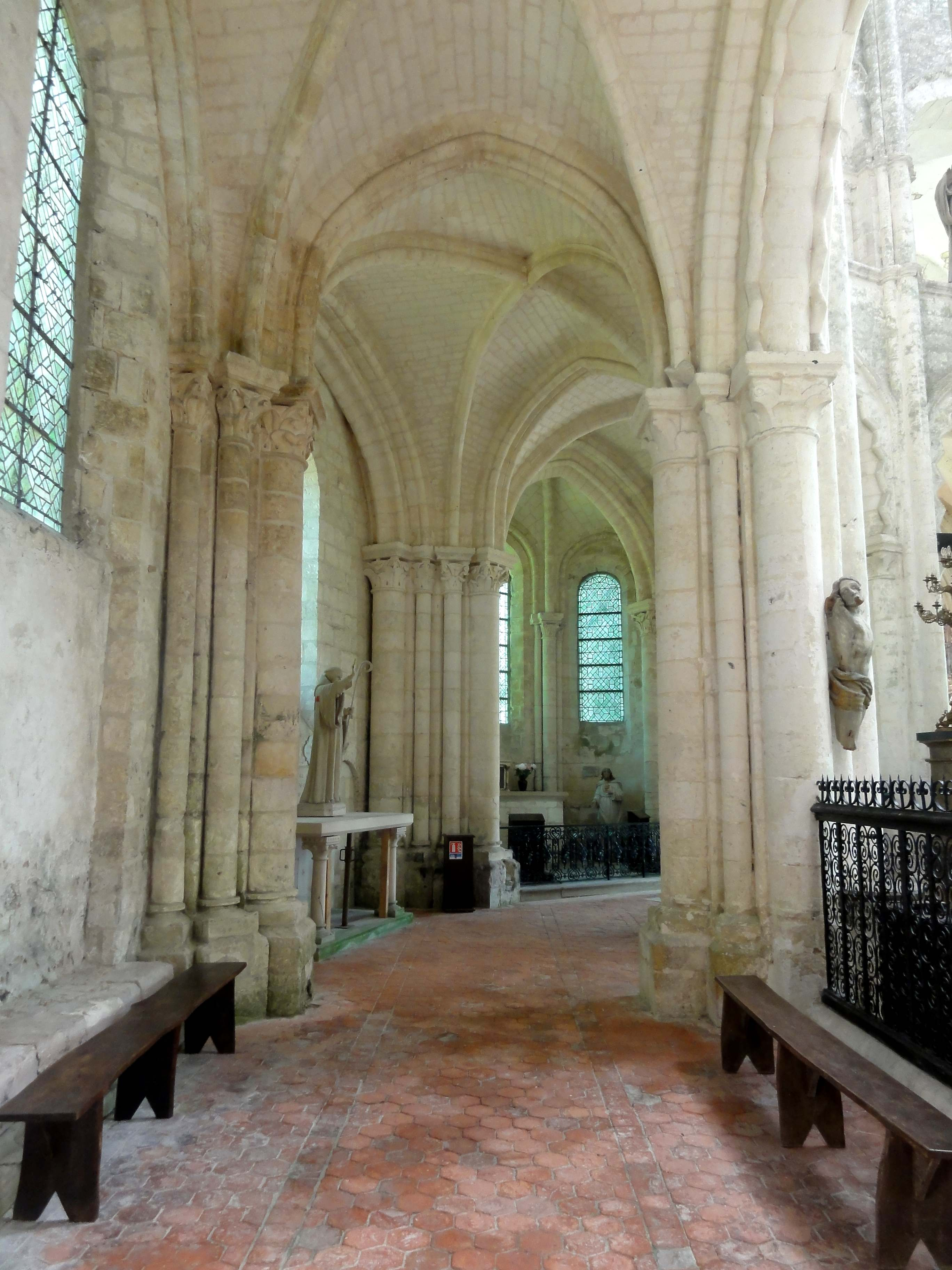
1re travée, vue vers l'est.
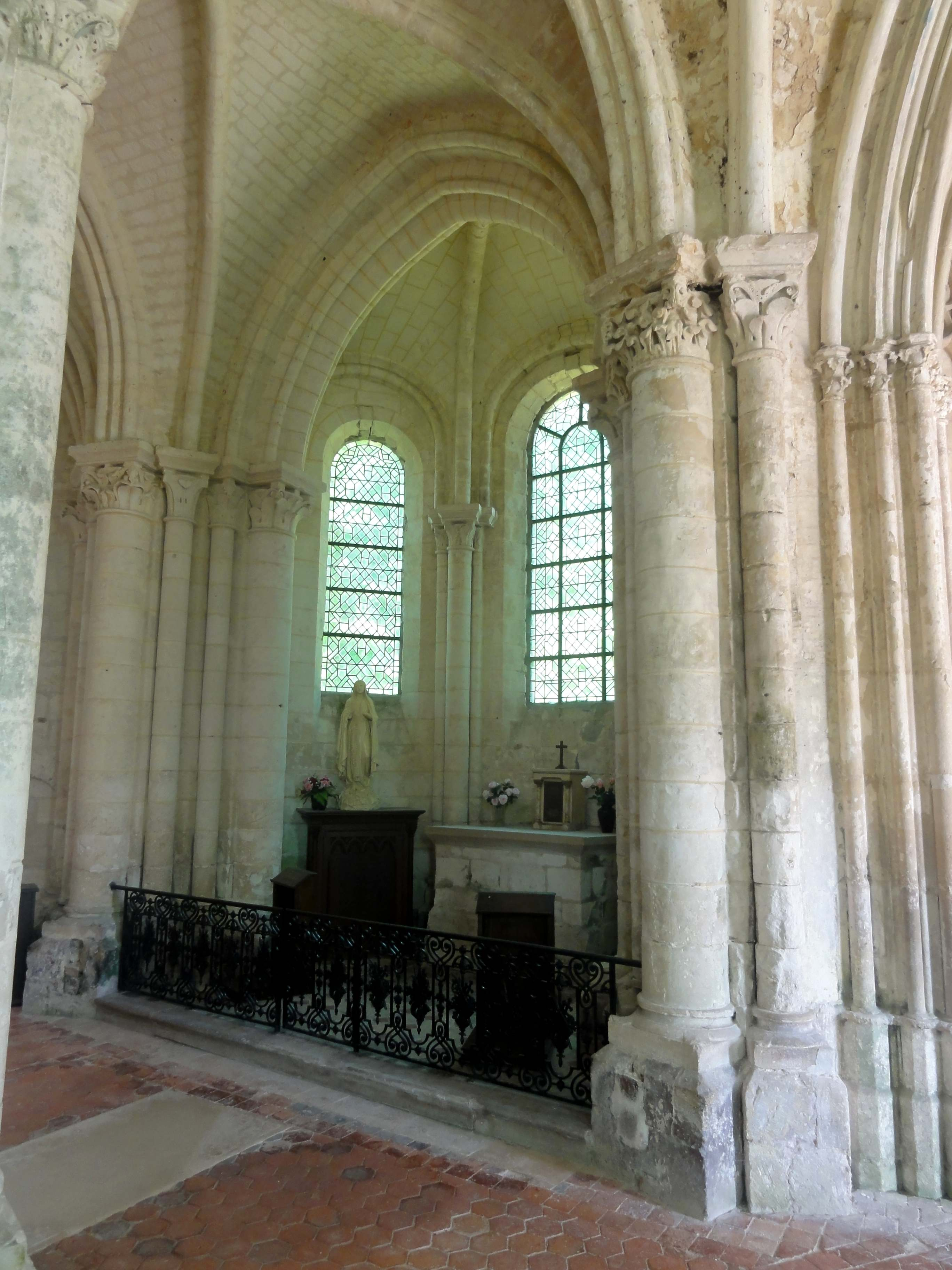
Chapelle rayonnante nord-est.
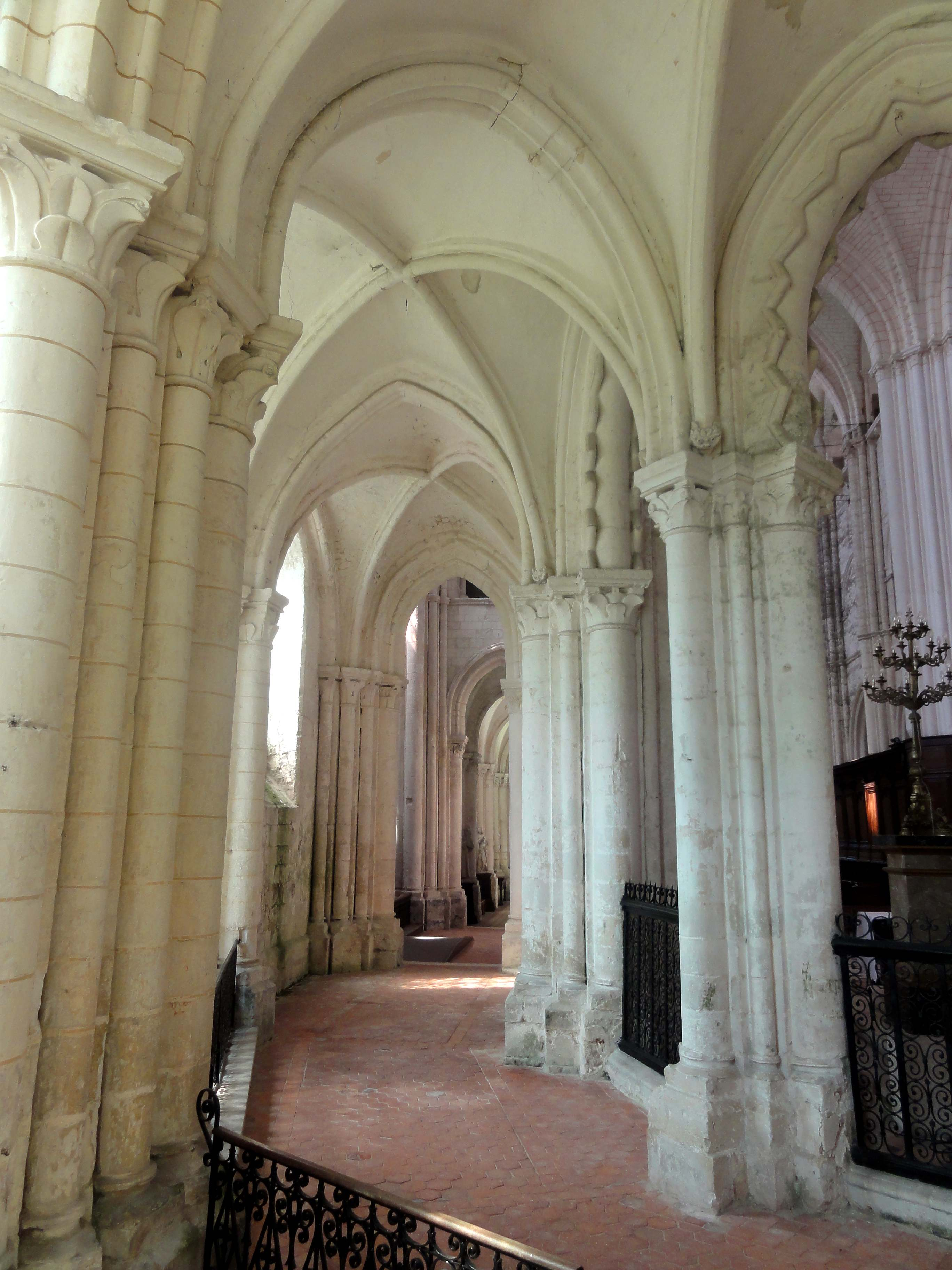
5e travée, vue vers le sud-ouest.
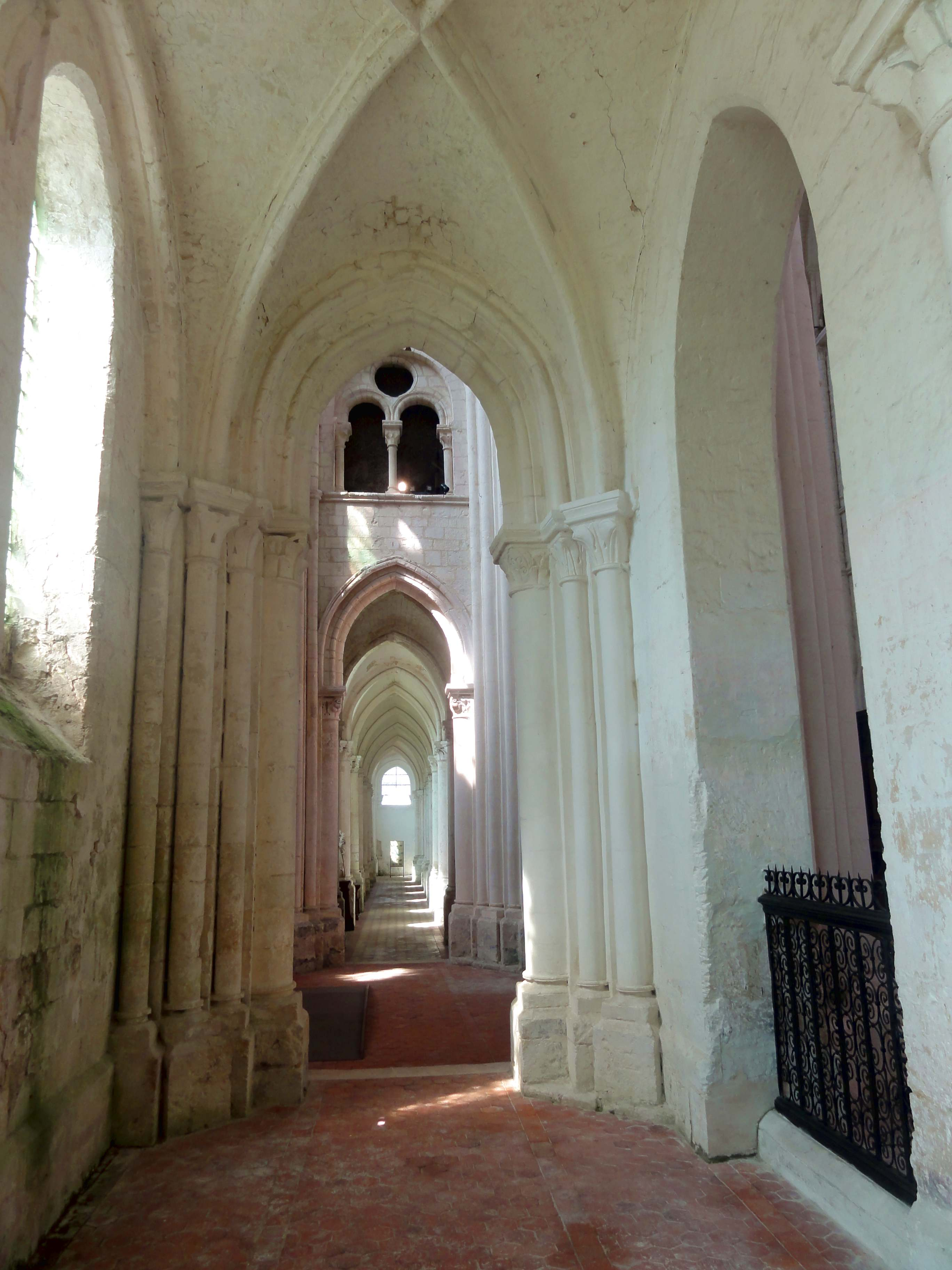
7e travée, vue vers l'ouest dans le croisillon sud.
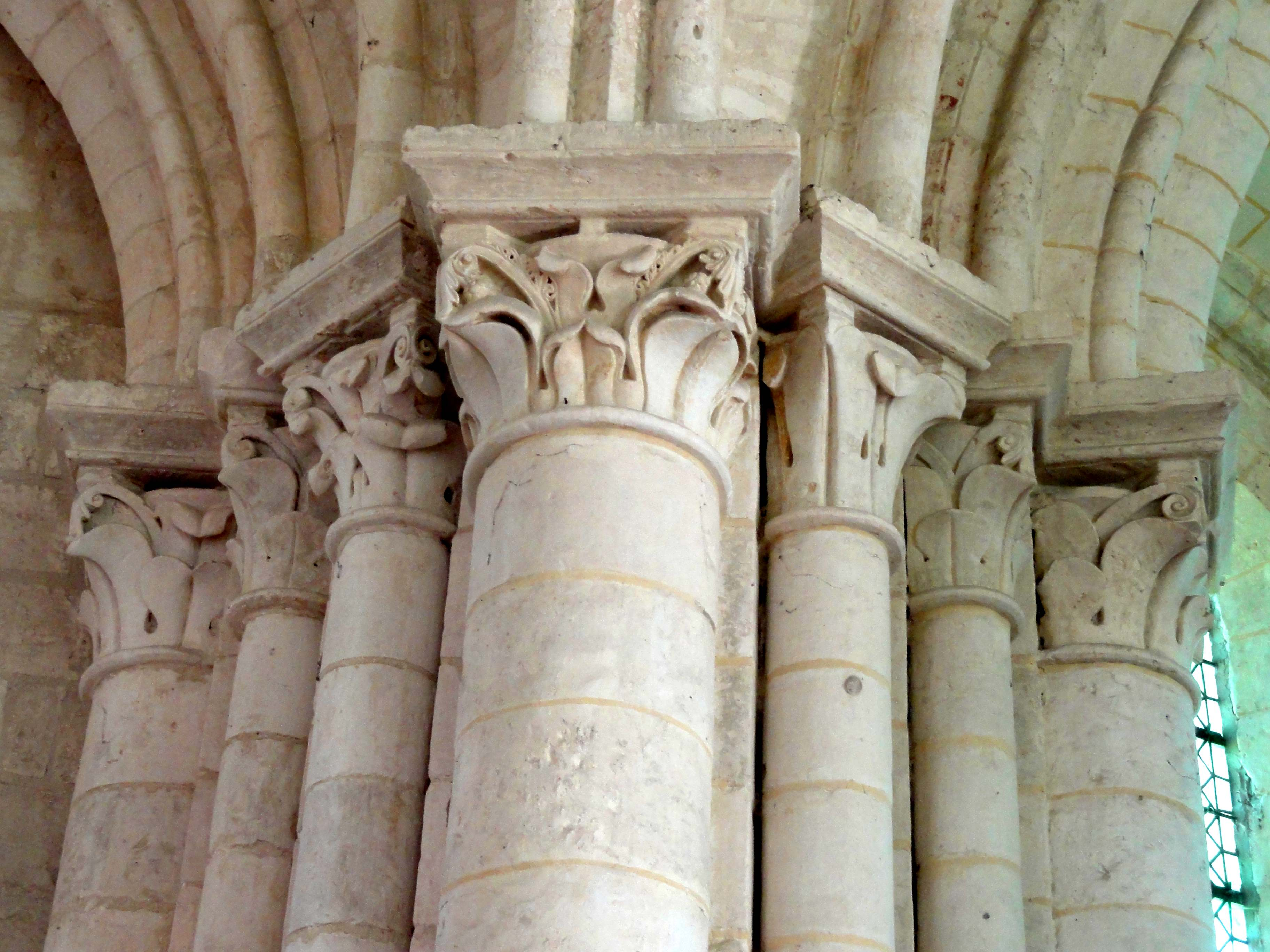
Intersection 2e-3e travée, chapiteaux côté nord.

#### Chœur

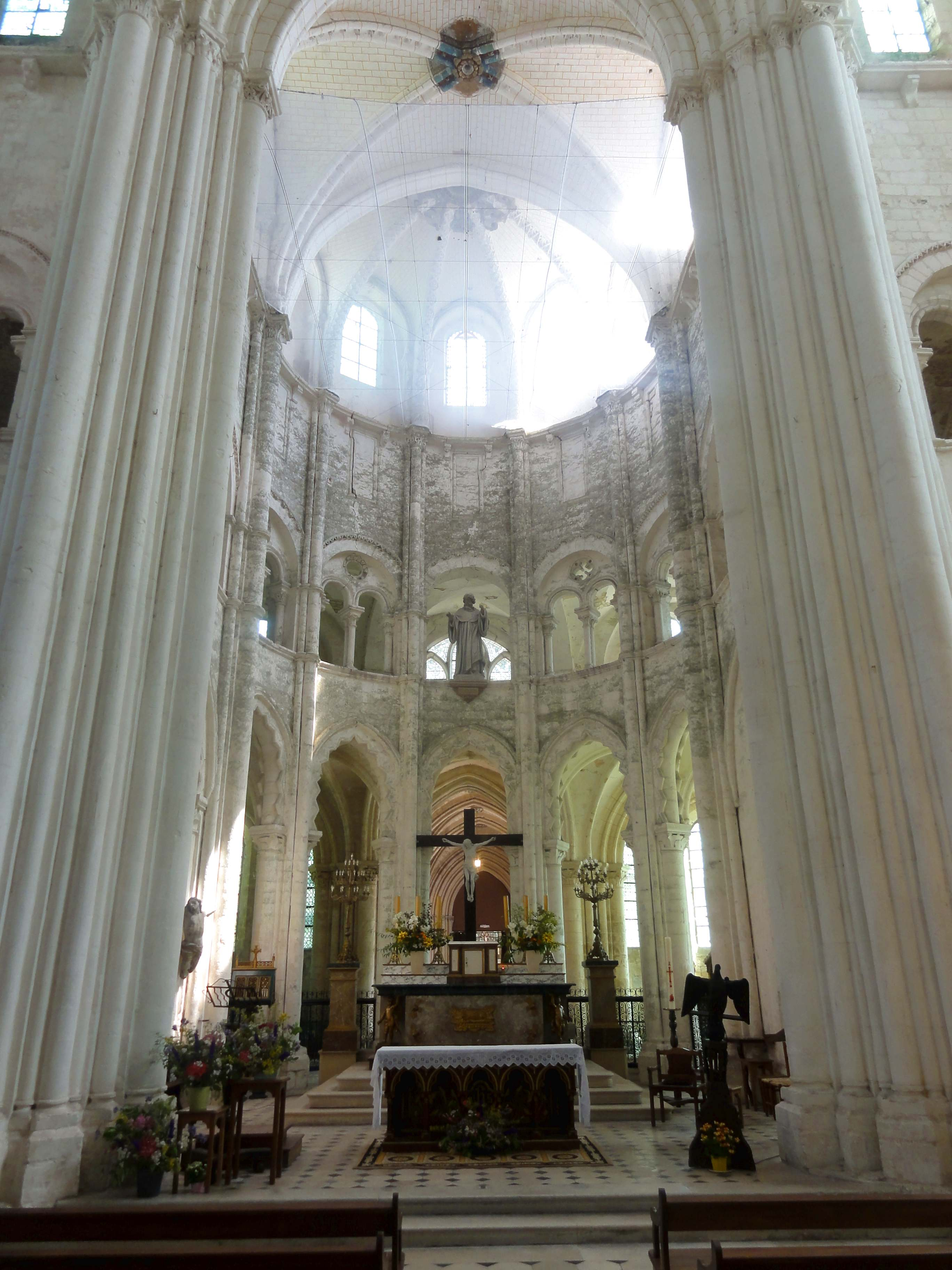
Vue vers l'est.

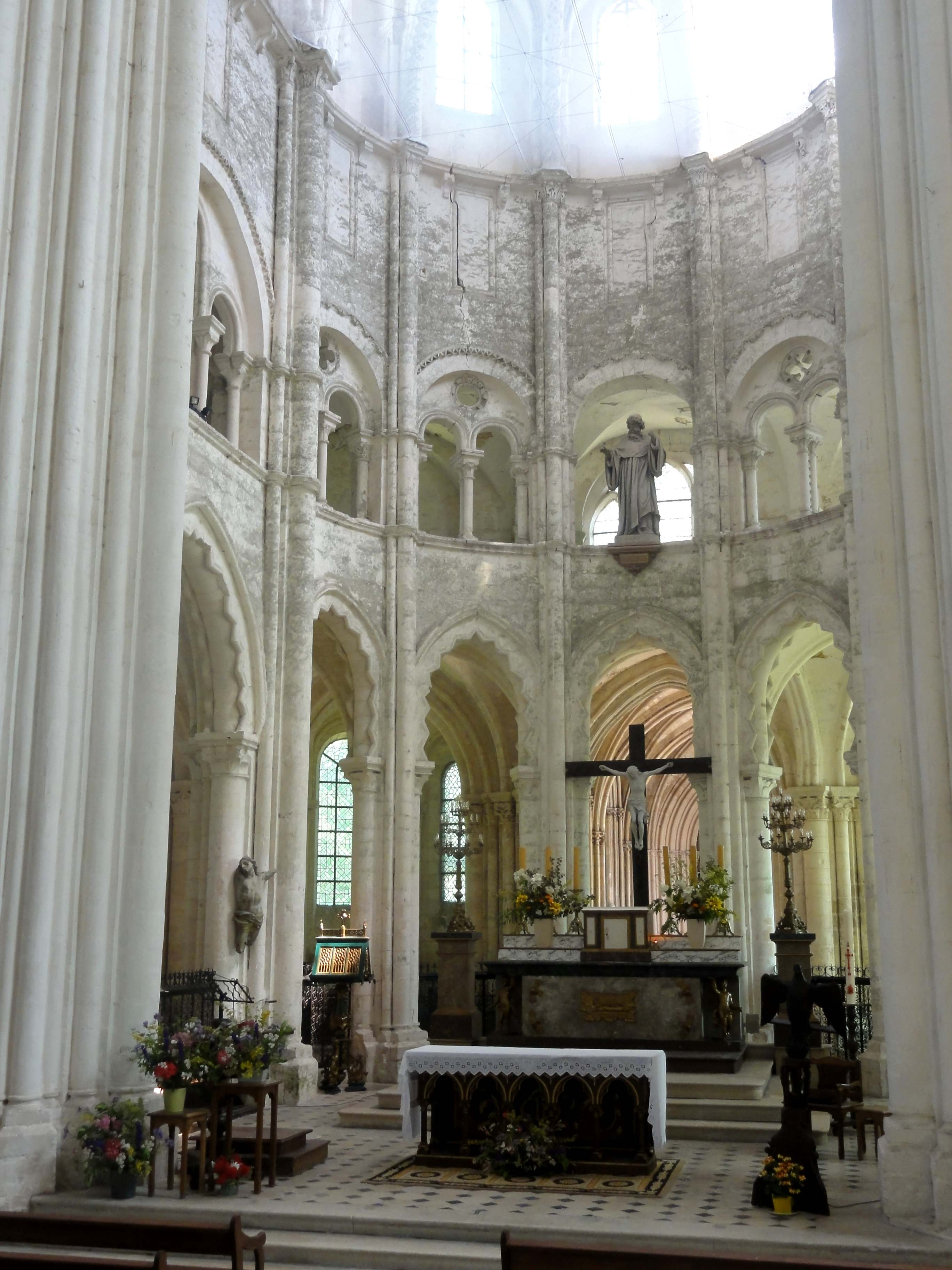
Vue vers le nord-est.

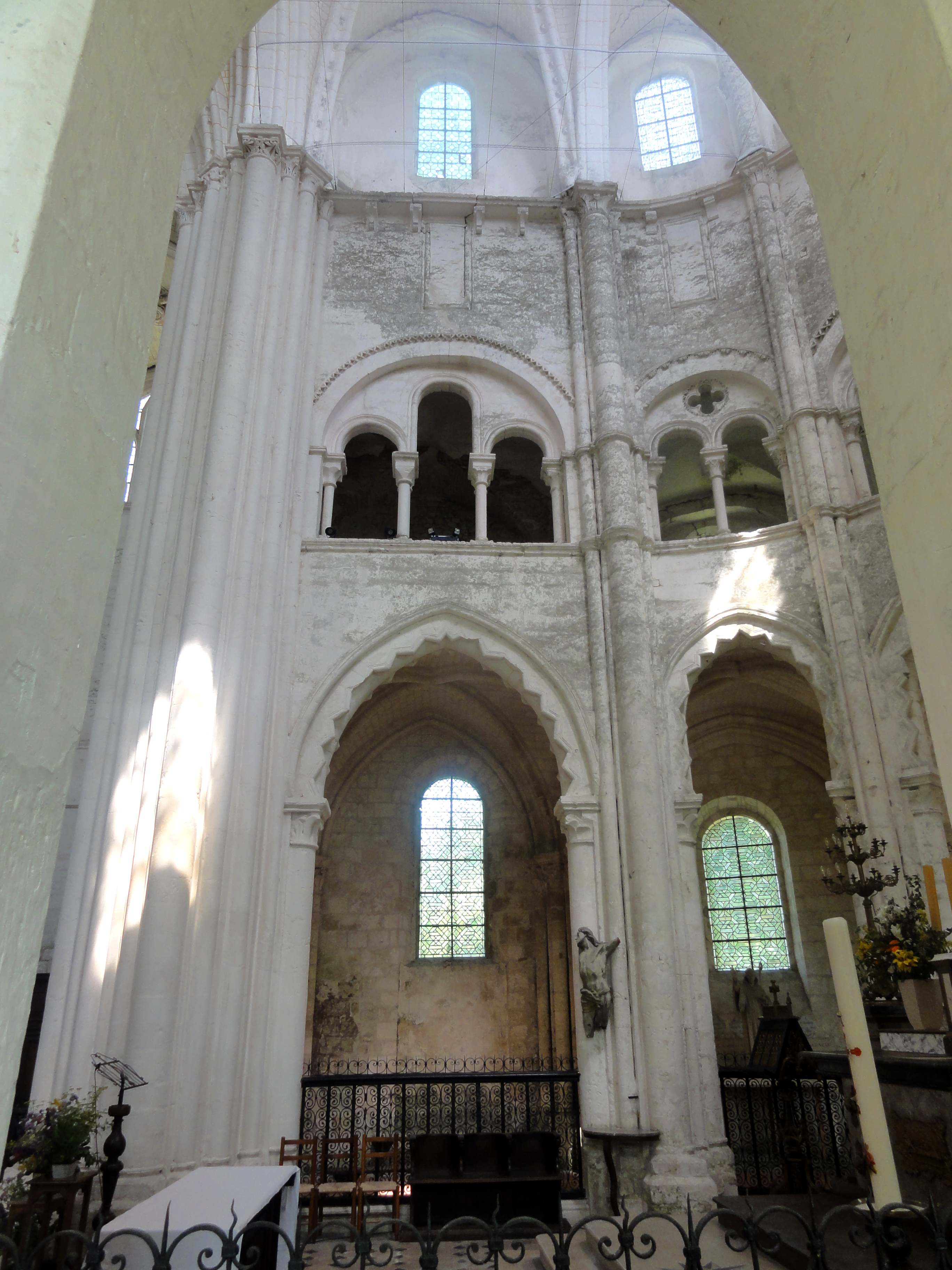
Vue vers le nord.

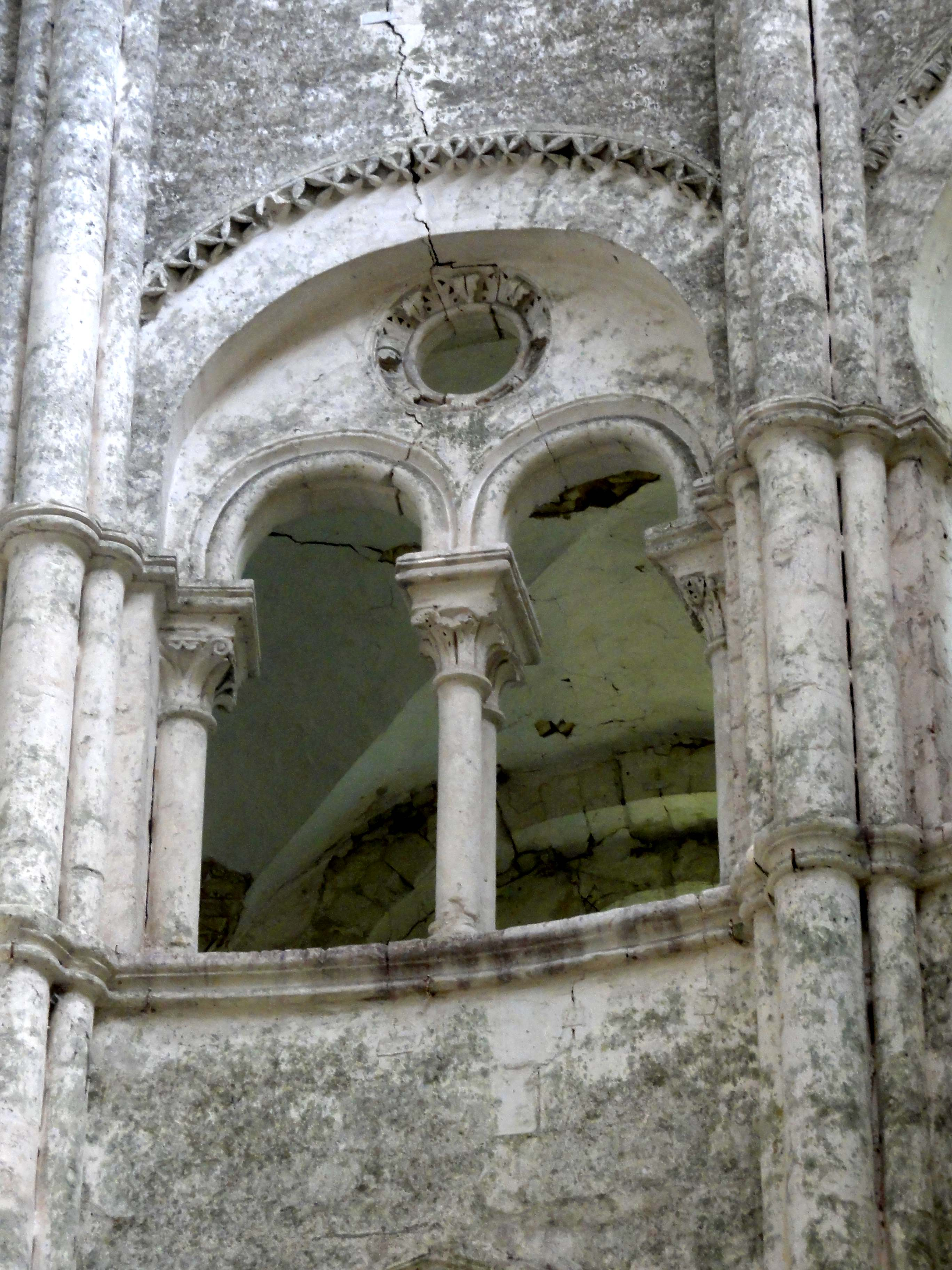
Baie de la tribune au nord-est de l'abside.

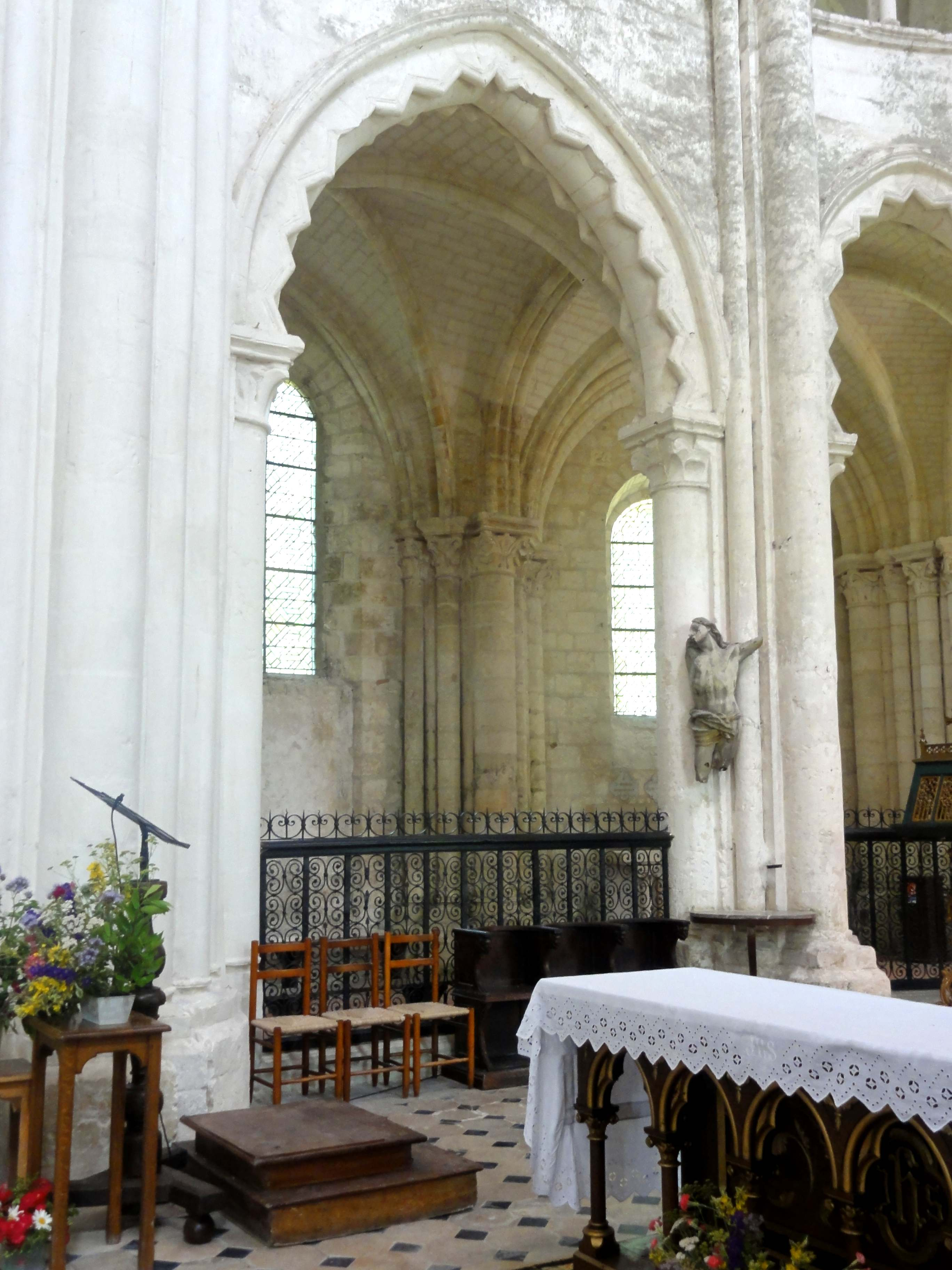
Grande arcade du nord.

Composé d'un travée droite et du rond-point de l'abside, le chœur se distingue par son caractère élancé. Il cumule effectivement à une hauteur de 19,20 m sous le sommet des voûtes, et le maître d'œuvre a choisi de mettre en exergue la verticalité en faisant retomber jusqu'au sol les faisceaux de trois colonnettes disposés devant les piliers des grandes arcades, au lieu de les faire réceptionner par les tailloirs de ces dernières. Le bandeau mouluré à l'appui des fenêtres de la tribune et la corniche au niveau des chapiteaux du second ordre servent la même cause : en fournissant des repères aux yeux, ils permettent de mieux apprécier la distance et ainsi la hauteur. Dans le rond-point de l'abside, l'encombrement réduit des supports, déjà signalé dans le contexte du déambulatoire, contribue à une impression de légèreté. Si l'on regarde les élévations latérales, le contraste avec la lourdeur des piles de la croisée du transept est saisissant, même si elle est atténuée par la répartition de la charge des voûtes sur vingt-deux colonnettes (chiffre qui vaut pour les piles complètes à l'ouest de la croisée). En ce qui concerne le surhaussement des arcades du rond-point de l'abside, il contribue lui aussi au soulignement de la verticalité, mais plus que d'un procédé, il s'agit du résultat de la contrainte d'aligner les chapiteaux et les sommets de toutes les arcades du chœur sur un même niveau, alors que les arcades du rond-point sont naturellement plus étroites que celles de la travée droite. L'objectif de l'alignement des sommets des arcades sur un même niveau n'est par ailleurs pas tout à fait atteint : l'on note une assise de différence entre le rond-point de l'abside et la travée droite. Plus significatif est encore l'écart entre la hauteur des baies des galeries dans la travée droite et dans le rond-point de l'abside. Si ces maladresses ne sont pas perceptibles depuis la nef, un autre détail est d'un effet discutable : ce sont les bagues qui interceptent les faisceaux de trois colonnettes au niveau du bandeau ainsi qu'au niveau des tailloirs des baies des tribunes, mais pas au niveau des chapiteaux du second ordre. Ces deux niveaux de bagues sont très rapprochés et ne s'intègrent pas dans les rapports entre les proportions de l'édifice,,.
Si, au premier regard, l'élévation du rond-point semble se composer de cinq travées rigoureusement identiques, le décor puise néanmoins dans une certaine richesse du vocabulaire. Ses variations se manifestent sur cinq plans : la sculpture des chapiteaux et consoles ; les oculi au-dessus des baies de la tribune ; les cordons qui surmontent les arcs de décharge de ces baies ; la modénature et sculpture des ogives ; et l'ornementation des clés de voûte. Les bâtons brisés des grandes arcades constituent déjà une expression de la générosité du décor, à une époque où les arcades simplement agrémentées par des arêtes taillées en biseau sont encore fréquentes. Le maître d'œuvre respecte en même temps la sobriété qu'impose un lieu de vie monastique, et n'utilise pas tous les registres que la sculpture monumentale de l'époque lui offre. Ainsi, contrairement à certains édifices contemporains (Trie-Château, Saint-Denis, prieuré Saint-Martin-des-Champs, Notre-Dame-du-Fort d'Étampes, Château-Landon...), les griffes d'angle des bases sont simples et toutes analogues, et les tailloirs ne sont pas sculptés. Ils ne font appel qu'à deux profils différents : l'un pour les grandes arcades, le bandeau à l'appui des baies des galeries, les chapiteaux du second ordre et la corniche ; l'autre pour les baies de la tribune. Pour mémoire, le premier se compose d'une plate-bande, d'un filet, d'un cavet et d'une baguette ; quant au deuxième, il accuse un large filet, un mince filet, un tore et un cavet. Ce deuxième profil est également appliqué aux bagues qui cernent les faisceaux de trois colonnettes au niveau des tailloirs des baies de la tribune. Un troisième profil est réservé au bandeau à l'appui des baies de la galerie, qui forme également des bagues autour des faisceaux de trois colonnettes. Ce troisième profil présente un tore à l'emplacement du méplat du premier profil. Dans le contexte des tailloirs, il convient de regarder les corbeilles des chapiteaux. Elles sont à décor exclusivement végétal. Sur les chapiteaux des grandes arcades, l'on note beaucoup de feuilles d'eau relativement lisses, disposées dans un seul rang et formant parfois des volutes d'angle. Dans le déambulatoire, où ces chapiteaux sont également visibles, la sculpture paraît globalement plus aboutie. Dans le chœur, les compositions deviennent plus complexes sur les chapiteaux du second ordre. La superposition de plusieurs rangs de feuillages devient plus fréquente, et beaucoup de feuilles sont finement ciselées, et forment des palmettes, plus proches du modèle corinthien que ceux du déambulatoire. Ces chapiteaux sont proches de celles de l'abside de la cathédrale Notre-Dame de Senlis, qui sont par contre moins variés, et de celles de la cathédrale Saint-Étienne de Sens. Au vu des influences que Saint-Germer a dû exercer sur de nombreux édifices légèrement postérieurs, les chapiteaux de son chœur occupent une place particulière dans les débuts de la sculpture monumentale gothique,,,.
Le deuxième niveau d'élévation montre une disposition innovante. Saint-Germer est en effet le premier exemple d'un chevet à tribunes. Les baies du deuxième niveau ne s'ouvrent pas simplement sur les combles du déambulatoire, mais sur une véritable tribune. Large et entièrement bâtie en dur, elle reçoit directement le jour par des baies extérieures et est voutée d'arêtes (la plupart des voûtes d'origine a été refaite, en partie avec des ogives). Dans la première travée, les baies entre chœur et tribune se composent de trois ouvertures en plein cintre, dont celle du milieu dépasse en hauteur les deux autres grâce à de longues sections verticales au-dessus des tailloirs des chapiteaux. Jean Henriet y voit une influence normande. Dans le rond-point de l'abside, les baies sont constituées de deux ouvertures géminées en plein cintre, surmontées d'un oculus. (Dans la travée d'axe, la baie a été évidée afin de pouvoir exposer une statue de saint Germer, patron de l'abbaye et de l'église). Moulurées d'un filet, d'une gorge et d'un tore, les archivoltes des deux ouvertures reposent sur un total de quatre colonnettes à chapiteaux, dont celles du centre sont positionnées l'une derrière l'autre. Les colonnettes sont en délit, ce qui n'est le cas d'aucune des colonnettes du premier niveau. Au-dessus des colonnettes médianes, les oculi sont des quatre-feuilles (au nord et au sud-est) ou des cercles. Le quadrilobe au nord est entouré d'un rang de fleurs de violette excavées. L'oculus rond au nord-est bordé d'une frise de feuilles d'acanthe. Le quatre-feuilles au sud-est est complété de quatre orifices et ceint d'un tore décrivant un cercle. L'oculus rond au sud, enfin, est souligné par un rang de petits trous et entouré de bâtons brisés. Les arcs de décharge elles-mêmes ne sont pas moulurés et à arêtes vives. Elles sont surmontées d'un cordon de fleurs de violette excavées, souvent confondues avec les pointes-de-diamant ou les étoiles, ou sinon d'une frise de feuilles d'acanthe telle que sur la corniche extérieure de la tribune et du déambulatoire. L'intérieur de la tribune est assez sobre. Les arcs de décharge des baies vers le chœur, les formerets le long des murs extérieurs et les arcs-doubleaux sont à arêtes vives et reçus sur des massifs de maçonnerie en plan de T moyennant des tailloirs d'un profil simple. Les voûtes d'arêtes se fondent dans les angles et sont dépourvues de supports. De nombreuses niches murales rectangulaires s'ouvrent dans les massifs, mais aussi dans les murs extérieurs à côté des fenêtres. L'architecture rappelle assez la crypte de Montmille. Si l'on ignore l'usage que fut fait des tribunes, elles consolident en tout cas le chevet de l'église, par leur structure mais aussi par les arcs-boutants dissimulés dans les combles. Il s'agit de l'une des premières occurrences d'arcs-boutants, avec Saint-Germain-des-Prés,,,.
Le troisième niveau d'élévation est constitué d'ouvertures rectangulaires aujourd'hui bouchées, destinées à l'aération des combles de la tribune. Saint-Germer est la première église où paraît cet étage, qui ne connaîtra qu'une diffusion très limité (église Saint-Sulpice de Chars, cathédrale Notre-Dame de Paris...). Environ deux fois plus hautes que larges, leur largeur semble être déterminée par l'espacement des faisceaux de colonnettes dans le rond-point, et représenter justement un tiers de cette distance. La bordure des baies rectangulaires est moulurée à l'instar des archivoltes des baies de la tribune. La bordure supérieure bute presque contre la corniche, et est flanquée immédiatement par deux des consoles qui la supportent. Ces consoles, qui sont au nombre de quatre au nord et au sud de la travée droite du chœur, et au nombre de deux dans le rond-point de l'abside, sont elles aussi moulurées ou sculptées. Plusieurs exemplaires, à l'est notamment, arborent une tête de monstre. Concernant le deuxième et le troisième niveau d'élévation, l'on peut encore noter que leur hauteur cumulée équivaut la hauteur du premier niveau d'élévation. Le quatrième niveau d'élévation ne représente, quant à lui, qu'un quart de la hauteur cumulée des trois premiers niveau (soit la moitié de la hauteur des grandes arcades). Il commence par la coursive formée par les tablettes de la corniche fortement saillante, et rendue opérationnelle par des passages pratiqués derrière la retombée des voûtes. Elle était destinée à faciliter l'entretien des verrières des fenêtres hautes. Comme déjà soulignée, la corniche est alignée sur les tailloirs des chapiteaux du second ordre, dont elle adopte le profil. Ainsi, les ogives et le doubleau intermédiaire du chœur semblent retomber sur la corniche. Les formerets sont réceptionnés sur des colonnettes à chapiteau reposant elles aussi sur la corniche. Elles ne sont pas plaquées contre le mur de fond, mais positionnés au-dessus de la corniche, de sorte que des voûtes en berceau brisé peu profondes soient formées derrière les formerets,,,.
C'est déjà tout ce que l'on peut dire du quatrième niveau d'élévation, car ses fenêtres, en plein cintre, sont tout aussi sobres que celles du déambulatoire. Un grand soin a en revanche été apportée à la décoration des voûtes. Si le doubleau intermédiaire est de facture conventionnelle, et accuse un méplat entre deux tores, les ogives de la première travée arborent un rang de fleurs de violette dans la gorge entre les deux tores qui constituent sa mouluration. Dans les angles nord-est et sud-est de la travée droite, les ogives prennent appui sur une tête de bœuf et un homme accroupi. Dans le rond-point de l'abside, les quatre ogives sont entièrement recouvertes d'un décor sculpté bien plus extravagant, différent pour chacune d'entre elles. Il s'agit de deux tores en ligne brisée superposées, enfermant des boutons de fleurs ; de deux tores en ligne brisé zigzaguant autour des disques et demi-disques représentant des croix celtiques en bas-relief ; d'un entrelacs de rubans et de cercles perforés de trous ; et d'un tore en ligne brisé contournant des feuilles disposés tantôt dans l'un, tantôt dans l'autre sens. Les bouts des ogives sont avalés par des têtes de félins. Que les ogives soient sculptées est tout à fait exceptionnel dans la région. À la croisée du transept de Catenoy, la gorge des ogives affiche ainsi des boutons de fleurs. Dans la troisième travée de la nef d'Acy-en-Multien, se détachent des bâtons brisés, et dans la première travée du chœur de Béthisy-Saint-Martin, les ogives sont agrémentées de dents de scie excavées. Des petits motifs apparaissent aussi sur les ogives du bas-côté nord de Chars. En l'occurrence, les motifs suggèrent un rapprochement avec les archivoltes du portail, des baies et des grandes arcades de Boscherville. La clé de voûte de la travée droite affiche une couronne de feuillages caractéristique de la première période gothique. La grande demi-clé de voûte est en revanche d'une inventivité exceptionnelle. Polychrome, elle met en scène une couronne assemblée de motifs géométriques ; des mascarons au sommet des ogives ; et deux groupes de deux basilics affrontés, entre les ogives. Leurs corps, leurs queues et leurs pattes dessinent des grandes et des petites volutes pourvues de différentes textures. S'y ajoute un crucifix dans la travée d'axe. Des clés sculptées remarquables existent aussi à Chars et à Notre-Dame-du-Fort d'Étampes. Le type de sculpture impose cependant un rapprochement avec le croisillon nord de Saint-Étienne de Beauvais et avec le narthex de Trie-Château,,,. Le filet de protection suspendu au niveau de la corniche empêchent aujourd'hui le visiteur d'apprécier les détails de ce décor original.

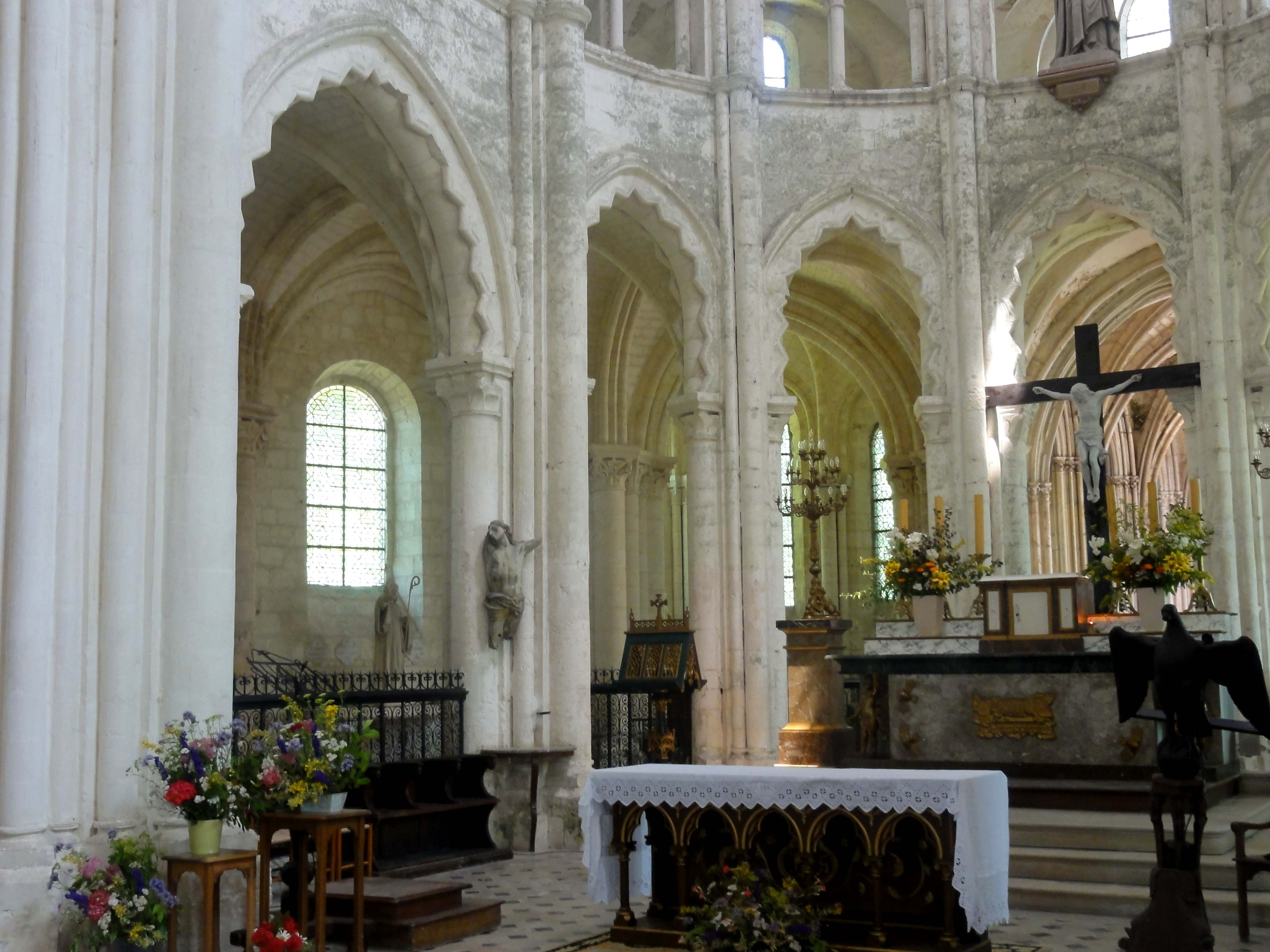
Grandes arcades, vue diagonale vers le nord-est.
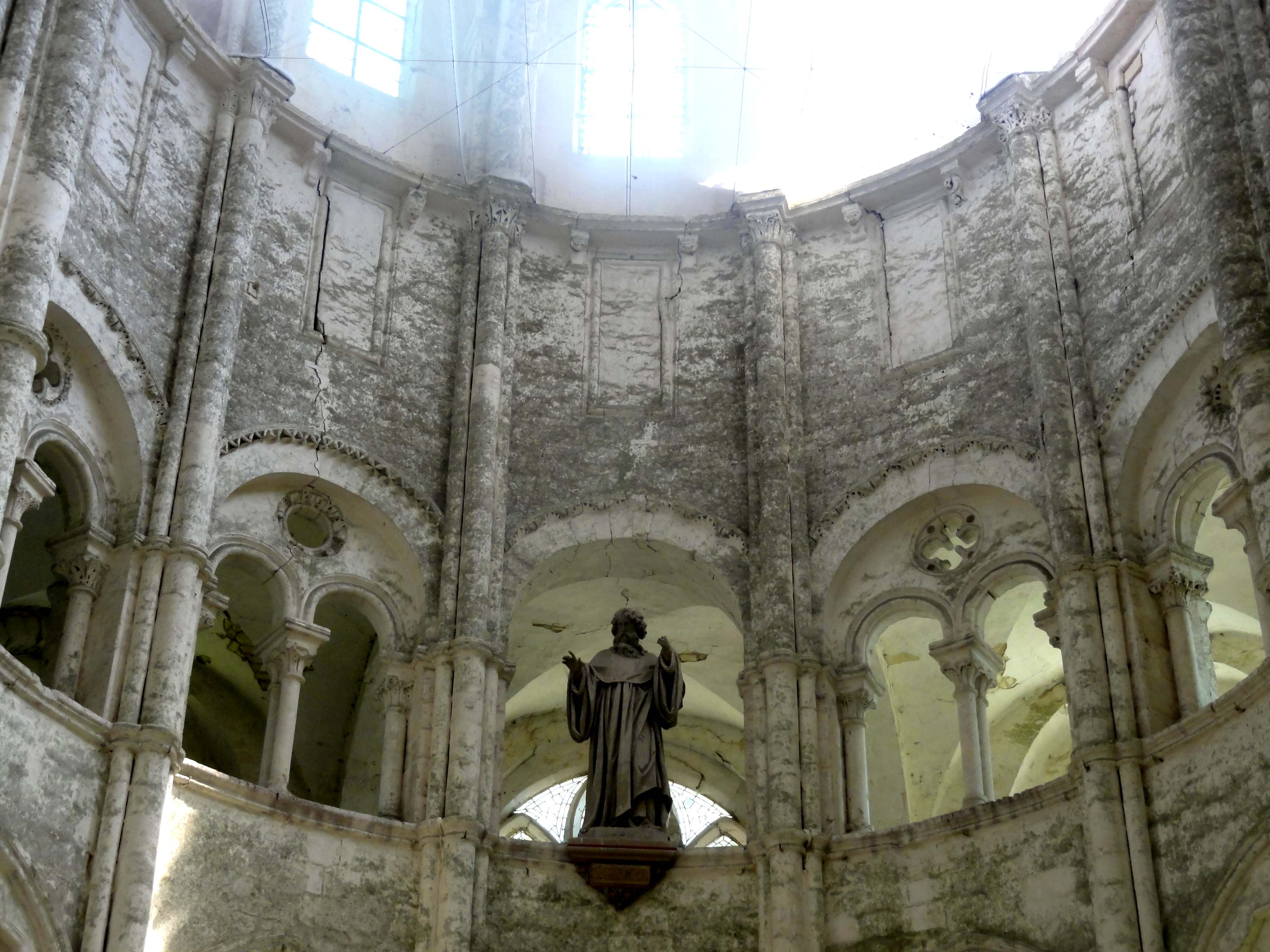
Rond-point de l'abside, baies de la tribune.
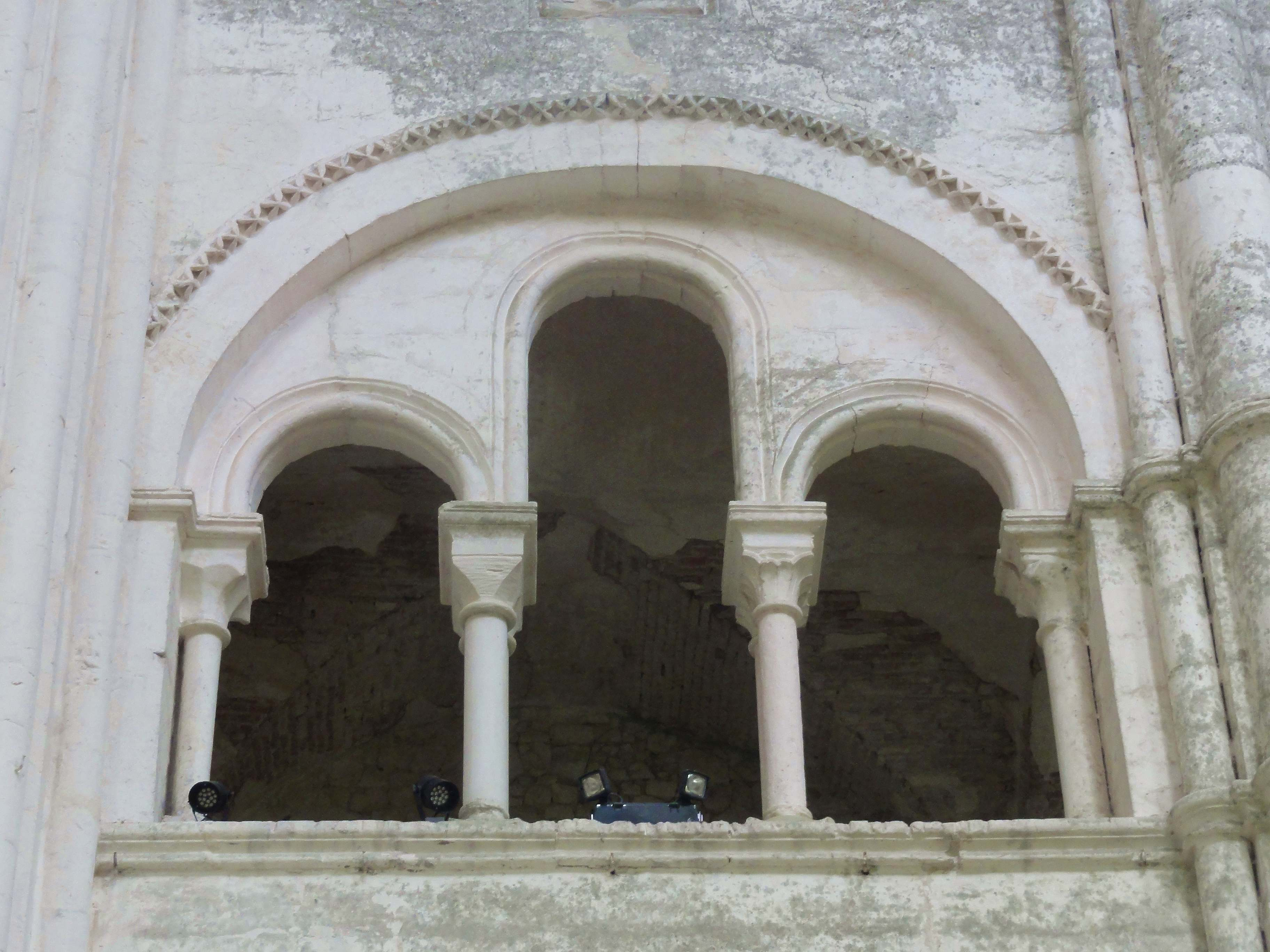
Travée droite, tribune côté nord.
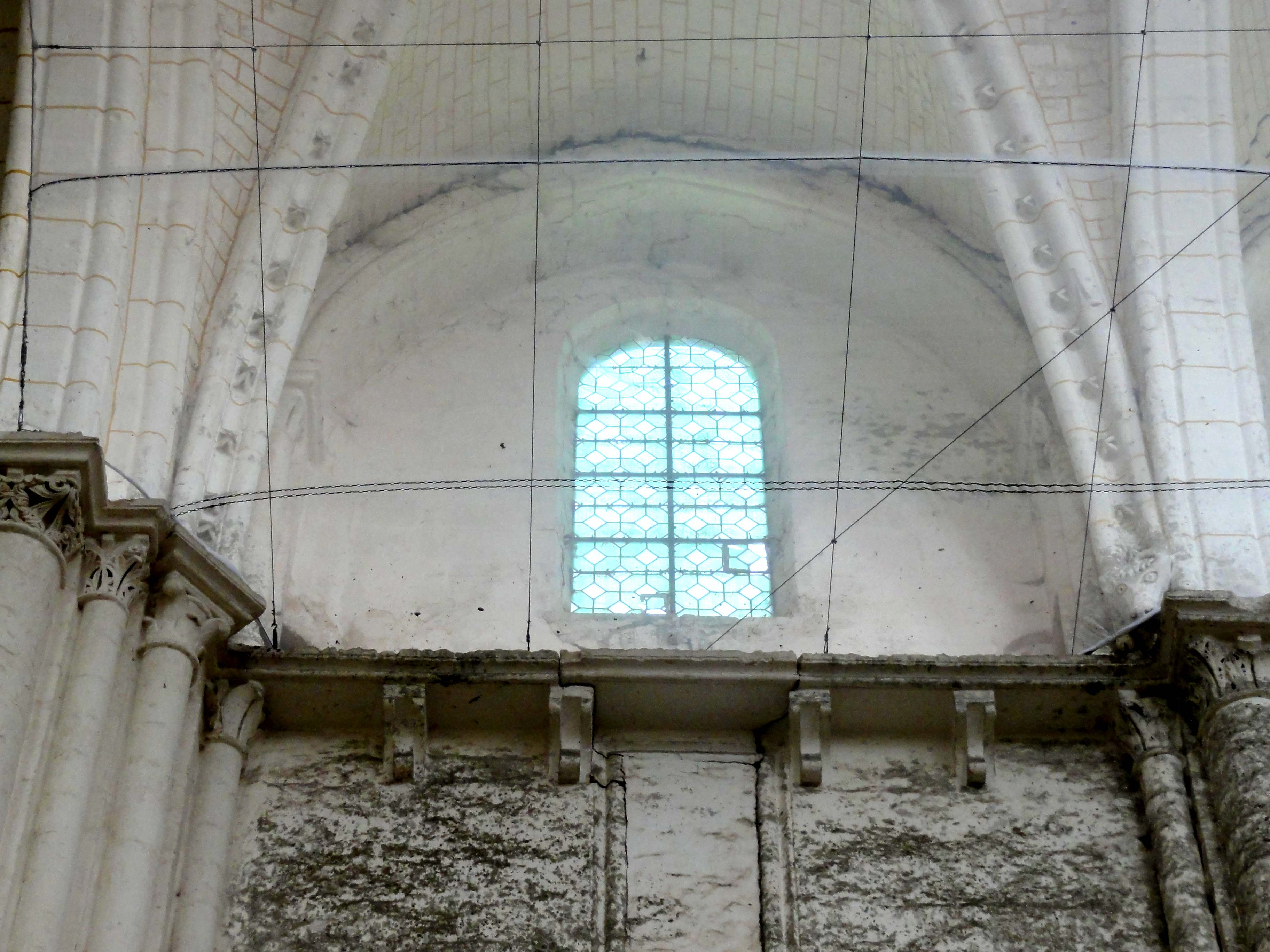
Travée droite, fenêtre haute côté nord.
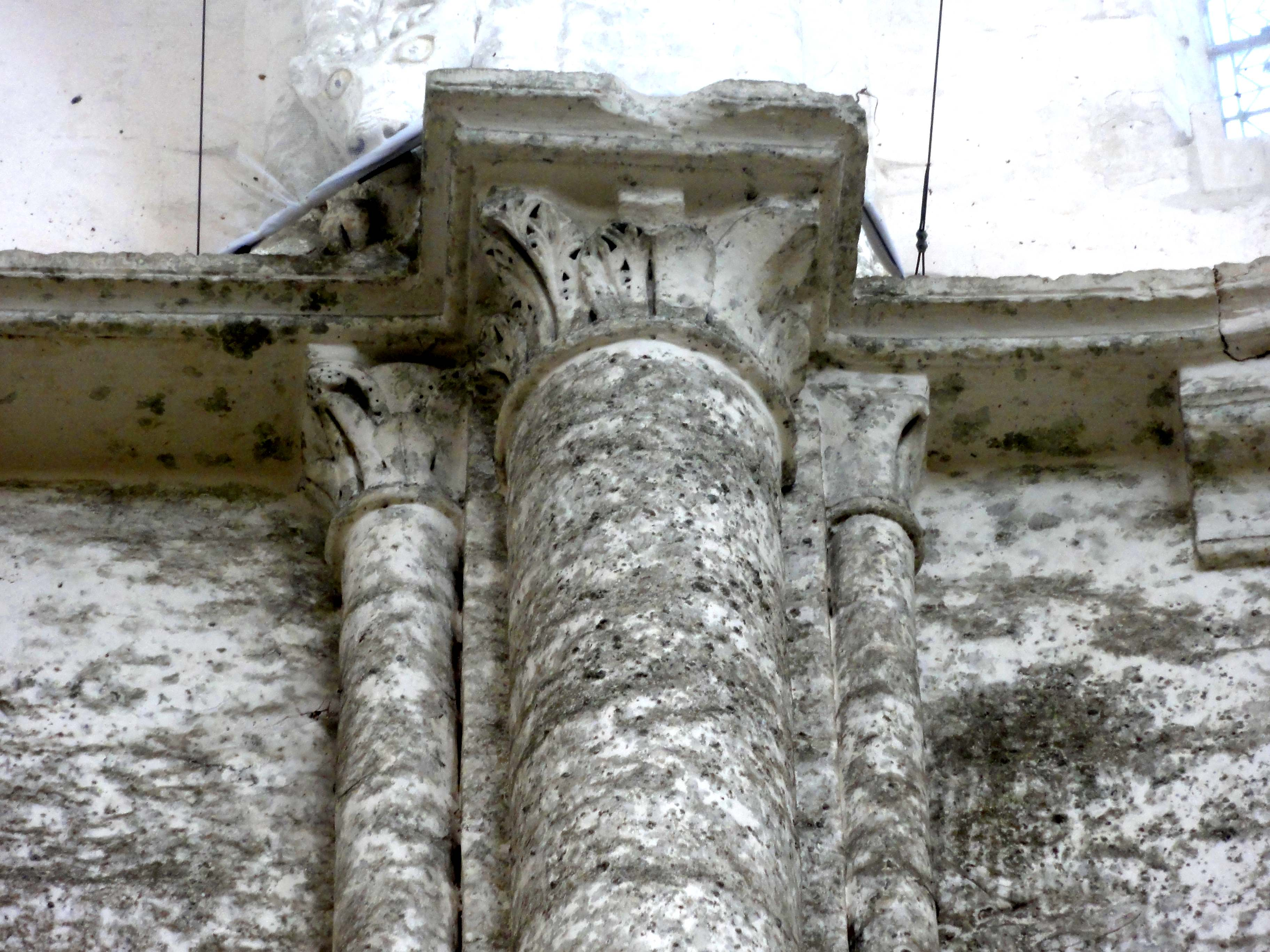
Chapiteaux du 2e ordre et corniche.
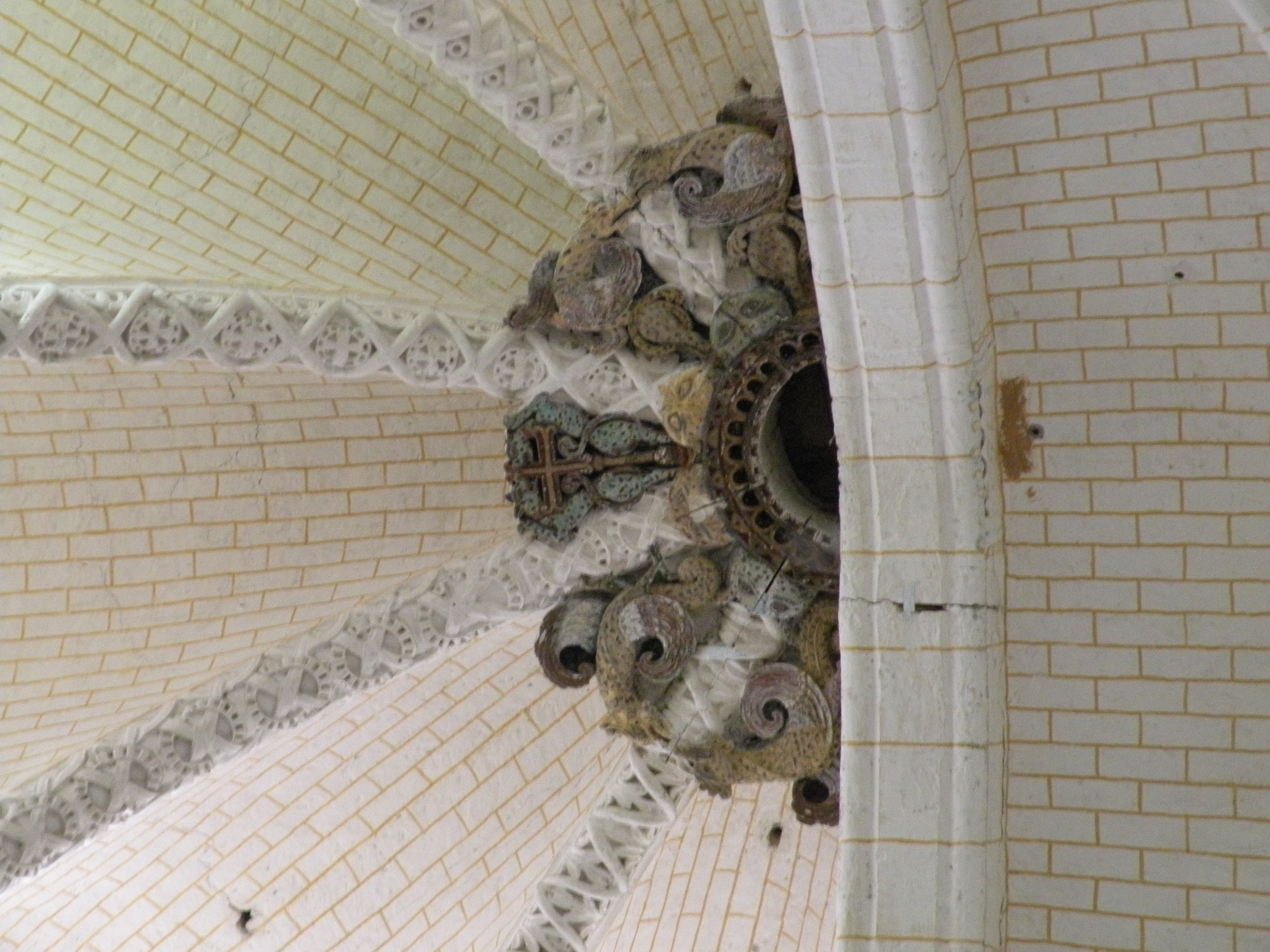
Clé de voûte de l'abside.

#### Transept

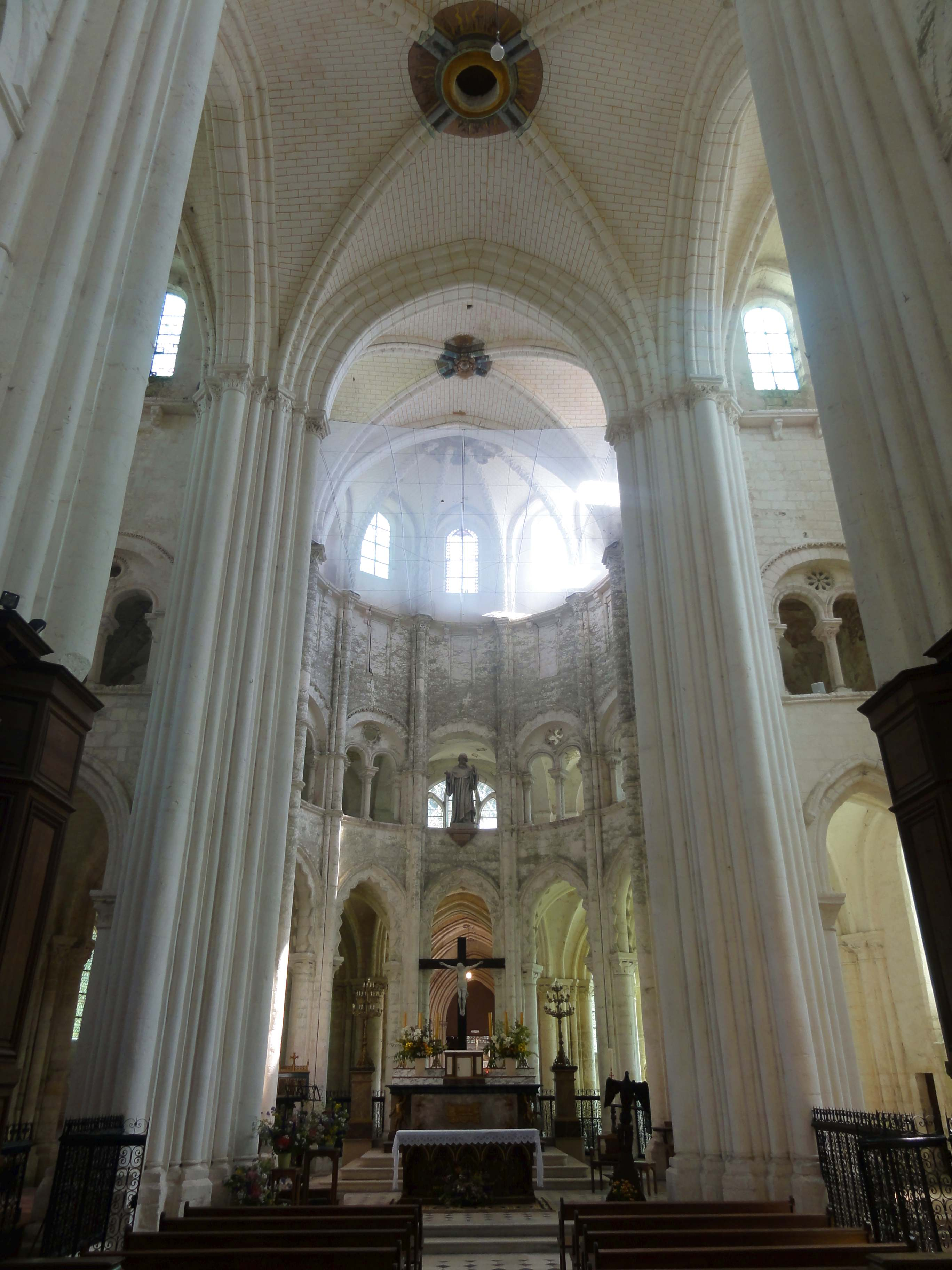
Croisée, vue vers l'est.

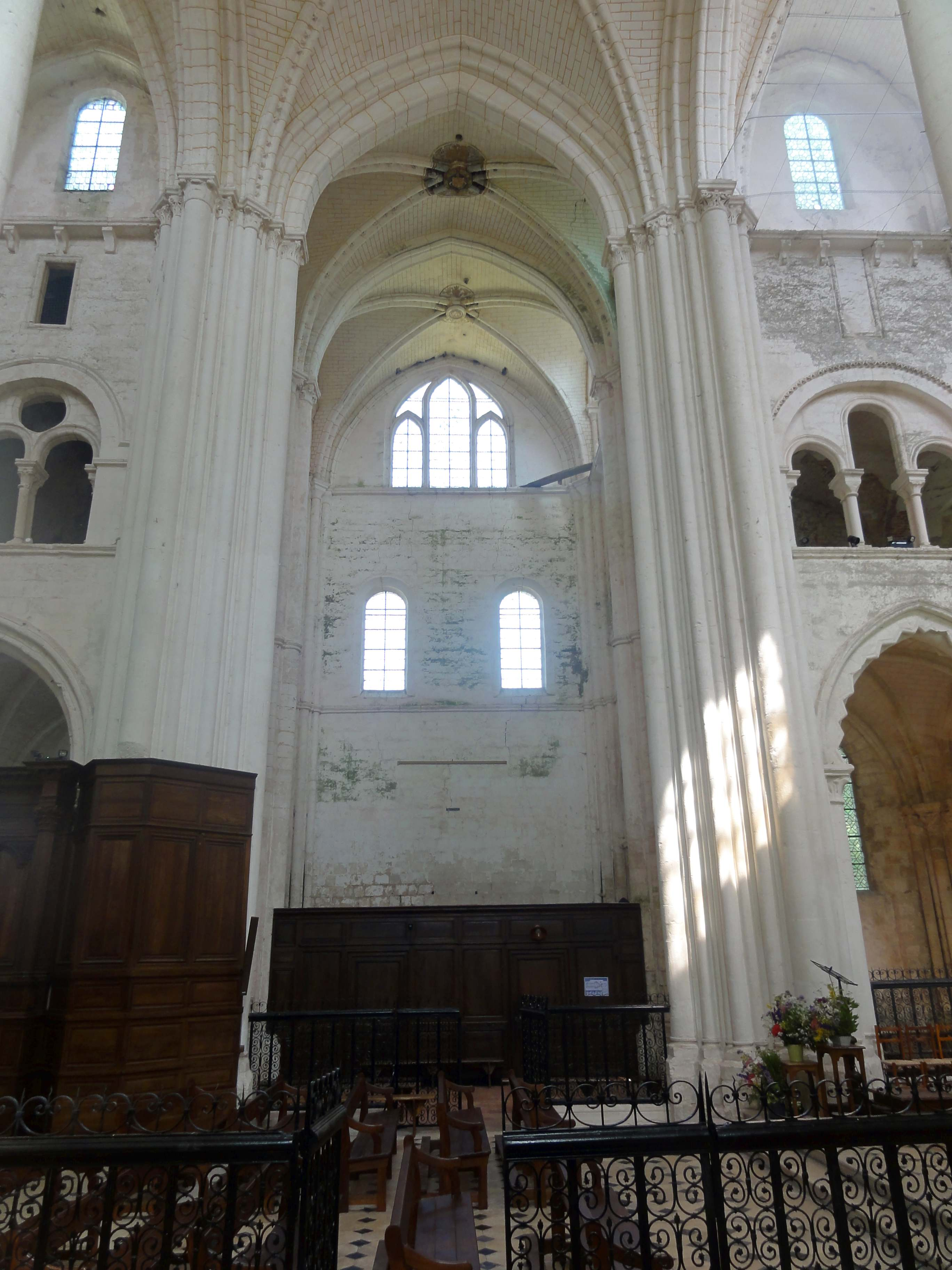
Croisée, vue vers le nord.

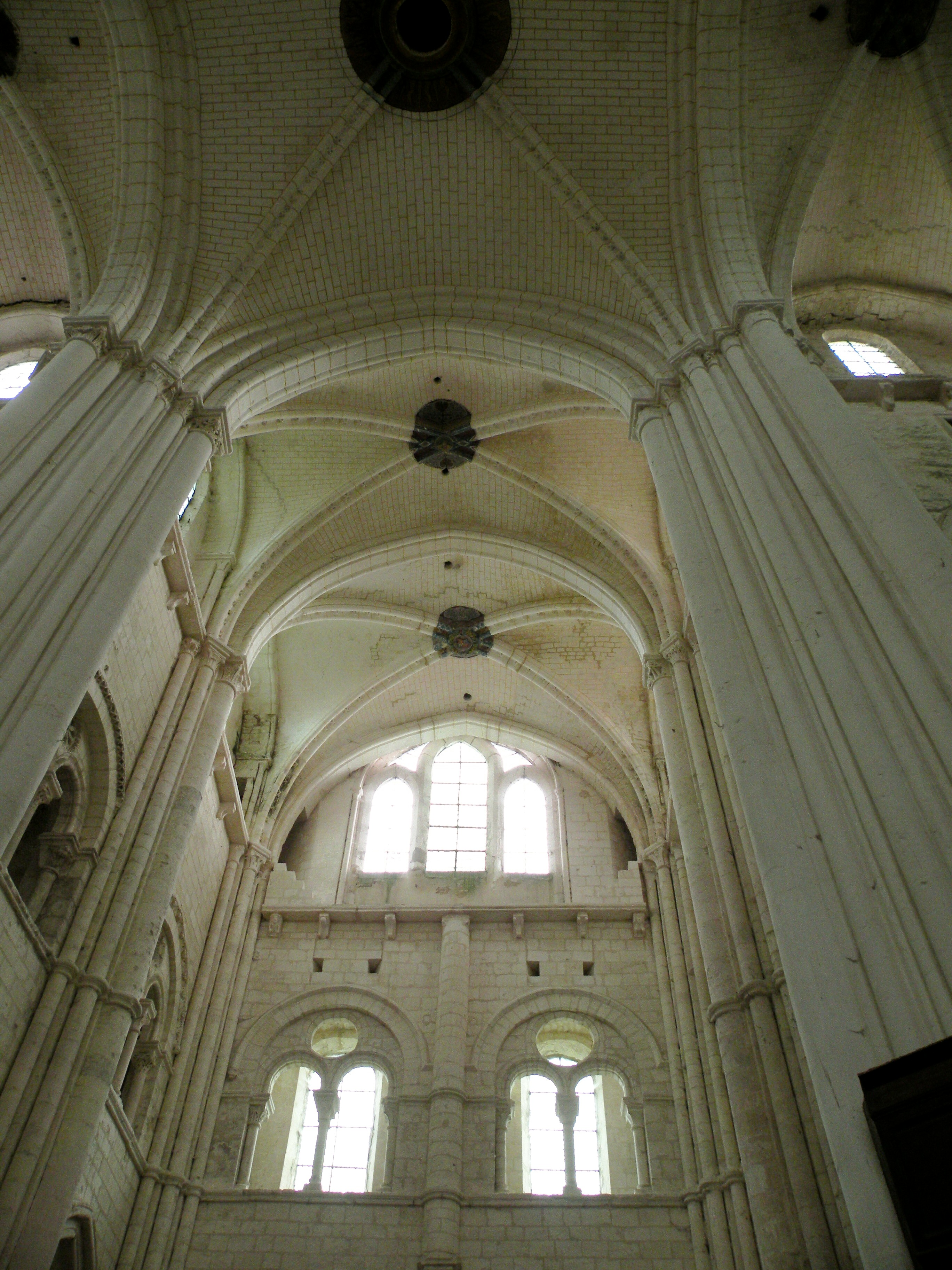
Croisillon sud, mur d'extrémité.

Le transept provient de la même campagne de construction que le chœur et affiche le même style, sans qu'il soit totalement analogue dans la mesure que la différence de plan le permette. Mais avant de procéder à sa description, il convient d'insister sur les principaux remaniements que le transept a connu au fil de l'histoire. Tout d'abord, la grande tour de croisée a disparu, sûrement dès le XIVe siècle. Le maître d'œuvre n'aurait certainement pas prévu des piles aussi fortes pour le clocher en charpente que l'on voit actuellement. Ensuite, la grande baie au sud a été agrandie à l'époque de la construction de la chapelle de la Vierge, au XIIIe siècle, comme le montre encore la fine archivolte torique munie de chapiteaux qui orne l'ébrasement, tant à l'intérieur qu'à l'extérieur. Le remplage lui-même, qui se résume à trois lancettes d'un profil chanfreiné rudimentaire, a dû perdre son réseau secondaire, ou a été refait de manière simplifié. Également du XIIIe siècle datait une fenêtre à remplage rayonnant à l'est du croisillon sud, qui a été bouchée au plus tard lors de l'installation de la Mise au tombeau vers la fin du XVIe siècle ou le début du XVIIe siècle. La fenêtre haute à l'ouest du croisillon nord fut également bouchée. En raison des désordres de structure consécutives à la démolition du bâtiment conventuel qui y faisait suite au nord, la deuxième travée du croisillon nord a été en grande partie reconstruite vers 1807. Si la voûte a été refaite conformément à l'original, le triforium et la fenêtres haute côté ouest furent omis. Au niveau du rez-de-chaussée, la travée accueille la sacristie derrière une cloison de bois apparemment contemporaine des stalles de 1722. De cette façon, le croisillon nord peut être négligé dans l'étude architecturale,,,.
La croisée du transept est définie par les quatre piles fasciculées qui la délimitent, ainsi que par sa voûte. Les piles paraissent beaucoup moins encombrantes qu'elles ne le sont en réalité. Leur envergure atteint presque la moitié de l'ouverture des doubleaux vers les croisillons, mais la multiplication des colonnettes a permis de leur attribuer un diamètre raisonnable, et de dégager ainsi l'impression d'une relative légèreté. L'agencement des supports est intéressant. L'on relève trois diamètres de colonnettes. Le plus fort diamètre est réservé aux quatre colonnes engagées qui correspondent au rouleau inférieur des doubleaux et aux arcades vers les bas-côtés de la nef. Le diamètre médian est appliqué aux douze colonnettes du deuxième rouleau des doubleaux et arcades. Le plus petit diamètre correspond au rouleau supérieur de ces derniers. Ce troisième rouleau n'existant pas dans les bas-côtés, on n'y trouve pas ces colonnettes les plus fines, et obtient le nombre de six colonnettes de ce type pour les piles nord-ouest et sud-ouest de la croisée, soit vingt-deux fûts au total. Contrairement à leur fonction, les colonnettes les plus minces sont accolées aux colonnettes des ogives. Au niveau des tailloirs, la distinction entre les fonctions devient en revanche nette : seuls les tailloirs des ogives sont disposés à 45°. Tous les tailloirs sont du reste carrés, et accusent le profil déjà observé dans le chœur. La voûte de la croisée est, quant à elle, analogue à la travée droite du chœur. Seulement la clé est différente, car son centre est percée d'un trou de 90 cm de diamètre, qui servait à passer les cordes des cloches. Dans ce contexte, on peut déjà anticiper sur les voûtes des croisillons, qui sont elles aussi du même type que dans la travée droite du chœur, avec des différences uniquement sur les proportions et les clés de voûte. Celles de la deuxième travée du sud et de la première travée du nord sont armoriées, ce qui est l'exception avant la période gothique flamboyante,,,.
L'élévation des murs latéraux des croisillons reprend la disposition des travées du rond-point de l'abside, sauf que les ouvertures rectangulaires au deuxième étage font défaut. Les murs sont nus à leur place. Au rez-de-chaussée, les arcades des travées d'extrémité ne correspondent pas à des collatéraux ou absidioles disparus. Elles ouvrent sur d'anciennes niches d'autel comprises dans la profondeur des murs, qui est de 1,55 m au niveau du rez-de-chaussée. Le décor en bâtons brisé de l'intrados cède la place à des tores. Aucune des niches n'est demeurée intacte : celle du nord a disparu avec la reconstruction du croisillon, et celle du sud avec la création de la baie rayonnante. Il n'y a jamais eu d'ouverture du côté sud : les deux arcs de décharge visisble depuis l'extérieur ne sont pas d'anciennes arcades, et servent à alléger la structure, eu égard l'épaisseur exceptionnel du mur. Celle-ci se réduit dès le deuxième niveau d'élévation, où l'on trouve un triforium, avec donc un passage entre deux murs plus minces. Les baies du triforium sont analogues à celles des tribunes du rond-point de l'abside. Cependant, les oculi ne sont pas décorés, et le bandeau surmontant l'arc de décharge n'est pas sculpté, mais seulement doublement chanfreiné, procédé courant pour le côté extérieur des baies notamment, et employé dans ce sens à Saint-Germer également. Entre les deux baies, une colonne engagée retombe depuis la coursière en encorbellement du dernier niveau d'élévation, et bute sur un cul-de-lampe sculpté d'une tête de monstre au moment d'atteindre le rez-de-chaussée. La colonne ne répond à aucune retombée de voûtes : sa vocation est d'assurer le même rythme des murs partout dans l'église, pour des raisons esthétiques. Par ailleurs, le triforium dispose d'un rétroéclairage par des baies en plein cintre, ce qui est une innovation à l'époque de construction. On la trouve aussi à Chars et Saint-Leu-d'Esserent. Ce sont là des ancêtres du triforium ajouré, comme il apparaît à Bury et Taverny,,,.
Le triforium se poursuit sur les élévations latérales, et ici, l'on retrouve la décoration déjà rencontrée dans le chœur. Manque toutefois la bague autour des colonnettes au niveau des tailloirs des baies du triforium (bien présente au sud). Dans la première travée, il ne s'agit pas d'un triforium proprement dit, mais de galeries ouvertes sur les combles des bas-côtés de la nef, elles-mêmes issues de la destruction partielle d'anciennes tribunes voûtées. Jean Henriet souligne que l'usage en Normandie à l'époque romane aurait voulu que le transept dispose de galeries tout autour. Quant au dernier niveau d'élévation, il n'appelle guère de remarques, si ce n'est le niveau plus bas de la coursière de l'extrémité sud. Les voûtes des croisillons sont en effet beaucoup plus larges que profondes, et cette différence n'a pas été compensée par un tracé surhaussé des formerets latéraux, contrairement à la logique appliquée aux grandes arcades du chœur. Afin de permettre néanmoins l'intercommunication entre les coursières latérales et celle du fond, l'on a installé cinq marches d'escalier à chaque extrémité de la coursière du sud. Cette solution est quelque peu disgracieuse, et aurait pu être évitée en plaçant les escaliers dans les tourelles d'angle. Mais comme le souligne Jean Henriet, ces tourelles ont une vocation purement décorative, et ne contiennent aucun escalier. L'accès aux différents niveaux s'effectue uniquement depuis les angles de la croisée du transept,,,.

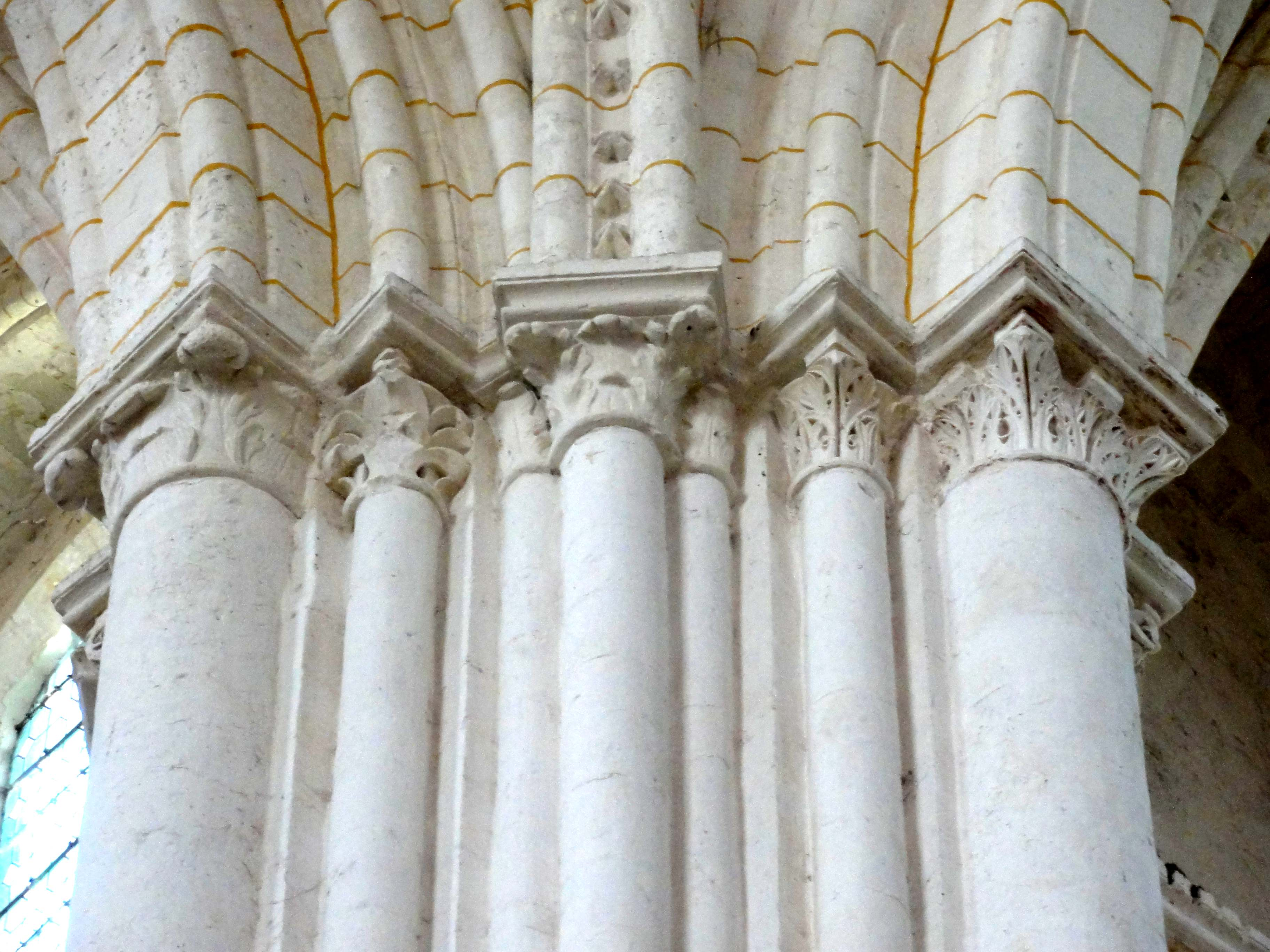
Croisée, chapiteaux dans l'angle nord-ouest.
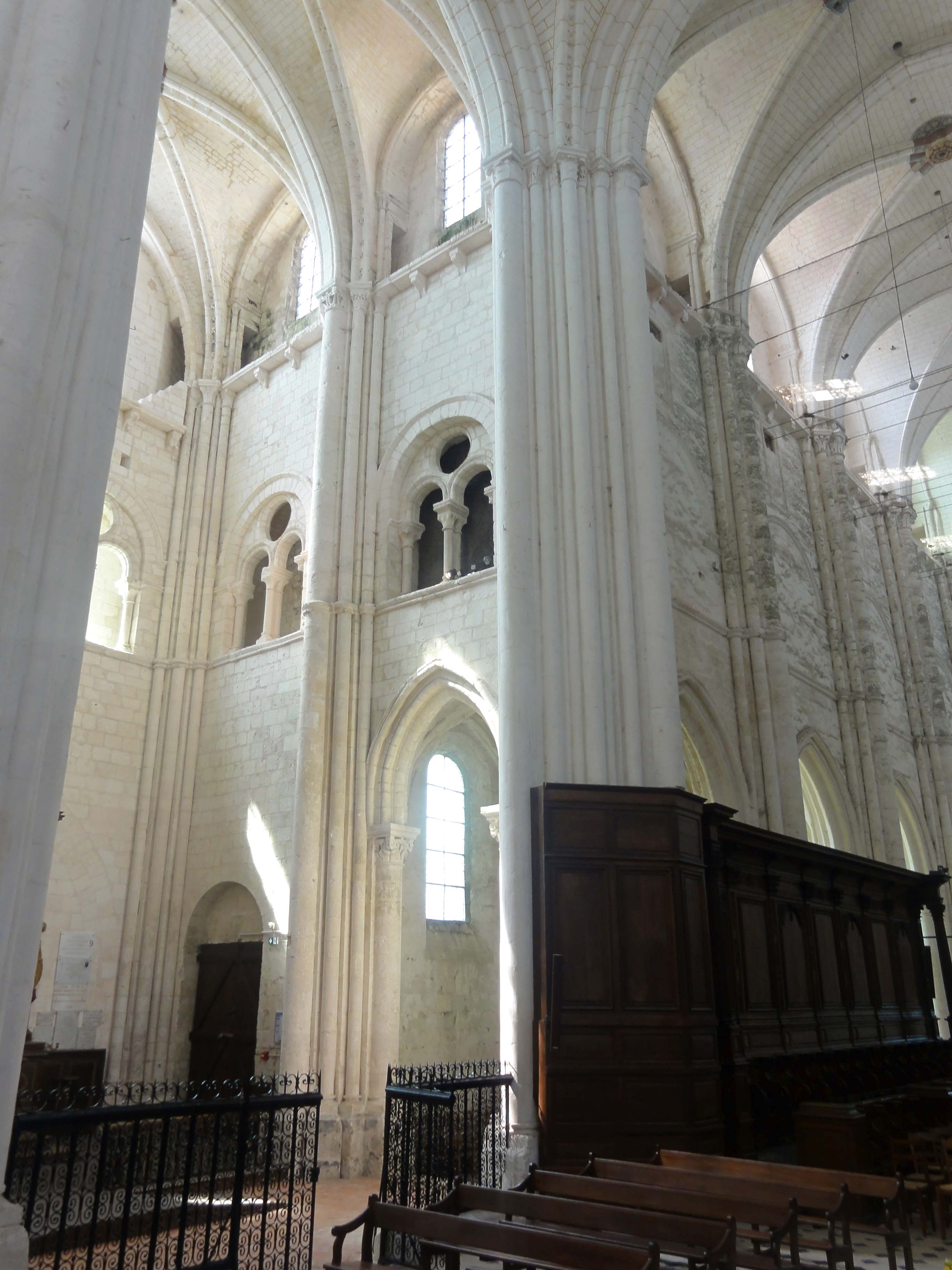
Croisée, vue diagonale vers le sud-ouest.
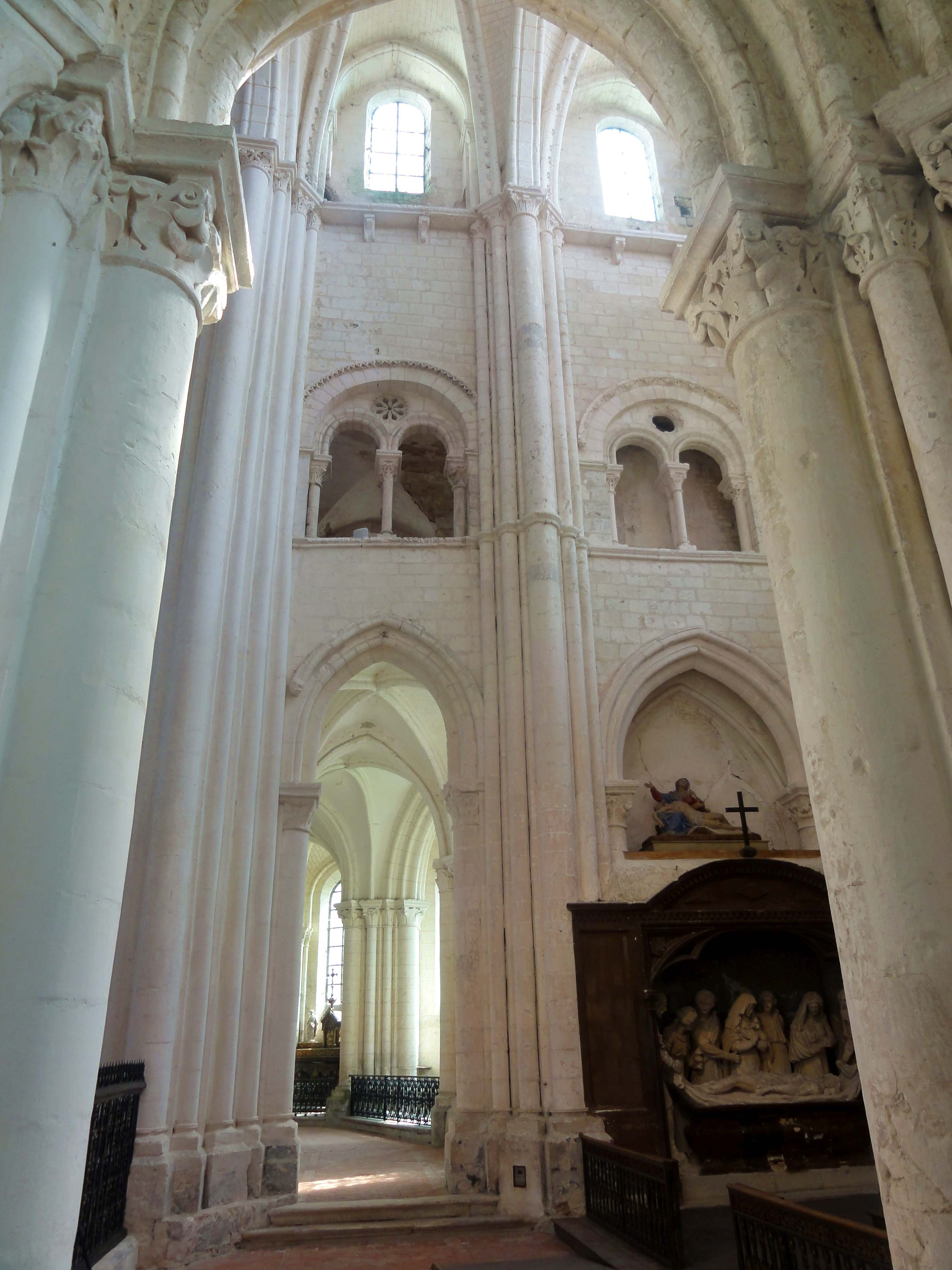
Croisillon sud, vue vers l'est.
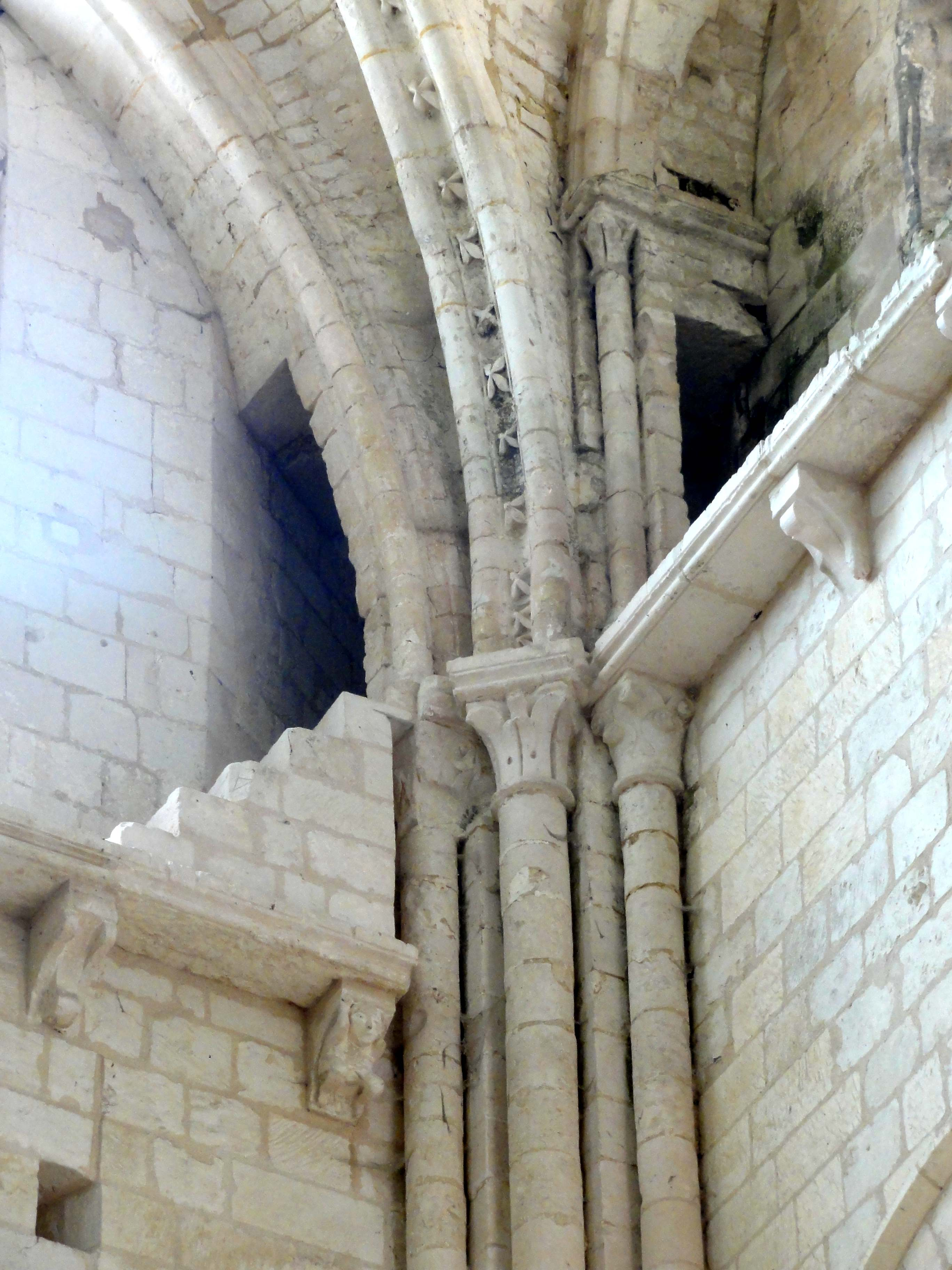
Croisillon sud, angle sud-ouest.
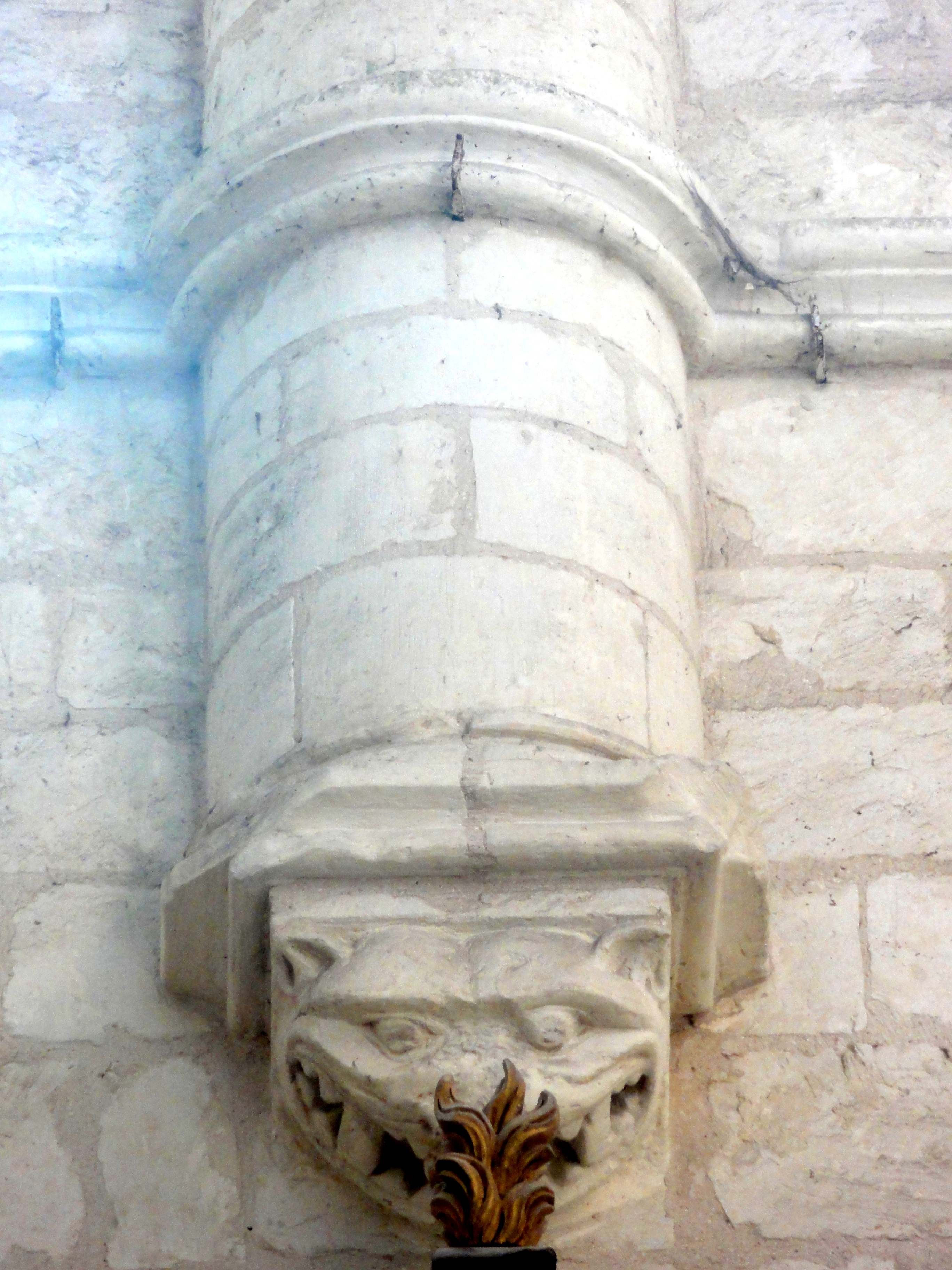
Croisillon sud, cul-de-lampe au sud.
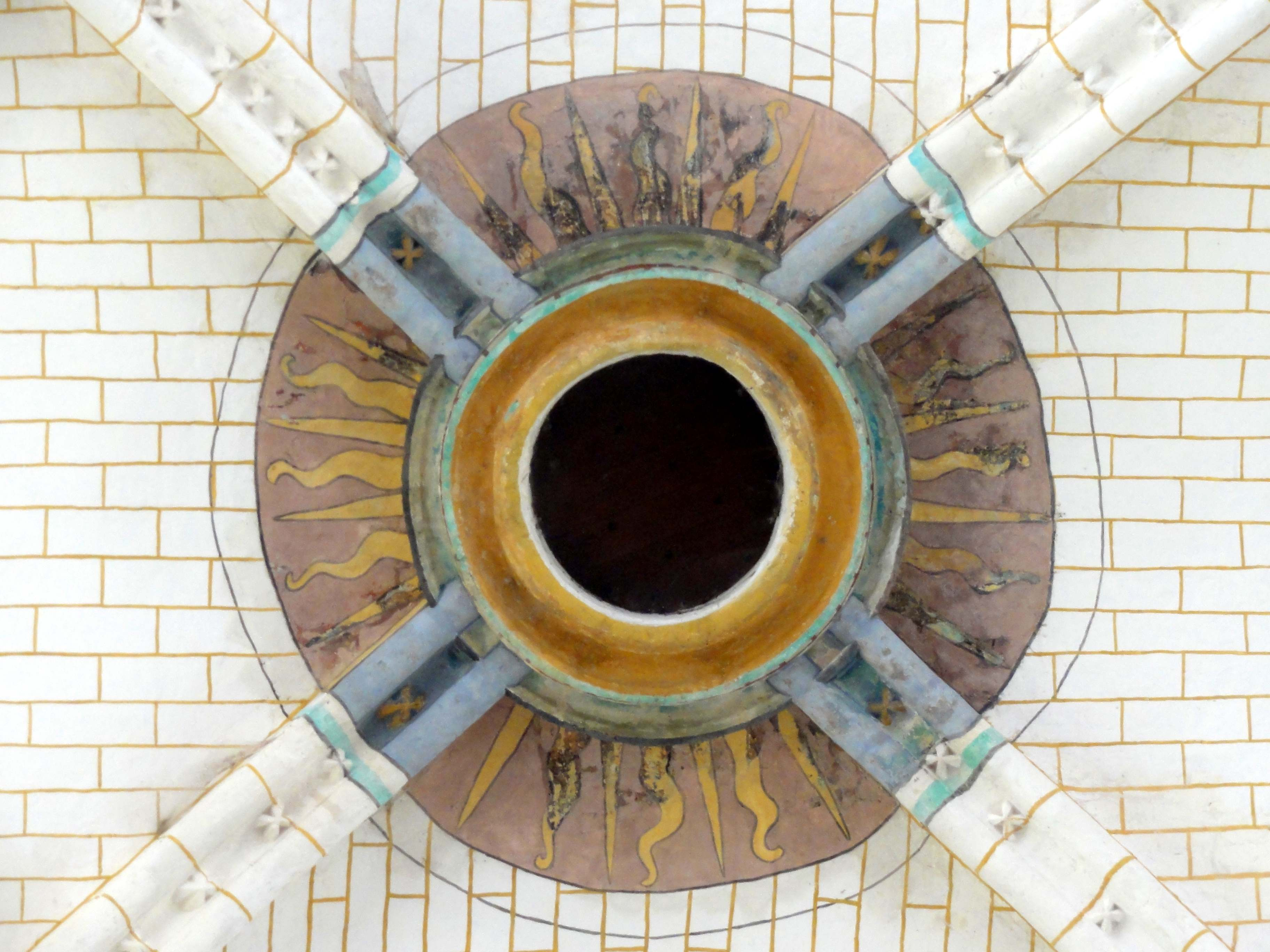
Croisée du transept, clé de voûte.

#### Nef et bas-côtés

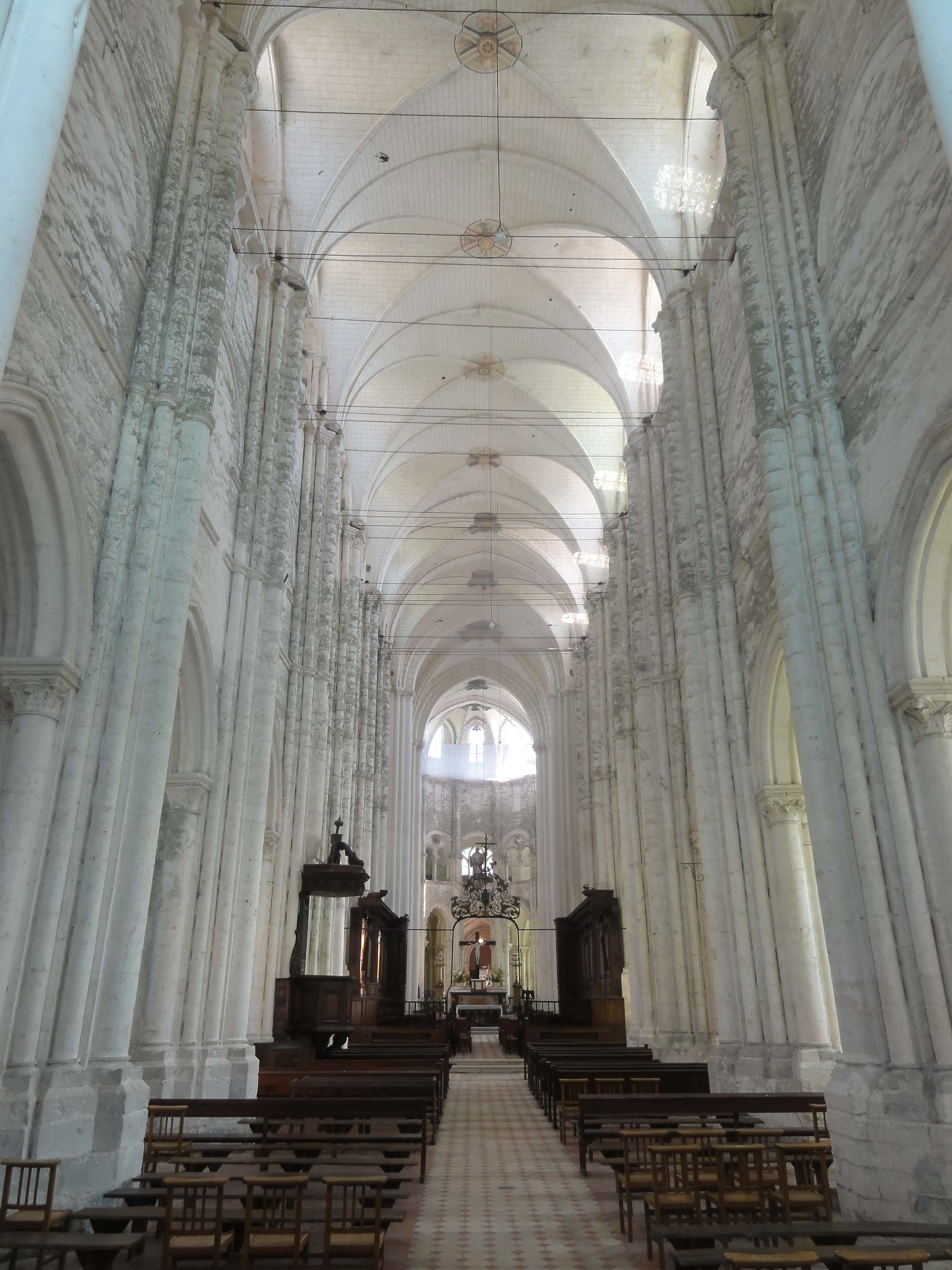
Nef, vue vers l'est.

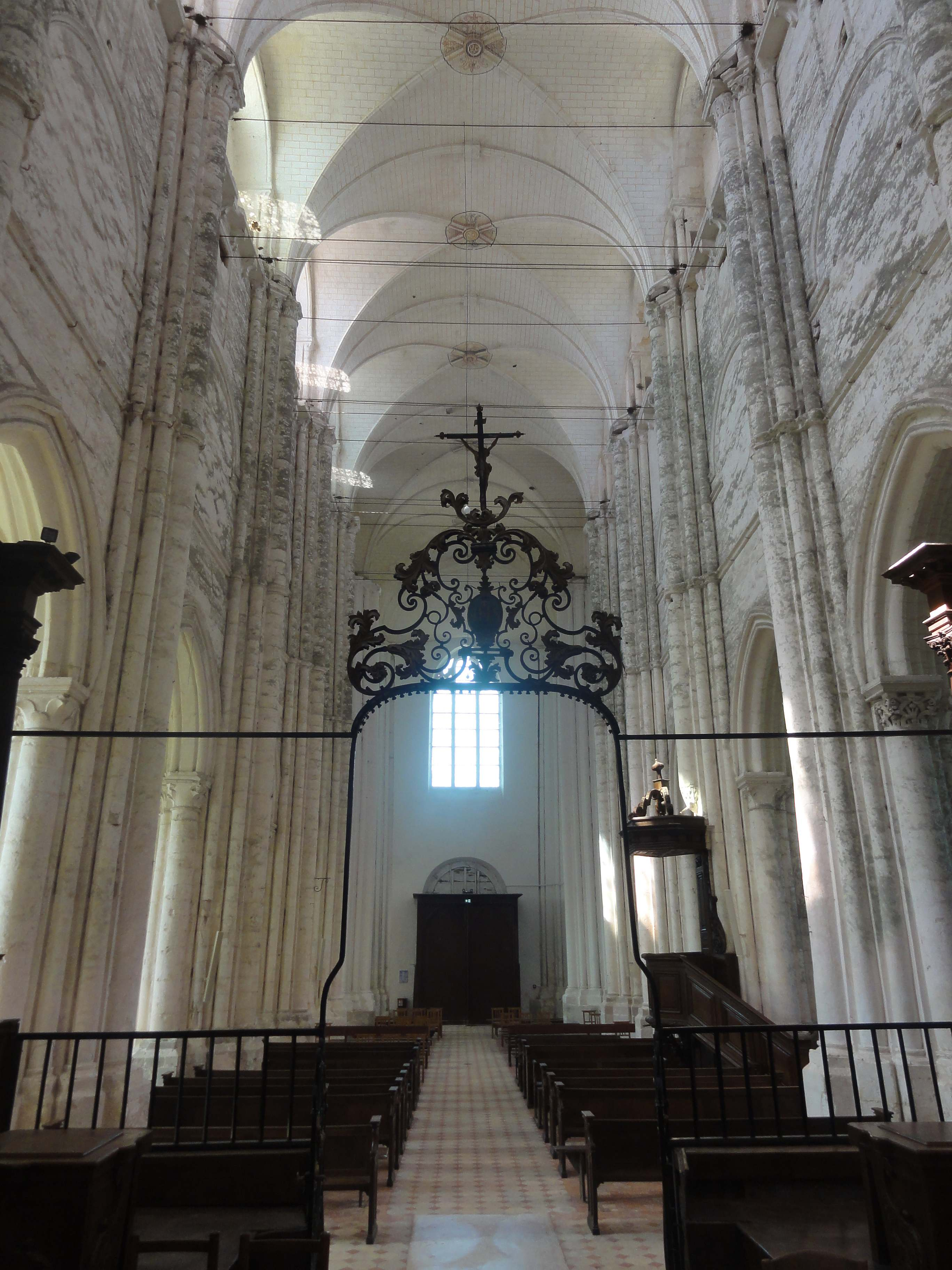
Nef, vue vers l'est.

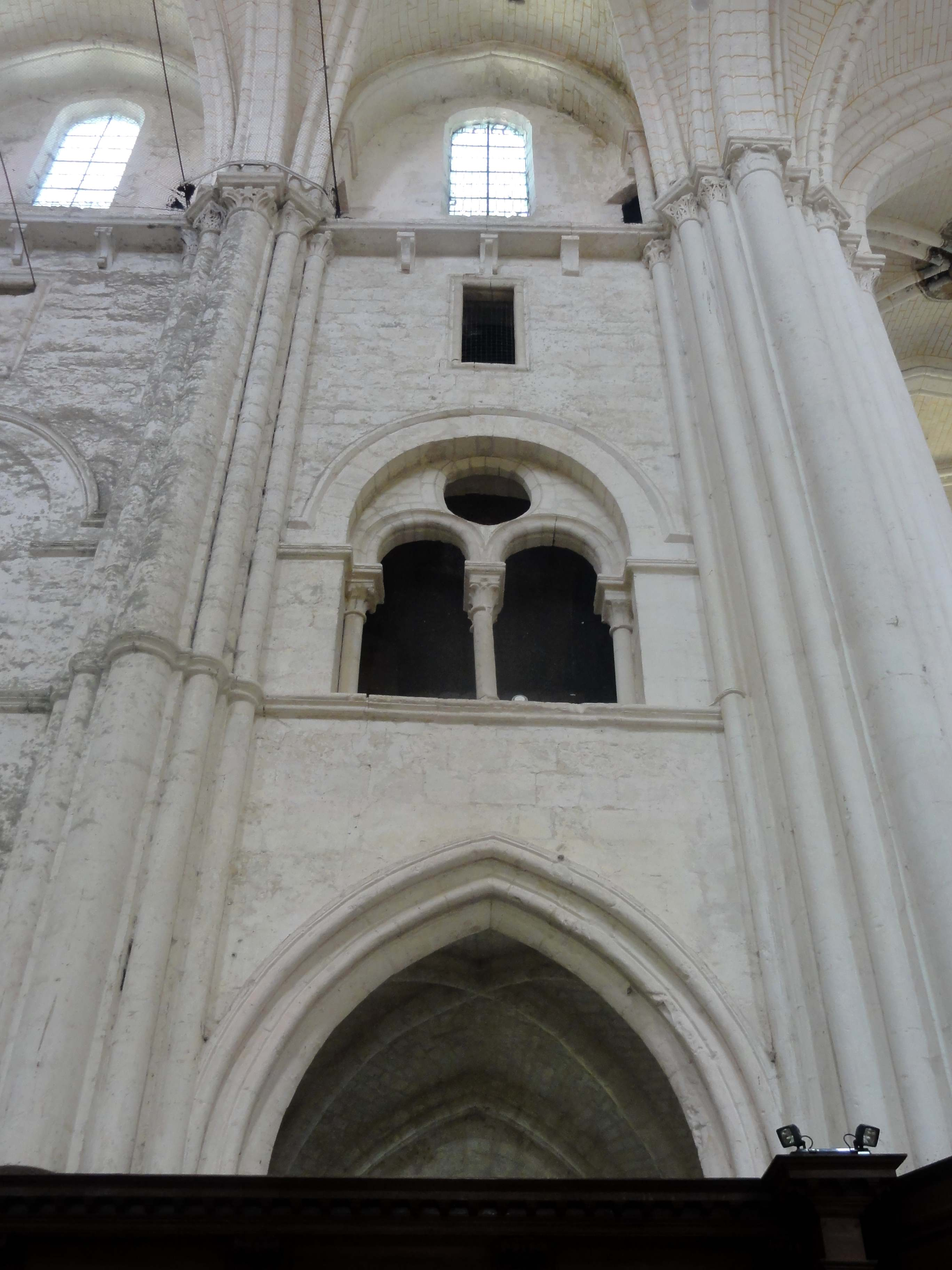
Nef, 8e travée, côté nord.

La nef et les bas-côtés ont été bâtis en dernier lieu. Les trois dernières travées appartiennent à la campagne de construction des parties orientales, et ressemblent beaucoup au chœur. Même les chapiteaux répondent à la même structure et la même disposition, sauf une série au revers des grosses piles en direction des bas-côtés, dont la sculpture est plus fruste. Dans les travées manquantes, l'ordonnancement des élévations répond toujours aux mêmes règles. Cependant, les chapiteaux adoptent un style plus avancé souvent résolument gothique, et un grand nombre affichent les crochets caractéristiques du dernier quart du XIIe siècle. Cependant, une minorité des chapiteaux dénote toujours une influence romane, et ceci même sur l'arcade bouchée à l'ouest du bas-côté nord, où l'on voit un personnage ailé du côté sud (c'est le seul chapiteau à décor non végétal de l'abbatiale). L'interruption du chantier qui a indéniablement dû avoir lieu entre les deux campagnes semble correspondre à l'abbatiat de Hildegaire II (1167-1172). Cet abbé dilapida la fortune de l'abbaye, et son élection fut dénoncée comme non canoniale.
Tout comme pour le transept, il convient de signaler les dispositions qui résultent de modifications ultérieures. Il s'agit notamment des voûtes des six premières travées, qui sont en bois, et furent installées sous les Mauristes au XVIIIe siècle pour remplacer celles d'origine, qui s'étaient effondrées, probablement dès le XIVe siècle. Le mur occidental n'est pas non plus celui d'origine. Il ferme la nef depuis la destruction du massif occidental, avec ses deux tours de façade, vers 1380 / 1390. Ensuite, l'ensemble des voûtes d'arêtes des tribunes a disparu, et les baies des tribunes sont bouchées pour lutter contre les courants d'air (sauf au nord de la dernière travée). Enfin, le bas-côté sud a été rebâti entièrement de la deuxième jusqu'à la cinquième travée, et les voûtes de la première, de la sixième et de la huitième travée ont été refaites en même temps. Ce chantier de grand ampleur a dû intervenir sans doute dès le XIVe siècle ou sinon au début du XVe siècle, comme le suggère le style rayonnant tardif des chapiteaux eux aussi en partie remplacés. Sont concernés ceux au sud du deuxième, du troisième et du quatrième doubleau, ainsi que trois chapiteaux qui leur font face au nord. La reconstruction au milieu d'une période trouble ne fut point hâtive, comme le souligne le décor des fenêtres, amorties par un trilobe et entourées d'un tore muni de petits chapiteaux au niveau des impostes. Mais les moyens ou les circonstances ne permirent pas de refaire les hautes-voûtes des six premières travées de la nef. On peut voir un lien entre la perte de celles-ci, et celle des tribunes et d'une partie du bas-côté sud. Les voûtes insuffisamment contrebutés poussent en effet les murs latéraux vers l'extérieur, avant de se désagréger et de s'écrouler. Les dégâts infligés à l'église par la guerre de Cent Ans n'ayant pas laissé de trace écrite, on peut seulement conjecturer sur la part de responsabilité des défauts de construction et des actes de guerre dans les désastres que connurent la nef et les bas-côtés au XIVe siècle,,.
Avec une longueur intérieure de près de quarante mètres et une hauteur de 19,55 m sous le sommet des voûtes, soit 35 cm de plus que dans le chœur, la nef de Saint-Germer est un édifice impressionnant. Les bas-côtés sont d'allure beaucoup plus modeste, ce qui est surtout imputable aux proportions entre les diamètre des piliers et l'ouverture des doubleaux. La hauteur, qui se chiffre à 8,60 m, n'est pas beaucoup dépassée par le vaisseau central de nombre de petites églises rurales. L'homogénéité avec les parties orientales constitue, selon Philippe Bonnet-Laborderie, un des éléments importants de sa beauté. Cette unicité de style, relativisée seulement par les modifications exposées ci-dessus, est exceptionnelle pour une grande église construite pendant plusieurs générations. Les quelques différences avec le chœur ne constituent pas de véritables changements de parti, mais suivent la logique de construction esquissée dès le départ,,,.
Ainsi, les bases des sixièmes et septième piliers sont portées 1,55 m plus haut pour tenir compte de la présence de stalles dans les deux dernières travées de la nef. Ensuite, les grandes arcades ne présentent pas de bâtons brisés, mais ce n'est pas non plus le cas des arcades faisant communiquer le déambulatoire avec les bas-côtés. Le remplacement du gros boudin dans l'intrados par un méplat entre deux tores dégagés sous la deuxième campagne de construction, curieusement du côté sud uniquement, est imputable à l'évolution stylistique. La retombée des hautes-voûtes sur des faisceaux de cinq, et non de trois colonnettes, s'inscrit dans la règle de l'équivalence entre le nombre de supports et le nombre d'éléments à supporter déjà appliquée aux supports extérieurs du déambulatoire et au transept : une colonnette pour le doubleau (à simple rouleau), deux pour les ogives et deux pour les formerets. La réduction à trois colonnettes dans le chœur est uniquement possible grâce à la limitation du nombre des travées à deux, et s'explique par la volonté d'assimiler les supports de l'unique doubleau à ceux des ogives dans le rond-point de l'abside, tout comme la réduction du nombre des colonnettes dans les grandes arcades de l'abside est motivée par des contraintes de place. Puis, les oculi des baies de tribunes sont dépourvus de décor, mais c'est également le cas au sud du croisillon sud, et puisqu'une seule baie demeure intacte, le constat formulé par Bonnet-Laborderie est à relativiser. (Les oculi des autres baies seraient à examiner depuis les combles des bas-côtés). Enfin, les gorges des ogives des deux voûtes en pierre conservées ne sont pas garnies de fleurs de violette, sauf proche des tailloirs. Soit le décor a disparu lors d'une restauration ancienne, quand la polychromie architecturale fut renouvelée, soit l'on y a renoncé en raison de l'hiérarchisation habituelle entre sanctuaire et nef,,,.

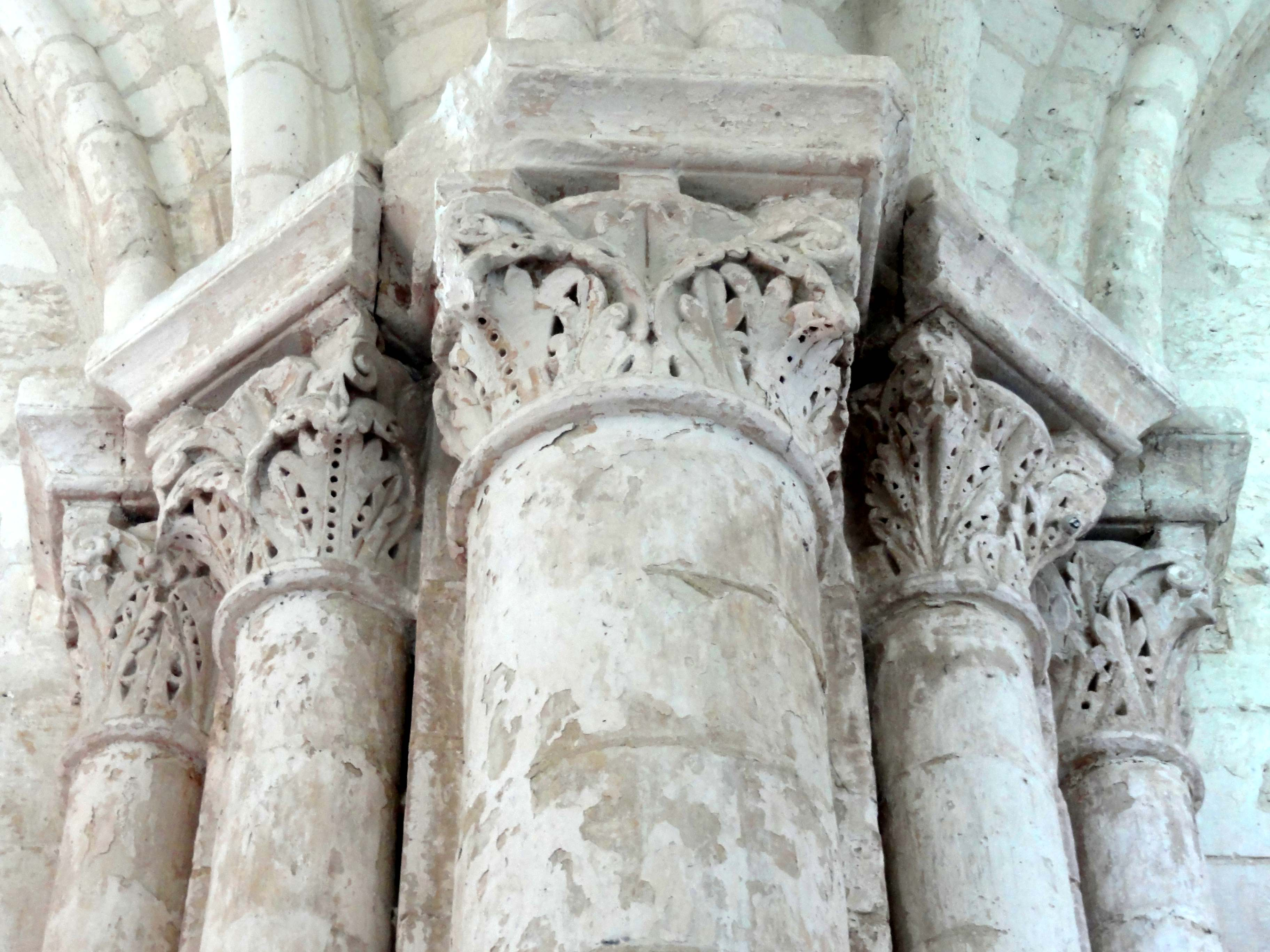
7e-8e travée, chapiteaux côté nord.
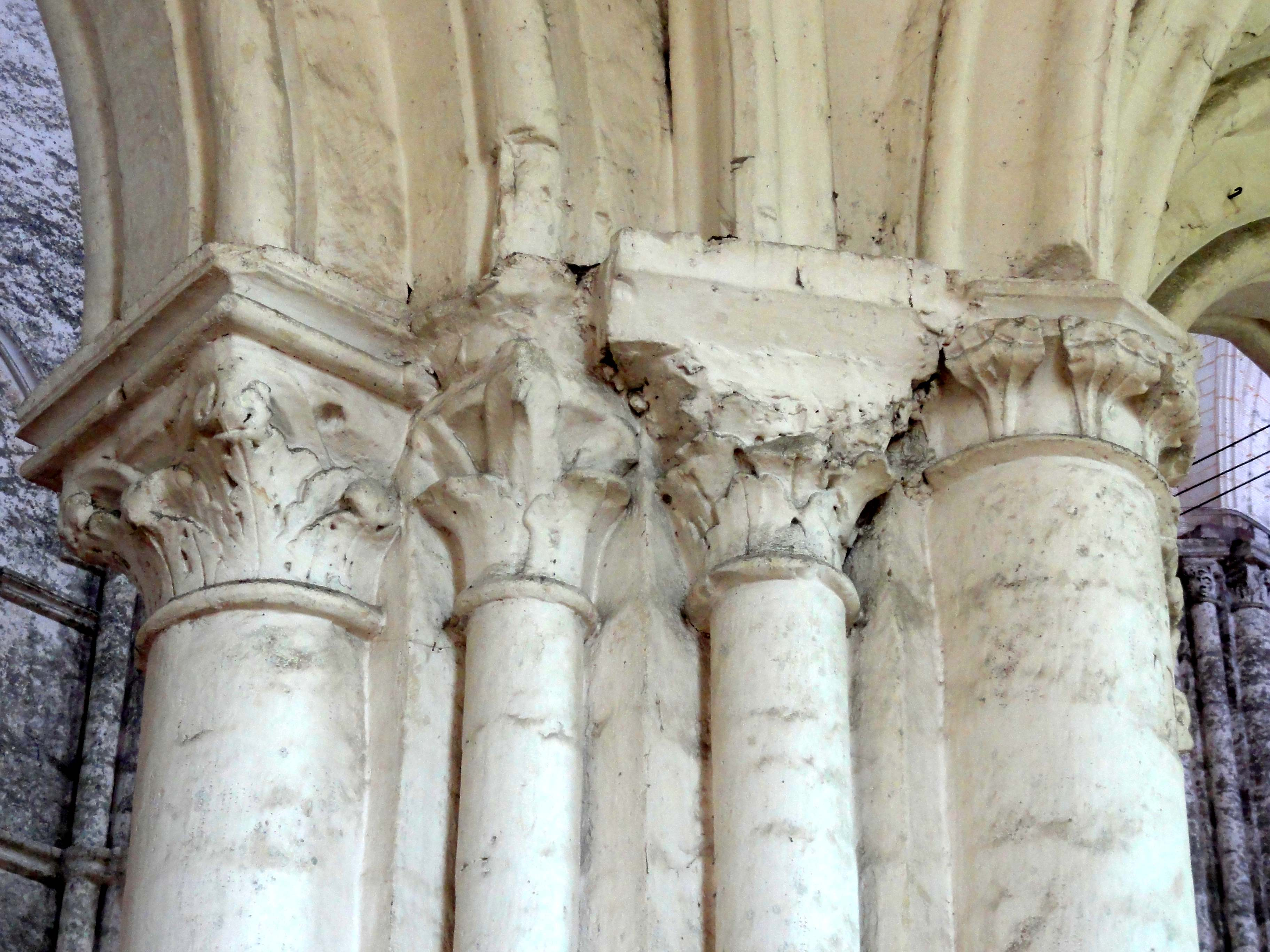
Bas-côté sud, 3e travée, chapiteaux au nord-est.
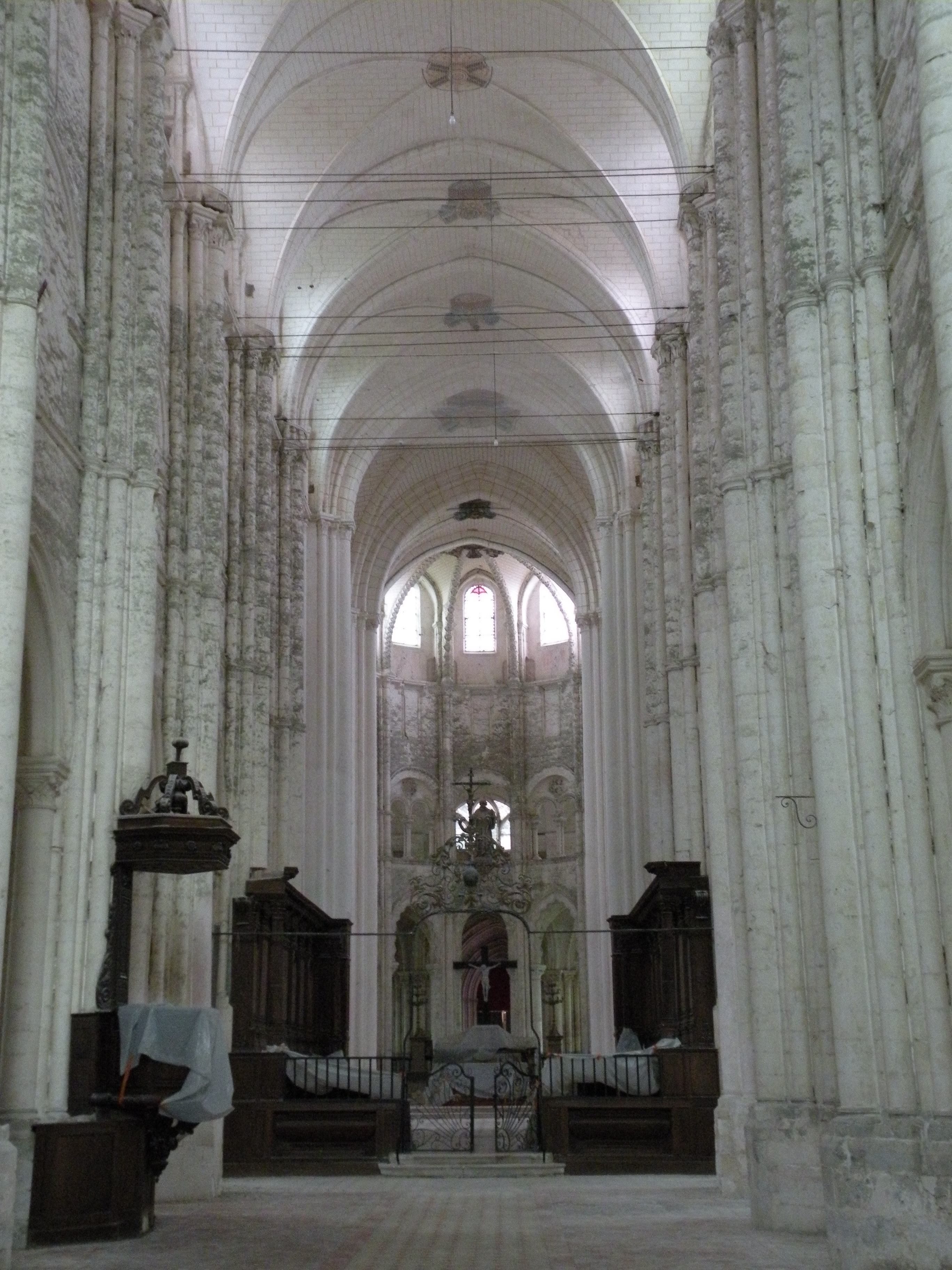
Nef, vue vers l'est.
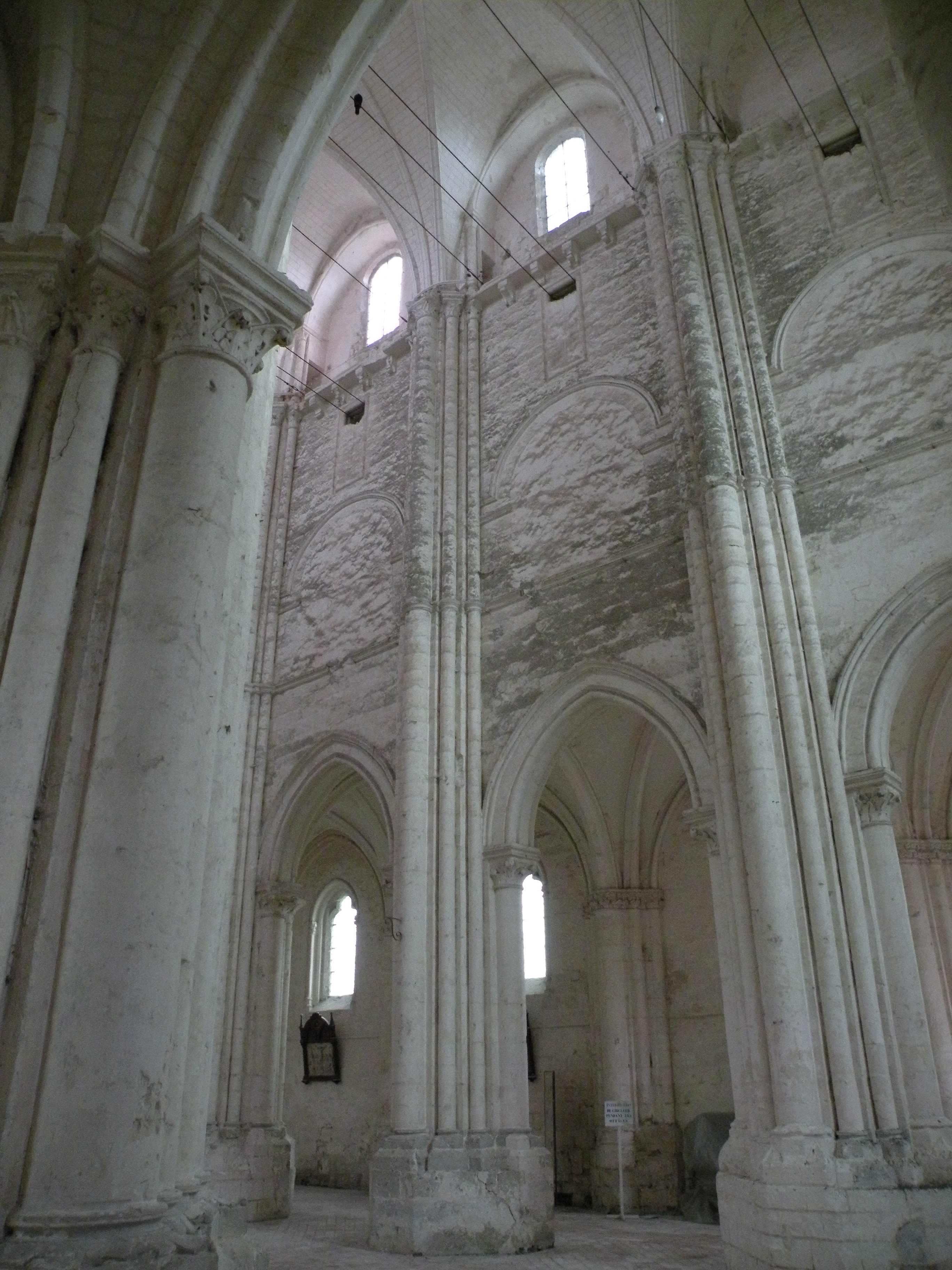
Bas-côté nord, vue vers le sud-est dans la nef.
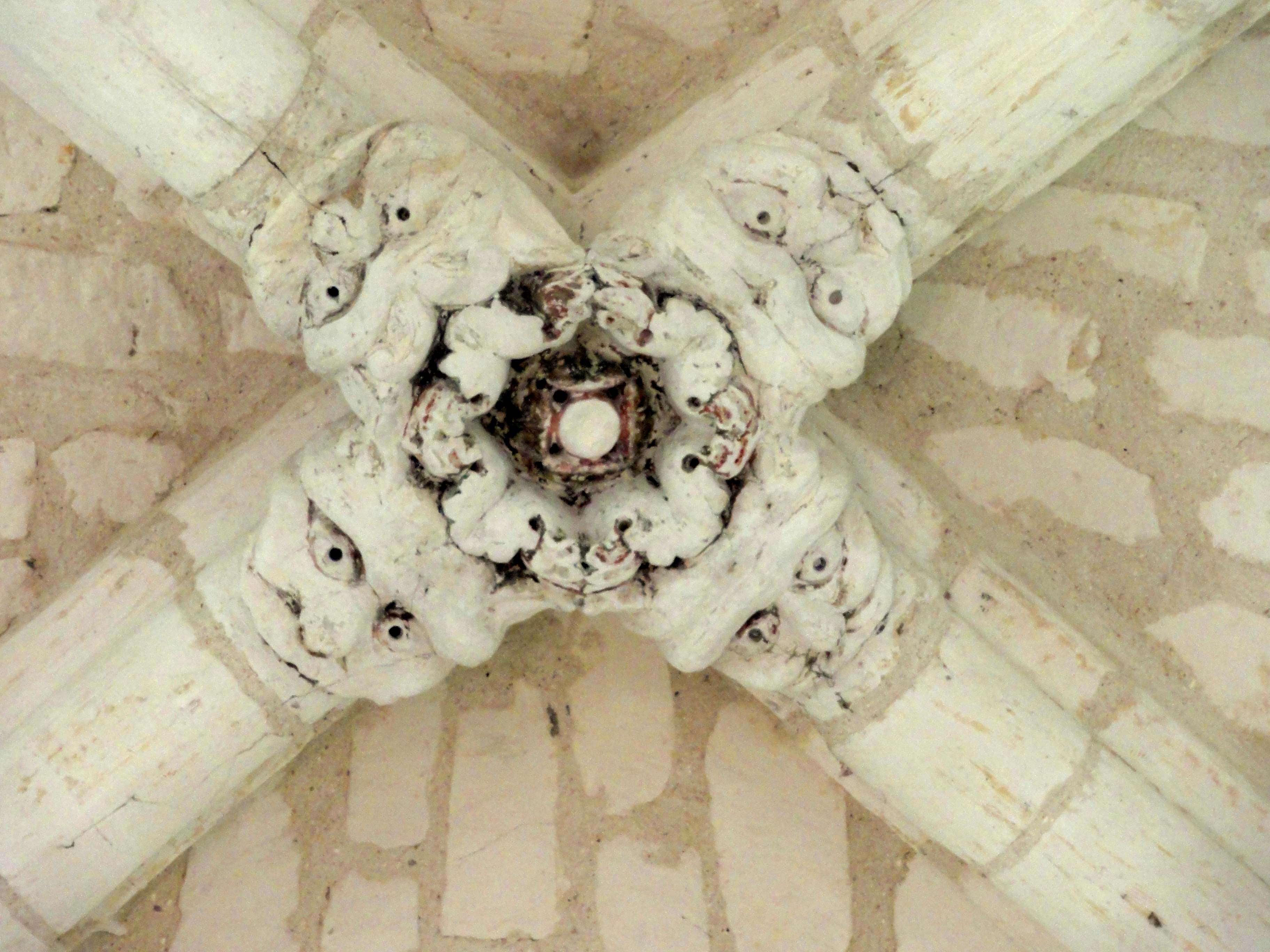
Bas-côté nord, clé de voûte de la 4e travée.
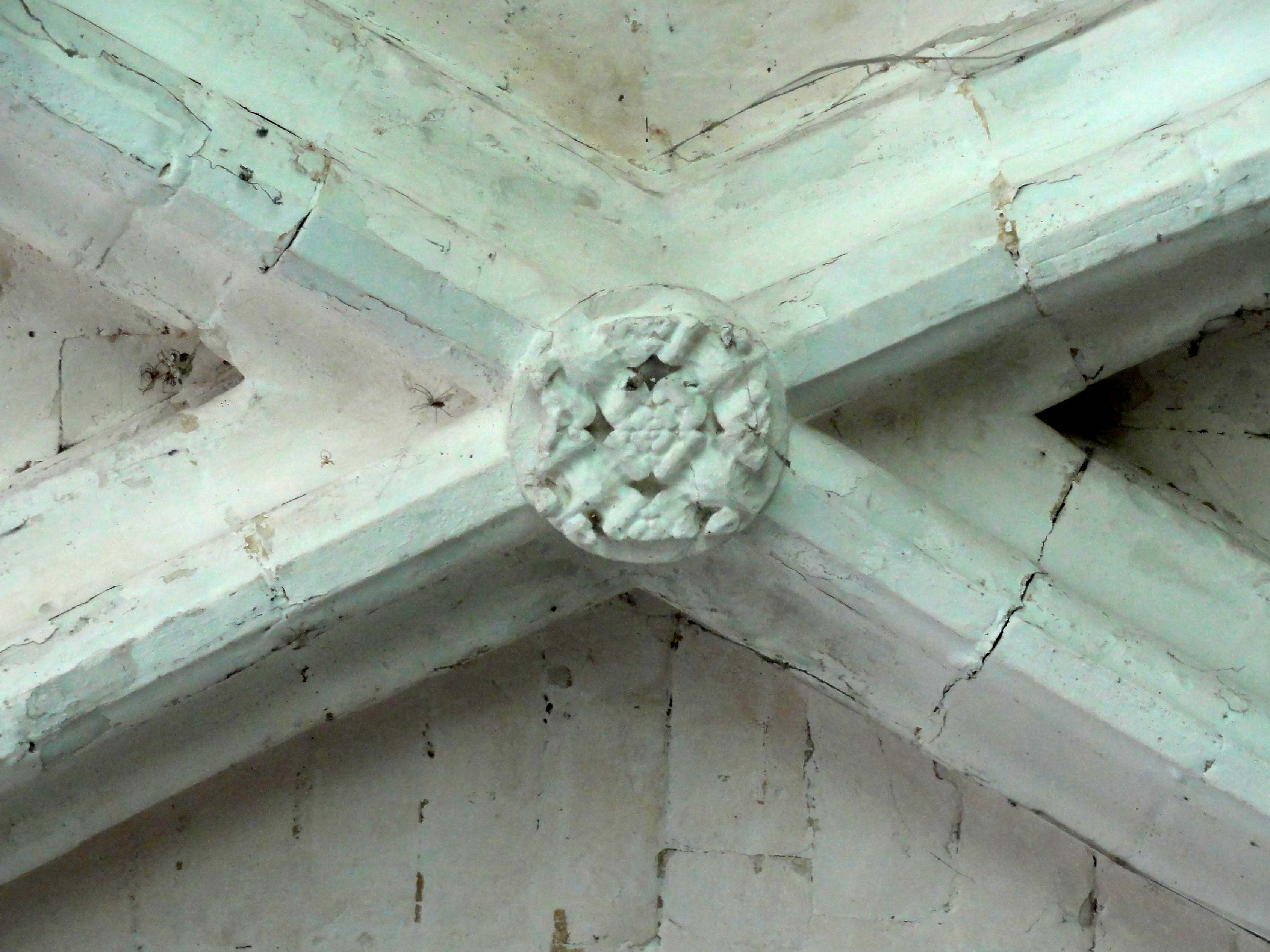
Bas-côté sud, clé de voûte de la 1re travée.

### Extérieur

#### Introduction

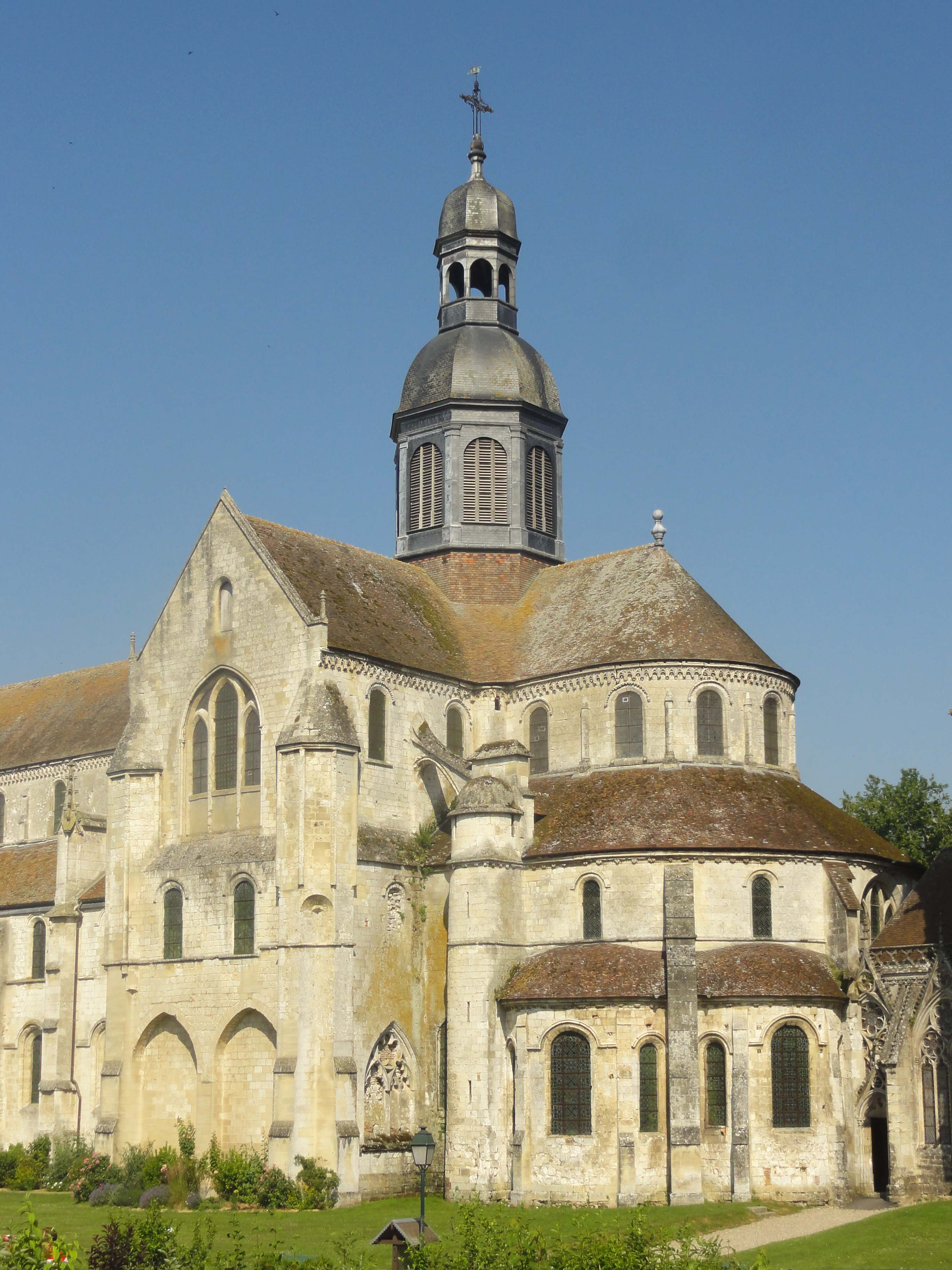
Parties orientales, vue depuis le sud-est.

Les élévations extérieures sont, pour l'essentiel, le reflet de l'agencement intérieur et des contraintes techniques, mais bénéficient néanmoins d'un apport décoratif bien étudié, avec des corniches sculptées, des bandeaux sculptés ou moulurés surmontant les fenêtres, le portail à l'ouest du croisillon sud, et même des tourelles d'escalier factices aux extrémités de ce même croisillon. Les murs sont réalisés en pierres de moyen appareil, avec des assises de différente hauteur mais néanmoins des joints très minces et une belle lisseur des surfaces. Dans un pays de craie, les pierres ont dû être acheminées depuis une carrière éloignée, ce qui souligne les moyens importants mobilisés pour l'édification de l'abbatiale. Par la juxtaposition de volumes d'une certaine variété, par leurs proportions harmonieuses et par le traitement particulier des différents niveaux d'élévation, les parties orientales paraissent particulièrement séduisantes. La nef et les bas-côtés affichent en revanche ouvertement leur passé tourmenté, et l'architecte a renoncé à tout élément de scansion entre les deux premiers niveaux d'élévation, et n'a rien entrepris pour diversifier les formes et volumes. Concernant la façade occidentale, elle doit être considérée comme ce qu'elle est, un mur-écran qui ferme la nef après l'effondrement du massif occidental au XIVe siècle, embelli par un nouveau portail en 1739.
Pour la compréhension du chevet et de la nef avec ses bas-côtés, il est utile de rappeler que ces parties de l'abbatiale disposent de quatre niveaux d'élévation à l'intérieur. Ce sont le premier et le dernier niveau, soit les fenêtres des chapelles rayonnantes et des bas-côtés, qui sont dominants à l'extérieur, et le deuxième niveau est également mis en valeur sur le chevet. Il correspond aux tribunes, qui se dévoilent ici avec toute leur ampleur, difficile à deviner depuis le sol du sanctuaire. Au-dessus des bas-côtés de la nef, l'étage des tribunes est aujourd'hui disparate et en partie aveugle, ce qui est imputable à la guerre de Cent Ans. Quant au troisième niveau d'élévation, celui des baies rectangulaires jadis ouvertes sur les combles des tribunes, il se traduit à l'extérieur par les toitures de celles-ci, et est donc invisible comme tel. Mais il n'en est pas moins important pour autant en raison des arcs-boutants internes qu'il abrite, s'ajoutant à ceux intégrés dans l'étage des tribunes. Ce système de contrebutement s'est avéré suffisant pour le rond-point de l'abside, qui est uniquement conforté par des contreforts-colonnes au niveau des fenêtres hautes, comme à la nef de Saint-Étienne de Beauvais. Il s'est révélé insuffisant pour le transept et la nef, ce qui a sans doute contribué à l'effondrement des voûtes des six premières travées, et motivé la construction d'arcs-boutants au niveau des extrémités du transept et des deux dernières travées de la nef, au début du XVIe siècle, sous l'abbé Guy de Villiers de L'Isle-Adam.

#### Chevet

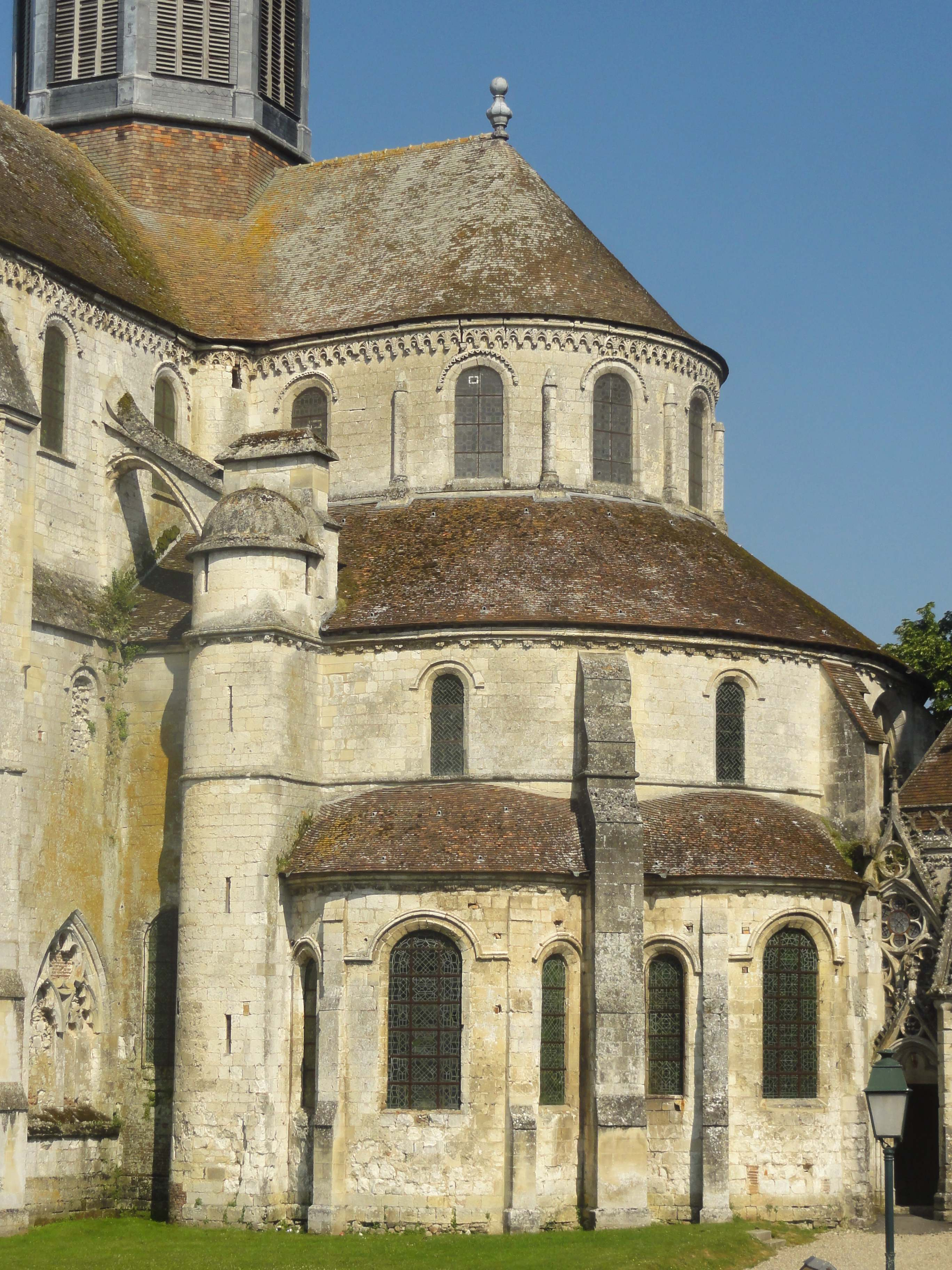
Rond-point de l'abside et déambulatoire, vue depuis le sud-est.

Visible uniquement pour moitié, le chevet se distingue par son plan arrondi quel que soit le niveau d'élévation, y compris les toitures, qui sont semi-coniques au-dessus du rond-point de l'abside et des deux chapelles rayonnantes du sud et du sud-est. L'harmonie est parfaite avec les baies en plein cintre, qui furent encore longtemps employées au XIIe siècle, bien après l'instauration de l'arc brisé pour les arcades, voûtes et portails, pour des raisons esthétiques. Dans l'angle entre le rond-point de l'abside et le croisillon sud, le quart-de-rond faisant saillie indique la présence d'une cage d'escalier à l'intérieur. Elle dessert les tribunes du croisillon sud, ainsi que la coursière de celui-ci et du chœur, tandis que la tourelle d'escalier hors-œuvre devant la première travée du déambulatoire, coiffée d'un casque sphérique, dessert les tribunes et les combles du chœur. Faisant partie du plan initial, la présence de cette tourelle explique l'absence de chapelle rayonnante devant la première travée du déambulatoire. La scansion verticale est sinon apportée par des contreforts-colonnes typiquement romanes entre les travées de l'étage des fenêtres hautes ; par de puissants contreforts à ressauts entre les chapelles rayonnantes, caractéristiques de la première période gothique ; et par de minces contreforts à ressauts de part et d'autre de la baie d'axe des chapelles. La scansion horizontale s'échelonne sur cinq registres, à savoir des corniches en haut des trois étages de fenêtres et des bandeaux moulurés à l'appui des fenêtres hautes et des baies des tribunes. Prenant la forme d'un quart-de-rond et d'un tore, ils marquent en même temps la limite supérieure des toitures des tribunes et des chapelles. Comme particularité, le tore passe autour des contreforts, au lieu de s'interrompre,,.
La corniche de l'étage de fenêtres hautes mérite une attention particulière. Dérivée de la corniche beauvaisine, dont elle constitue une complication, elle retombe sur des modillons tous identiques, sculptés de trois billettes chacun. Comme sur la corniche beauvaisine, les intervalles au-dessus des modillons sont occupés par deux minuscules arcatures en plein cintre, surmontées d'un hémicycle plus grand. S'y ajoutent deux séries d'hémicycles encore plus grands, qui enjambent à chaque fois un modillon, et s'enlacent au milieu de chaque segment. La première série d'hémicycles est lisse ; la deuxième est percée de trous carrés séparés par des baguettes verticales, élément de décor fréquemment utilisé pour les bases de colonnettes et les archivoltes. Cette corniche complexe est complétée par un gros tore au-dessus. Plus commune, mais tout aussi soignée, est la corniche de feuilles d'acanthe des galeries et des chapelles. Sur chaque segment, une feuille recourbée est flanquée de deux feuilles en quart-de-cercle terminée en volute à la retombée, et inscrivant une feuille appliquée. Elle se trouve aussi à Trie-Château. Comme déjà évoqué, le décor est complété par les bandeaux au-dessus des fenêtres. Elles sont en fleurs de violette, retombant sur des mascarons, au niveau des fenêtres hautes ; doublement biseautés au niveau des tribunes, et toriques (un filet, une gorge et un tore) au niveau des chapelles,,.

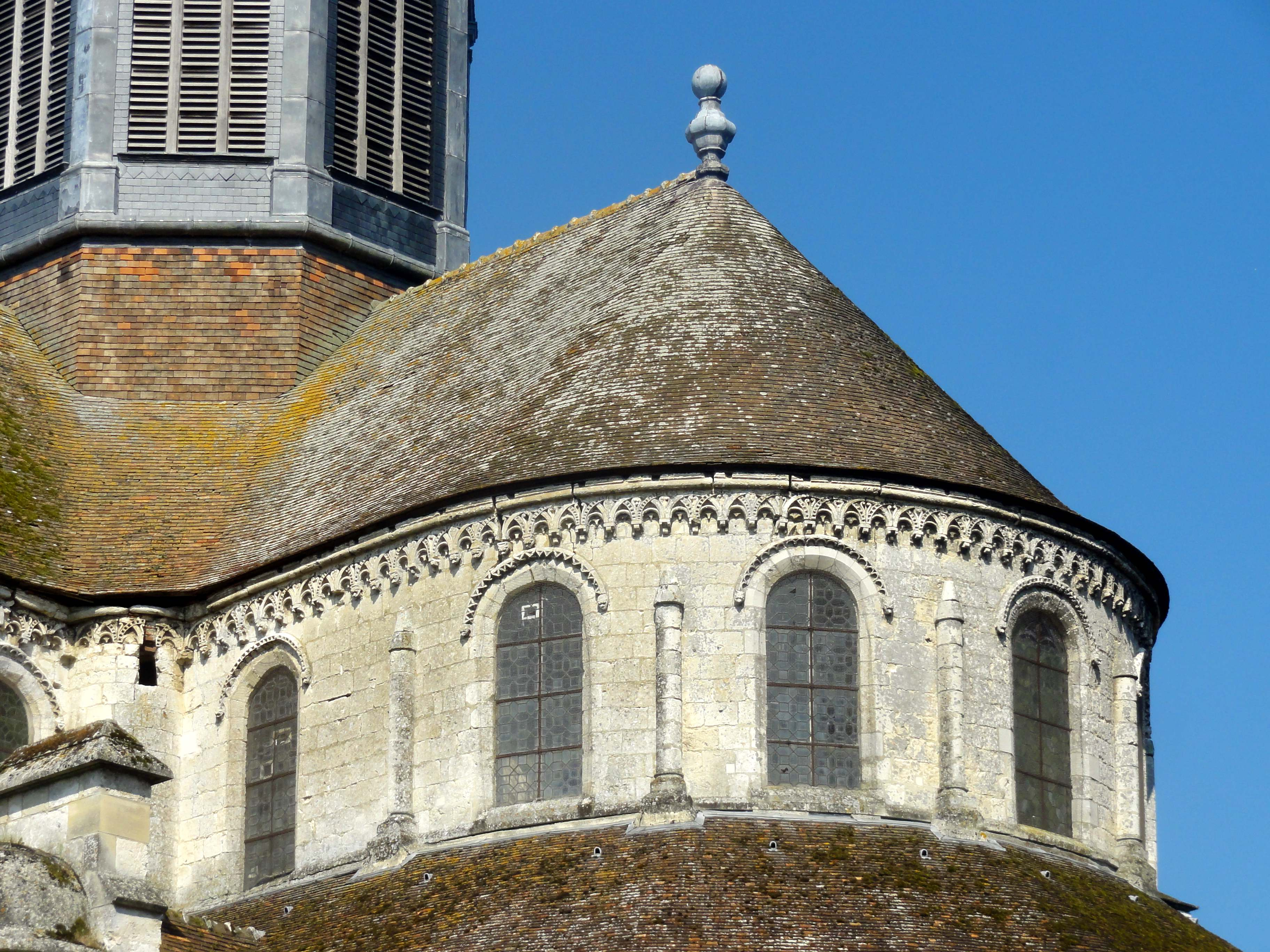
Rond-point de l'abside, vue depuis le sud-est.
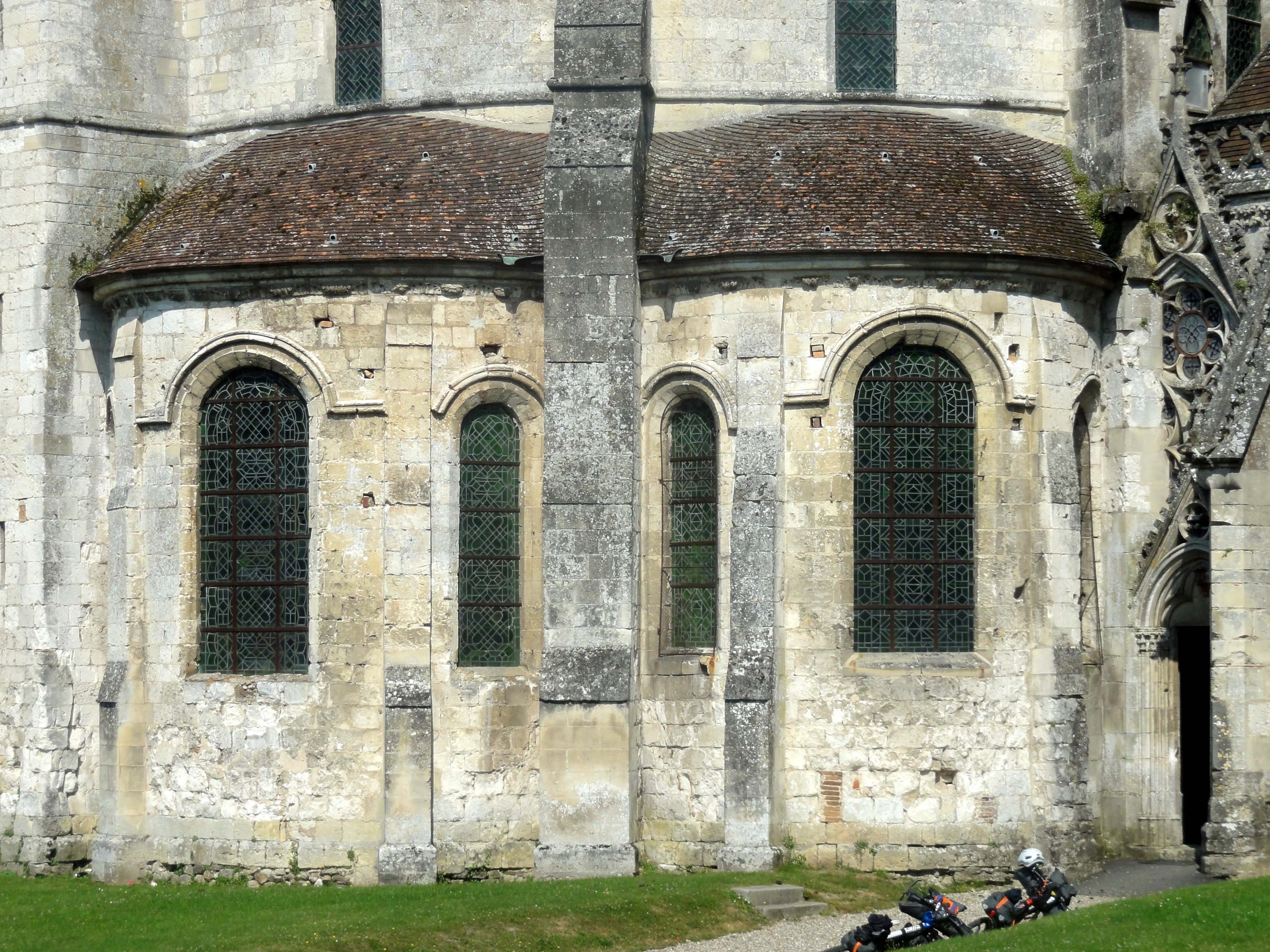
Chapelles rayonnantes au sud-est.
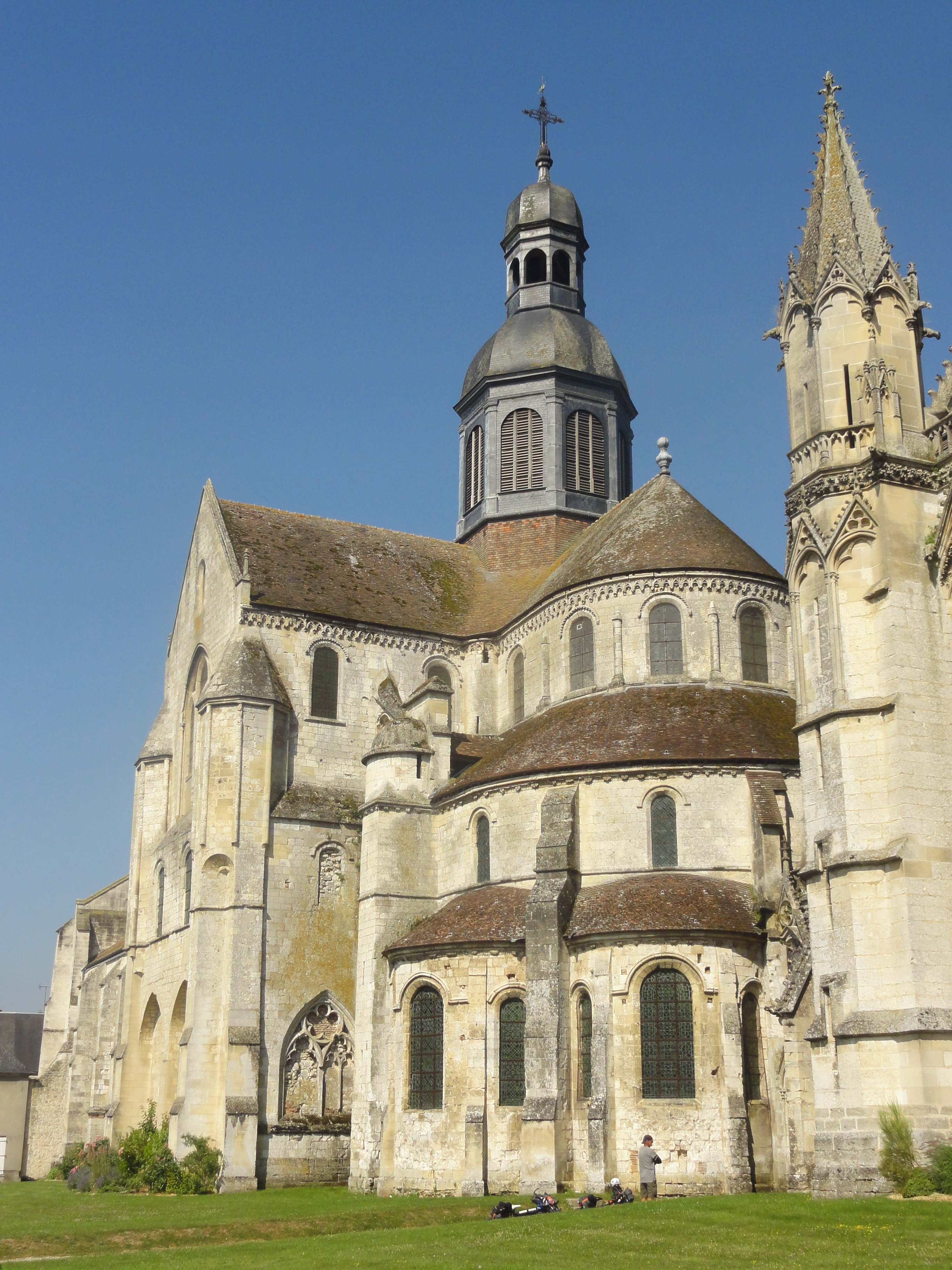
Approche par l'est.
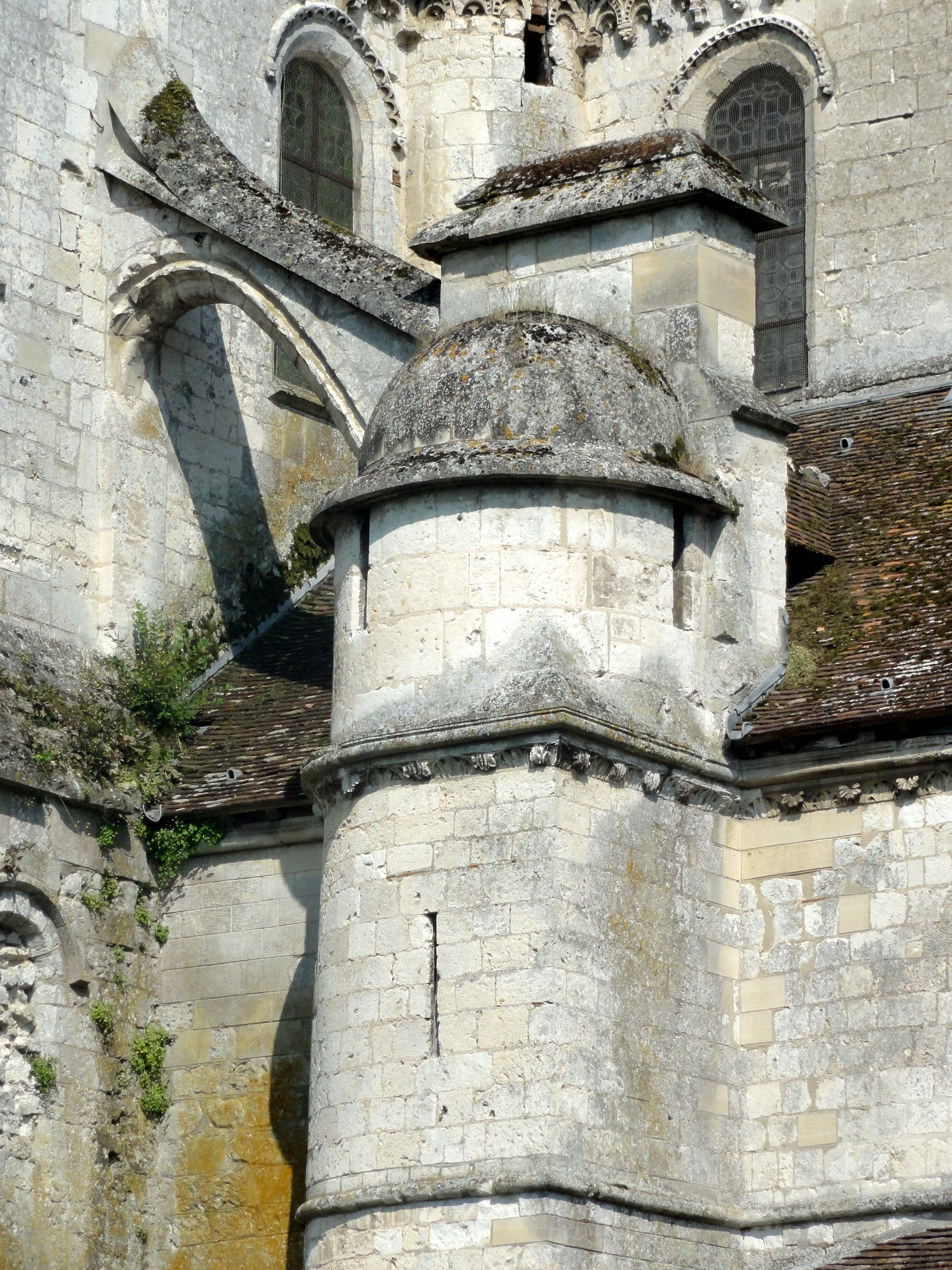
Déambulatoire, tourelle d'escalier côté sud.
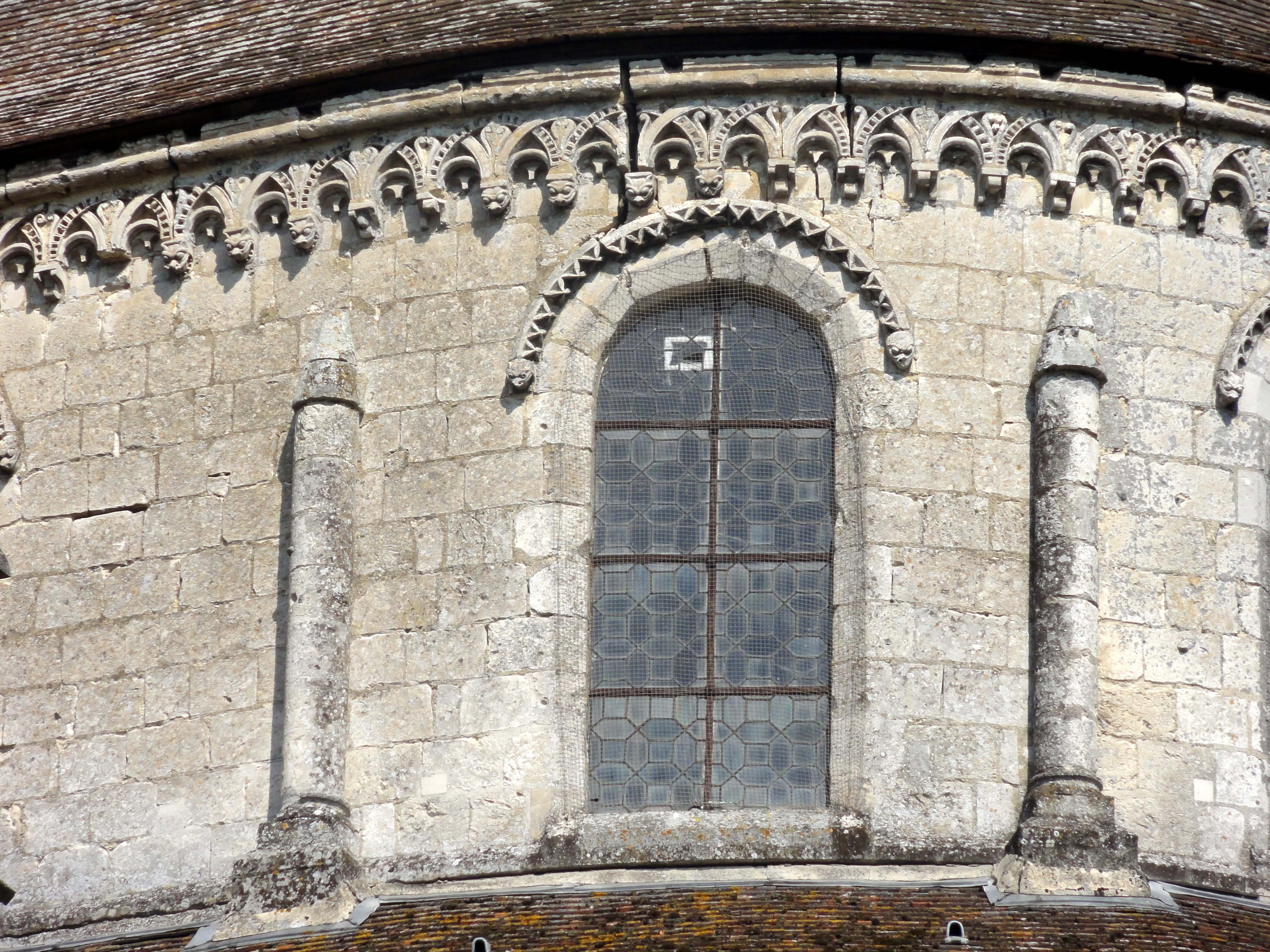
Rond-point de l'abside, fenêtre haute, contrefort-colonnes et corniche.
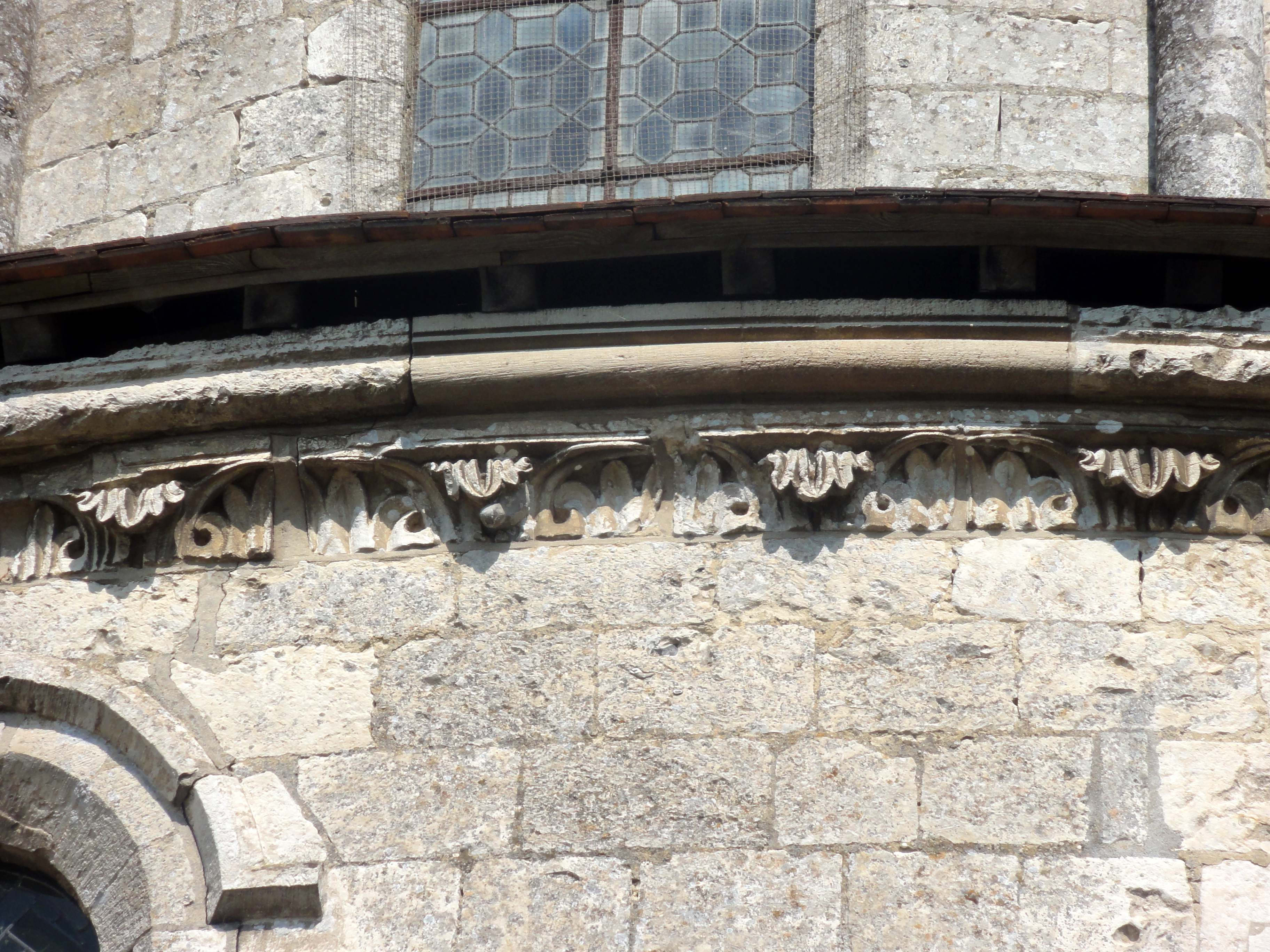
Chapelles rayonnantes, corniche de feuilles d'acanthe.

#### Transept

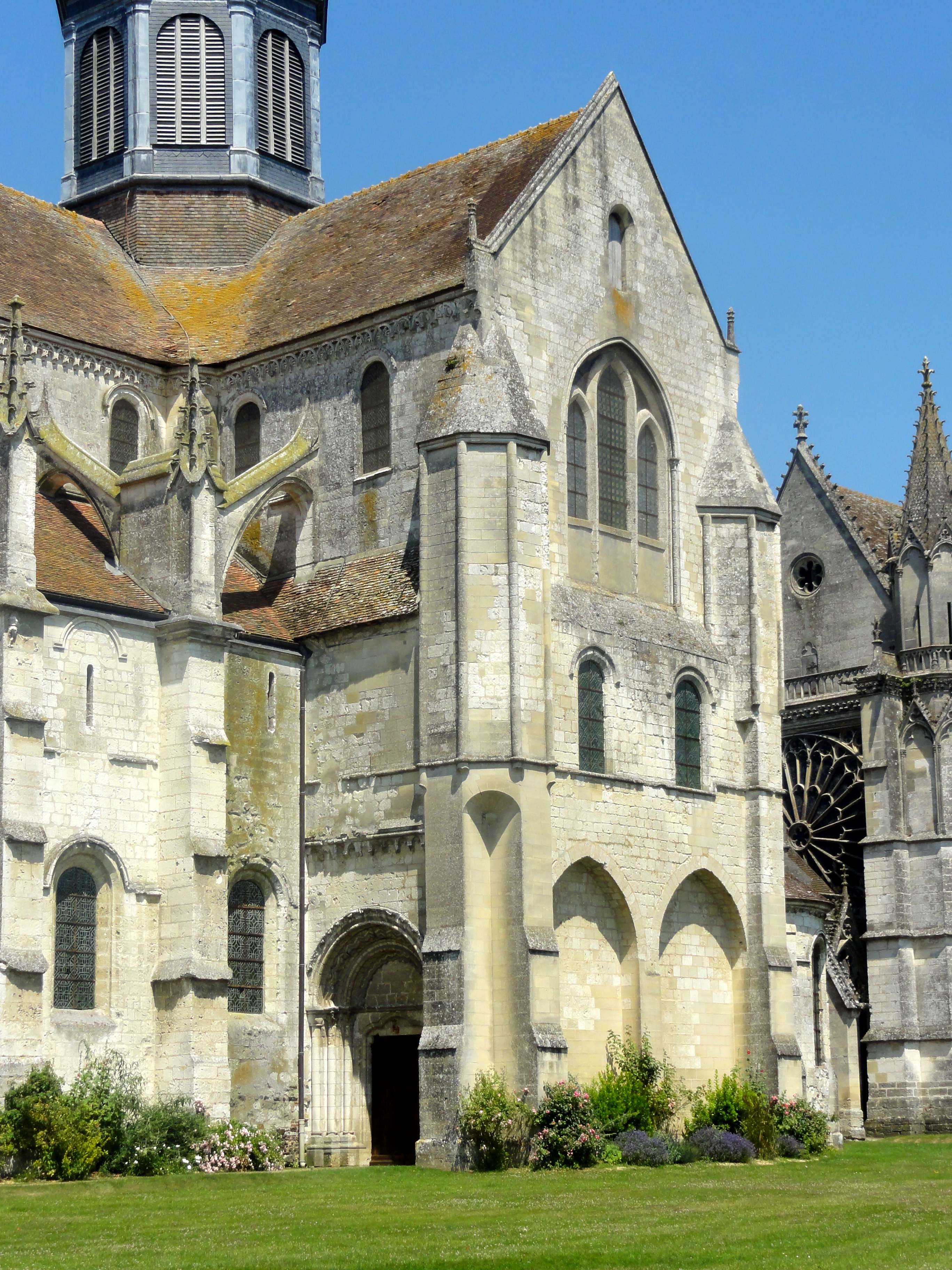
Croisillon sud, vue depuis le sud-ouest.

Au sud, le transept est éclairé par une vaste baie en tiers-point, ajoutée après coup au XIIIe siècle, et dont la décoration de l'archivolte et le remplage sommaire ont déjà été abordés dans le contexte de la description de l'intérieur : ils y ont le même aspect. Côté est et côté ouest, l'étage des fenêtres hautes est calqué sur le rond-point de l'abside, et l'on y retrouve donc la même corniche et les mêmes fenêtres. Les fenêtres du deuxième niveau d'élévation sont également analogues à l'abside, ainsi que le bandeau torique continu qui court à l'appui de ces ouvertures. Bien que bouchée, la baie orientale du triforium demeure bien visible, tandis que celle qui lui faisait face à l'ouest n'a pas laissé de traces notables. Les arcs-boutants à simple volée, sans chenal, retombent sur des culées amorties en bâtière, dépourvues en toute logique de gargouilles. L'arc-boutant occidental se partage la culée avec le dernier arc-boutant de la nef. Cette culée, ainsi que celle de l'arc-boutant de la nef qui précède, sont chargées de pinacles garnis de crochets, et présentent le style gothique flamboyant en vigueur jusqu'au milieu du XVIe siècle. En hauteur, les deux angles du croisillon sont cantonnés de tourelles octogonales en encorbellement, qui retombent sur deux contreforts à ressauts chacune, reliés l'un à l'autre par une trompe dans l'angle. Assez curieusement, la tourelle sud-ouest descend jusqu'au bandeau torique à l'appui des baies du triforium, tandis que son homologue au sud-est s'arrête déjà à mi-hauteur de ces baies. Les deux tourelles sont factices, dans le sens qu'elles ne contiennent pas d'escalier, et partiellement évidées. Elles sont coiffées de toits de pierre pyramidaux, et leurs angles sont adoucis par des tores,,,.
Sachant que la deuxième travée des croisillons ne contient pas de tribunes, mais seulement un triforium, l'étage correspondant ne fait que faiblement saillie devant l'étage des fenêtres hautes, et le ressaut entre les deux étages est racheté par un glacis de pierre, qui a été recouvert de tuiles du côté ouest. Point de fenêtres au niveau du rez-de-chaussée : au sud, les deux arcs de décharge en tiers-point réduisent l'épaisseur du mur, qui est déterminée, entre autres, par l'envergure du triforium, et à l'est, la baie gothique rayonnante qui avait remplacé celle de la niche d'autel du milieu du XIIe siècle a été condamnée. Sur le plan du réseau primaire, son remplage très raffiné se compose de deux lancettes surmontées d'un oculus. Ensuite, les lancettes inscrivent chacune deux lancettes à têtes trilobées, surmontées d'un cercle contenant un trilobe. L'oculus au tympan inscrit quant à lui un pentalobe. La modénature aigüe des meneaux indique la période rayonnante déjà avancée. À l'ouest, le rez-de-chaussée présente un beau portail roman à quadruple archivolte. Seulement trois voussures correspondent à des colonnettes à chapiteaux. D'une façon assez originale, la voussure inférieure est prise sur le tympan. Cette voussure ainsi qu'une autre sont sculptées de bâtons brisés. Elles alternent avec des voussures moulurées d'une gorge et d'un tore. Pour le reste, le tympan est appareillé et nu. Le linteau, également appareillé, arbore une arcature trilobée très condensée en bas-relief,,,. Toujours dans le cadre du transept, il convient de mentionner le campanile au-dessus de la croisée, qui fut érigé en 1739 par des architectes mauristes à l'emplacement d'une autre tour dont l'on ignore tout, et qui avait remplacée le clocher primitif après sa destruction sous la guerre de Cent Ans. D'un plan octogonal, le campanile est construit en charpente et revêtu d'ardoise. Il possède deux étages de baies, dont seulement le premier abrite des cloches. Ses angles sont cantonnés de pilastres doriques. Un toit en forme de bulbe permet la transition vers le plan plus petit du deuxième étage de beffroi, dont les baies sont en arc légèrement brisé, et qui est coiffé lui aussi d'un bulbe.

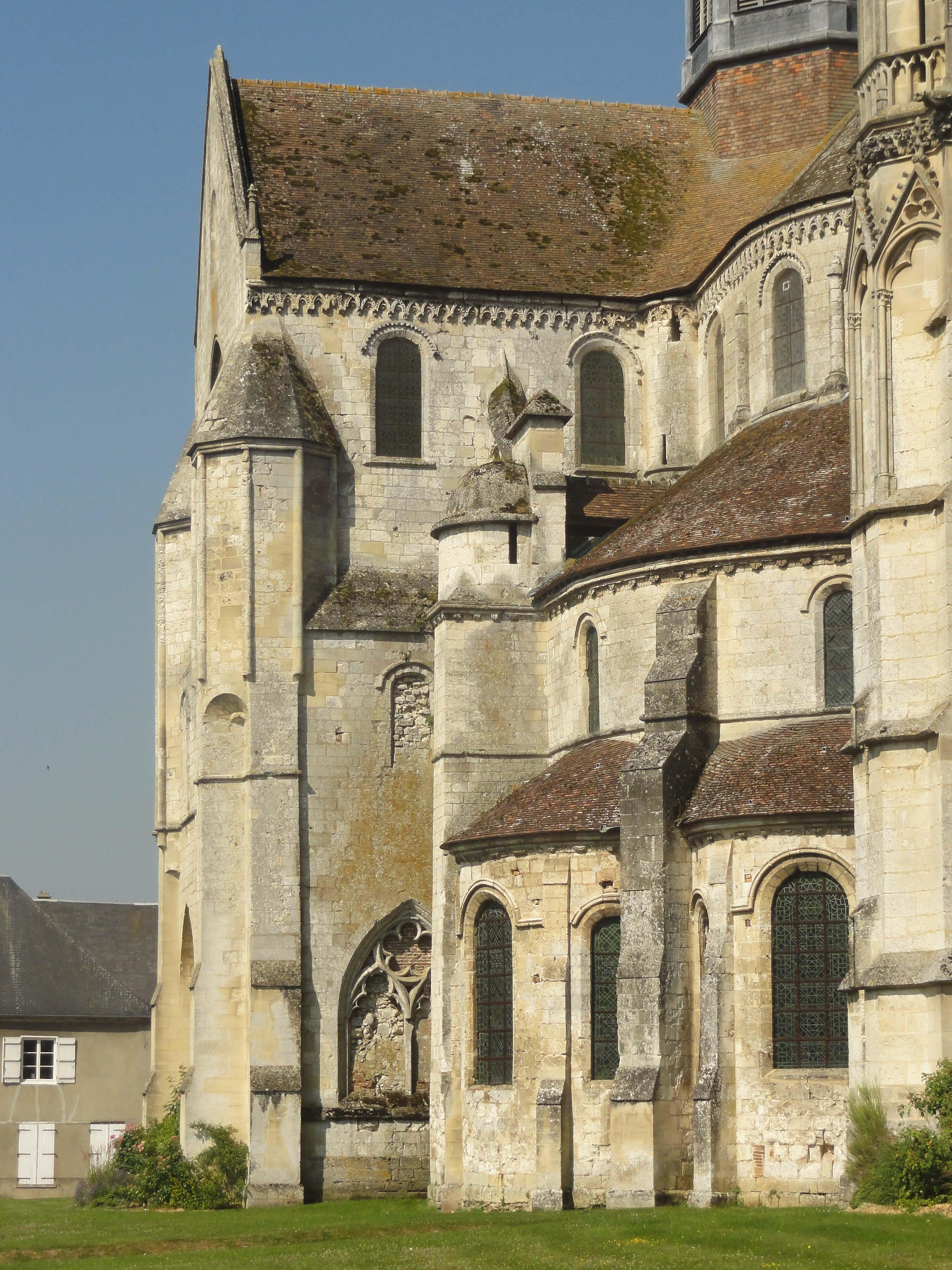
Vue depuis l'est.
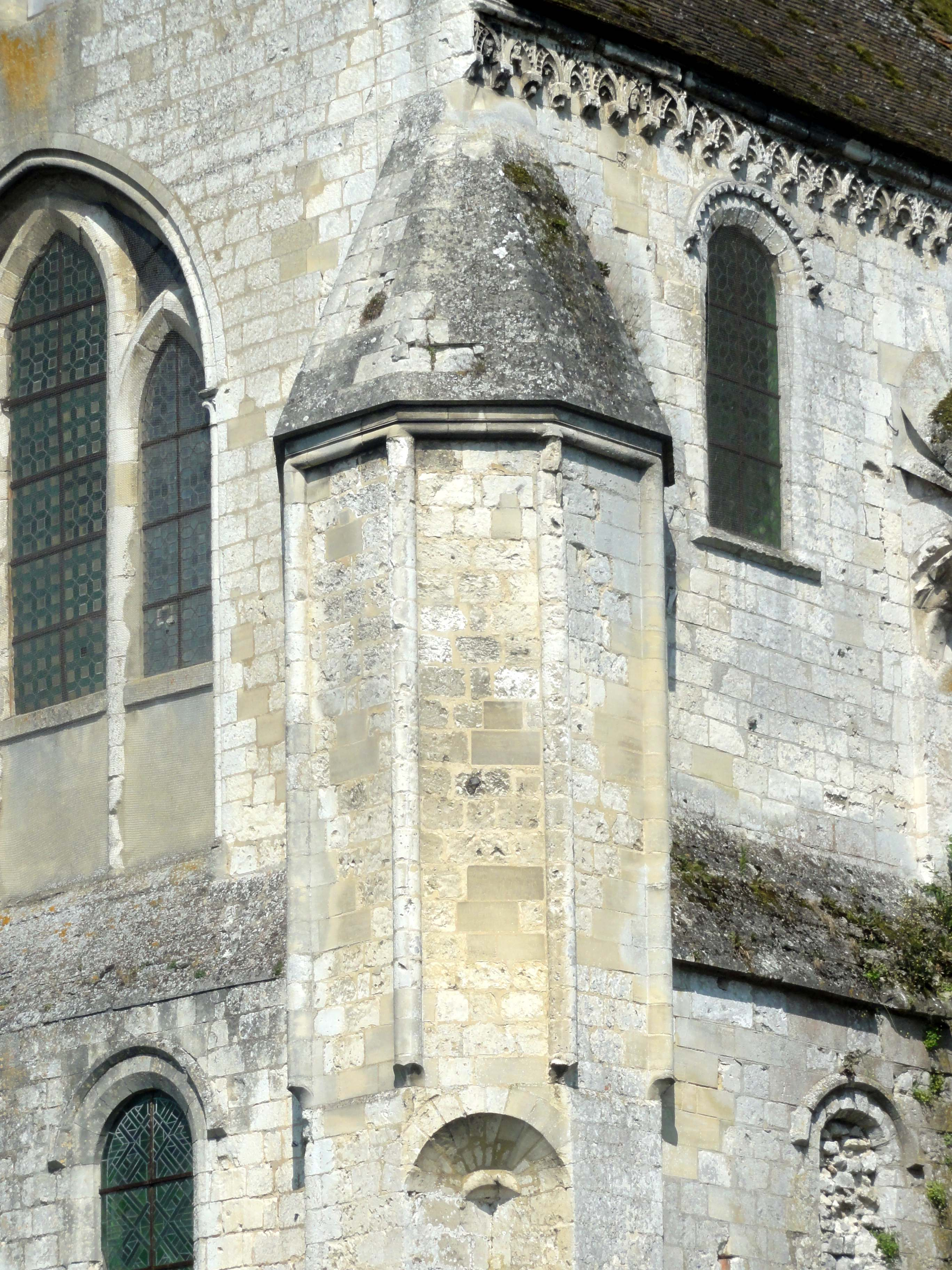
Tourelle d'angle sud-est.
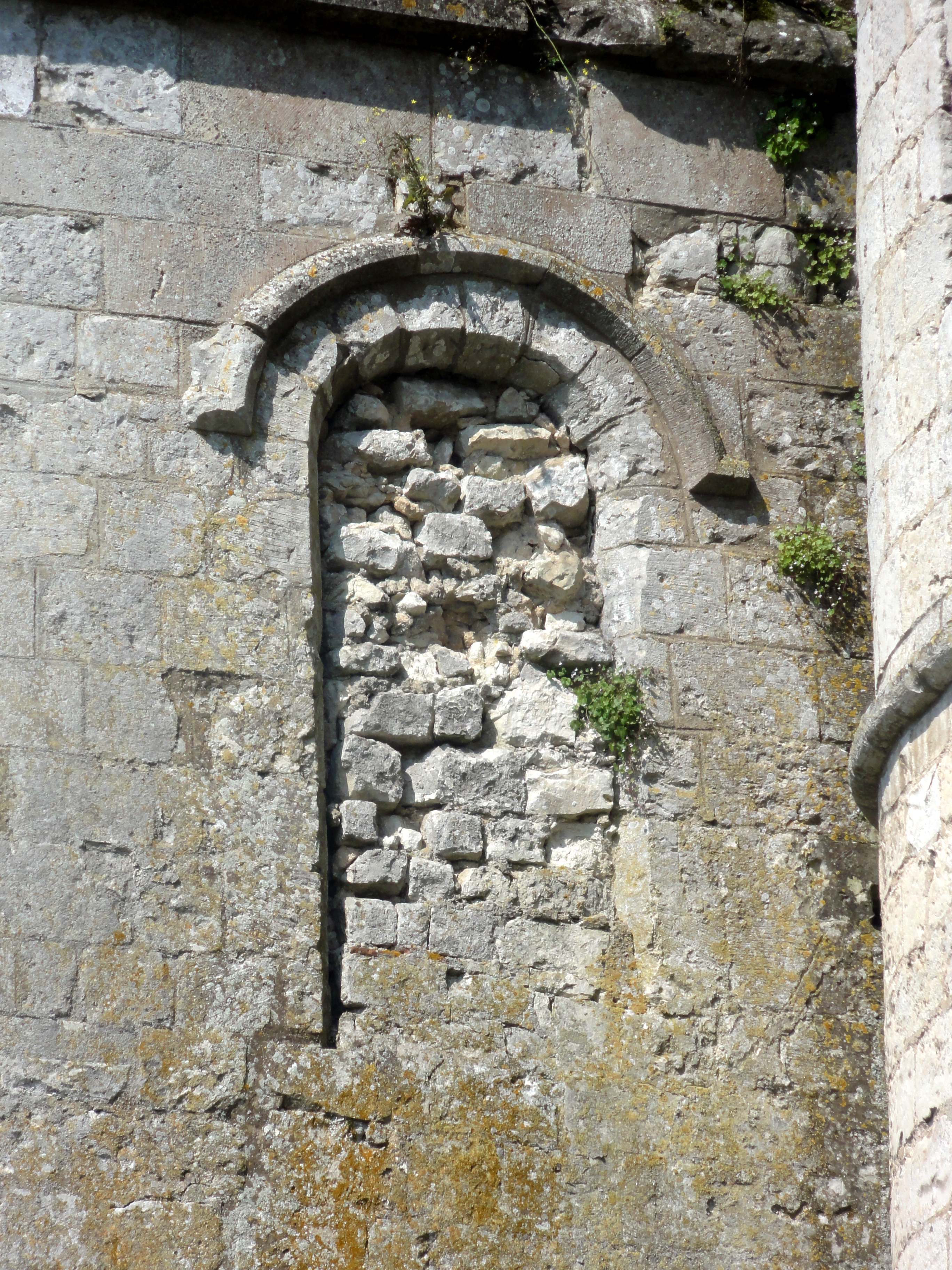
Fenêtre bouchée du triforium, côté est.
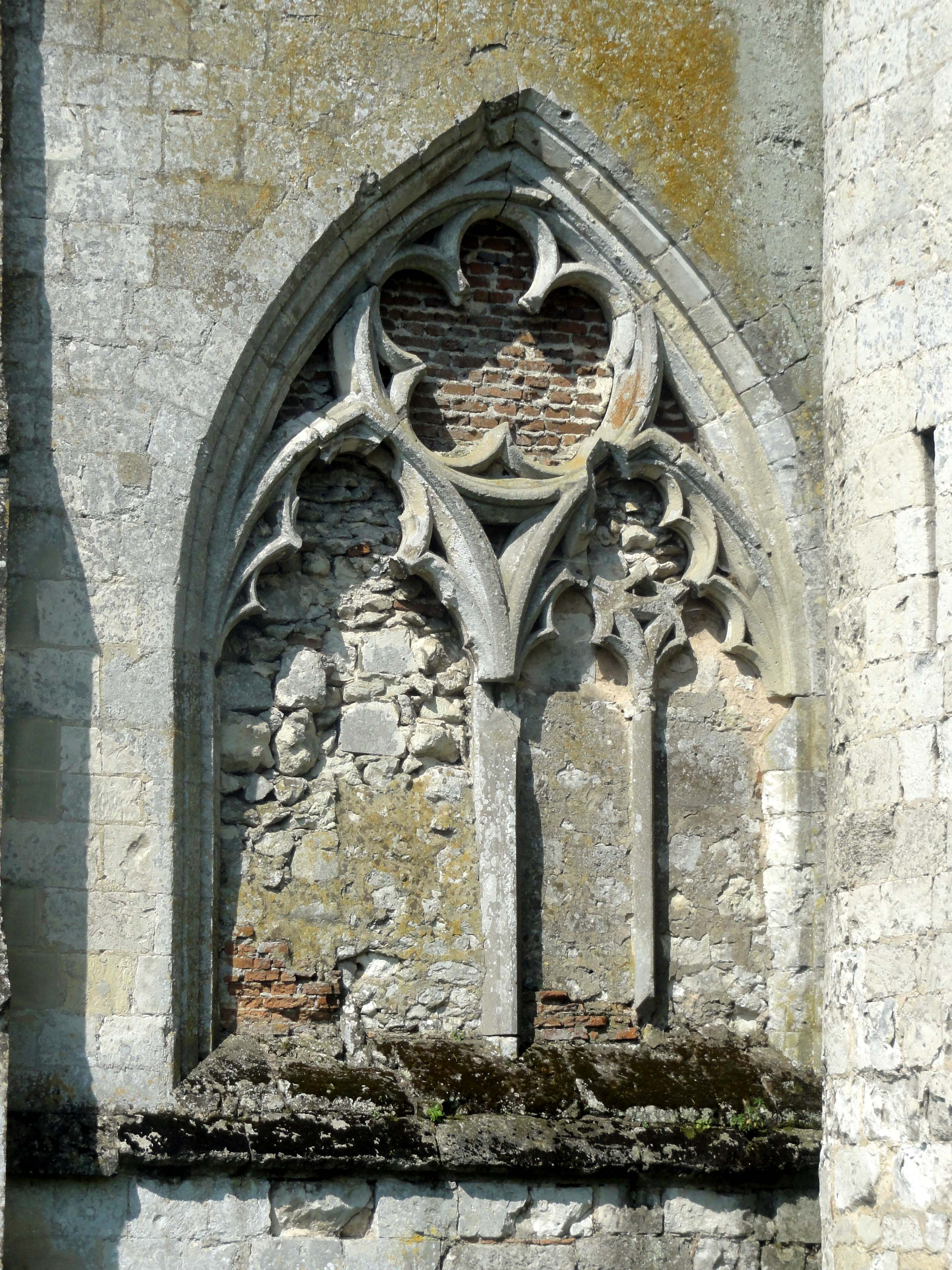
Fenêtre rayonnante bouchée côté est.
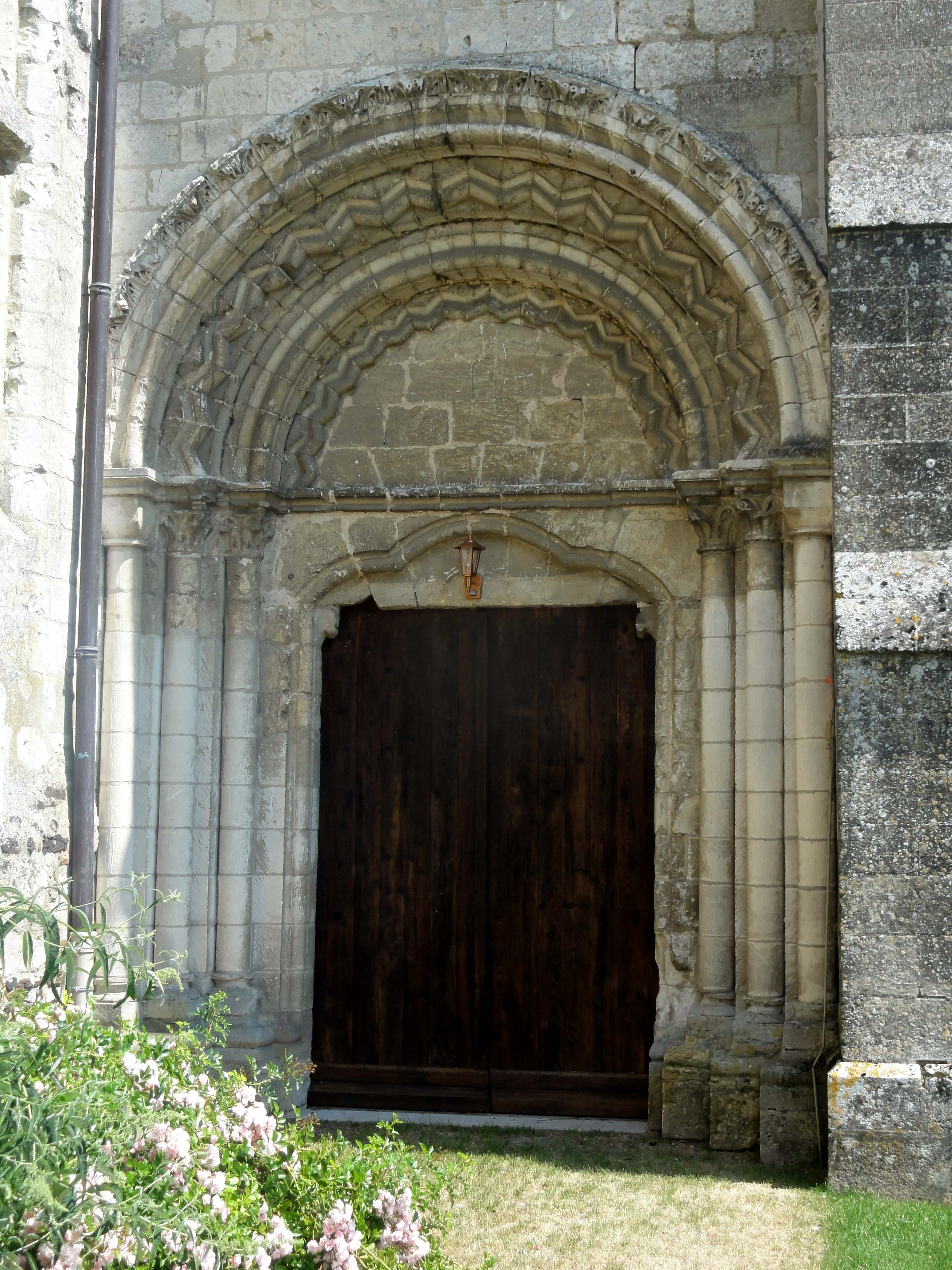
Portail roman côté ouest.
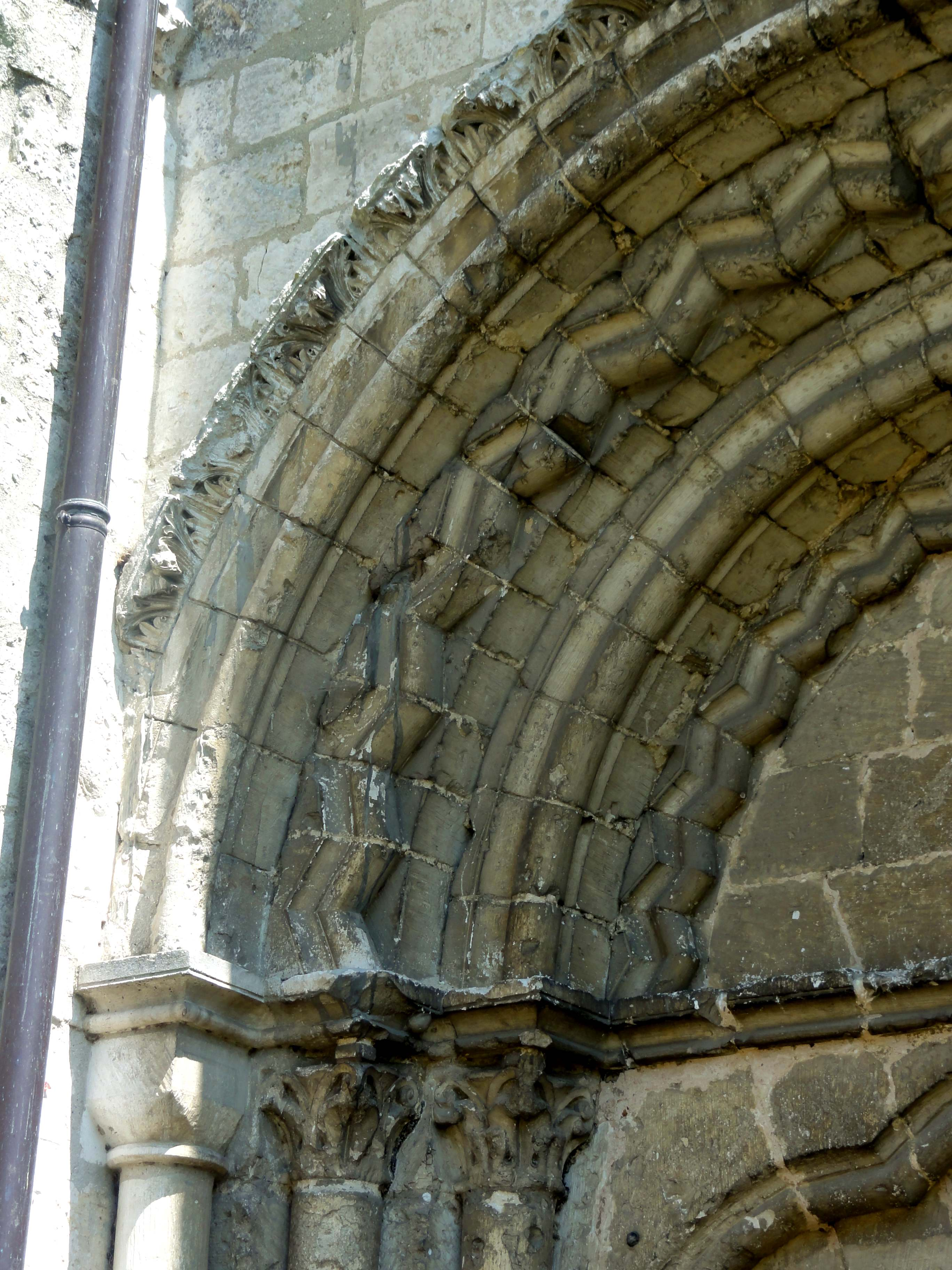
Portail roman côté ouest, archivoltes et chapiteaux.

#### Nef, bas-côtés et façade

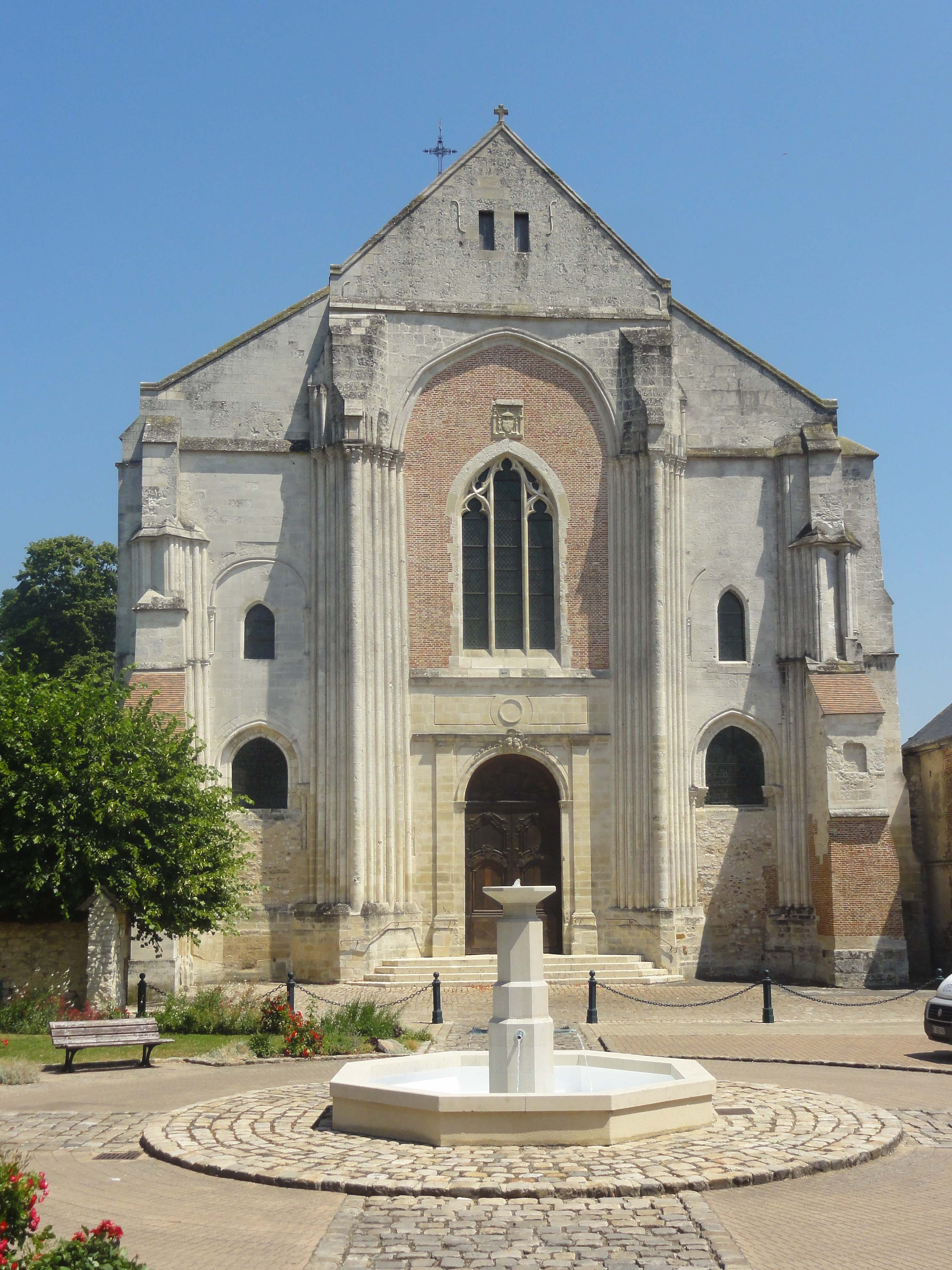
Façade occidentale, avec l'arrachement du massif occidental.

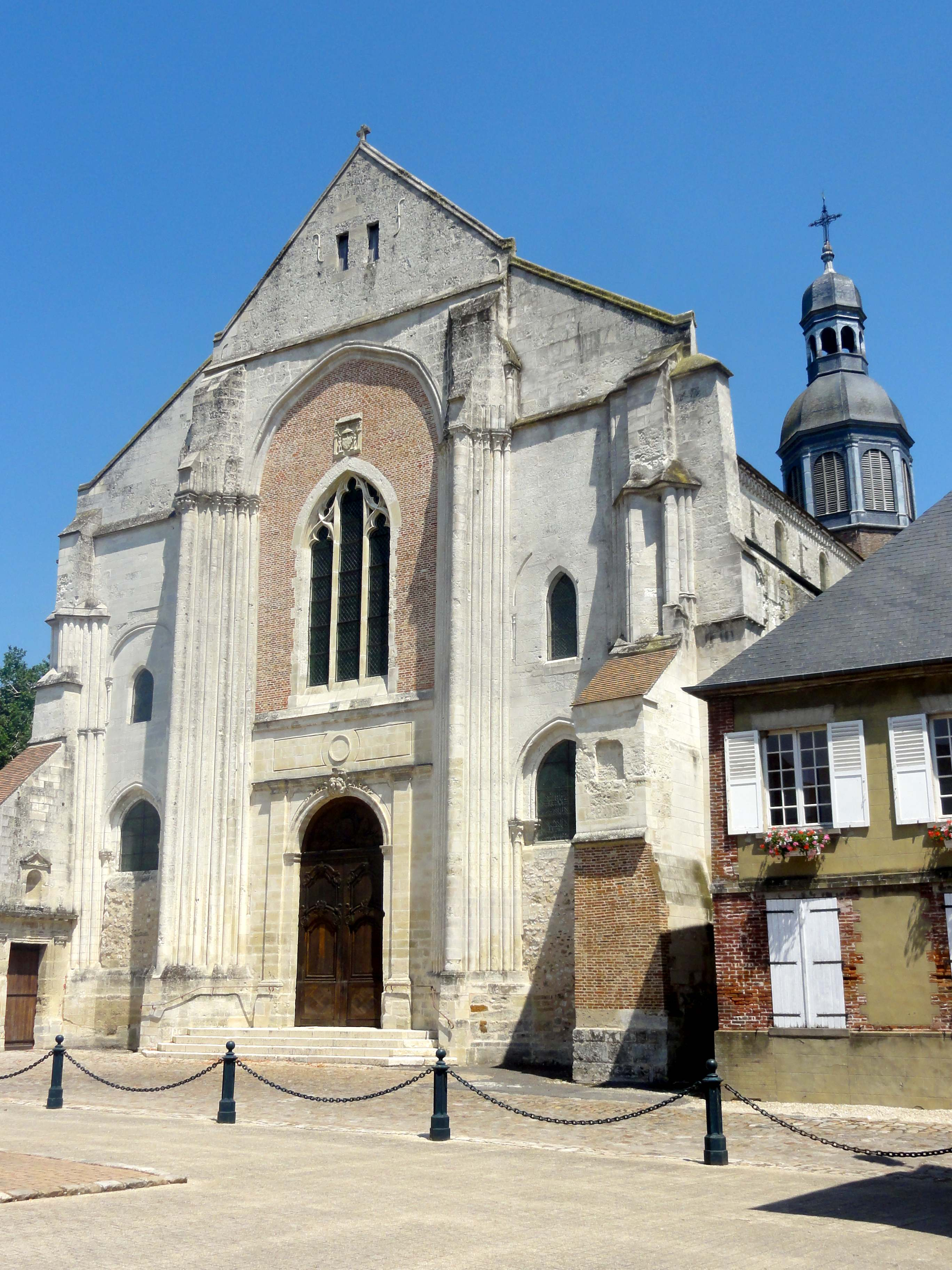
Façade occidentale, vue depuis le sud-ouest.

L'étage de fenêtres hautes de la nef est homogène avec ce même étage sur les faces latérales du croisillon sud et le rond-point de l'abside. L'on y retrouve notamment la même corniche et les mêmes fenêtres, ce qui est remarquable pour un vaste édifice construit sur plusieurs décennies. Cependant, le bandeau au-dessus des fenêtres prend la forme qu'il affecte au niveau des chapelles rayonnantes. Ceci est vrai aussi pour les fenêtres d'origine conservées sur les deux premiers étages. En outre, les contreforts-colonnes cèdent la place à des contreforts plats, qui se retraitent une fois grâce à un glacis pentu, et s'amortissent également par un glacis pentu. Ces contreforts sont sans doute une concession de l'architecte à l'évolution stylistique depuis le début du chantier. Il est à signaler que la baie de la deuxième travée est bouchée, et que le premier contrefort intermédiaire et la première baie du sud ont disparu. Hormis le tore supérieure, qui reste en place, la corniche y a été remplacée par un bandeau plat et lisse prenant appui sur des corbeaux à faible relief. En ce qui concerne les remaniements, il convient de rappeler les deux arcs-boutants du début du XVIe siècle déjà signalés dans le contexte du transept.
L'étage de l'ancienne galerie au sud de la nef est recouvert d'un toit en appentis. Il forme un ensemble initialement homogène avec l'étage du bas-côté sud, et son mur gouttereau est épaulé par des contreforts à ressauts sur toute sa hauteur. Seulement le premier contrefort intermédiaire, et celui qui sépare la cinquième de la sixième travée, paraissent dater d'origine. Légèrement différents, ils se retraitent grâce à un fruit après les premières assises. Ils sont scandés par deux niveaux de larmiers et se terminent par un glacis formant larmier. Les contreforts compris entre les deux exemplaires signalés sont issus de la reconstruction totale de cette partie du bas-côté au XIVe siècle ou au début du XVe siècle ; les contreforts qui suivent à l'est sont au moins en partie issus de la campagne de construction des arcs-boutants au début du XVIe siècle. Les contreforts plus récents se distinguent par un larmier présent sur les trois faces au premier niveau de scansion. Si la diversité toute relative des contreforts n'est pas nuisible à la cohérence de l'ensemble, la réduction de la surface vitrée dans le cadre des remaniements est d'un effet douteux. La partie inférieure de la première baie est murée. Seulement celle-ci et la baie de la sixième travée subsistent du XIIe siècle. Seulement la dernière est intacte. De la baie de la septième travée, ne reste plus que le bandeau supérieur. Elle a été remplacée par une meurtrière. Les trois baies signalées conservent également le bandeau torique à leur appui. Ce n'est pas le cas dans la huitième travée, où l'on trouve une meurtrière sans aucun fragment ancien. Dans les quatre travées rebâties, enfin, l'on s'est contenté de deux petites baies rectangulaires au total, disposées à gauche de la troisième travée et à droite de la quatrième travée, ce qui correspond à une répartition régulière sur la longueur construite. Quant aux fenêtres du rez-de-chaussée subsistant du XIIe siècle, elles correspondent aux grandes fenêtres médianes des chapelles rayonnantes. Les piédroits de la première ont été refaits en briques. Les fenêtres du rez-de-chaussée issues de la reconstruction pendant la guerre de Cent Ans sont plus petites, mais en même temps plus élaborées. Terminées supérieurement par une tête trilobée à écoinçons ajourés, elles sont entourées d'un ébrasement et d'une large gorge abritant des colonnettes à chapiteaux et une archivolte torique. Les chapiteaux, à tailloir polygonal et à deux rangs de feuilles déchiquetées, ressemblent aux chapiteaux refaits à l'intérieur bas-côtés. Pour compléter le décor, l'archivolte torique est surmonté d'un bandeau mouluré retombant sur des têtes humaines sculptée en haut-relief. La plupart a été cassée depuis,.
Bien qu'issue d'une réparation provisoire, la façade occidentale ne manque pas d'attrait. Elle fait appel à la brique pour le mur de la nef, matériau qui ne paraît pas ailleurs sur l'édifice (sauf sur la première fenêtre du bas-côté sud), et elle fait cohabiter trois styles différents : le style gothique pour les piles cantonnées de multiples colonnettes, vestiges des tours du massif occidental détruit vers 1380 / 1390 ; le style flamboyant la grande fenêtre au-dessus du portail ; et le style classique pour le portail de 1739. Le réseau de la fenêtre se compose de trois lancettes à têtes trilobées, dont celle du milieu dépasse les deux autres, qui sont surmontées chacune d'un soufflet asymétrique disposé de biais. L'absence d'un réseau plus fortement ramifié sur le tympan est inhabituel. Le portail, qui est cantonné de deux pilastres, présente comme seul élément intéressant un ensemble de sculptures à la clé d'arc. Il s'agit de deux têtes de chérubin flanquées d'ailes, qui émergent d'une nuée, et s'accompagnent de cornes d'abondance dont s'échappent des fleurs. En plus des arrachements des tours et des colonnettes destinées à se trouver à l'intérieur de l'édifice, plusieurs indices trahissent toujours le caractère initialement provisoire de la façade, dont le mauvais appareil en petits moellons irréguliers en dessous des baies des bas-côtés, ou le massif de maçonnerie à droite, incluant un glacis recouvert de tuiles et reposant sur une base en briques. Pour clore, une petite porte Renaissance est à remarquer en retour d'équerre à gauche de la façade. Elle s'ouvre entre deux pilastres et sous un entablement avec architrave à triglyphes et gouttes, et est surmontée d'une niche à statue couronnée d'un petit fronton triangulaire.

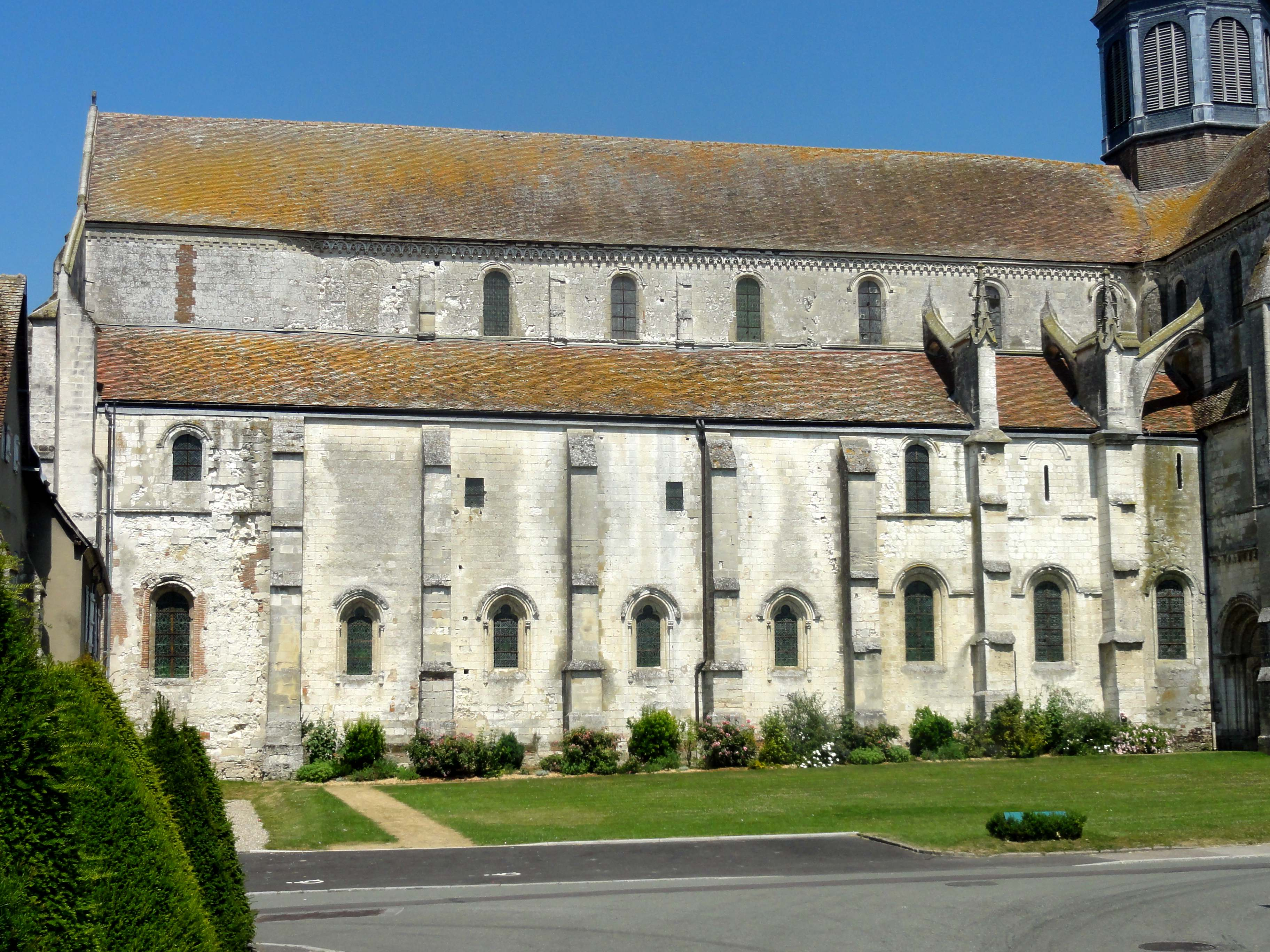
Nef et bas-côté, vue depuis le sud.
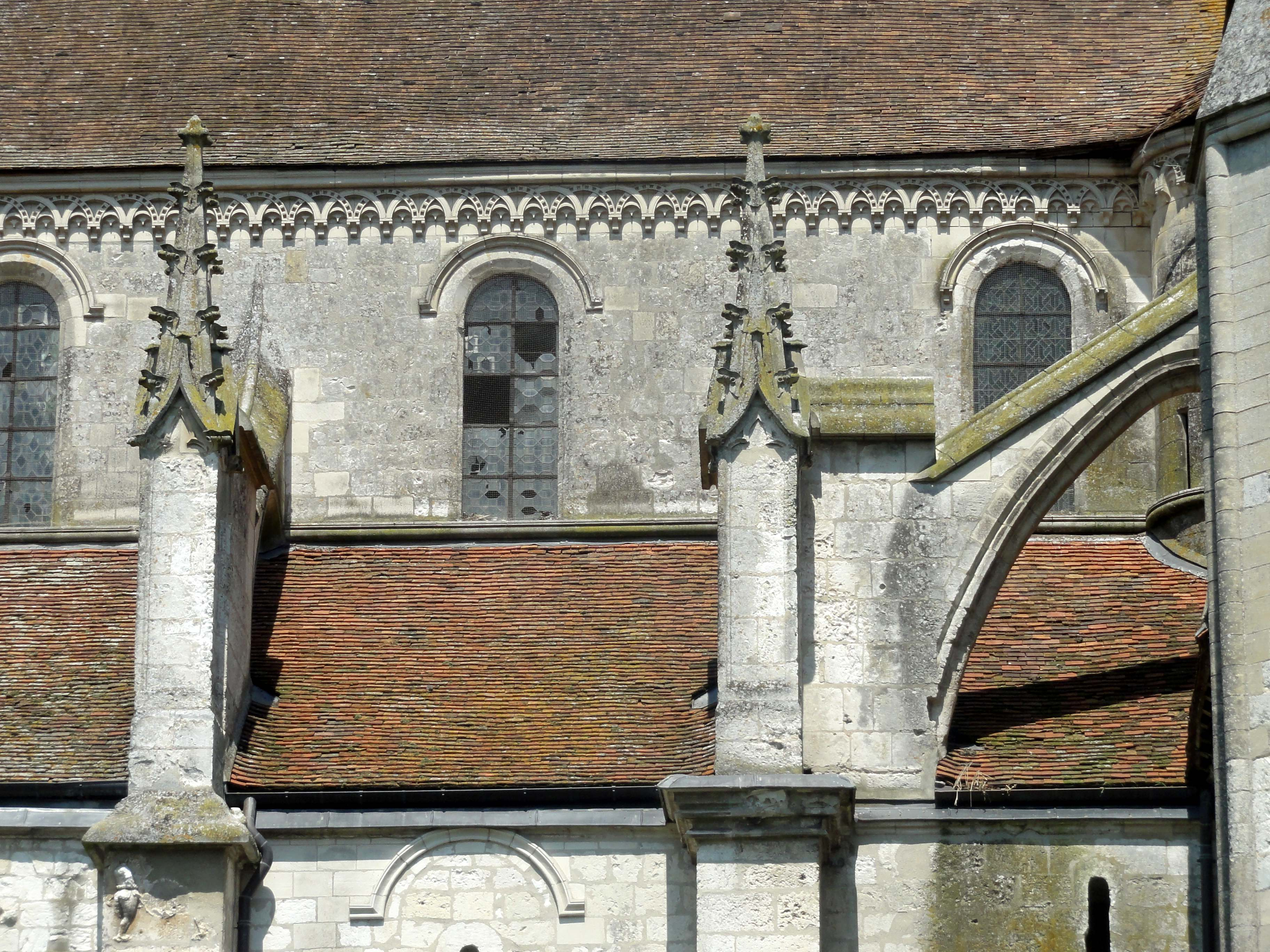
Nef, 7e et 8e travée, arcs-boutants flamboyants.
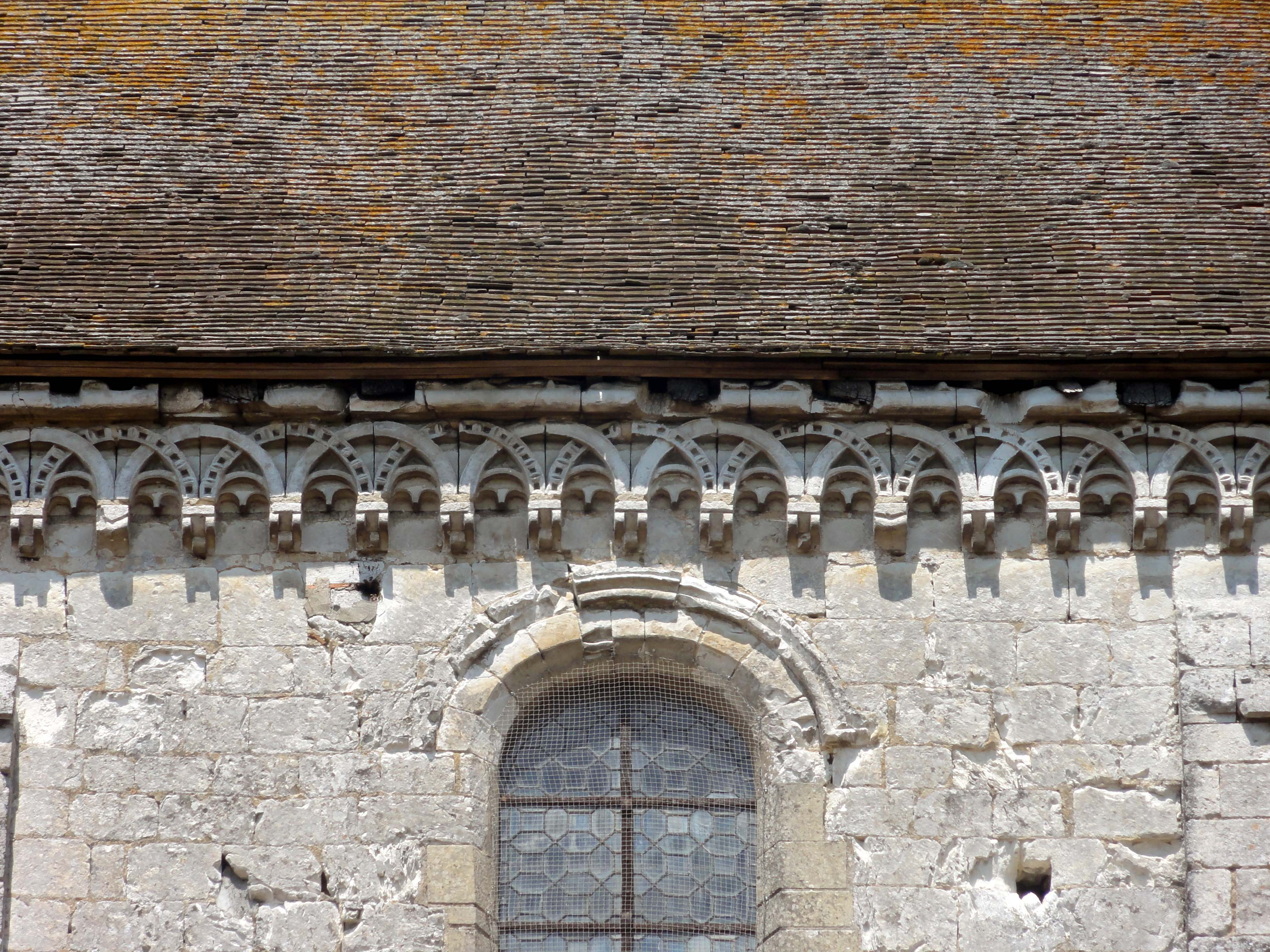
Nef, 4e travée, corniche côté sud.
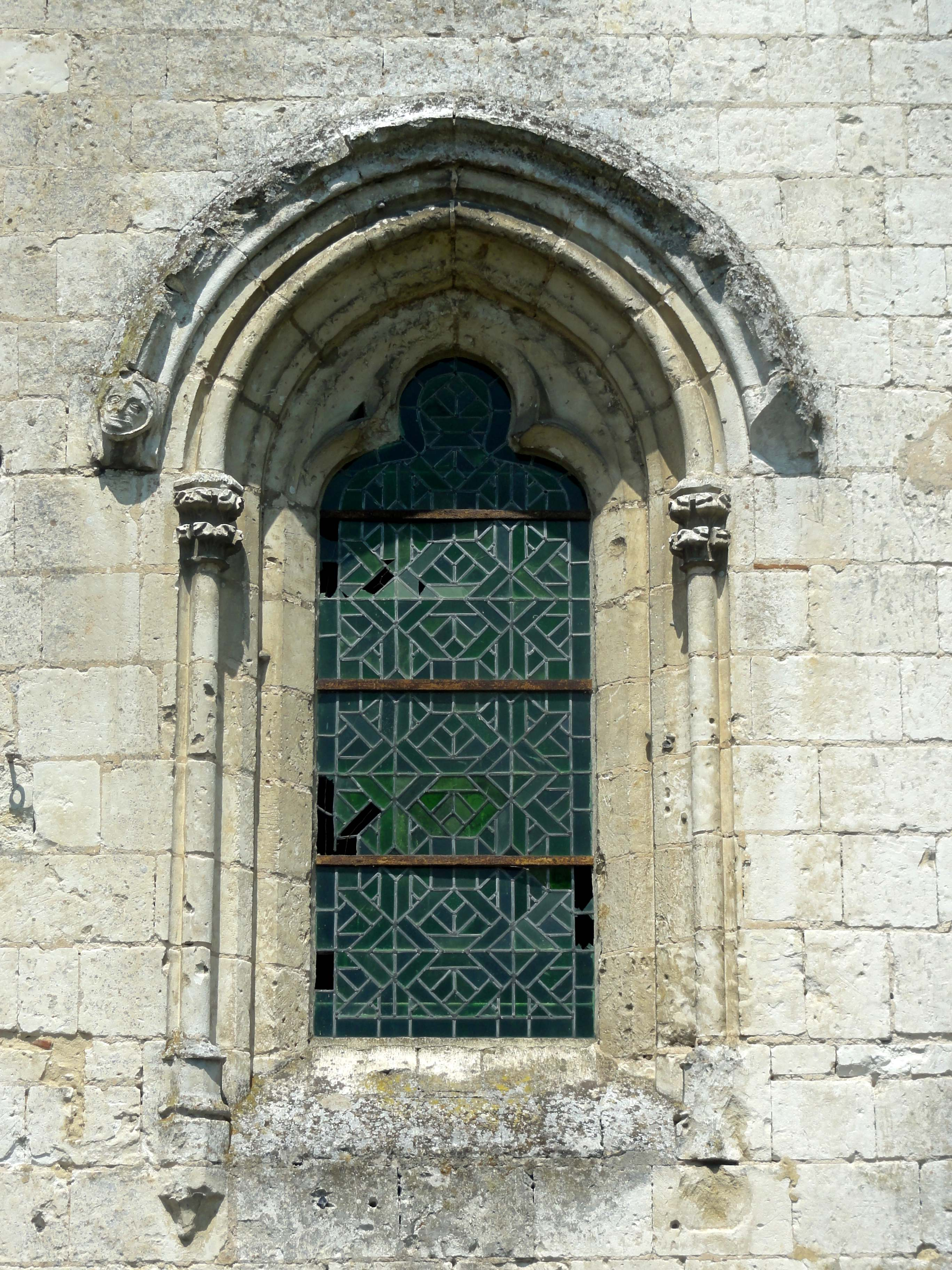
Bas-côté sud, 3e travée, fenêtre.
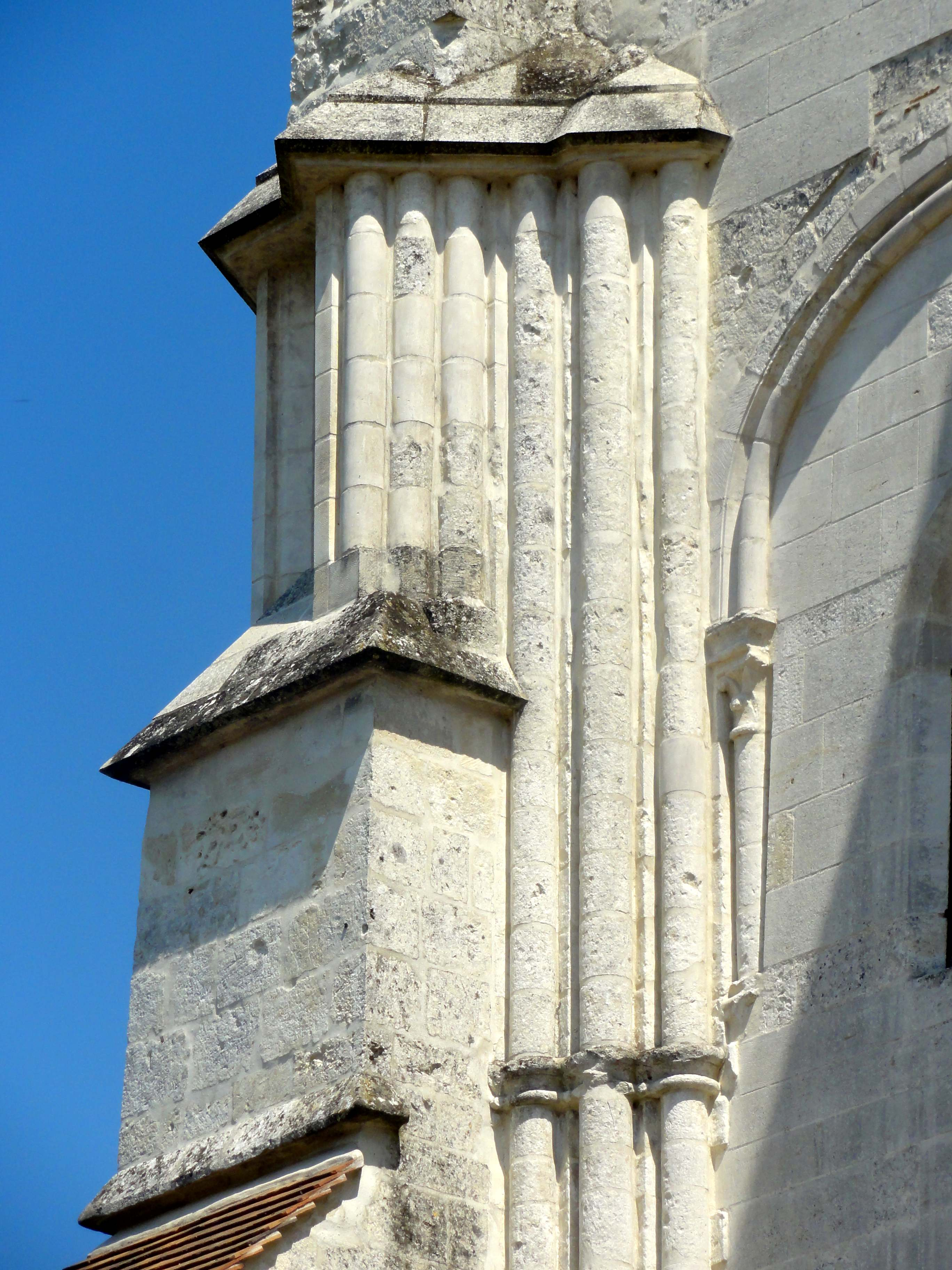
Façade, colonnettes sans emploi à gauche.
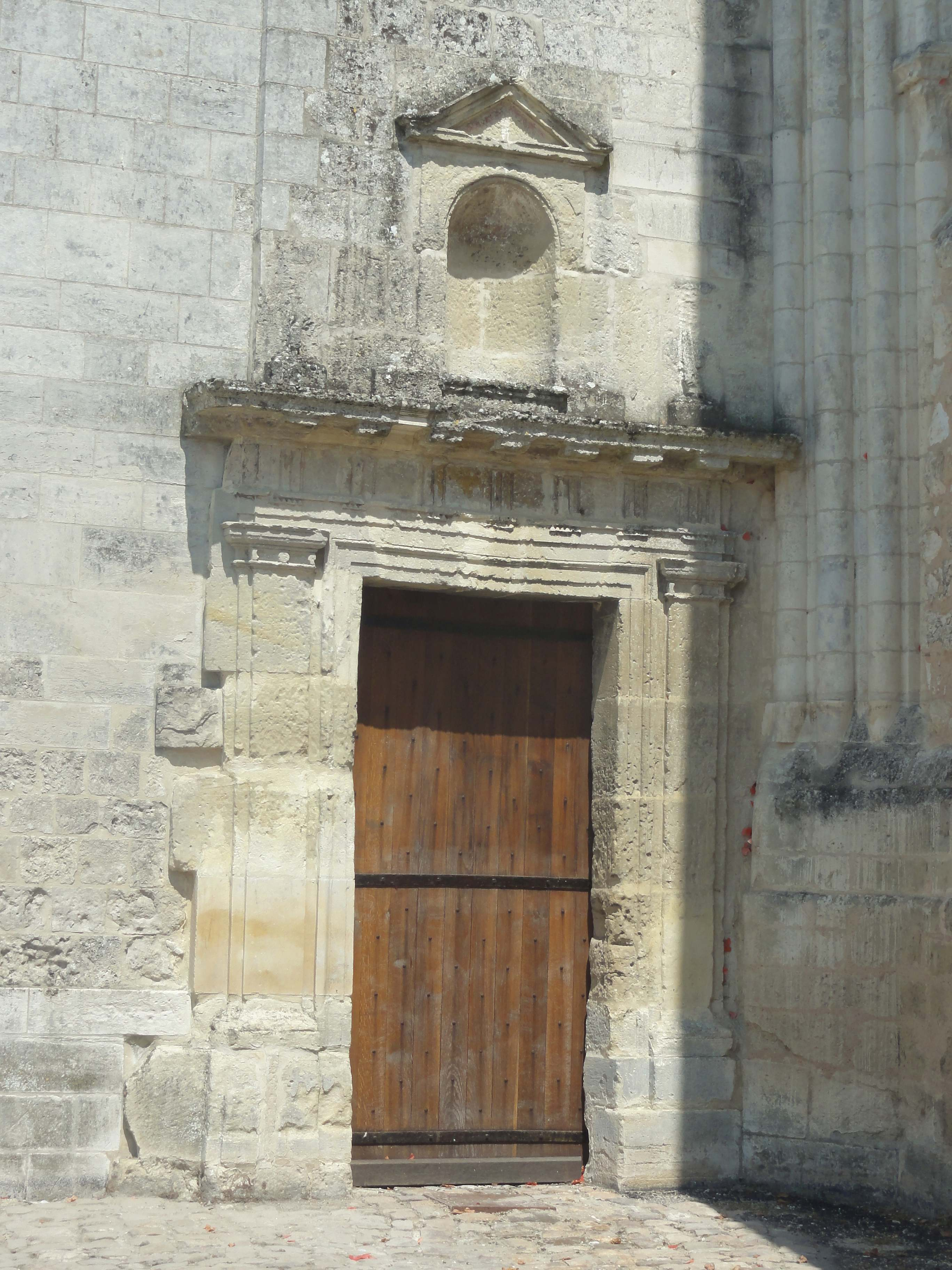
Porte Renaissance à gauche de la façade.

## La sainte-chapelle

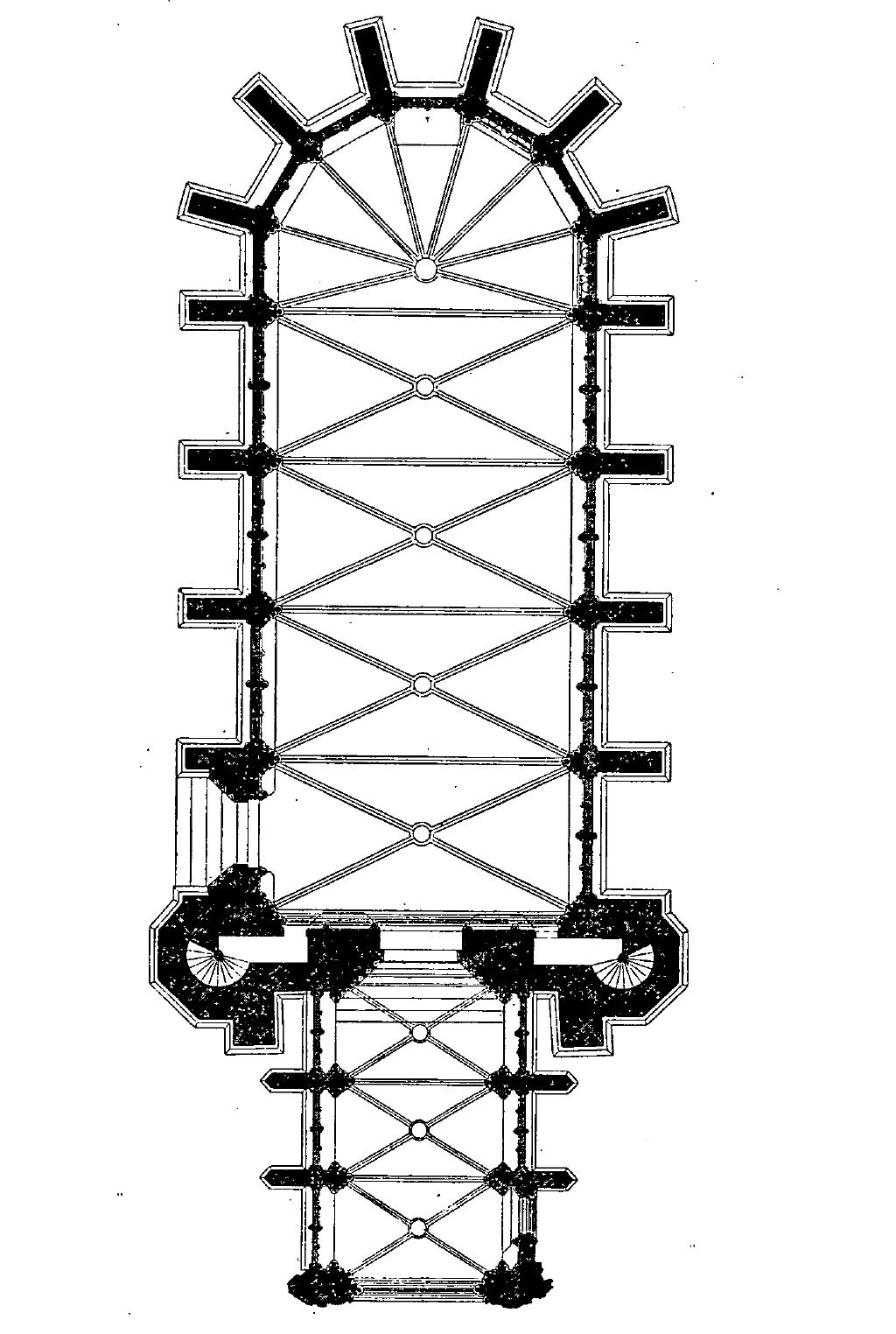
Plan de la chapelle.

La sainte-chapelle de Saint-Germer-de-Fly a été construite entre 1259 et 1275.

### Aperçu général
La sainte-chapelle, officiellement appelée chapelle de la Vierge, est un édifice de style gothique rayonnant à nef unique, qui se compose de quatre travées barlongues et d'une abside polygonale à sept pans. Le premier et le dernier pan de l'abside sont droits. Le mur occidental est flanqué de deux tourelles d'escalier, et il est précédé d'un vestibule de trois petites travées barlongues. Le vestibule relie la chapelle de la Vierge au déambulatoire de l'abbatiale. De ce fait, il tient en même temps lieu de passage. Il se substitue à la chapelle rayonnante de l'axe du chevet, qui fut donc démolie lors de sa construction. La chapelle de la Vierge possède deux accès : un portail dans la première travée au nord, ainsi que le portail occidental ouvrant sur le passage, pourvu lui-même d'un portail dans la première travée au sud.
Historiquement, cinquante ans seulement séparent la chapelle de la Vierge de la nef de l'abbatiale ; stylistiquement, au moins quatre-vingts ans les séparent. Pendant cette période relativement courte, l'architecture romane a muté vers le style gothique primitif, qui s'est ensuite confirmé, puis cédé la place au style rayonnant, qui en 1259 est déjà à son apogée. En effet, quand Pierre de Wessencourt devient abbé en cette année et lance le chantier bientôt après son avènement, le style rayonnant a déjà laissé de belles œuvres, et la chapelle de la Vierge n'innove donc pas dans l'architecture comme l'avait fait l'abbatiale au siècle précédent. Elle entre dans une longue lignée de saintes-chapelles bâties entre 1240 et 1260 comme chapelles abbatiales et royales. Or, la plupart de ces édifices ayant disparu, la chapelle de la Vierge de Saint-Germer est aujourd'hui un témoin exceptionnel de ce type de créations. Par la qualité de son exécution et la finesse de son décor, elle peut être considérée comme un chef-d'œuvre de grande valeur, et de nombreux détails inspirés d'édifices antérieurs reçoivent ici une nouvelle qualité.

### Intérieur de la chapelle

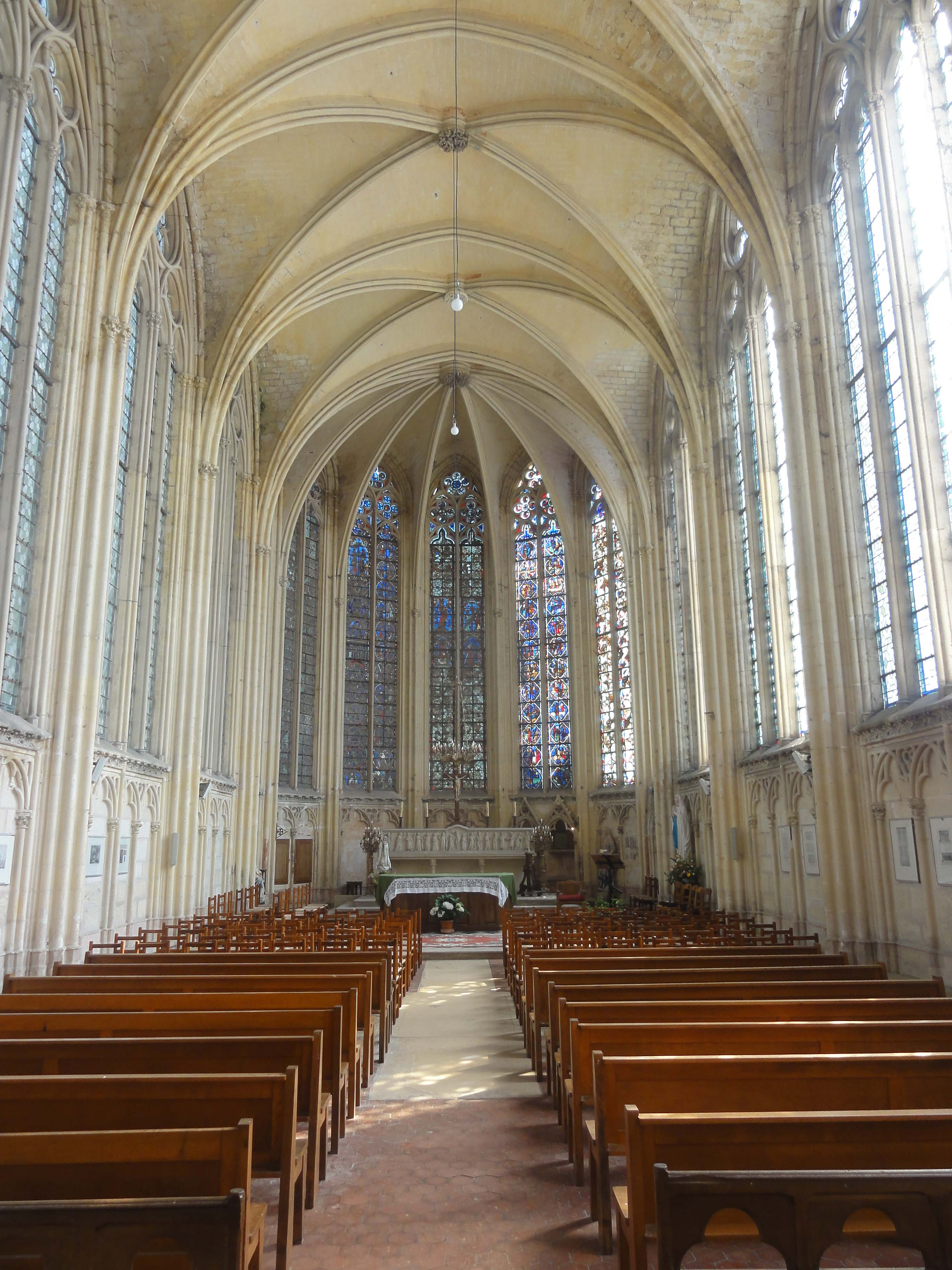
Vue vers l'est.

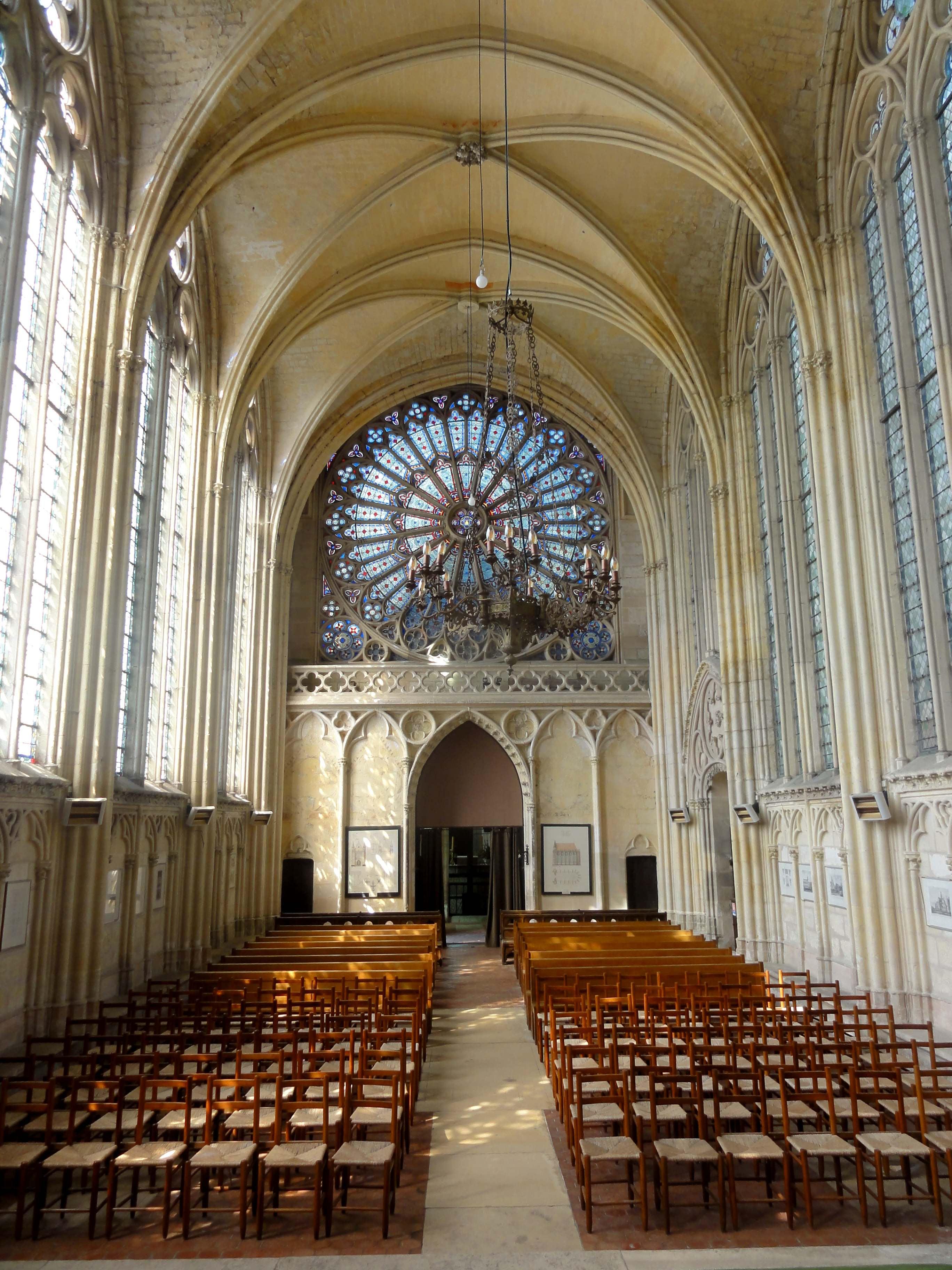
Vue vers l'ouest.

La chapelle de la Vierge se présente comme une véritable cage de verre, les vitraux prenant toute la place entre les supports des voûtes, que ce soit au nord, à l'est et au sud, et les murs sont réduits aux soubassements des fenêtres. Les soubassements, les voûtes et les faisceaux de colonnettes, soit toute l'œuvre en maçonnerie, était initialement polychrome. Les voûtes des quatre travées droites sont établies sur des croisées d'ogives quadripartites ordinaires, et les clés de voûte sont petites et discrètement décorées de feuillages. La voûte de l'abside comporte huit voutains rayonnant autour d'une clé centrale. Les formerets des voûtes délimitent directement les fenêtres. Leurs chapiteaux sont placés plus hauts que les autres, directement à côté des chapiteaux des meneaux des fenêtres. Tous ces chapiteaux sont de petites dimensions et très discrets, et les fûts et meneaux ne comportent pas de chapiteaux intermédiaires. La verticalité des colonnettes est ainsi mise en exergue, effet qui augmente encore grâce à leur minceur.
La forme élancée des fenêtres contribue également à une impression de hauteur et de légèreté qui imprègne l'espace. Le remplage de l'ensemble des fenêtres obéit globalement aux mêmes principes, sauf que les fenêtres de l'abside, plus étroites, ne comportent qu'un seul au lieu de trois meneaux. Seules les fenêtres des travées droites présentent ainsi une distinction entre remplage primaire et remplage secondaire. Le remplage primaire est constitué de deux lancettes surmontées d'un oculus inscrivant un hexalobe. Le remplage secondaire prévoit, pour chacune des grandes lancettes, deux lancettes à têtes tréflées, surmontées d'un oculus quadrilobe. Dans l'abside, chacune des deux lancettes par baie est surmontée d'un quadrilobe, et ces derniers sont surmontés d'un pentalobe. Tant les fenêtres larges que les fenêtres étroites comptent ainsi trois oculi. Tant pour le réseau primaire que pour le réseau secondaire, deux lancettes se partagent un même meneau au milieu, et les meneaux des oculi fusionnent avec les lancettes aux points de contact. Il n'y a toutefois pas de fusion entre réseau primaire et réseau secondaire. Les proportions des fenêtres larges sont analogues aux baies de la chapelle haute de la Sainte-Chapelle de Paris, alors que le réseau est inspiré des arcatures plaquées sur les soubassements des fenêtres du croisillon sud de Notre-Dame de Paris. Une frise de feuilles d'acanthe court en dessous du glacis à l'appui des fenêtres. À Saint-Germer, comme souvent à la période rayonnante, les soubassements sont également agrémentés d'arcatures aveugles en bas-relief, qui reflètent en quelque sorte le dessin des fenêtres. Sous chaque lancette, se trouve une arcade à tête tréflée, et les écoinçons sont occupés par des trèfles (ou des demi-trèfle aux extrémités gauche et droite). Sous les baies à quatre lancettes, le meneau central se poursuit jusqu'en bas, et subdivise les quatre arcatures décoratives en deux groupes. Comme particularité, le pan à droite du pan de l'axe de l'abside et le pan droit du côté sud possèdent des niches en lieu et place des arcatures plaquées. Elles sont surmontées chacune d'un gâble, dont le sommet se superpose à la frise de feuilles d'acanthe, et dont les rampants sont garnis de crochets. Les niches du côté est abritent des piscines liturgiques. Ses gâbles arborent un quadrilobe, alors que du côté sud, ils affichent seulement un trèfle.
Le portail septentrional qui desservait simplement le jardin de l'abbé s'ouvre sous un arc en anse de panier, peu courant à l'époque, et il est flanqué de deux arcatures telles que celles des soubassements. L'ensemble portail et arcatures est surmonté d'un tympan, agrémenté de deux trèfles et d'un grand hexalobe redenté, forme relativement rare mais figurant également, entre autres, dans le croisillon nord de Notre-Dame de Paris. L'extrados du tympan et l'intrados de l'arc en anse de panier sont garnies de petites feuilles recourbées en crochets. On les retrouve sur le portail en tiers-point sans tympan qui s'ouvre au centre du mur occidental. Le soubassement à arcatures en bas-relief est ici aussi haut que le sommet du portail. Dans les écoinçons, se trouvent des quadrilobes inscrits dans des cercles, ainsi que des trèfles. La première et la dernière arcature comportent les deux petites portes rectangulaires qui donnent accès aux tourelles d'escalier. Ces portes sont surmontées d'une tête tréflée en bas-relief. Au-dessus du portail occidental, en bas de la grande rosace qui éclaire l'extrémité occidentale de la chapelle, existe une tribune peu profonde, apparentée à une coursière. Elle est desservie par les deux tourelles d'escalier, et se situe en avant de la première travée, qui commence, de manière inhabituelle, par un arc-doubleau et non par un arc formeret. Une balustrade, composée de quadrilobes, se superpose au soubassement nu de la rosace, et relie les faisceaux de colonnettes dans les angles sud-ouest et nord-ouest de la chapelle entre elles. Du fait de la présence de la coursière, la rosace est placée en retrait, et ménagée dans un carré de mur qui dépasse en hauteur l'intérieur de la chapelle. Ainsi, la rosace peut prendre une dimension plus importante, les écoinçons peuvent être ajourés, et l'on résout le problème de l'incompatibilité entre le profil des voûtes en tiers-point et la forme ronde de la rosace. Son réseau se compose de seize festons, dont la partie extérieure est bipartite, avant de se terminer par des têtes tréflées butant contre des quadrilobes. À gauche et à droite de la rosace, se trouvent les seuls pans de murs nus de l'espace intérieur de la chapelle,.

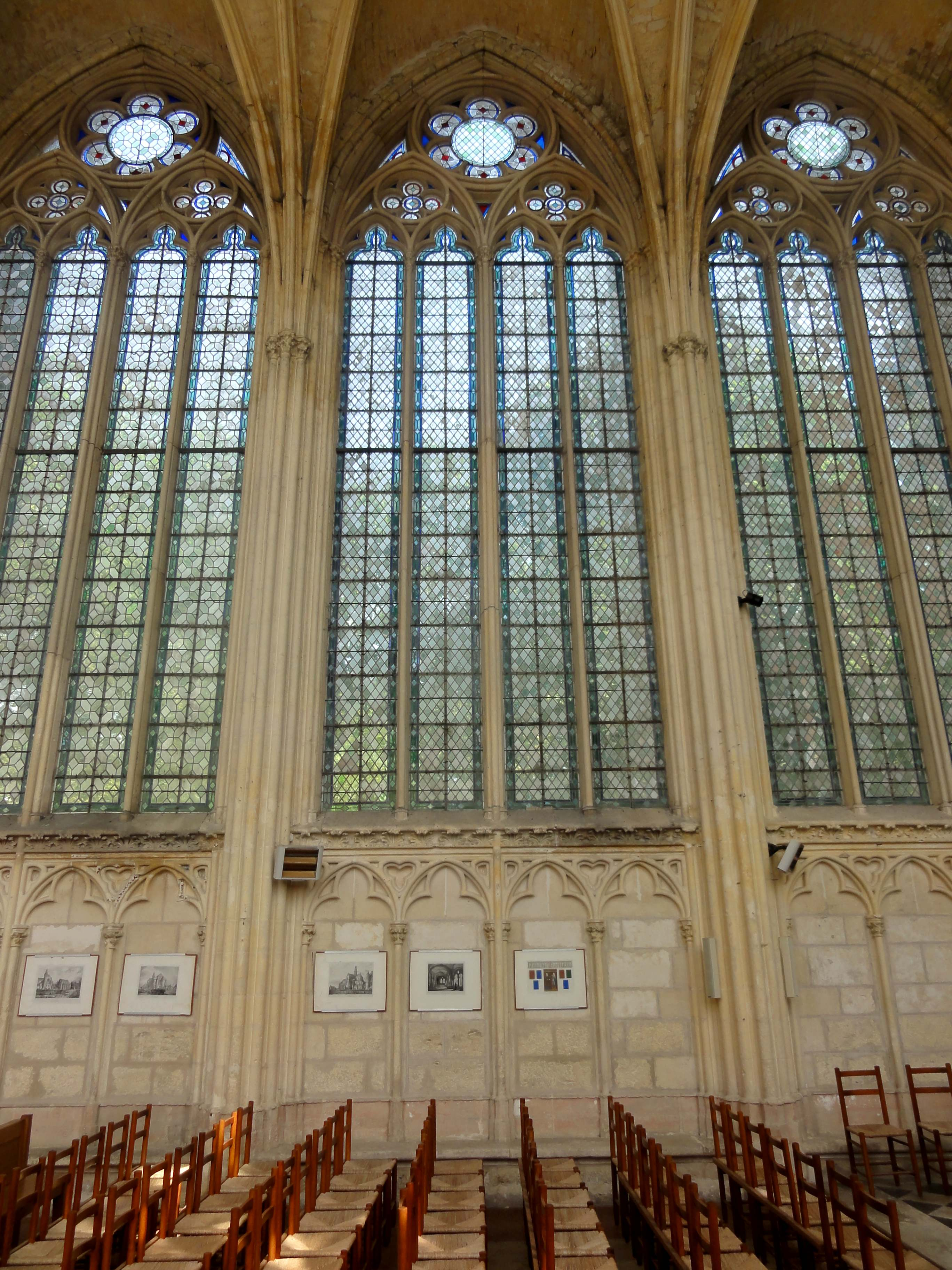
3e travée, élévation nord.
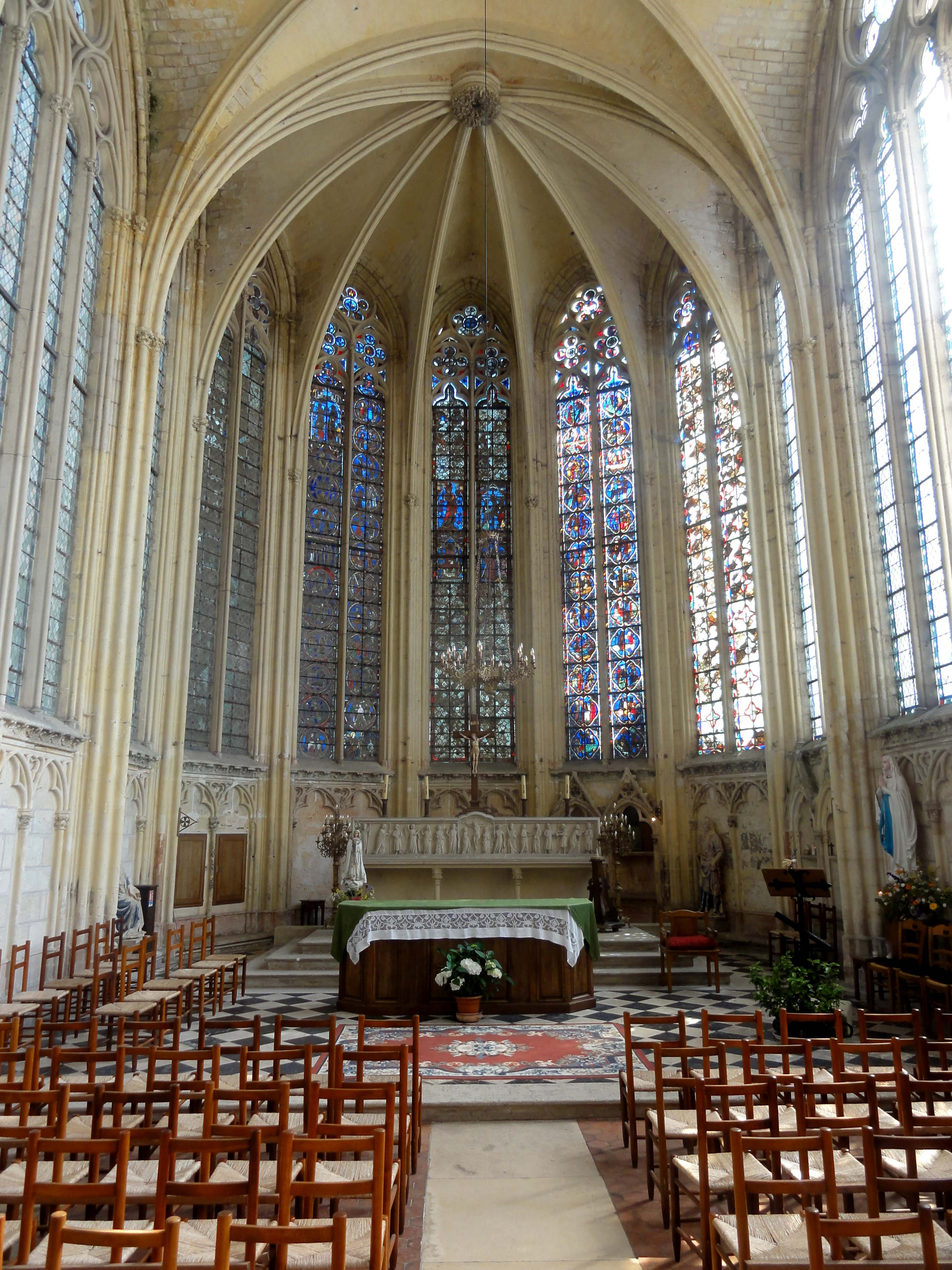
Vue vers l'est.
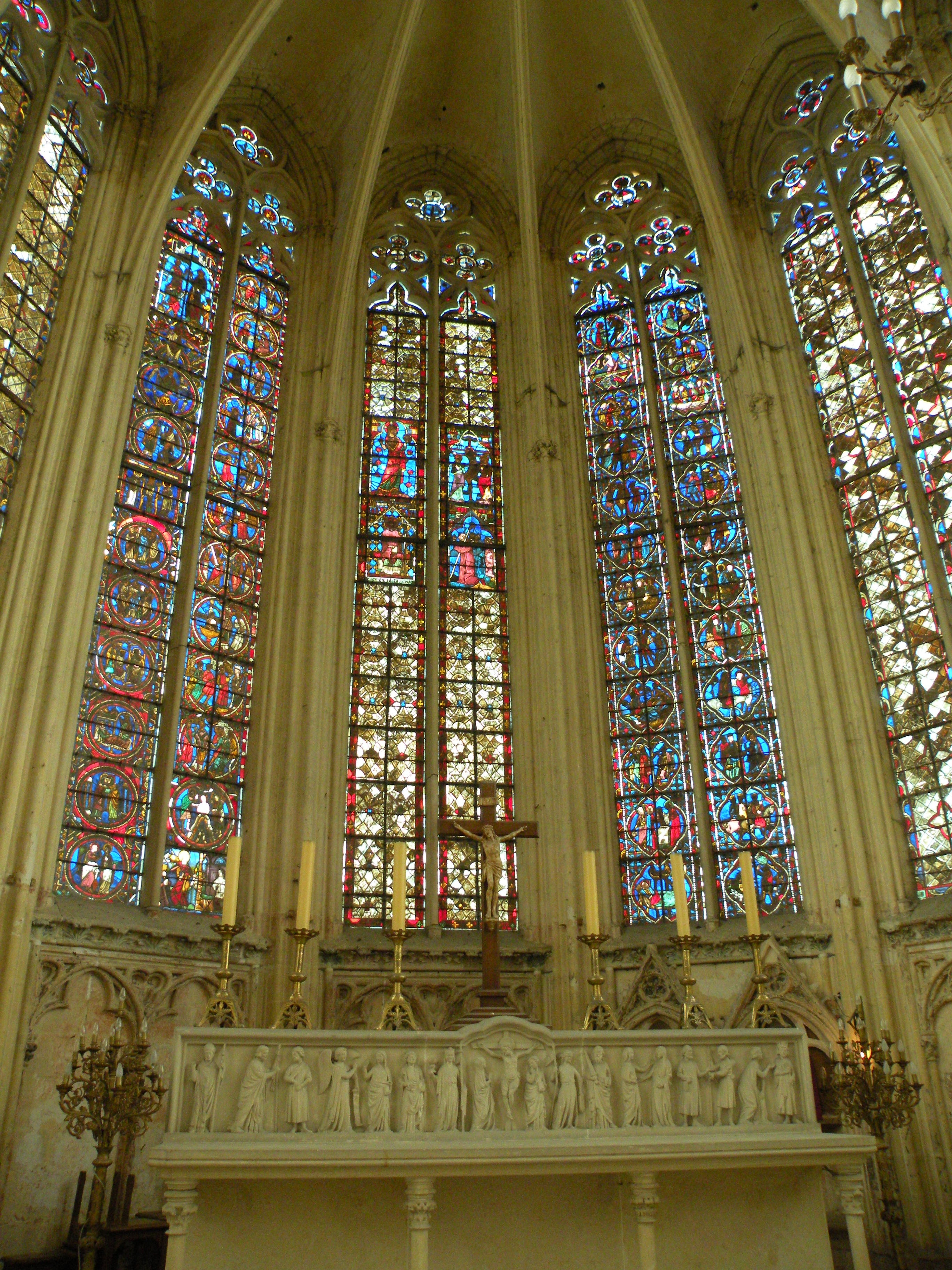
Fenêtres de l'abside.
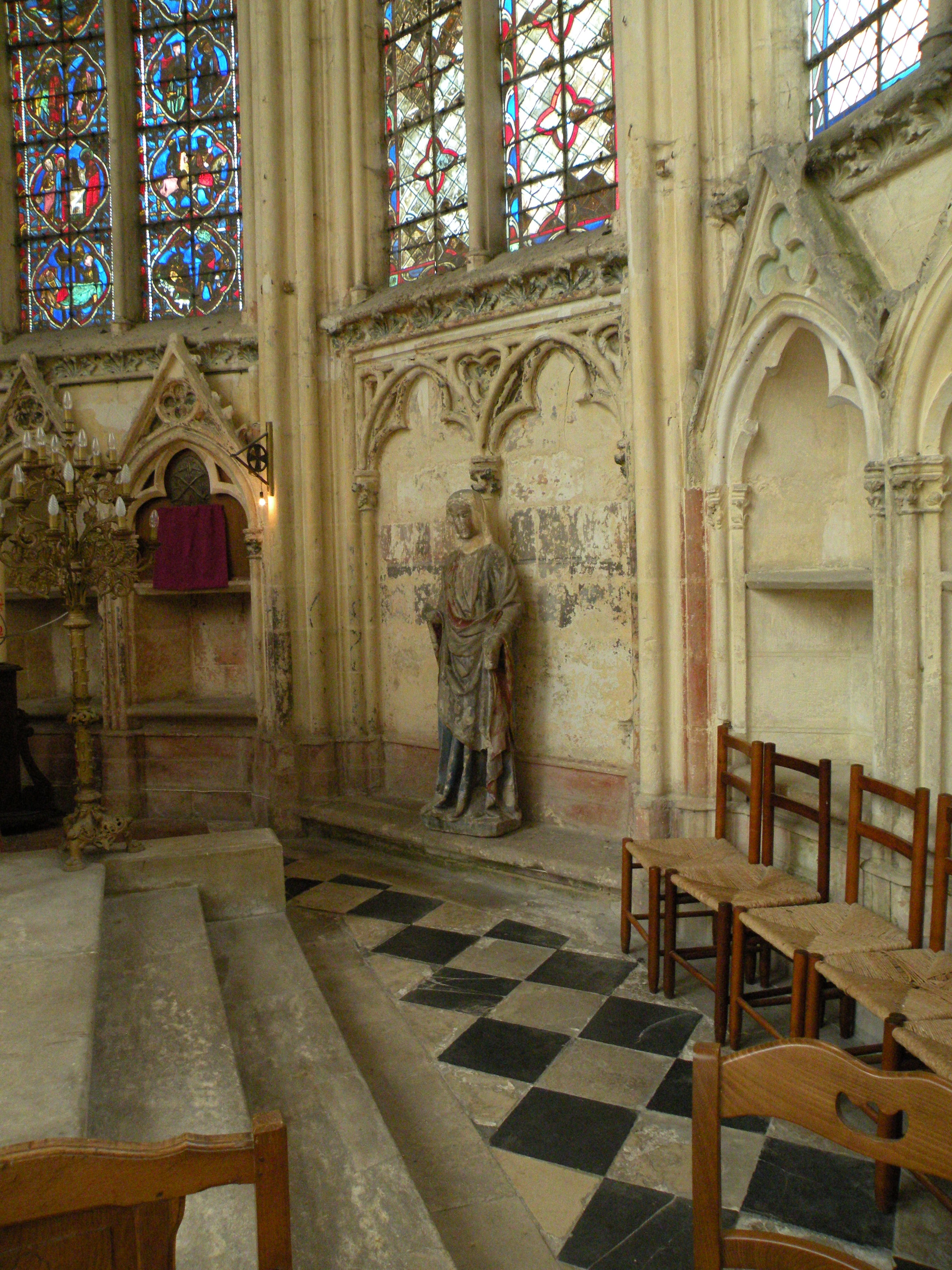
Décoration du soubassement.
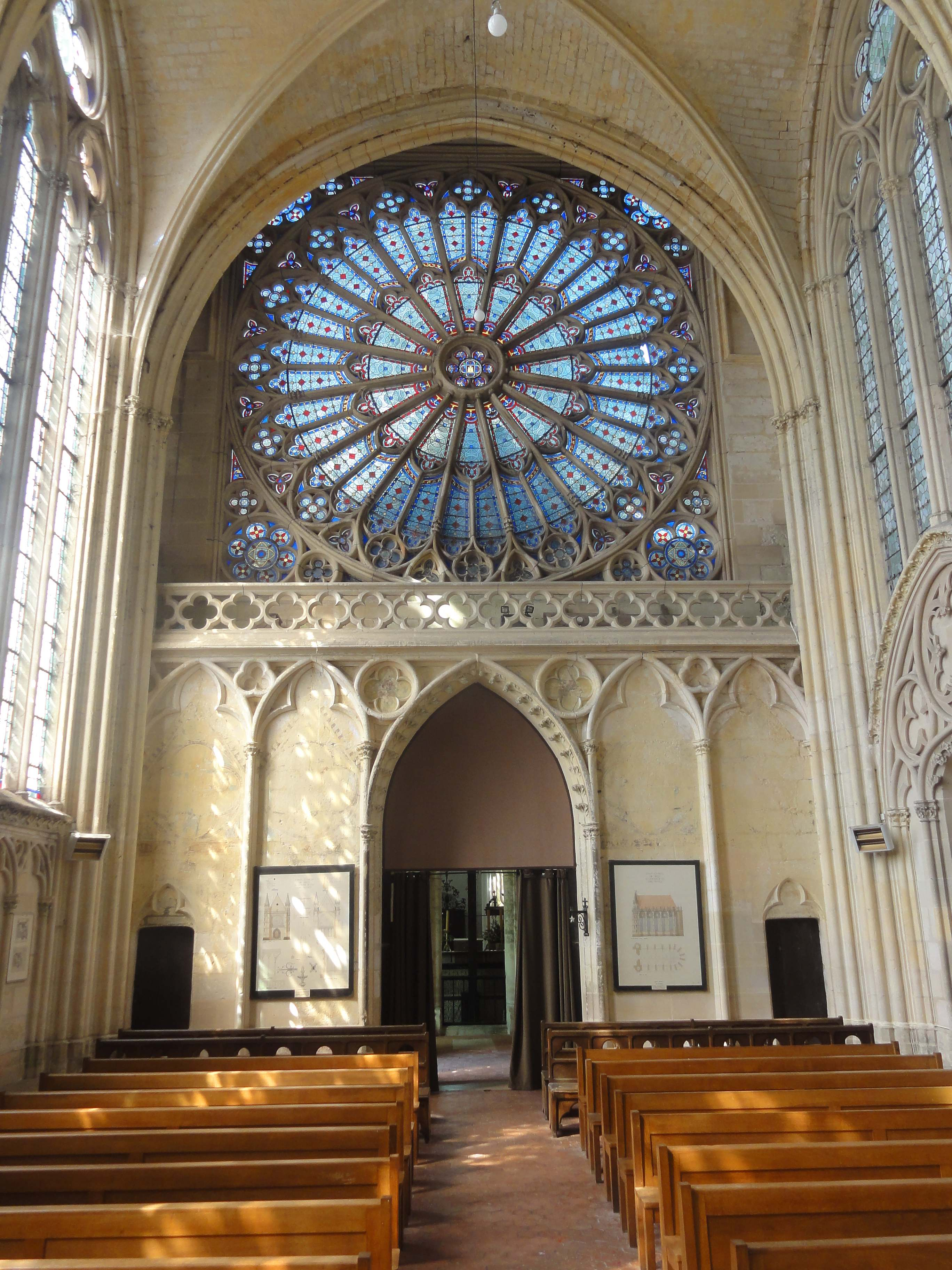
Extrémité occidentale.
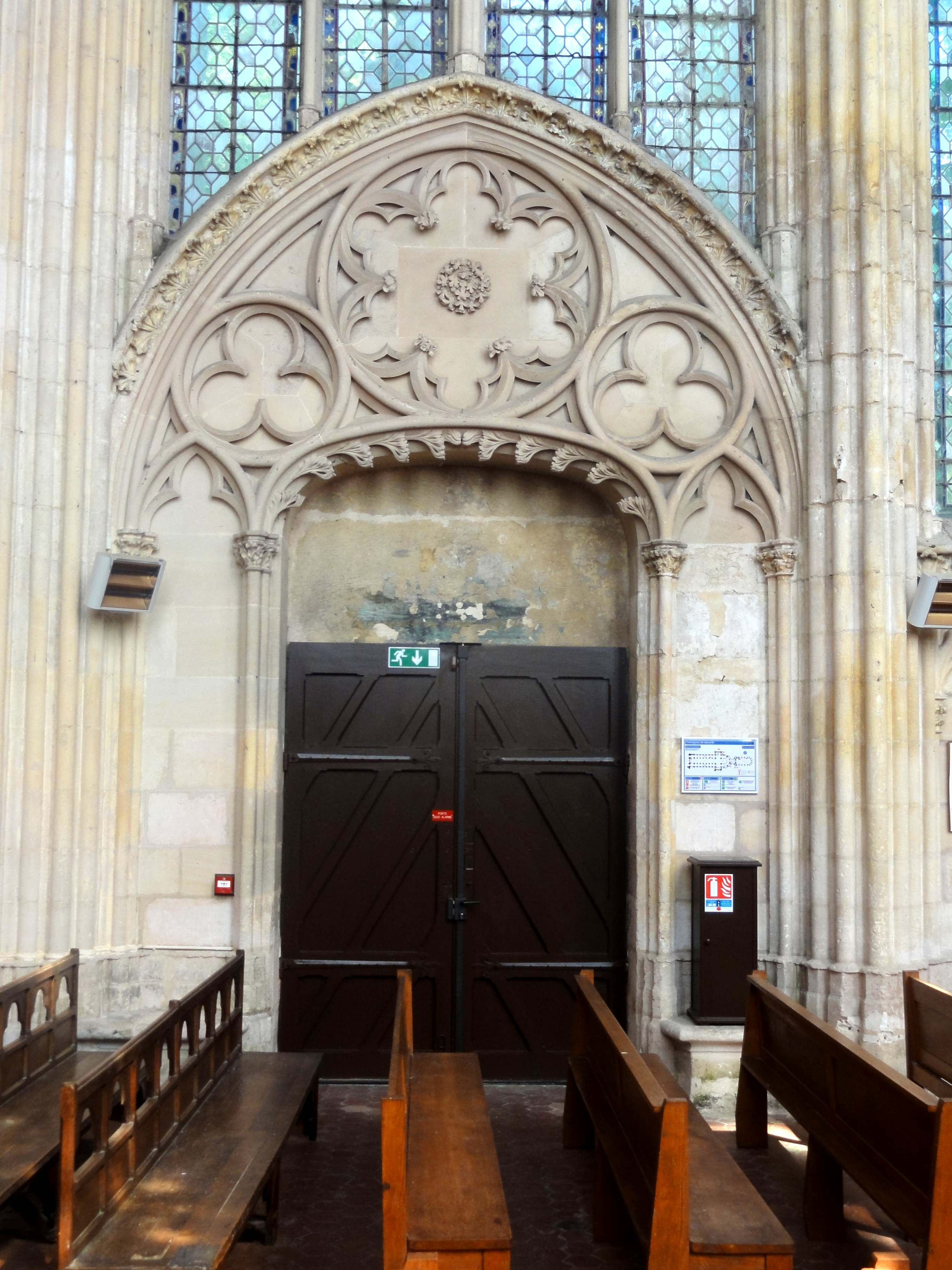
Portail nord.

### Intérieur du vestibule

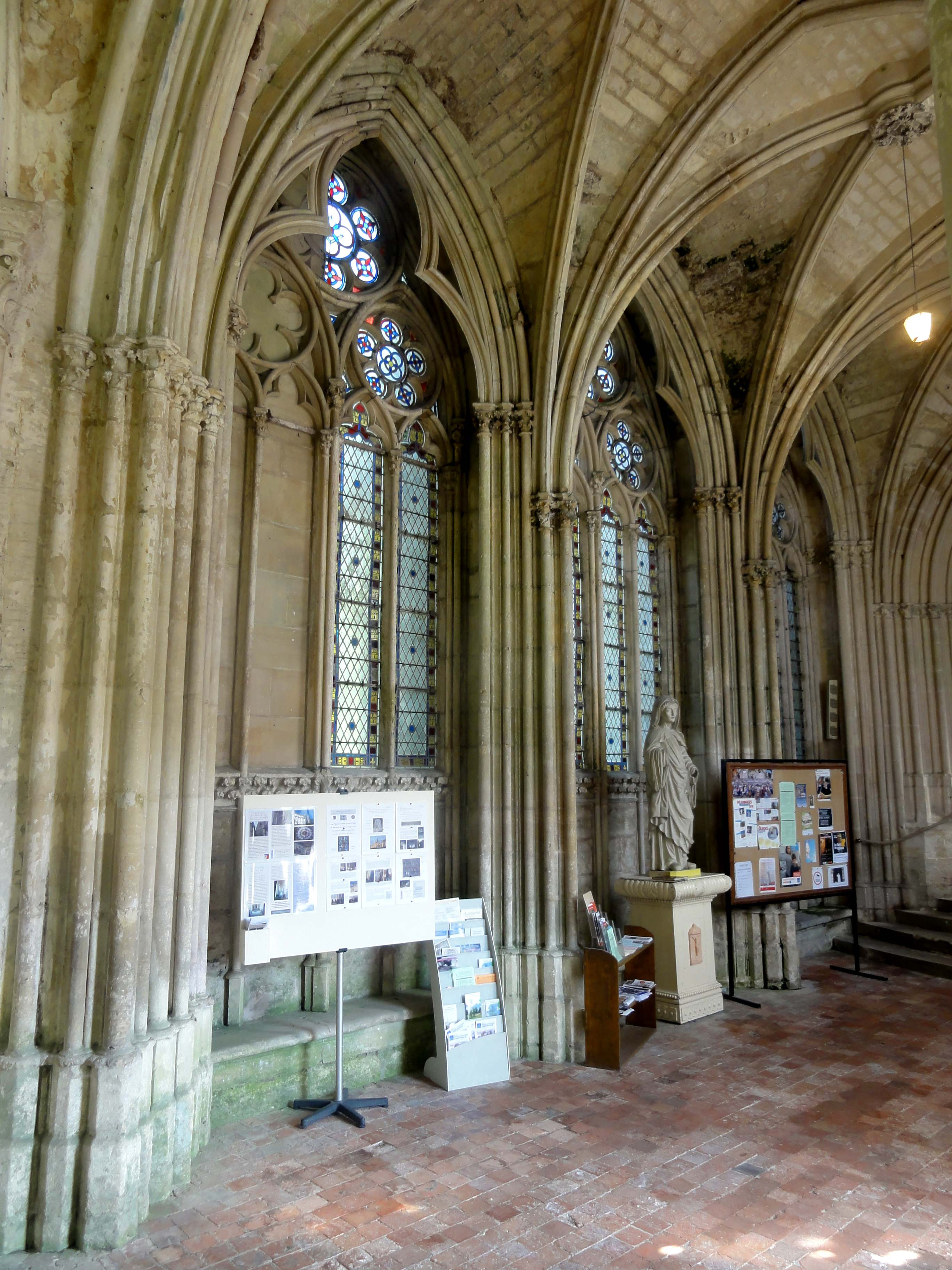
Vue vers le nord-est.

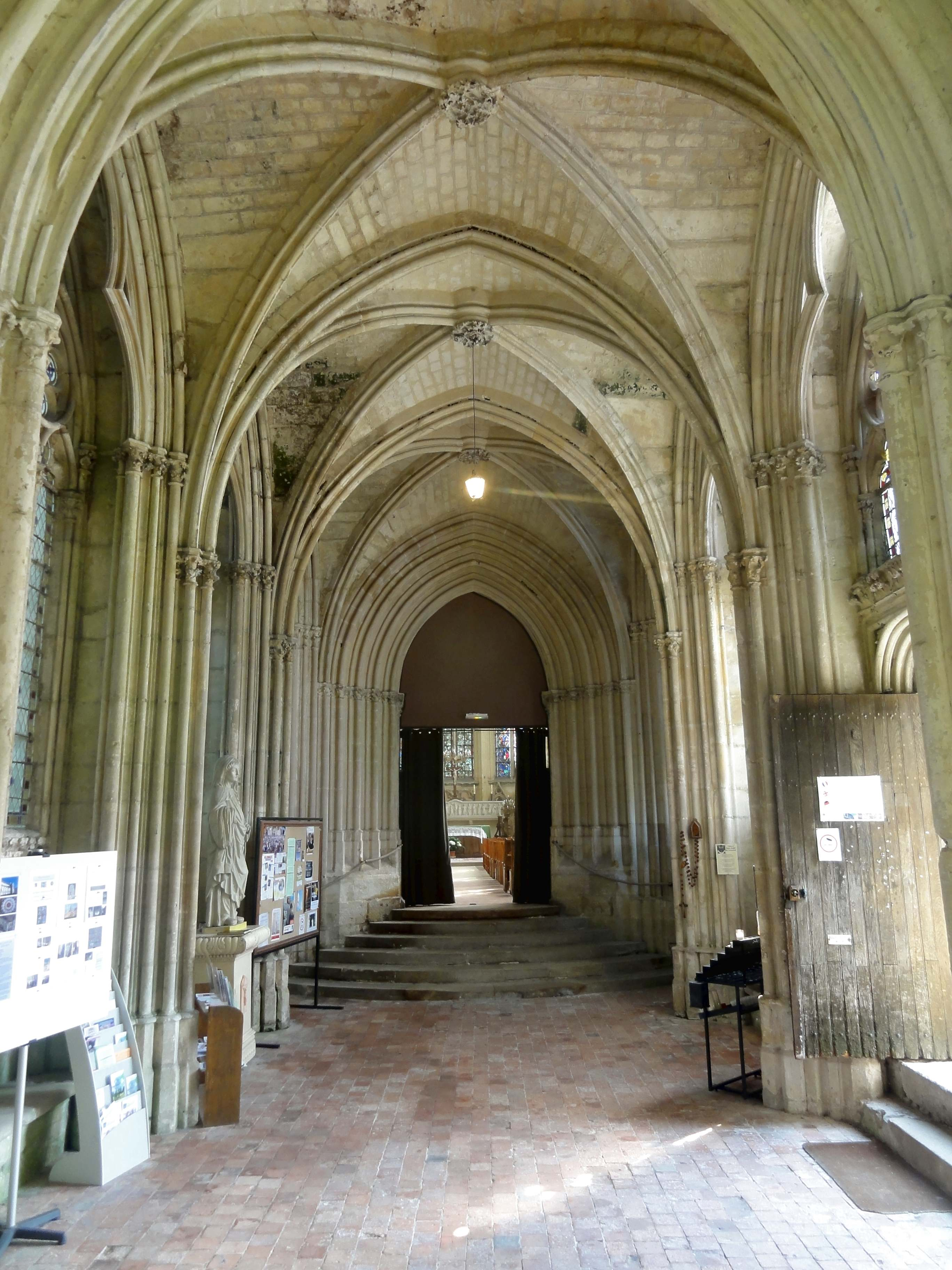
Vue vers l'est.

Le vestibule est de quatre mètres moins large que la chapelle et composée de trois travées barlongues. Chacune est ajourée au nord et au sud d'une grande baie, toutes identiques, sauf la première au sud, modifiée dans sa partie inférieure après la création d'un petit portail. Comme dans la sainte-chapelle, les fenêtres remplissent tout l'espace disponible sous les formerets, n'épargnant qu'un soubassement qui, ici, est de faible hauteur. Mais pour ajouter une touche au raffinement, les baies ne s'inscrivent pas directement sous les formerets, mais sont ménagées dans un mur-écran se trouvant juste derrière, un peu comme avec la grande rosace occidentale de la chapelle. Les formerets sont à triple rouleau, et le rouleau inférieur décrit une tête trilobé avec deux écoinçons ajourés, qui épouse approximativement les lignes au sommet du remplage proprement dit. Dans le même esprit, les tores du rouleau inférieur se superposent aux meneaux du remplage secondaire, et les tores du rouleau médian, aux meneaux du remplage primaire. Cette solution permet une maximisation des surfaces vitrées, et crée l'impression de piliers libres, ce qui paraît paradoxal le long d'un mur.
Le réseau des baies est dérivé de celui des baies latérales de la chapelle, sauf que les quadrilobes au-dessus de chaque paire de lancettes cèdent la place à des pentalobes : en dépit des dimensions réduites, le remplage n'est donc pas simplifié, au contraire. La mouluration des soubassements diffère de la chapelle : l'ensemble des meneaux des fenêtres descendent jusqu'à un banc en pierre proche du sol, tout en coupant la frise de feuilles d'acanthe, et il n'y a pas d'arcatures plaquées. Le motif de la frise diffère également. Ce sont deux rangs de crochets, avec des crochets plus petits sur le rang inférieur, comme s'il s'agissait de la sculpture d'un chapiteau que l'on aurait déroulé. Cette même disposition se trouve dans la septième chapelle au sud de la nef de Notre-Dame de Paris. L'exécution fait preuve de grand soin et de virtuosité. La multiplication des colonnettes des piliers composées permet d'obtenir des lignes verticales plus fines. Il s'agit d'un procédé bien connu, mais chacun des neuf fûts correspond à une fonction précise (un pour le doubleau, deux pour les ogives, deux pour le rouleau supérieur des formerets, et quatre pour le réseau réticulé). Aucun fût n'a donc été ajouté aléatoirement.
C'est ce qui a été fait aux extrémités ouest et est : Afin de réaliser l'interconnexion avec le déambulatoire sans aucun ressaut, et afin d'éviter des pans de mur nus autour du portail de la chapelle de la Vierge, le doubleau occidental est à triple rouleau, et le portail est à quatre voussures. Chaque voussure se compose d'un tore entre deux gorges et deux baguettes, ce qui est aussi le profil des ogives et doubleaux. Six marches d'escalier en arc de cercle montent vers la chapelle. Du fait de la différence de niveau, les bases des colonnettes du portail se situent en hauteur, pratiquement à mi-distance des chapiteaux des ogives et doubleaux du sol. Contrairement à la première période gothique, il n'est plus concevable, à la période rayonnante, de diversifier la forme des voussures de l'archivolte des portails, mais avec un espacement maximal des tores, le rendu n'est pas des plus heureux. C'est le seul bémol de l'architecture du vestibule. Plus encore que la chapelle, le vestibule représente une œuvre de l'art rayonnant au sommet de son développement, et n'a d'égal que la basilique Saint-Urbain de Troyes. Il abrite le tombeau de l'abbé Pierre de Wessencourt, ce qui peut expliquer son cadre exceptionnel,.

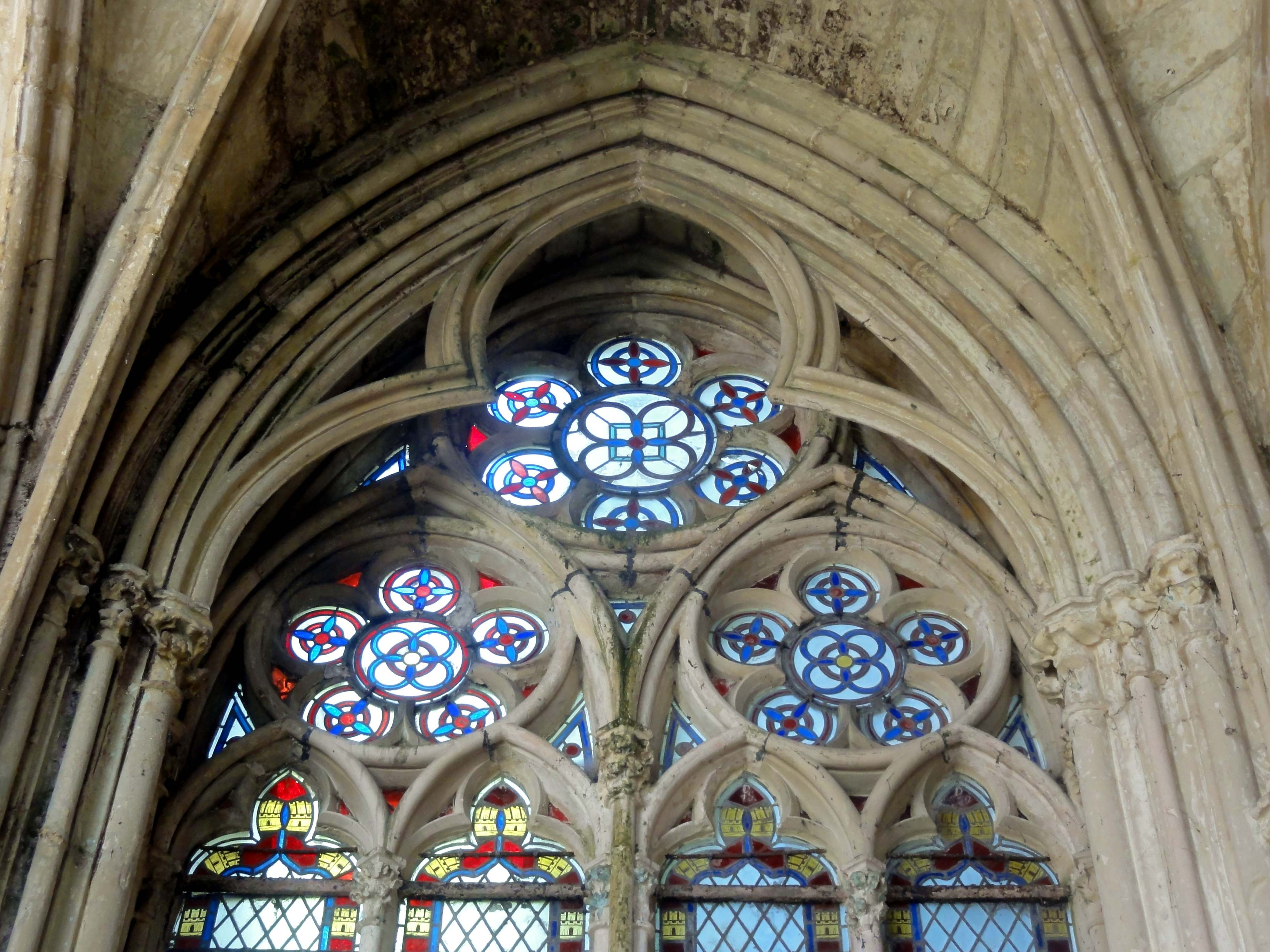
Fenêtre avec réseau réticulé, tympan.
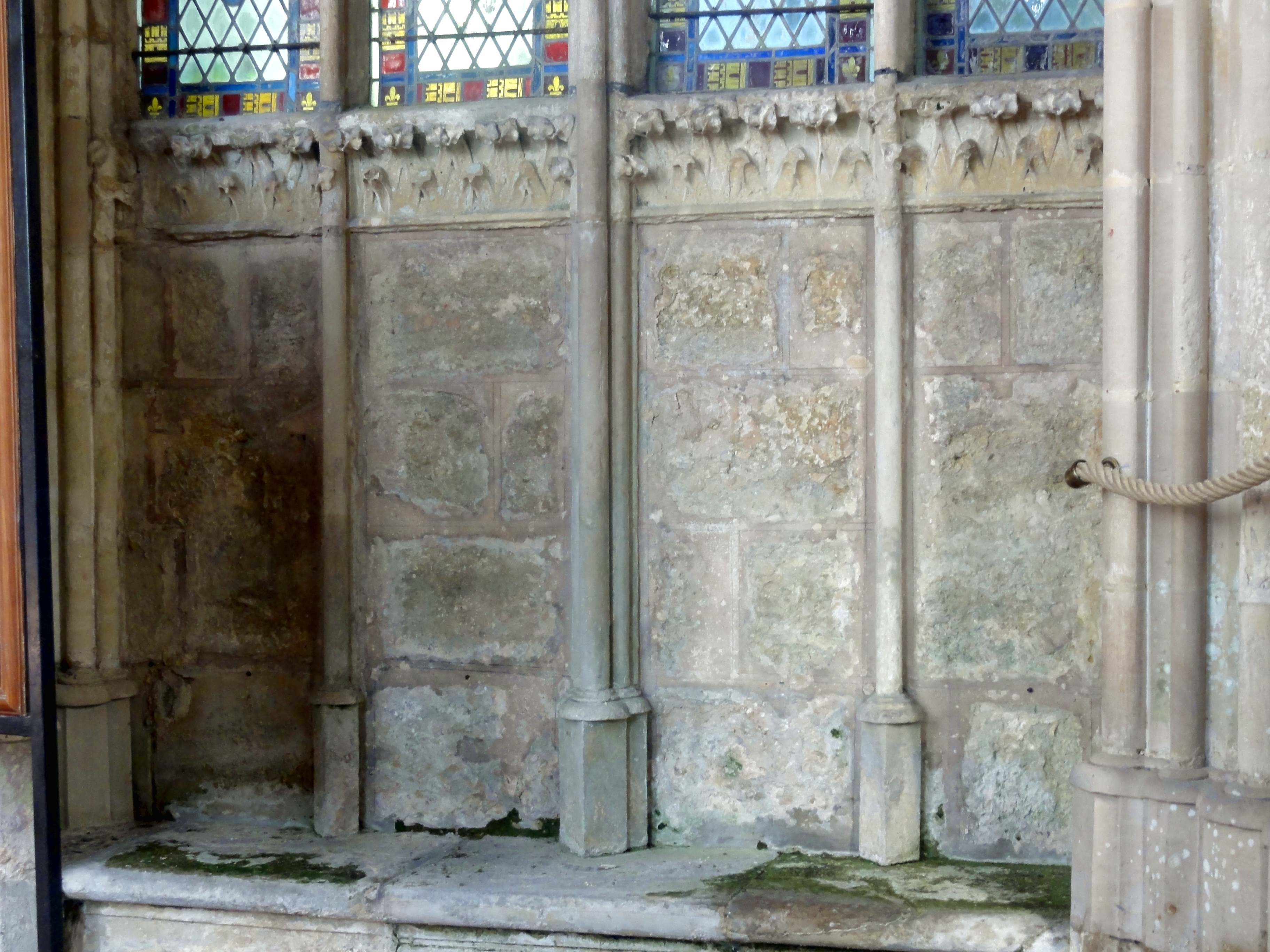
Habillage des allèges.
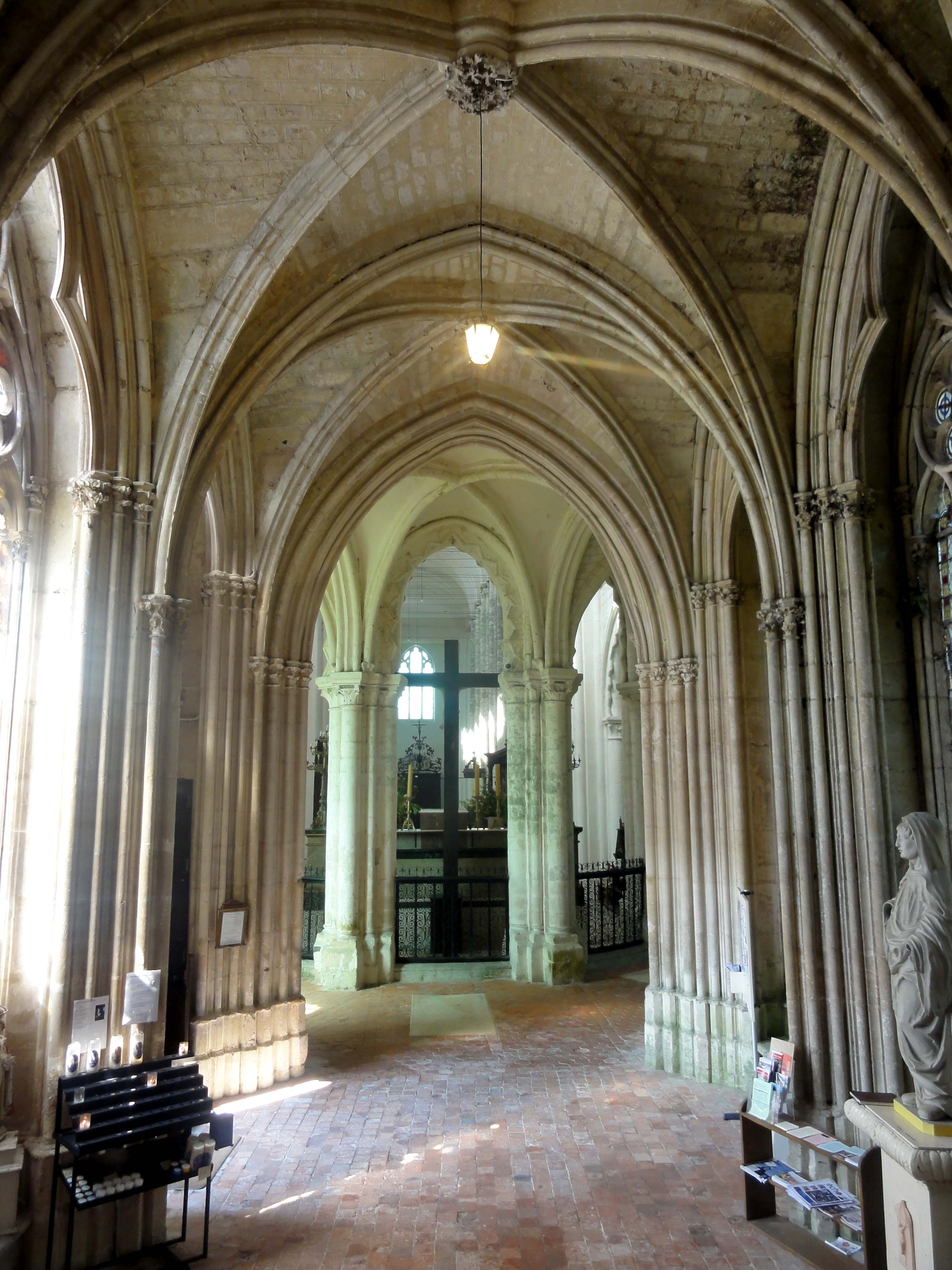
Vue vers l'ouest.
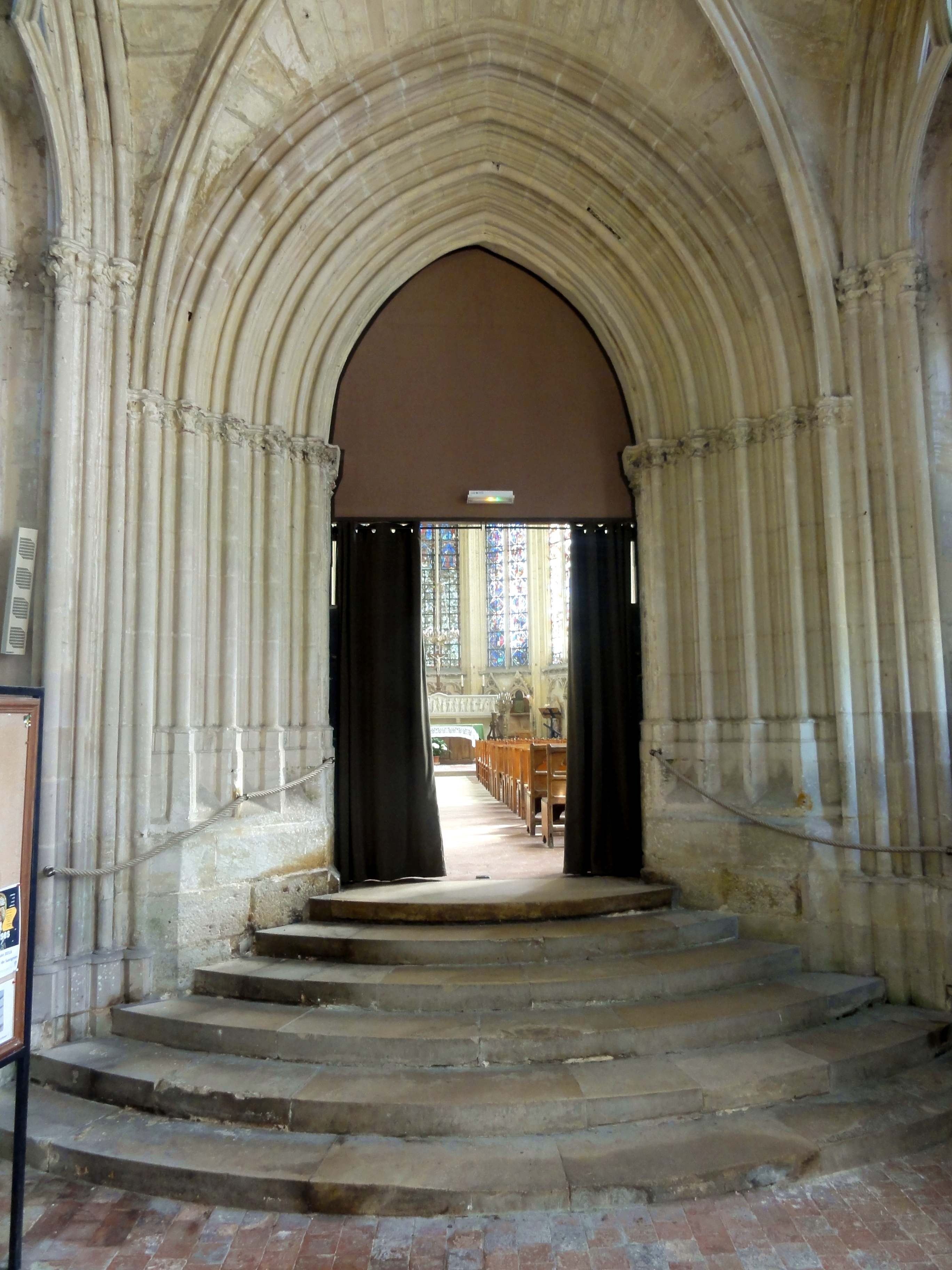
Portail occidental de la chapelle.
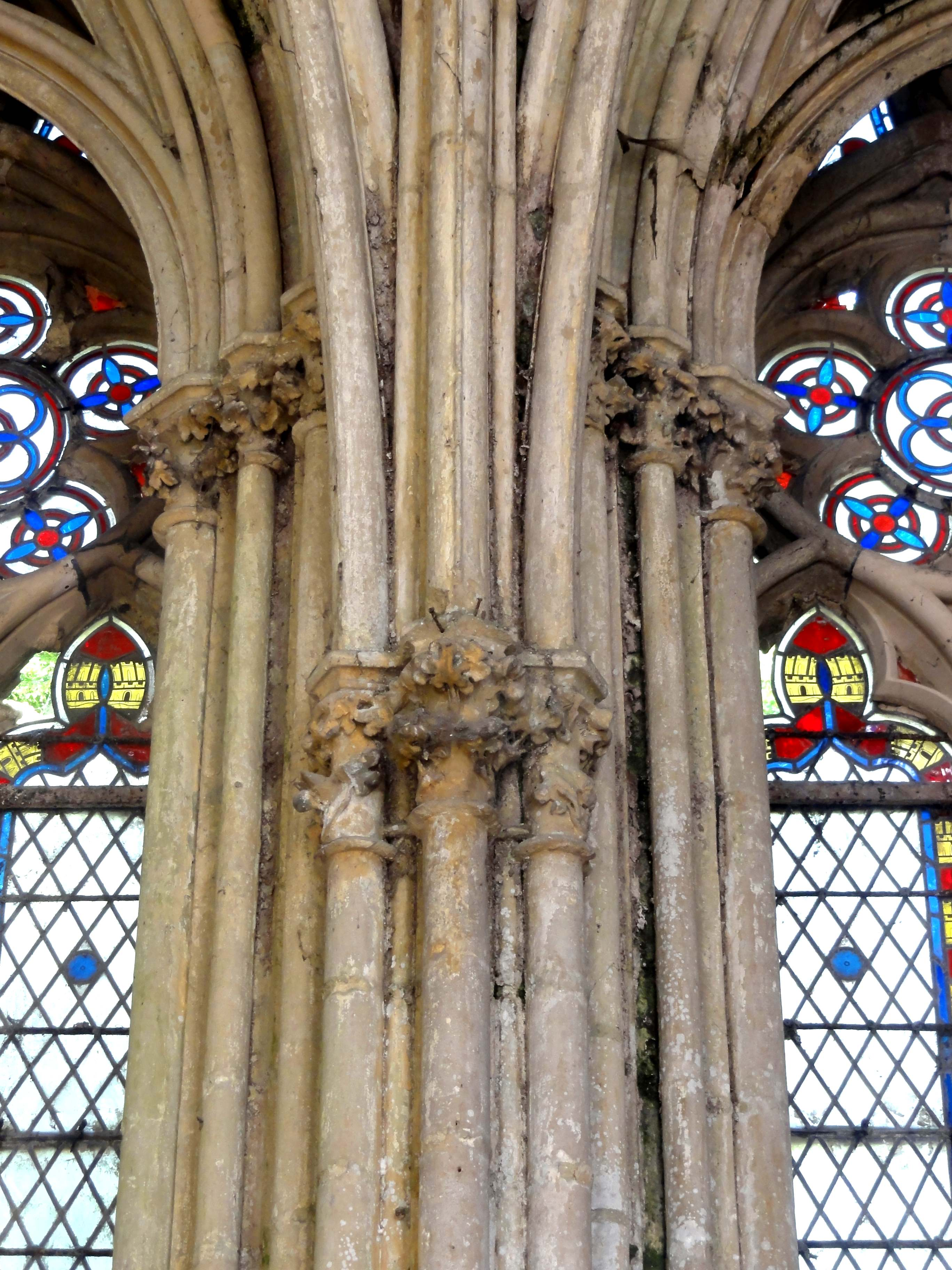
Chapiteaux du 1er doubleau, côté nord.
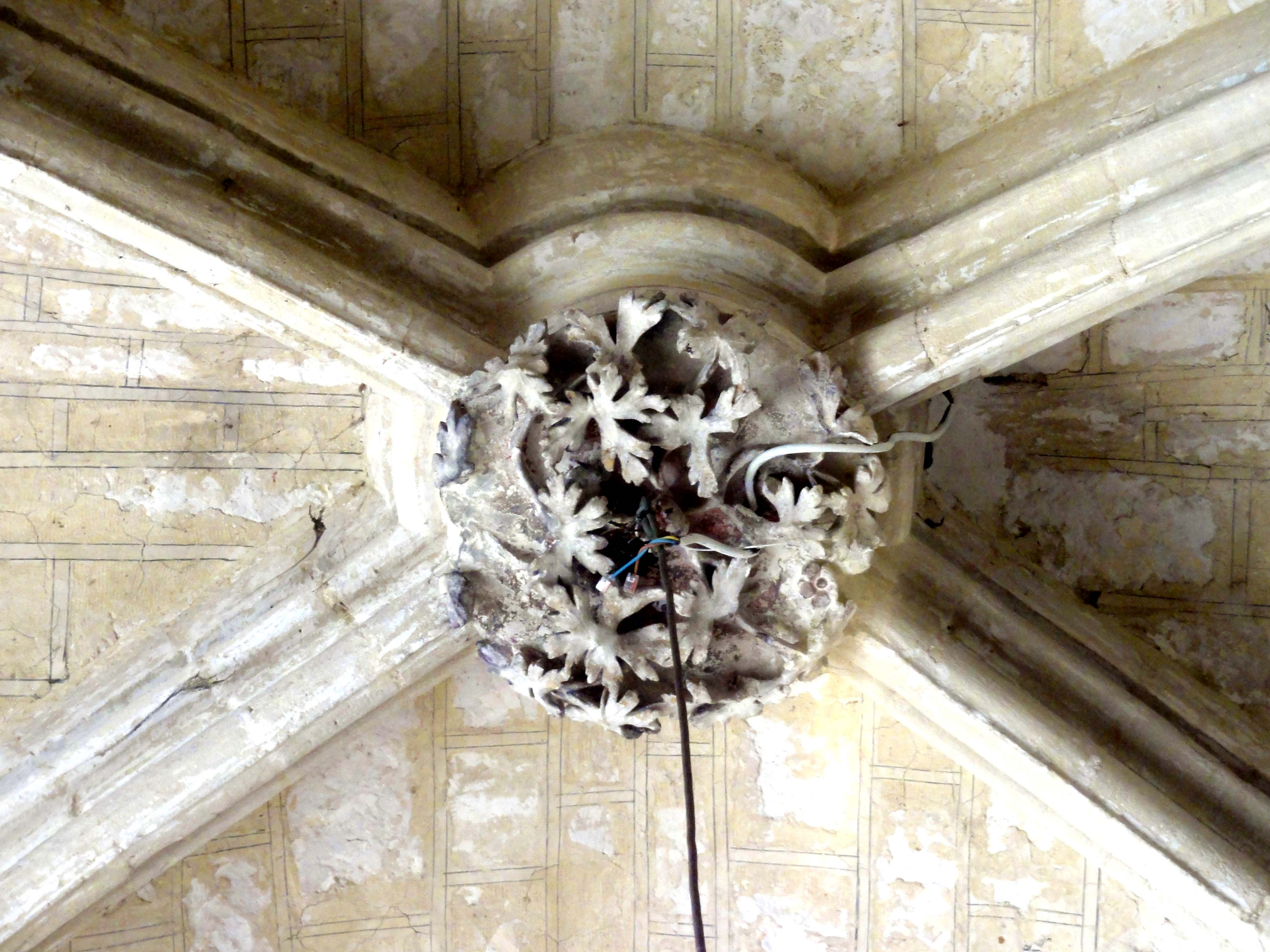
Clé de voûte de la 2e travée.

### Extérieur

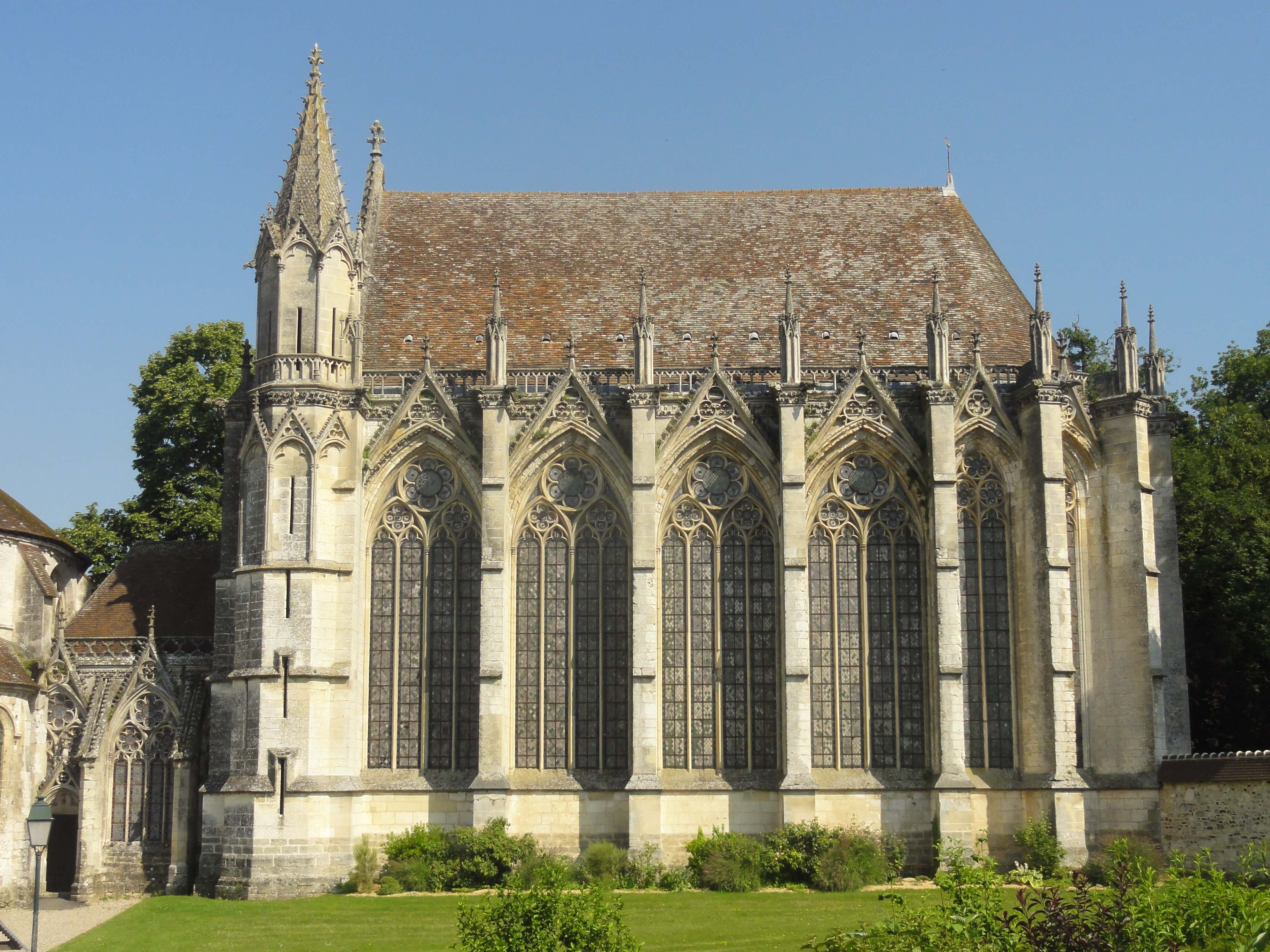
Sainte-chapelle, vue depuis le sud.

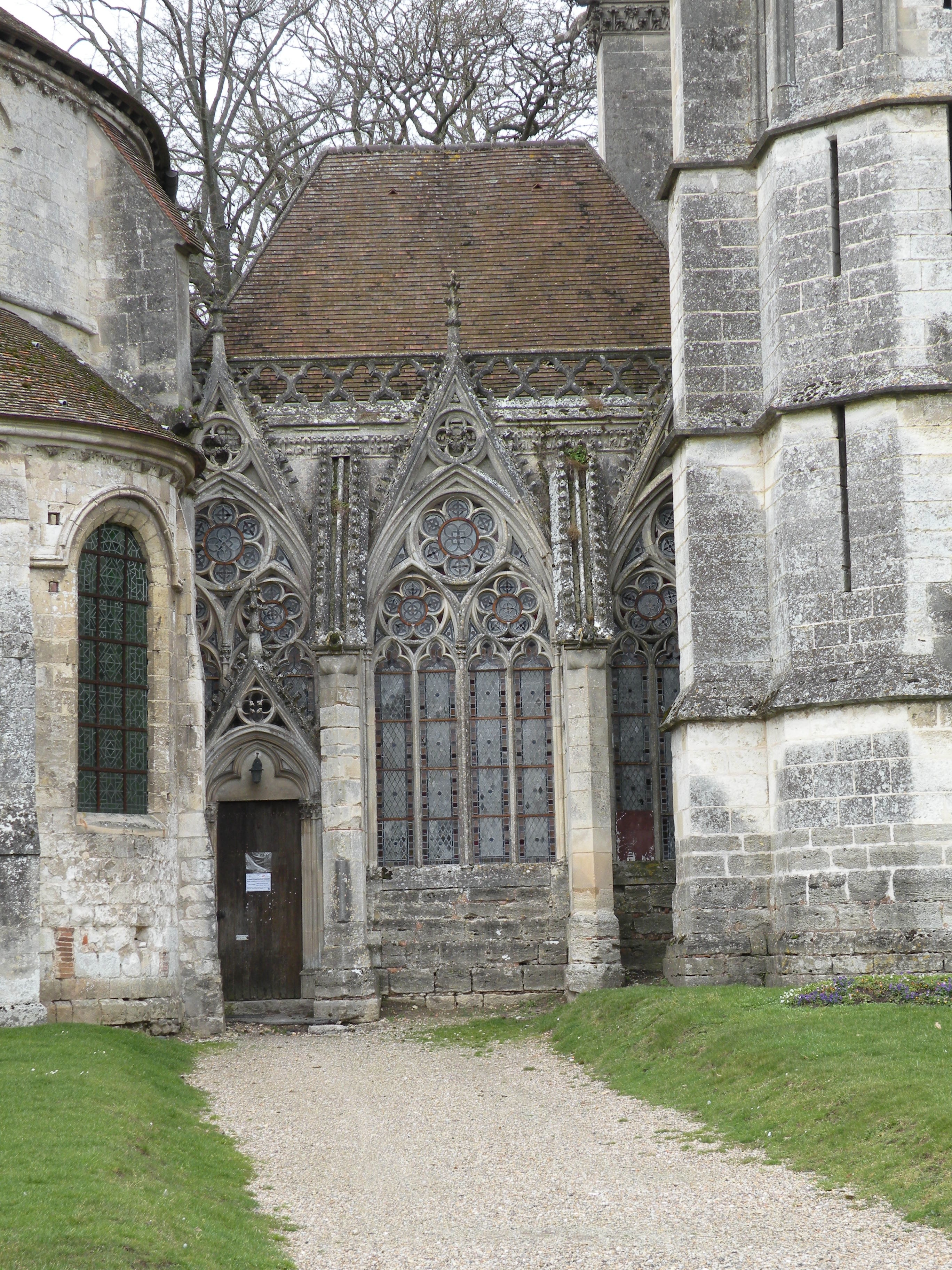
Vestibule, côté sud.

L'extérieur met en scène la même régularité qui règne à l'intérieur. La filigranité est telle que les trumeaux disparaissent presque entièrement derrière les contreforts, pourtant étroits. Ils sont scandés par plusieurs larmiers et se terminent par une frise de feuilles d'acanthe. Deux petites gargouilles regardent vers la gauche et la droite, et un pinacle facetté forme le couronnement. Au-dessus du mur gouttereau, les pinacles sont reliés entre eux par une balustrade de lancettes à têtes tréflées. S'y superposent les gâbles ajourés des fenêtres, garnis de crochets et sommés d'un fleuron. L'intérieur du gâble contient un grand trèfle au-dessus des baies larges, et un quadrilobe dans un cercle au-dessus des baies étroites de l'abside. Les gâbles se superposent également en partie à une large corniche de feuillages en haut des murs. Sur l'archivolte des fenêtres, apparaissent des moulures prismatiques rappelant le profil des faisceaux de colonnettes à l'intérieur. Il est toutefois à déplorer que tout ce décor ne provient que des restaurations effectuées vers le milieu du XIXe siècle par E. Bœswilwald, pratiquement plus rien n'est authentique, même si les dispositions reflètent parfaitement l'esprit de l'architecture d'origine.
Il en va de même du vestibule, dont l'ornementation est légèrement différente. La corniche est formée de quadrilobes au lieu des arcatures ; l'oculus au sommet des gâbles est celui des baies de l'abside de la chapelle ; et les contreforts se terminent par un long glacis garni de deux rangs de crochets, avec une petite grenouille en bas. Le petit portail de la première travée au sud n'a pas été touchée par les restaurations du XIXe siècle et donne une version simplifiée et miniaturisée du décor des fenêtres. Entre le vestibule et la chapelle, s'interposent des tourelles d'escalier qui dépassent d'un étage la hauteur des murs gouttereaux. À l'instar des contreforts, ils sont scandés de glacis, mais les deux niveaux supérieurs sont décorés d'arcatures plaquées surmontées par des gâbles ajourés. La balustrade à la naissance de la toiture de la chapelle fait également le tour des tourelles, bien qu'aucun espace de circulation ne soit laissé libre. L'étage supérieur des tourelles est toutefois d'un diamètre légèrement réduit, et les colonnettes des arcatures aveugles manquent donc. Les arêtes de la petite flèche en pierre sont garnies de multiples crochets, et les huit faces de la flèche sont couvertes d'écailles. — Le toit de la chapelle comporte un pignon à l'ouest ; le toit du vestibule est à deux croupes afin de laisser libres la grande rosace de la chapelle. Il est à noter que le raccordement entre le vestibule et le déambulatoire est un peu maladroit, car les contreforts de l'abside masquent en partie la première travée du vestibule,.

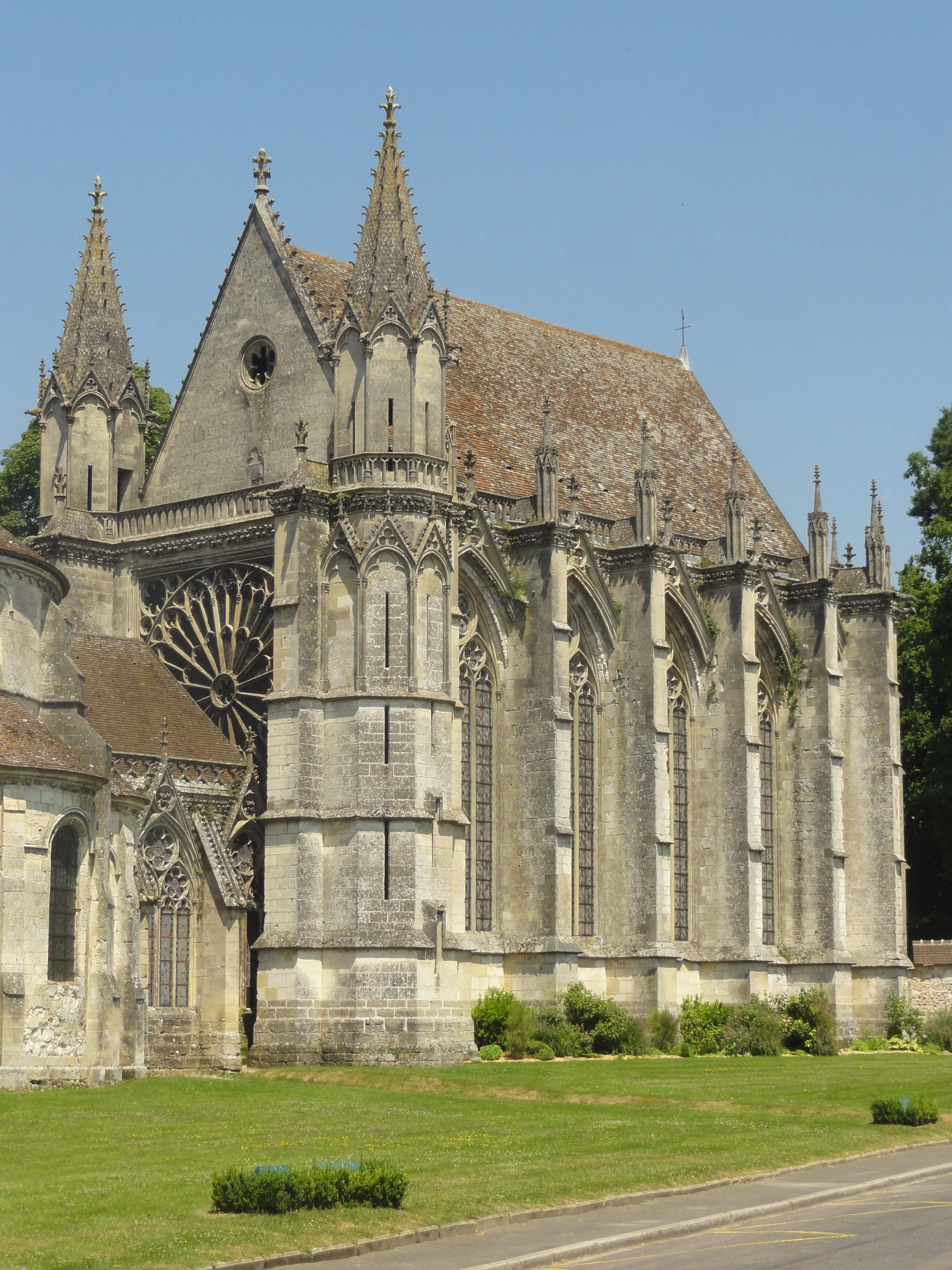
Sainte-chapelle, vue depuis le sud-ouest.
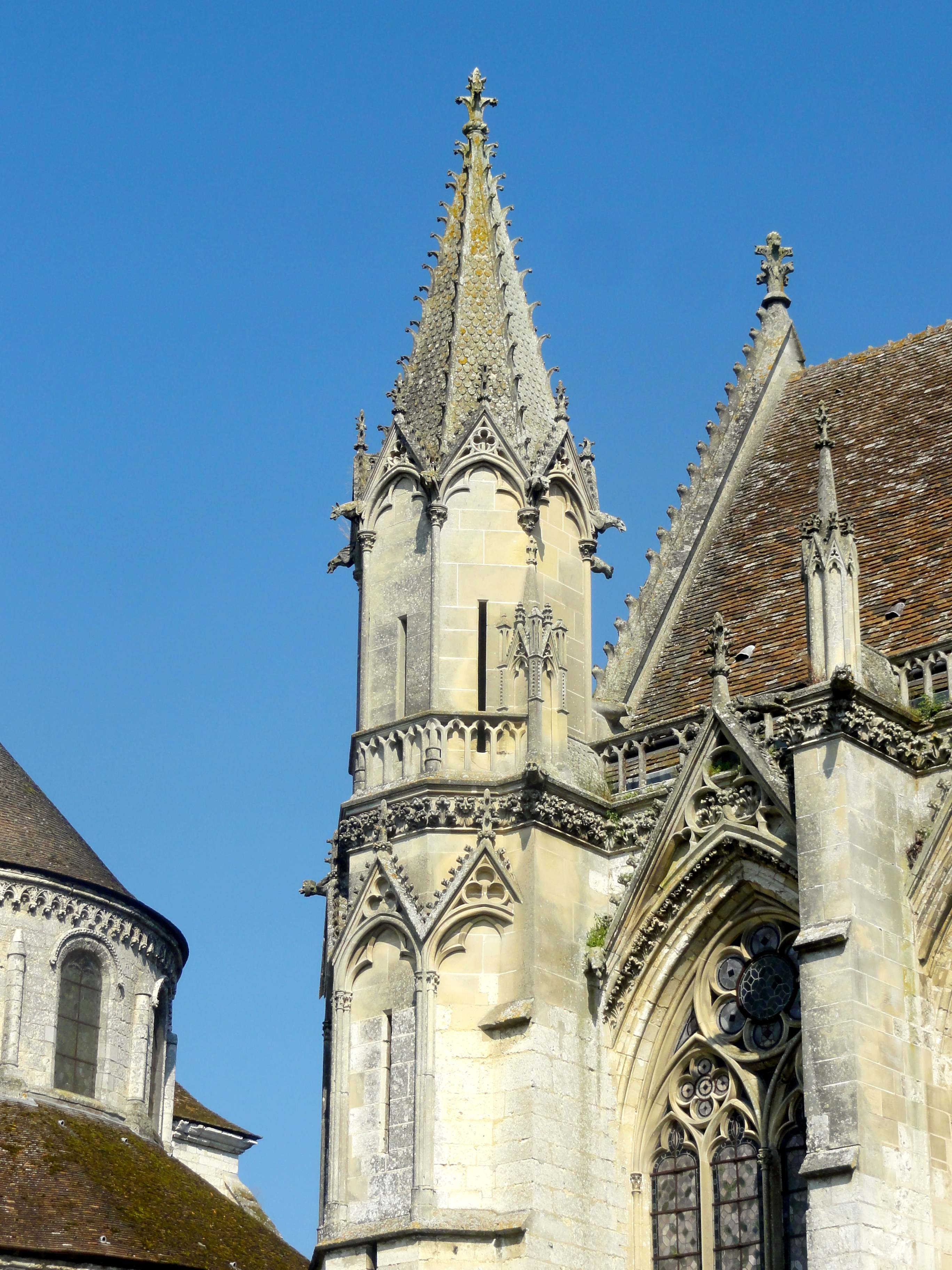
Chapelle, tourelle à l'angle sud-ouest.
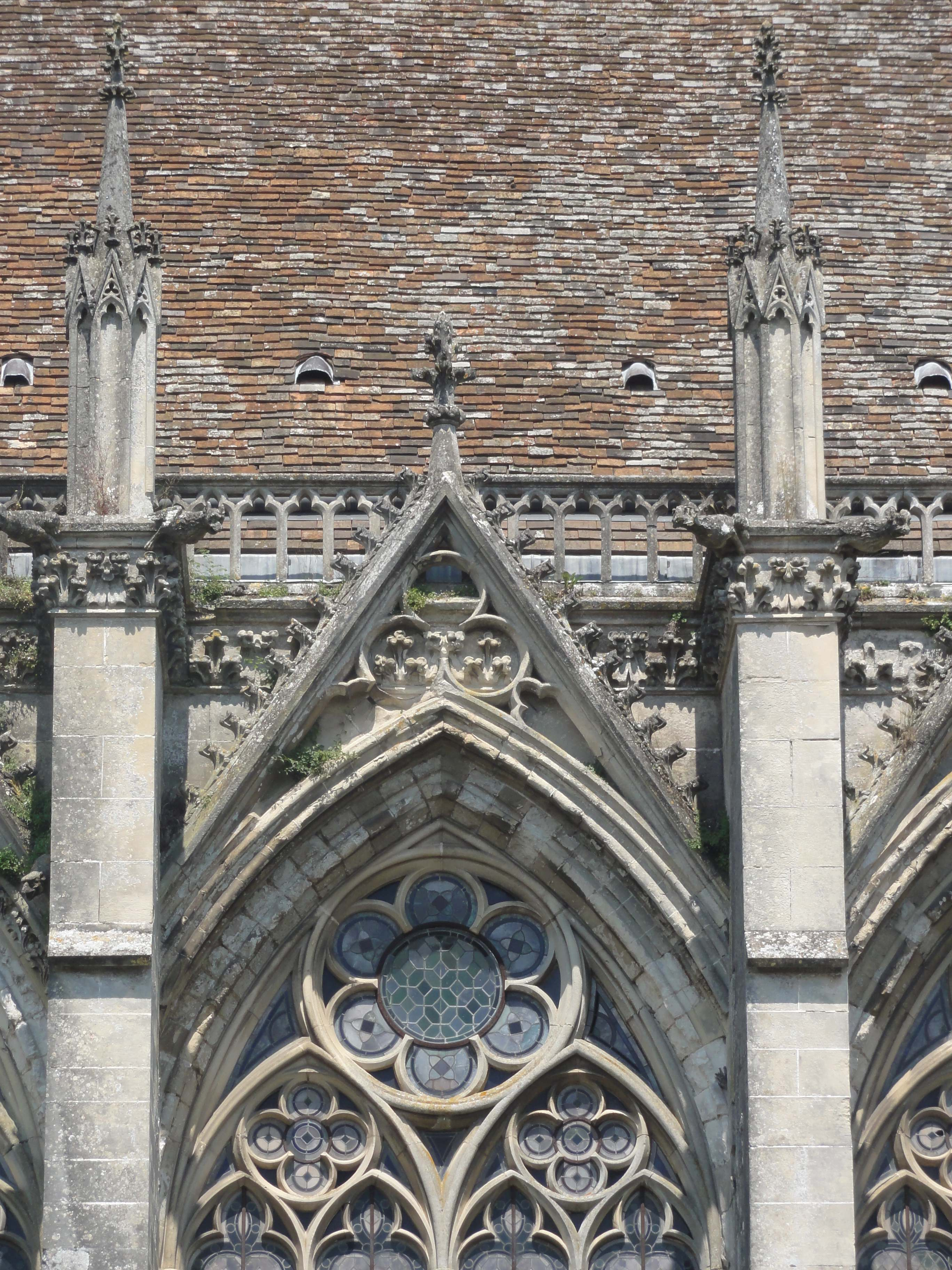
Chapelle, 2e travée, parties hautes côté sud.
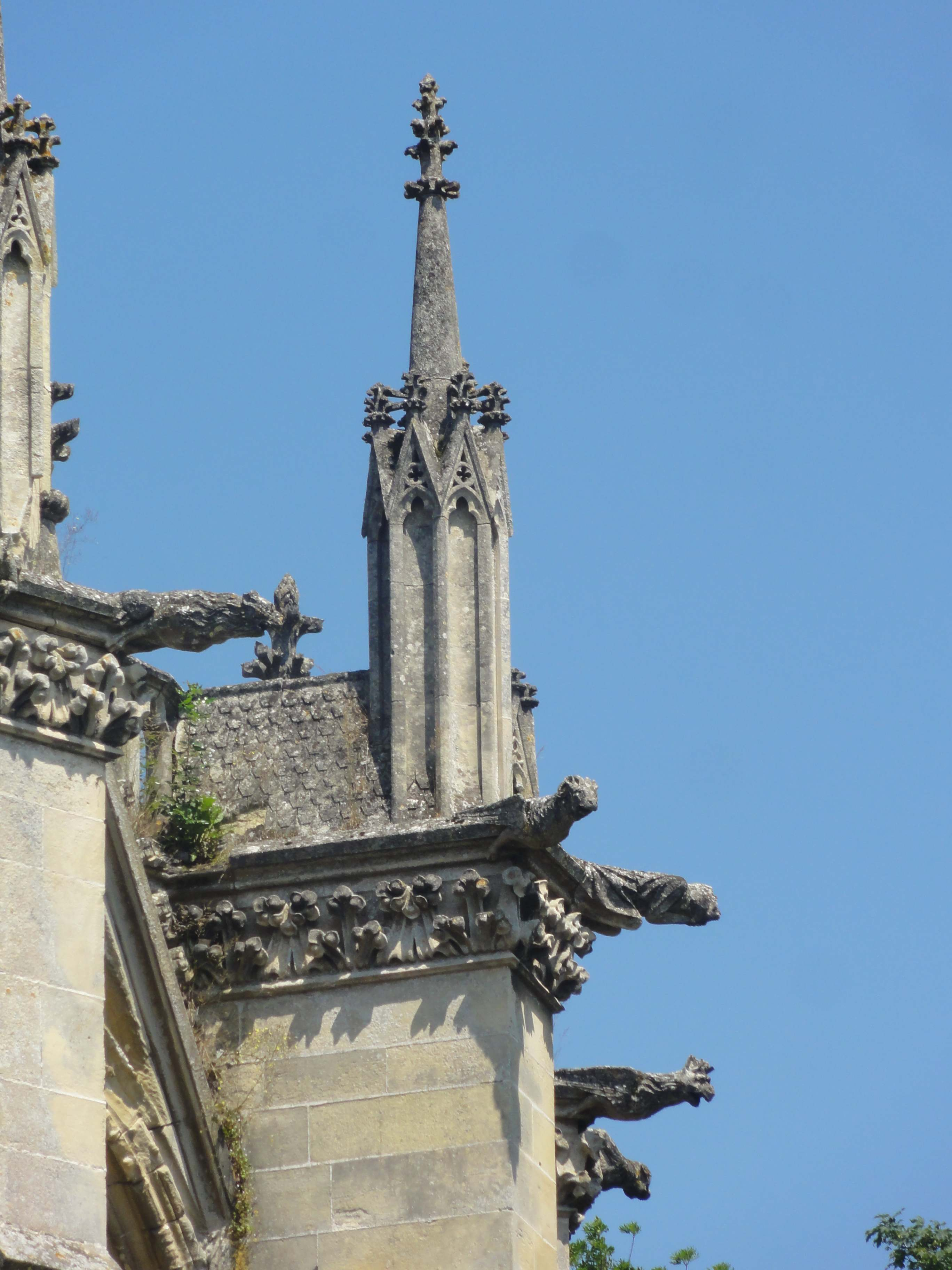
Chapelle, contrefort du chevet avec pinacle.
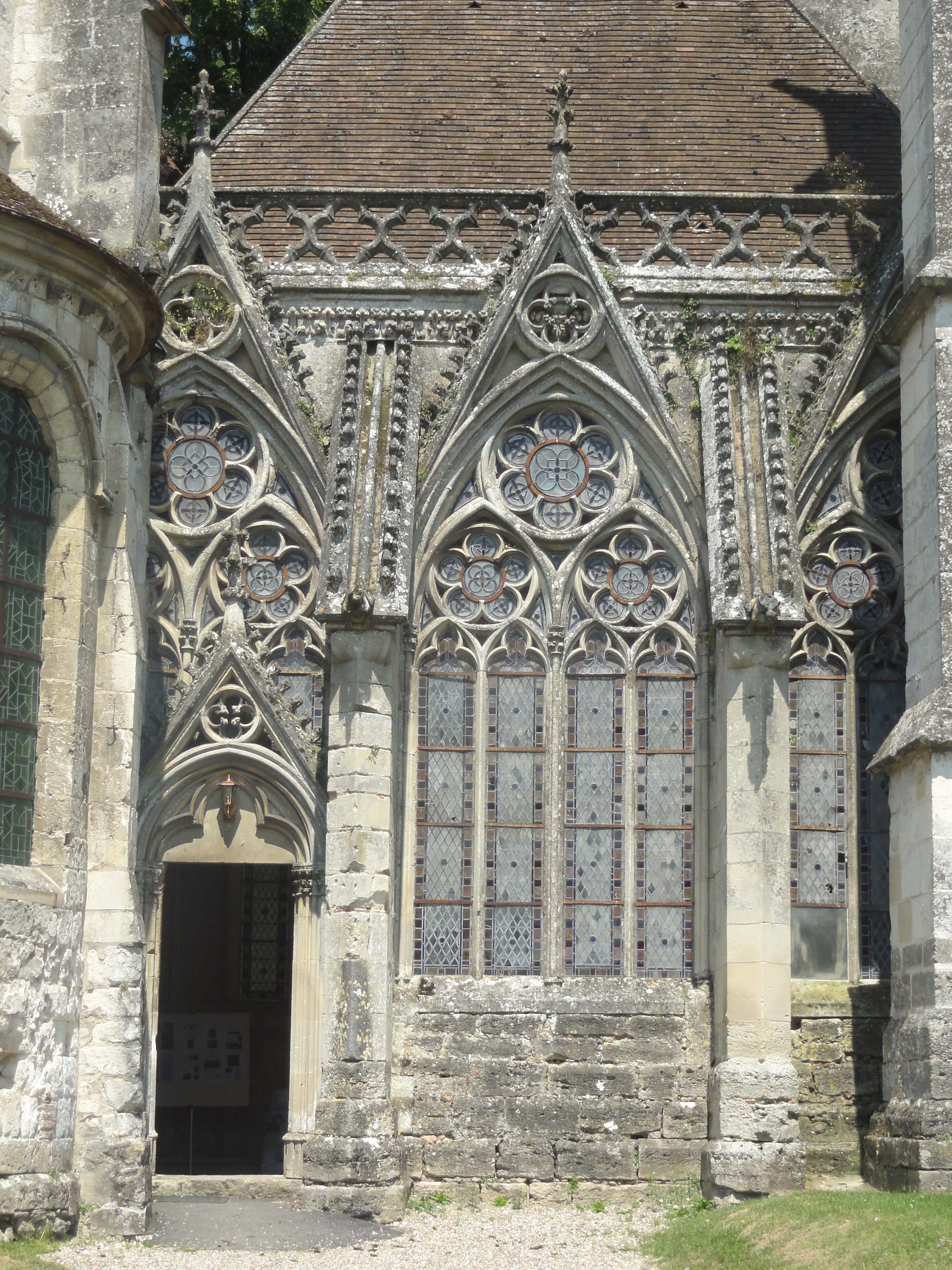
Vestibule, côté sud.
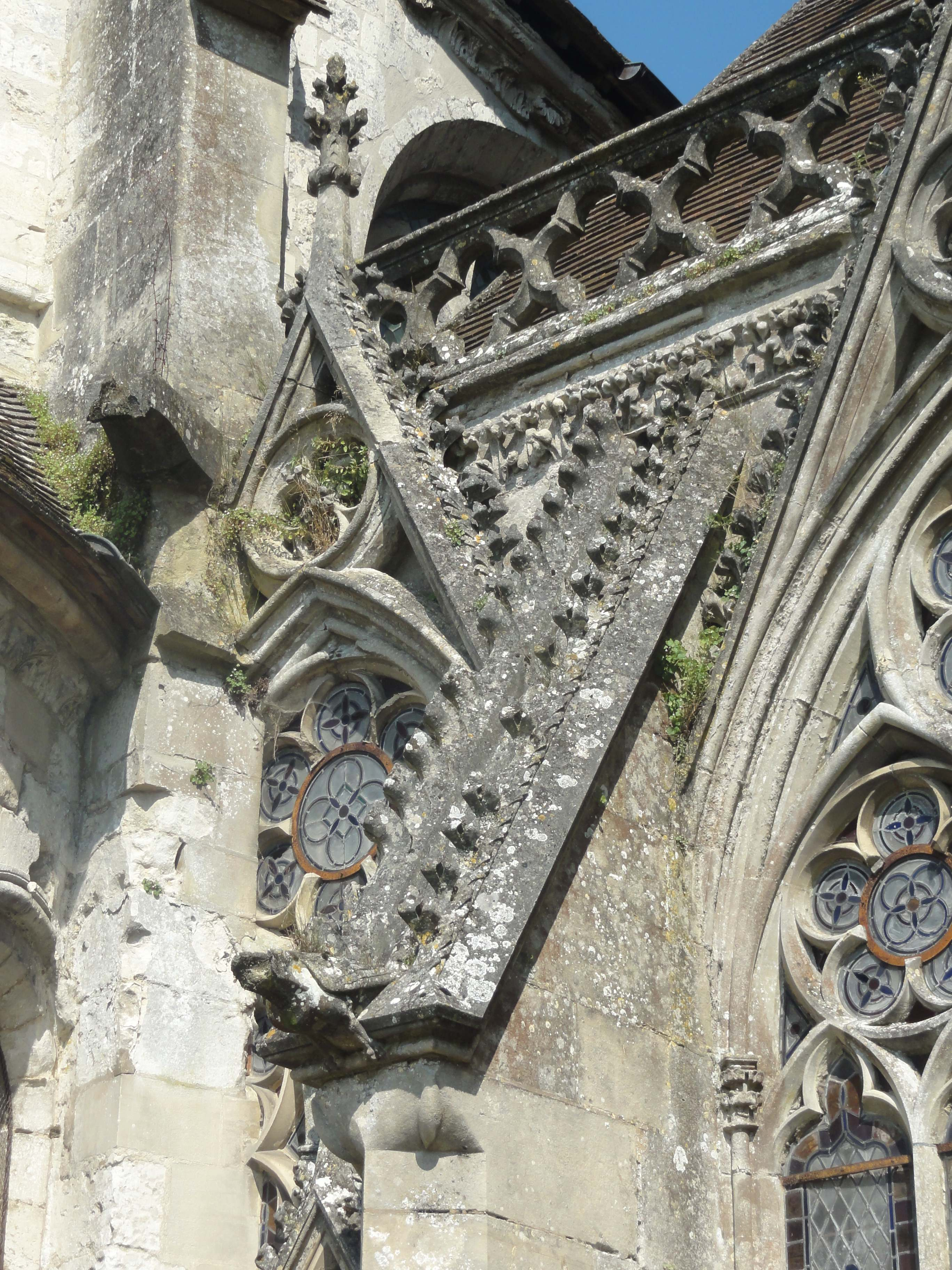
Vestibule, glacis du 1er contrefort du sud.

## Mobilier
Parmi le mobilier de l'abbatiale et de la chapelle de la Vierge, vingt-trois éléments ou ensembles sont classés ou inscrits monument historique au titre objet. Il s'agit de sept statues, ainsi que d'un groupe de Mise au tombeau ; de trois dalles funéraires à effigie gravée d'abbés de Saint-Germer des XIIIe et XIVe siècles, en mauvais état,, ; des quarante-huit stalles dans les deux dernières travées de la nef ; de la clôture de chœur en fer forgé ; de trois autels ; d'un lutrin ; de deux tableaux (une tapisserie d'Aubusson et une toile) ; des cinq verrières du chevet de la chapelle de la Vierge ; d'un ensemble de vingt-cinq carrelages de sol en terre cuite et émail du XIIIe siècle, provenant de la chapelle de la Vierge ; ainsi que d'une chape et d'une chasuble de style Louis XV. Ces deux derniers éléments semblent toutefois avoir disparu, et le tableau de tapisserie, encore restauré vers 1982, a été volé le 28 janvier 2003. Il date du dernier quart du XVIIe siècle et représentait un paysage arboré avec un paon entouré d'une bordure à feuillages.

### Statues

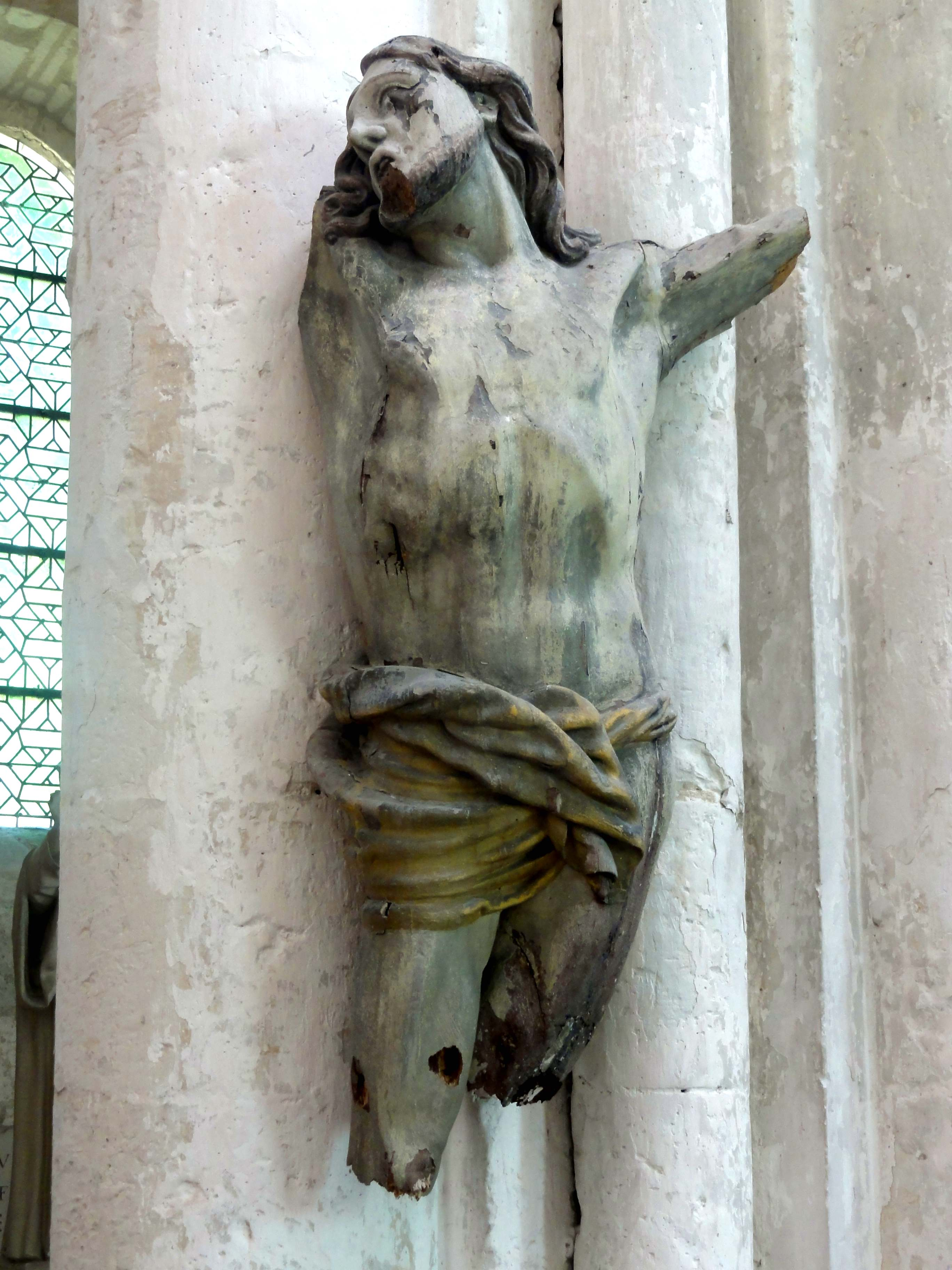
Statue du Christ.

- La statue du Christ est en bois. Ses dimensions n'ont pas été prises. Il s'agit du fragment d'un christ en croix du XVIIIe siècle. Son inscription est intervenue en 1979[76].
- La statue de saint Germer assis est en bois peint et partiellement dorée. Son revers est partiellement évidé. Elle mesure 121 cm de hauteur, et date du XVe siècle. En anticipant un privilège accordé à l'abbaye par Jean XXII le 1er novembre 1324, il porte la mitre. L'œuvre, classée depuis 2004[77] seulement, n'est actuellement pas visible dans l'église (sans illustration).
- La statue de saint Germer en habit de moine en train de prêcher est en bois taillée. Elle trône dans la baie d'axe des tribunes du rond-point de l'abside. La crosse encore mentionnée par Bonnet-Laborderie en 2006[78] a disparu.
- La statuette de sainte Marguerite[78] présentant un livre fermé avec sa main droite est en bois, et recouverte d'un badigeon gris moderne. Les mains sont rapportées. Le revers est partiellement évidé. La statue mesure 91 cm de hauteur, et date de la limite XVe/XVIe siècle. Son inscription date de 2004[79].
- La statue de saint Nicolas[78] en tenue d'évêque est en bois taillé, avec des traces de la polychromie ancienne sous des surpeints modernes. Elle mesure 106 cm de hauteur et date du XVIe siècle. Son inscription est intervenue en 2003[80].
- La statuette de sainte Catherine d'Alexandrie est en bois initialement peint, mais recouverte d'un badigeon moderne. Les mains sont rapportées, et le revers est plat. La statuette mesure 85 cm et date du dernier quart du XVe siècle. Son inscription est également intervenue en 2003[81].
- La statue de la Vierge de l'Annonciation est en pierre, sculptée en ronde-bosse, et peinte. De grandeur nature, elle mesure 162 cm de hauteur, et date du dernier quart du XIIIe siècle. La Vierge porte un petit voile, mais n'est pas couronnée. Elle se tient debout, dans une posture légèrement déhanchée. De la main gauche, elle tenait apparemment une fleur de lys comme symbole de la pureté, tandis que sa main droite (cassée) était levée dans un geste de défense ou de surprise. On peut ainsi déduire que la Vierge provient d'un groupe d'Annonciation. En plus de la main droite, le nez est manquant. L'œuvre se présente néanmoins dans un bon état de conservation global tenant compte de son âge. Elle est classée depuis 1912[82].
- La statue de la Vierge à l'Enfant mutilée est en pierre, sculptée en ronde-bosse, et peinte. Elle mesure 101 cm dans son état actuel, et date de l'extrême fin du XIIIe siècle. La Vierge est assise sur un trône, et porte l'Enfant Jésus sur sa jambe gauche. Elle est habillée d'une robe ceinturée à la taille en dessous d'un manteau sans manches, que son bras droit écarte de son corps. Ce détail souligne avec quelle virtuosité le sculpteur sut rendre le drapé. Jésus est vêtu d'une tunique et a les pieds nus. L'œuvre est malheureusement fortement mutilée. La tête de la mère, ses deux mains, et la moitié supérieure du corps de Jésus manquent. Cependant, une main et une partie du corps de Jésus sont conservés en tant que fragments. Le classement de l'œuvre remonte à 1903[83].

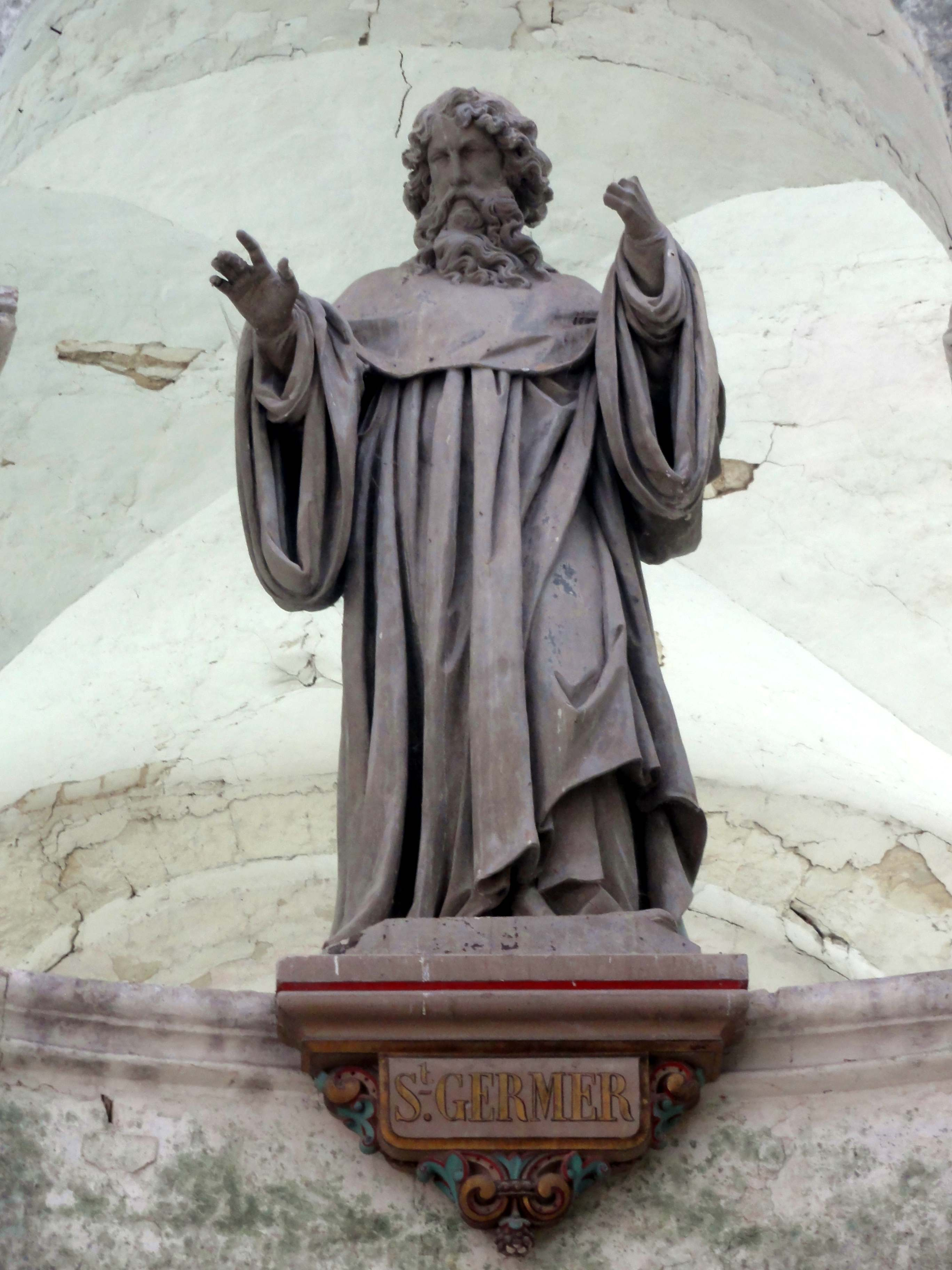
Saint Germer.
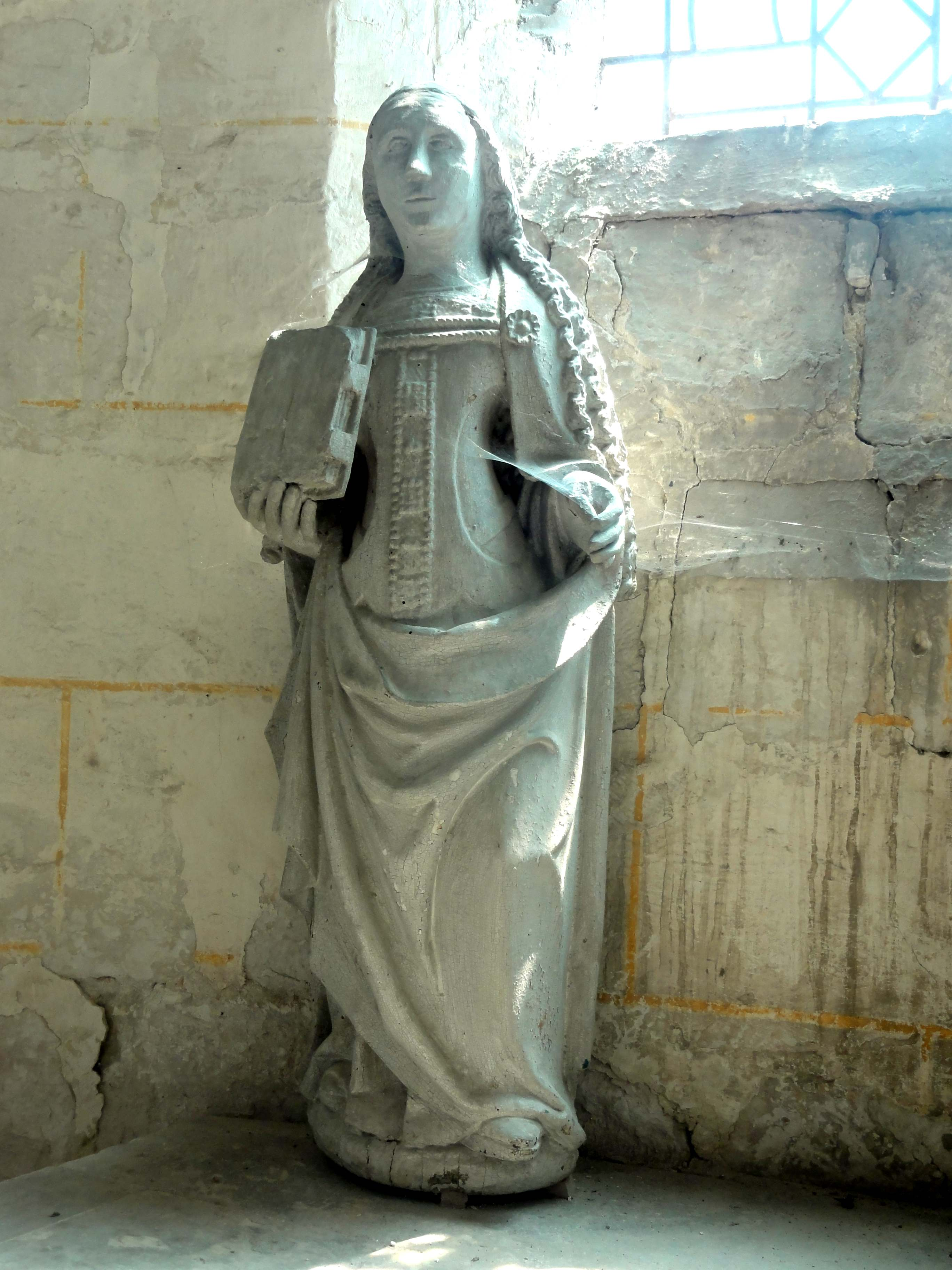
Sainte Marguerite.
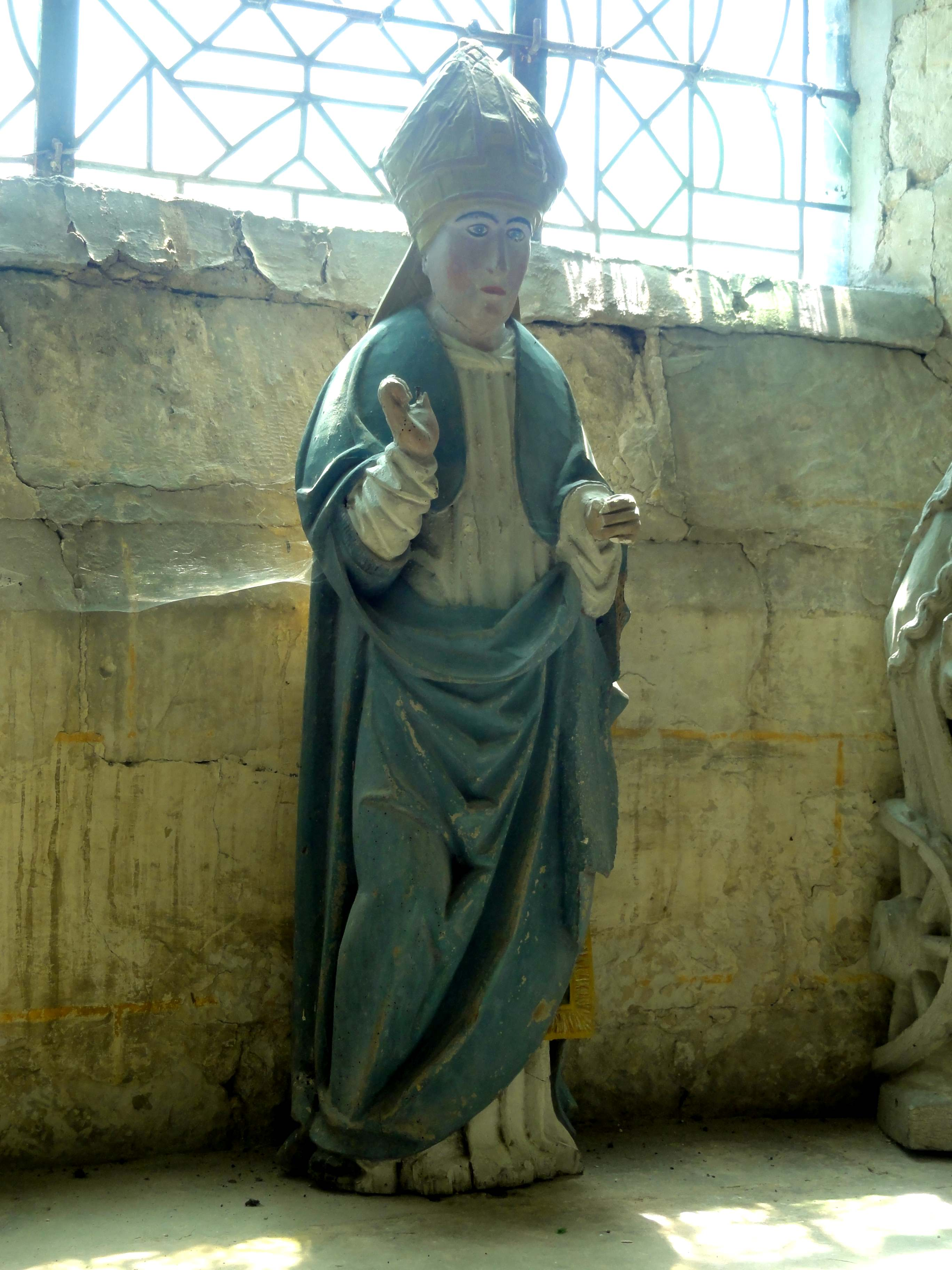
Saint Martin.
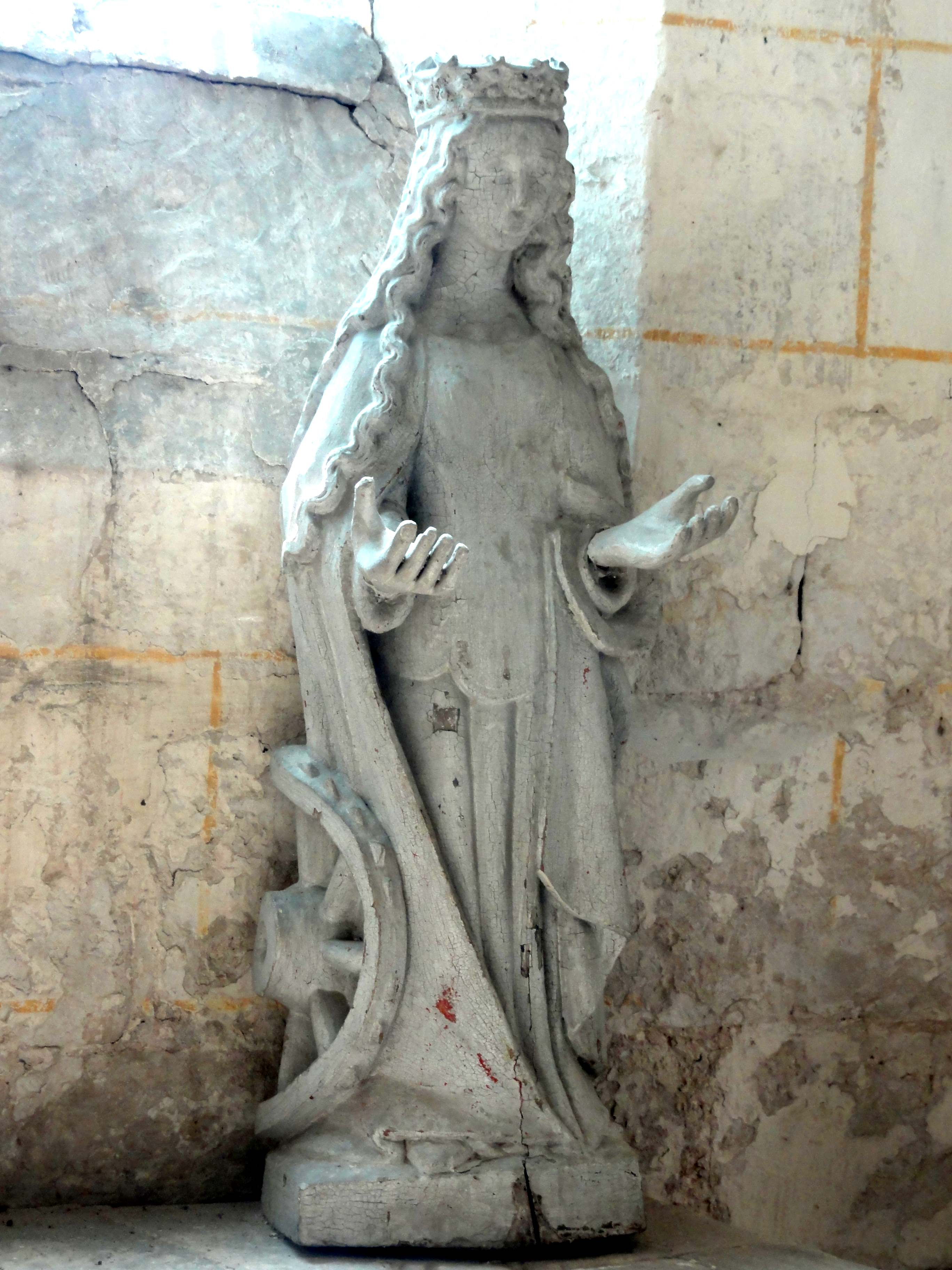
Sainte Catherine.
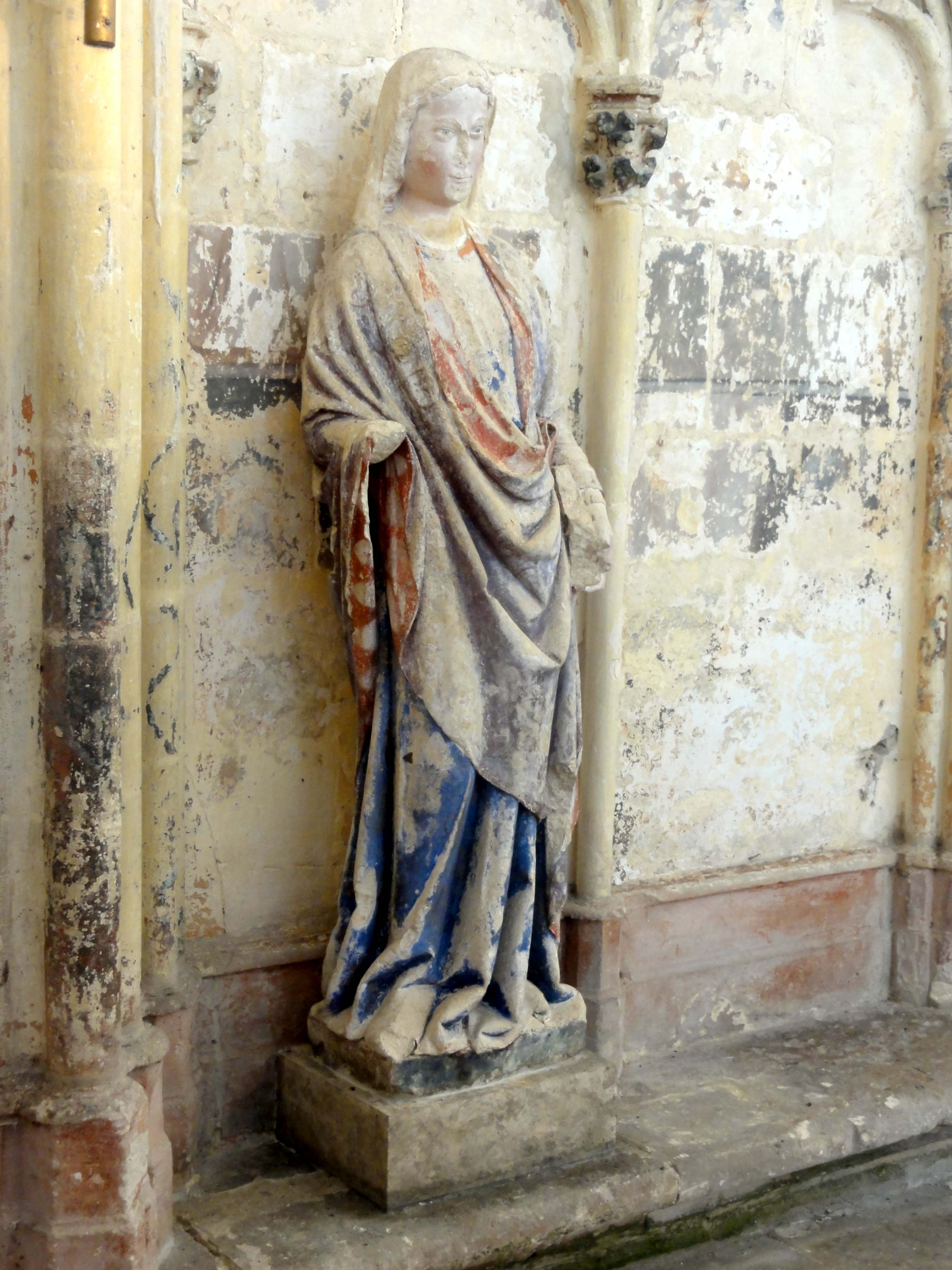
Vierge de l'Annonciation.
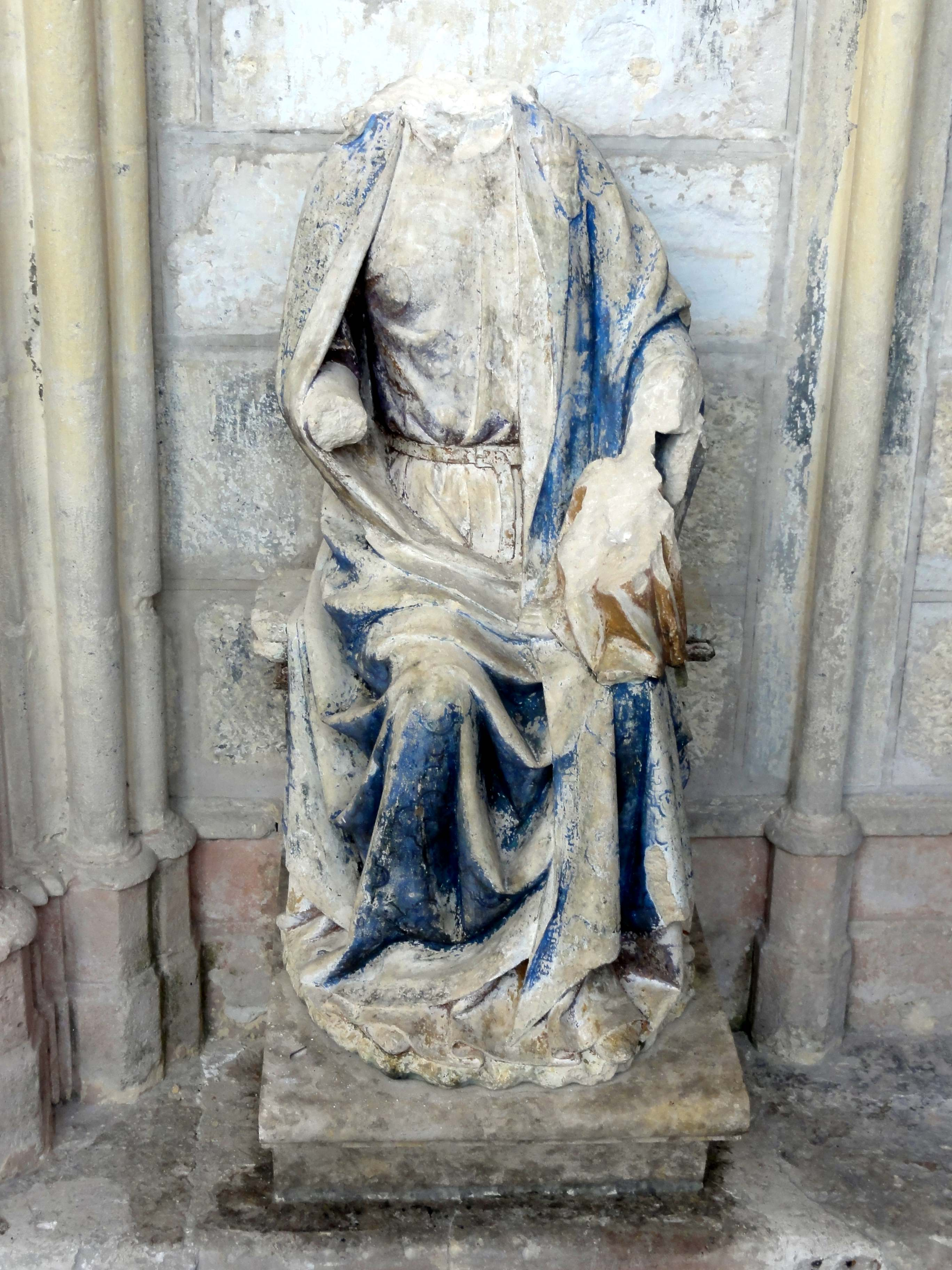
Vierge à l'Enfant.

### La Mise au tombeau

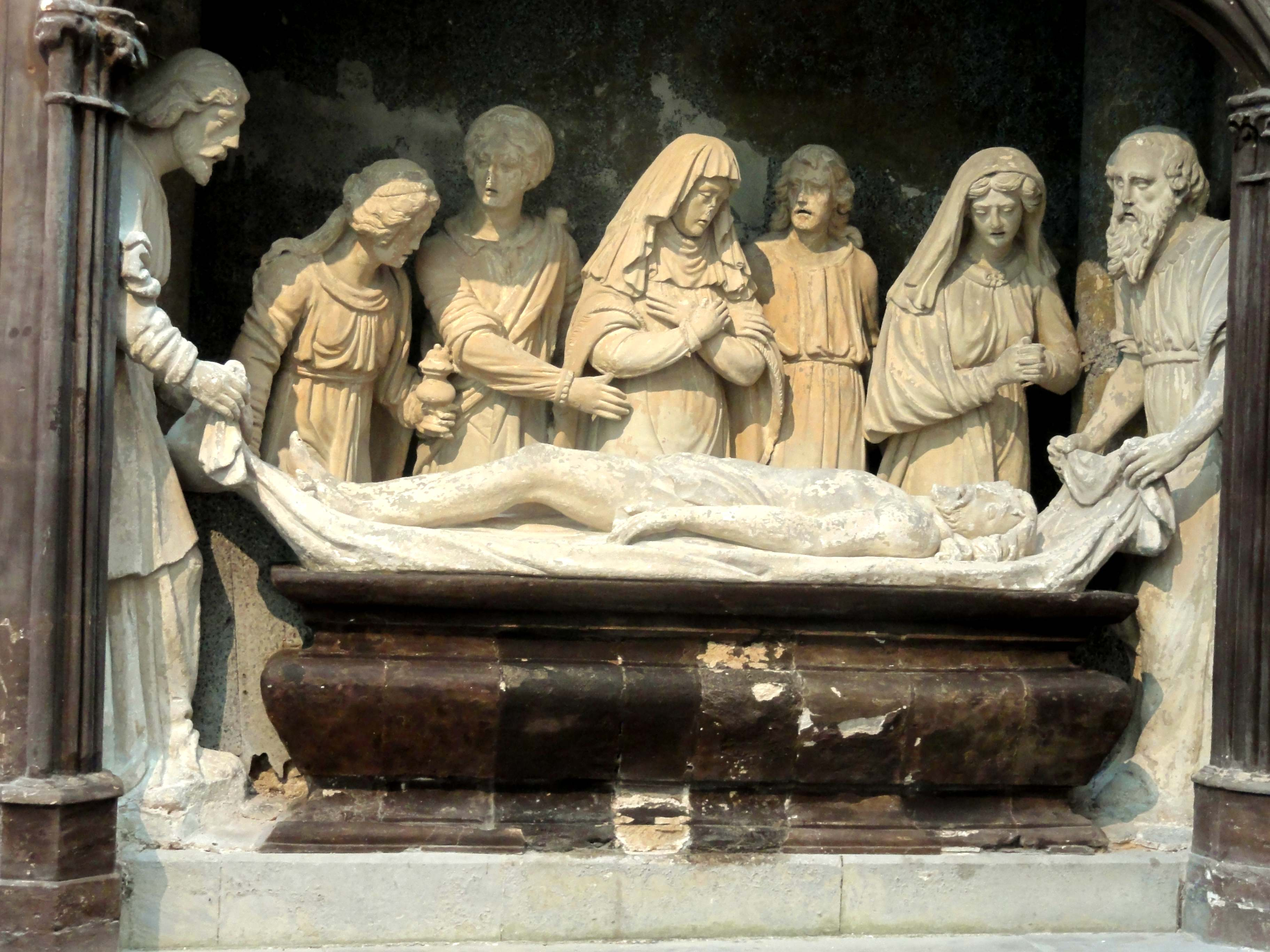
Mise au tombeau.

La Mise au tombeau, ou Saint-Sépulcre, n'est pas logée dans une petite chapelle, mais dans un édicule en bois entre les faisceaux de colonnettes à l'est du croisillon sud. Le groupe sculpté est réalisé en pierre, et sculpté en ronde-bosse. Les personnages sont en taille naturelle, avec une hauteur de 176 cm pour les plus grands (Joseph d'Arimathie et Nicodème, et une longueur de 201 cm pour le tombeau du Christ. Les personnages sont, de la gauche vers la droite : Nicodème (un fossoyeur), sainte Marie-Madeleine qui apporte un pot d'onguent, une Sainte Femme, la Vierge Marie, saint Jean, une autre Sainte Femme, et Joseph d'Arimathie (un autre fossoyeur). L'ensemble date de la fin du XVIe siècle ou du début du XVIIe siècle, et est d'une exécution assez médiocre. Son état est plutôt mauvais : la pierre a été repeinte, et des restaurations anciennes avaient été effectuées au plâtre (aux mains et aux nez). La main droite de Madeleine manque. Par ailleurs, seules les deux statues de Nicodème et de Joseph d'Arimathie sont en pied, les autres ne sont sculptées qu'à mi-jambe. Le classement du Saint-Sépulcre fut effectué au titre immeuble par liste de 1840.

### Stalles

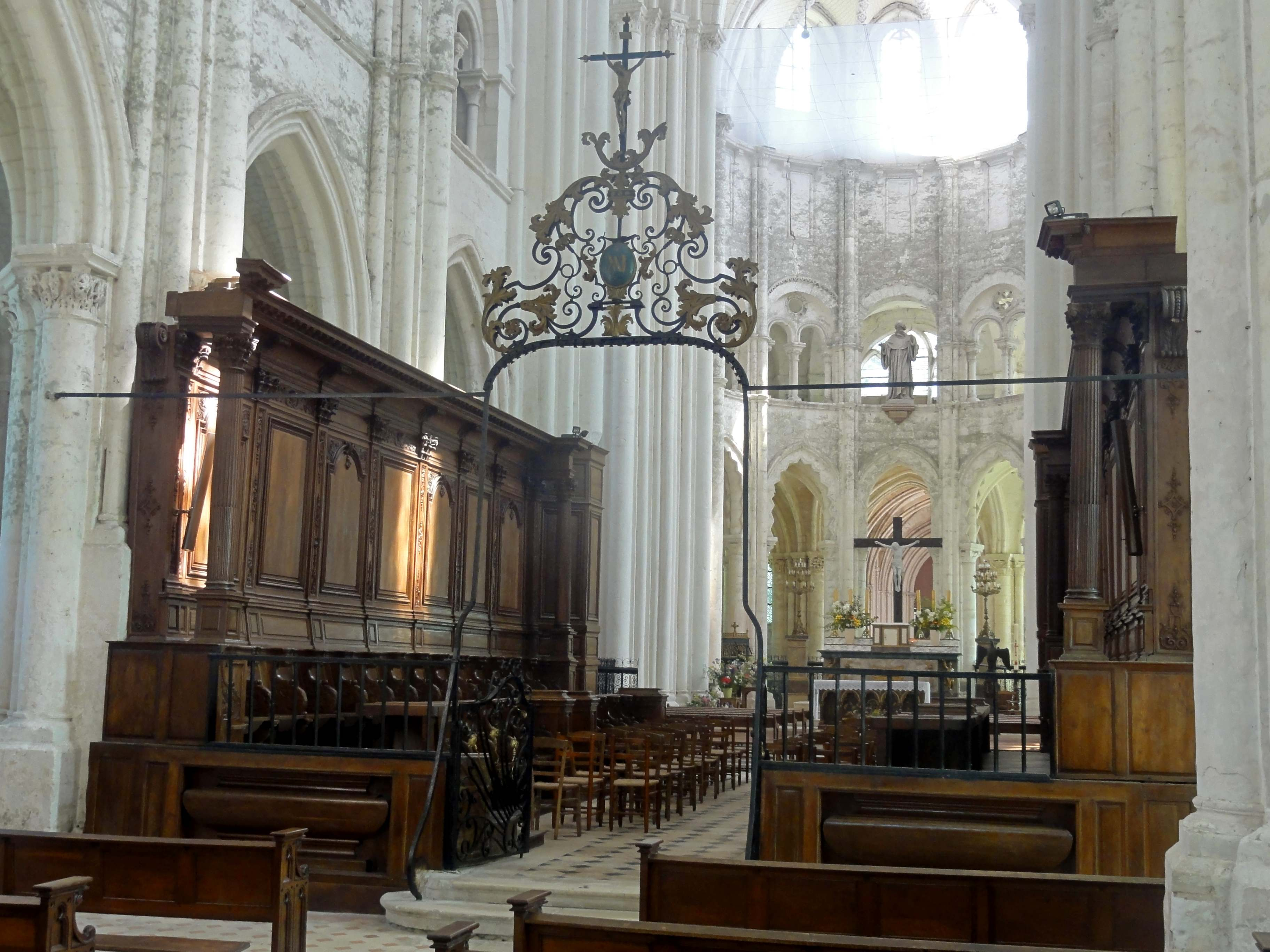
Nef, vue vers le nord-est sur les stalles et boiseries de 1722.

Les stalles en bois de chêne sont demeurées à leur emplacement d'origine, dans la septième et huitième travée de la nef. Manquent toutefois des stalles en retour d'équerre regardant vers l'est. Les stalles forment un ensemble avec les boiseries de style Louis XV qui ferment les grandes arcades derrière les stalles, et sont au nombre de quarante-huit, soit vingt-quatre de chaque côté, disposés partiellement en deux rangs. Le deuxième rang est monté sur un piédestal. Selon les archives, les nouvelles stalles furent commandées en 1718. Un marché fut conclu entre les religieux et Antoine et Jean Huchet, menuisiers à Beauvais, pour les « chaises du chœur de ladite abbaye dudit Saint-Germer ». Le prix est de 2 000 livres, auxquelles s'ajoutent 100 livres de pot de vin. Des arrhes ont été versées entre le 2 mai 1718 et l'année 1722. Les boiseries sont particulièrement soignées. L'enfilade de sept travées de chaque côté est inaugurée et terminée par des colonnes corinthiennes cannelées. Des pilastres également corinthiens séparent les travées. Comme particularité, il y a des pilastres même derrière les colonnettes. Des chutes de fleurs se substituent ici aux cannelures. Chaque travée se compose d'un grand panneau à fenestrage monté sur un stylobate et surmonté d'un entablement avec corniche à denticules. Les panneaux à fenestrages sont alternativement rectangulaires ou cintrés. Sur les panneaux cintrés, les écoinçons sont sculptés de rinceaux et de palmes, qui s'enroulent sur eux-mêmes et se terminent par une fleur. Au-dessus des panneaux rectangulaires, une plate-bande décorée de coquilles, de palmes et de fleurs se déploie entre les chapiteaux des pilastres. La frise de l'entablement forme encorbellement, et est sculptée d'une feuille d'acanthe au-dessus de chaque chapiteau. Comme à l'accoutumée, les parecloses des stalles sont ornés d'une palme enroulée. Sa partie supérieure forme l'appui-main. Ainsi les appui-mains sont toutes identiques. Cela vaut aussi pour les miséricordes, qui reproduisent toutes le même décor de feuilles d'acanthe. Un détail qui retient l'attention est la fleur au milieu de chaque enroulement, dont s'échappe une tige portant des feuilles et des fleurs. Le classement de l'ensemble fut effectué au titre immeuble par liste de 1840.

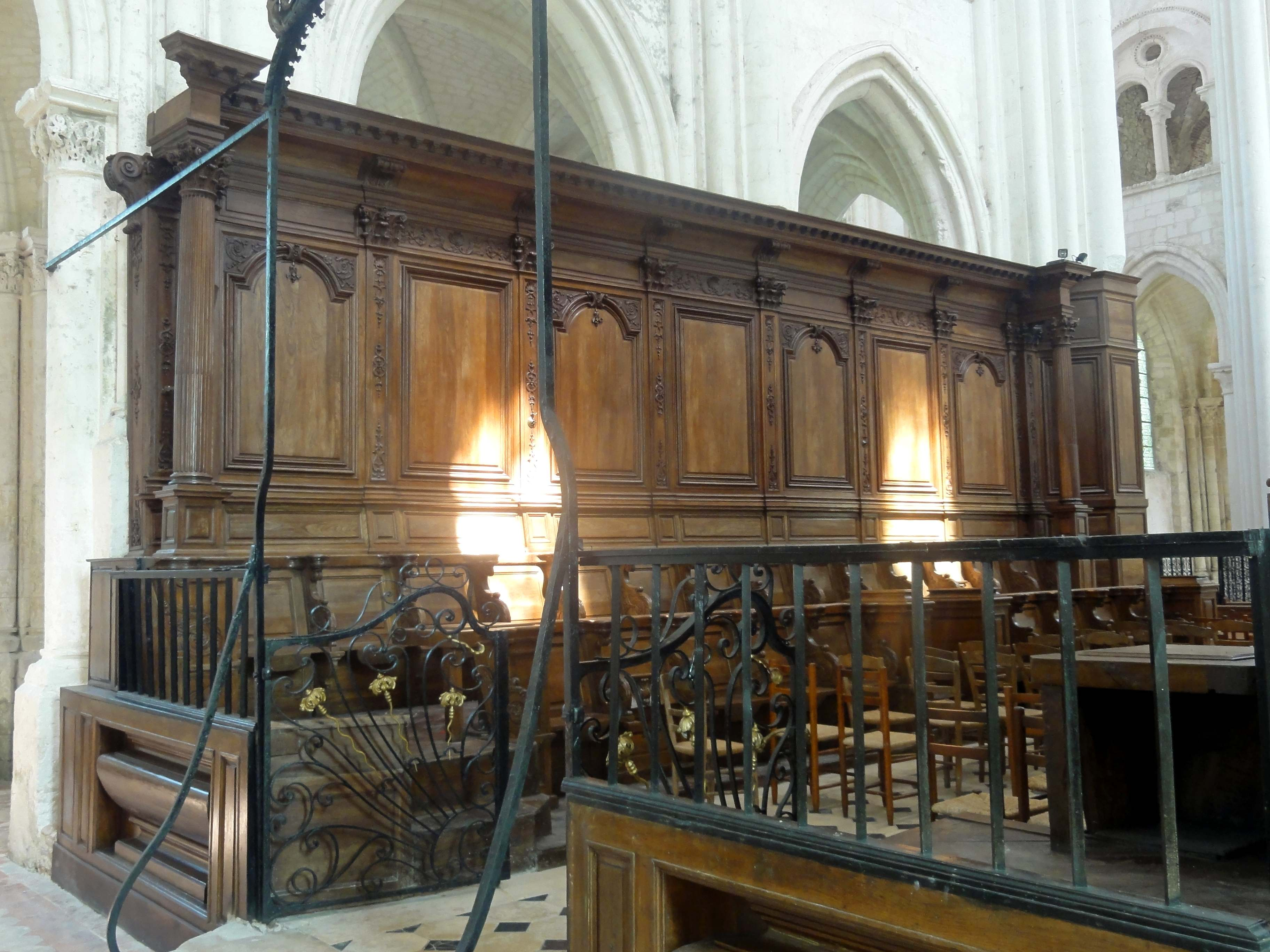
Ensemble de boiseries et stalles côté nord.
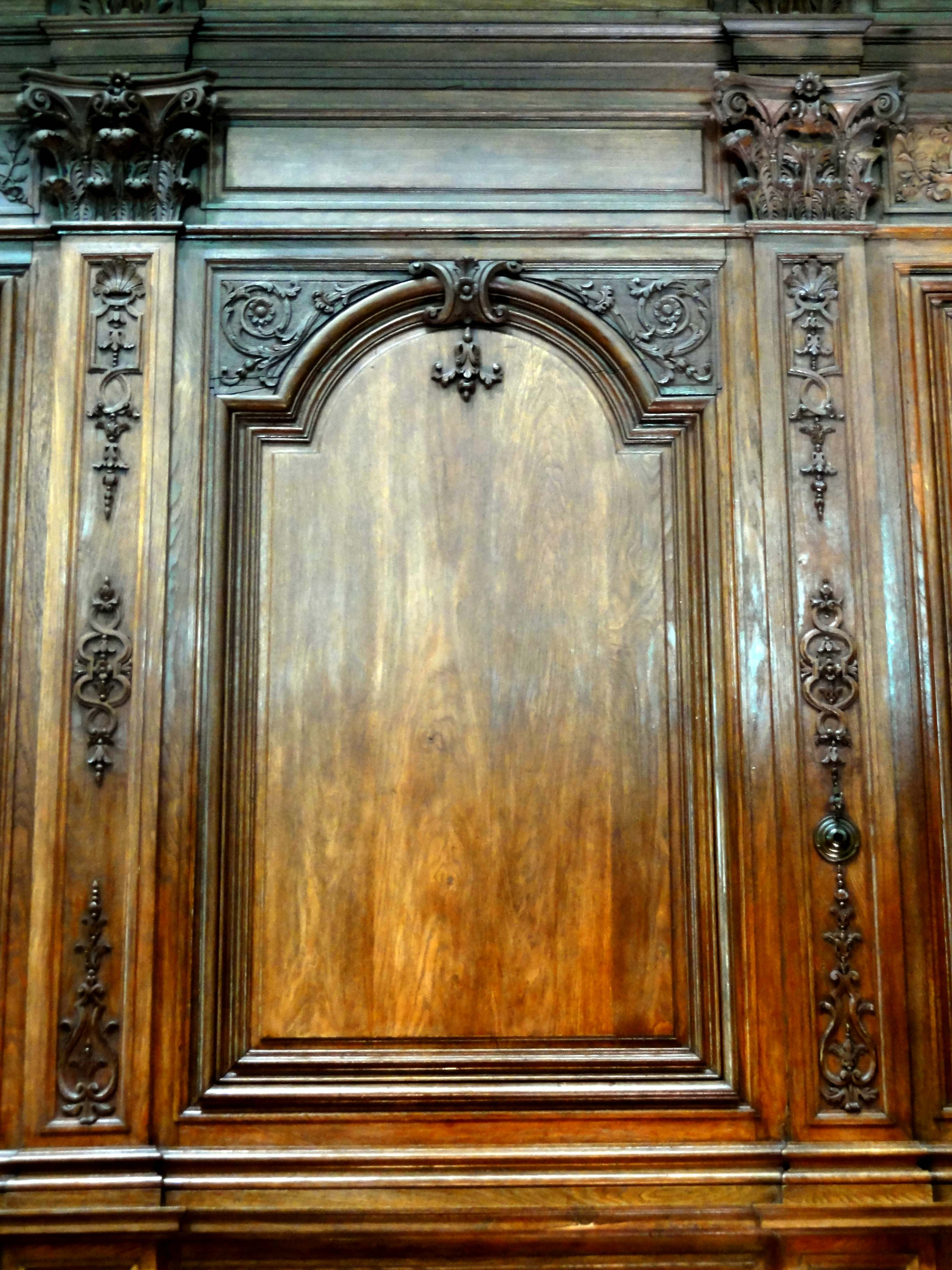
Panneau cintré.
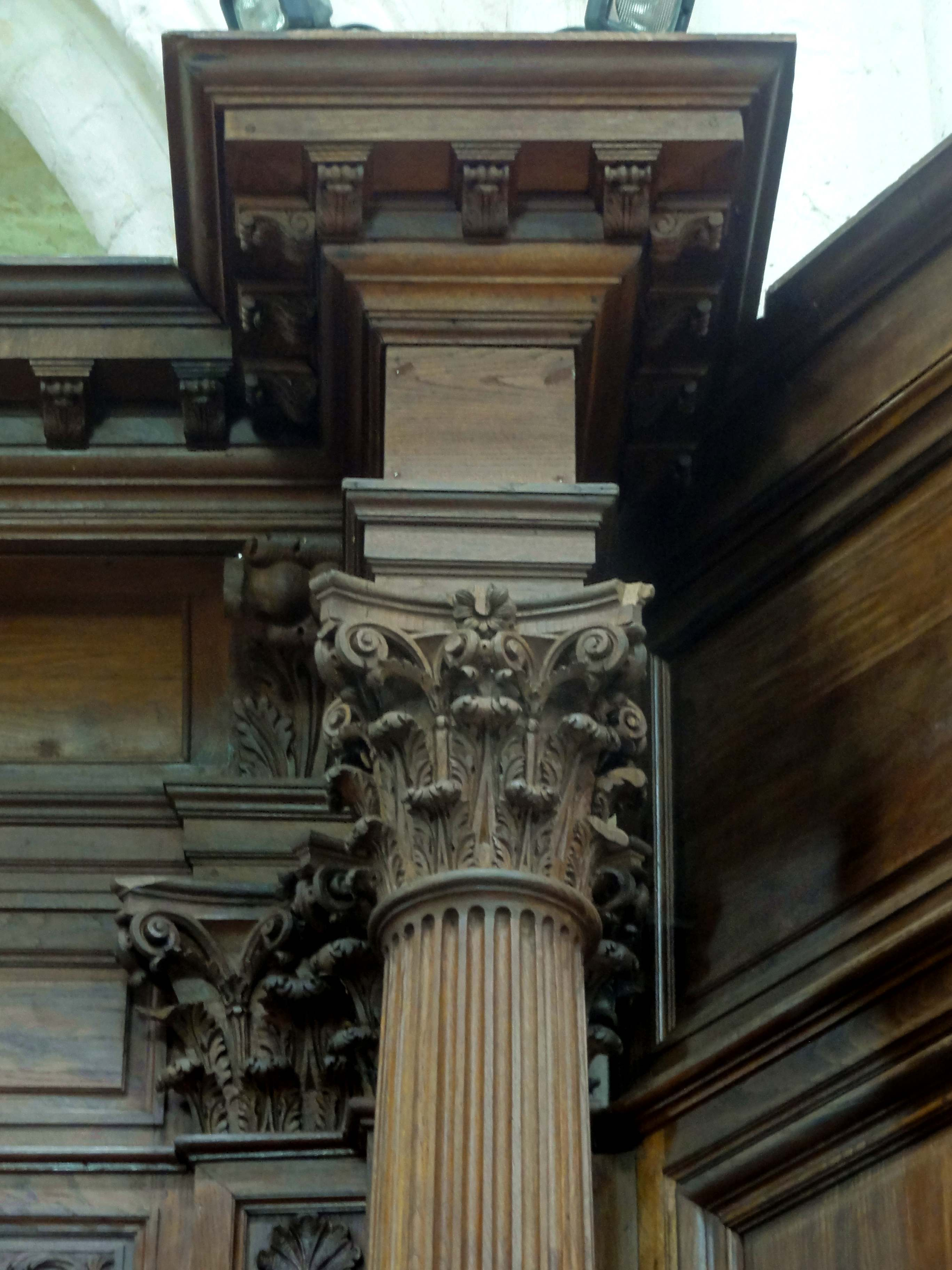
Chapiteau corinthien d'une colonnette.
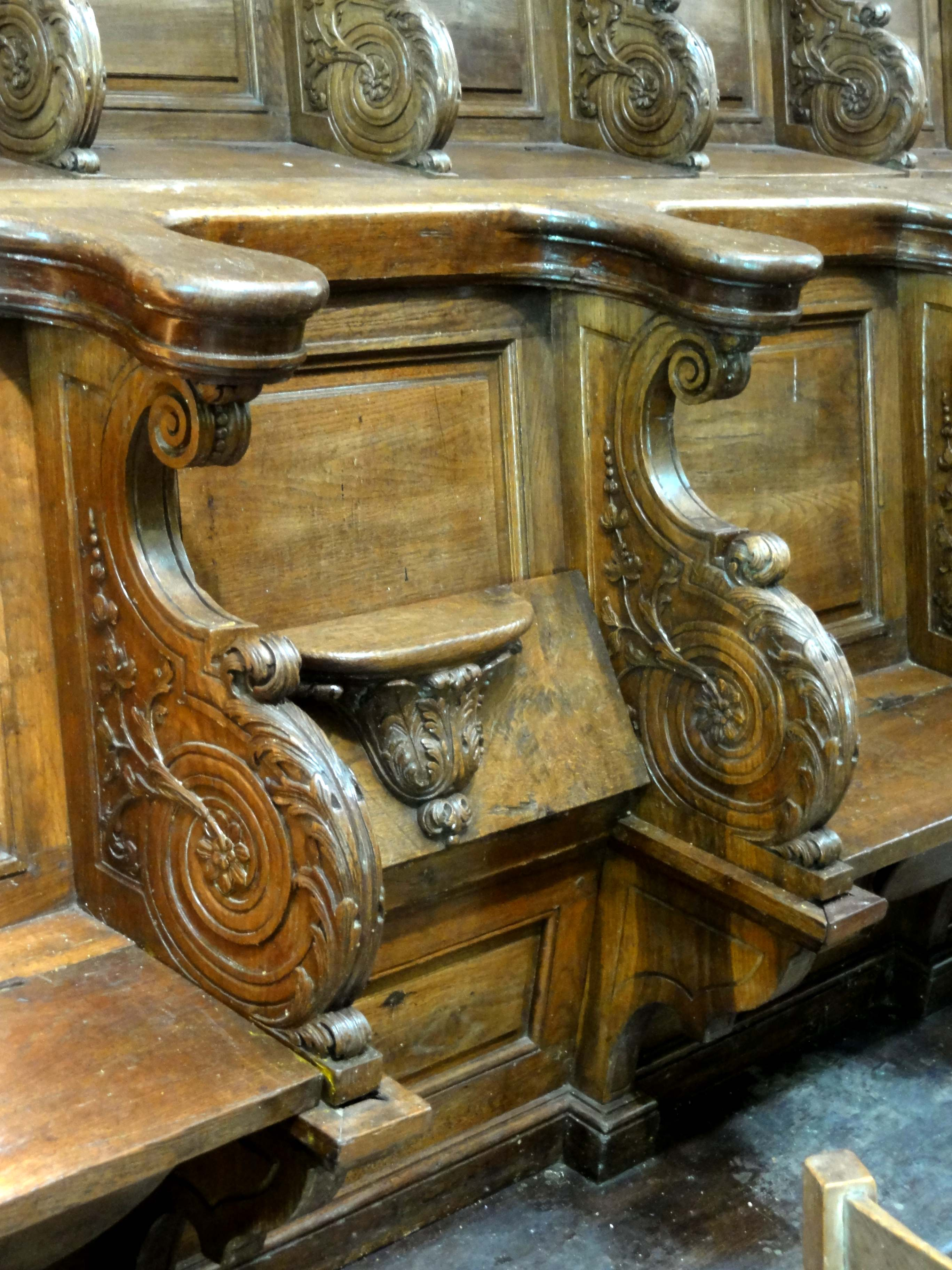
Exemple de stalle.
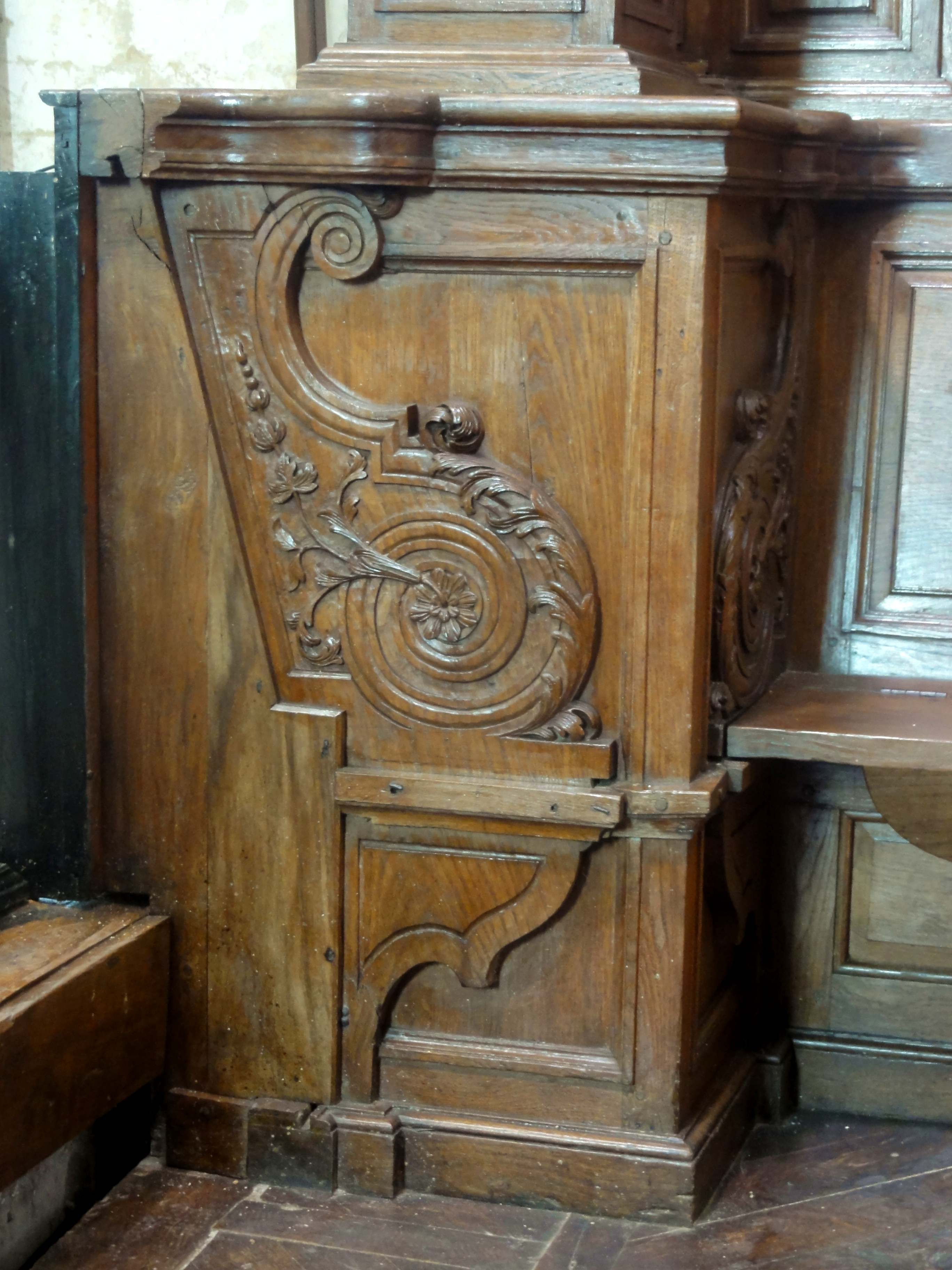
Pareclose d'une stalle disparue.
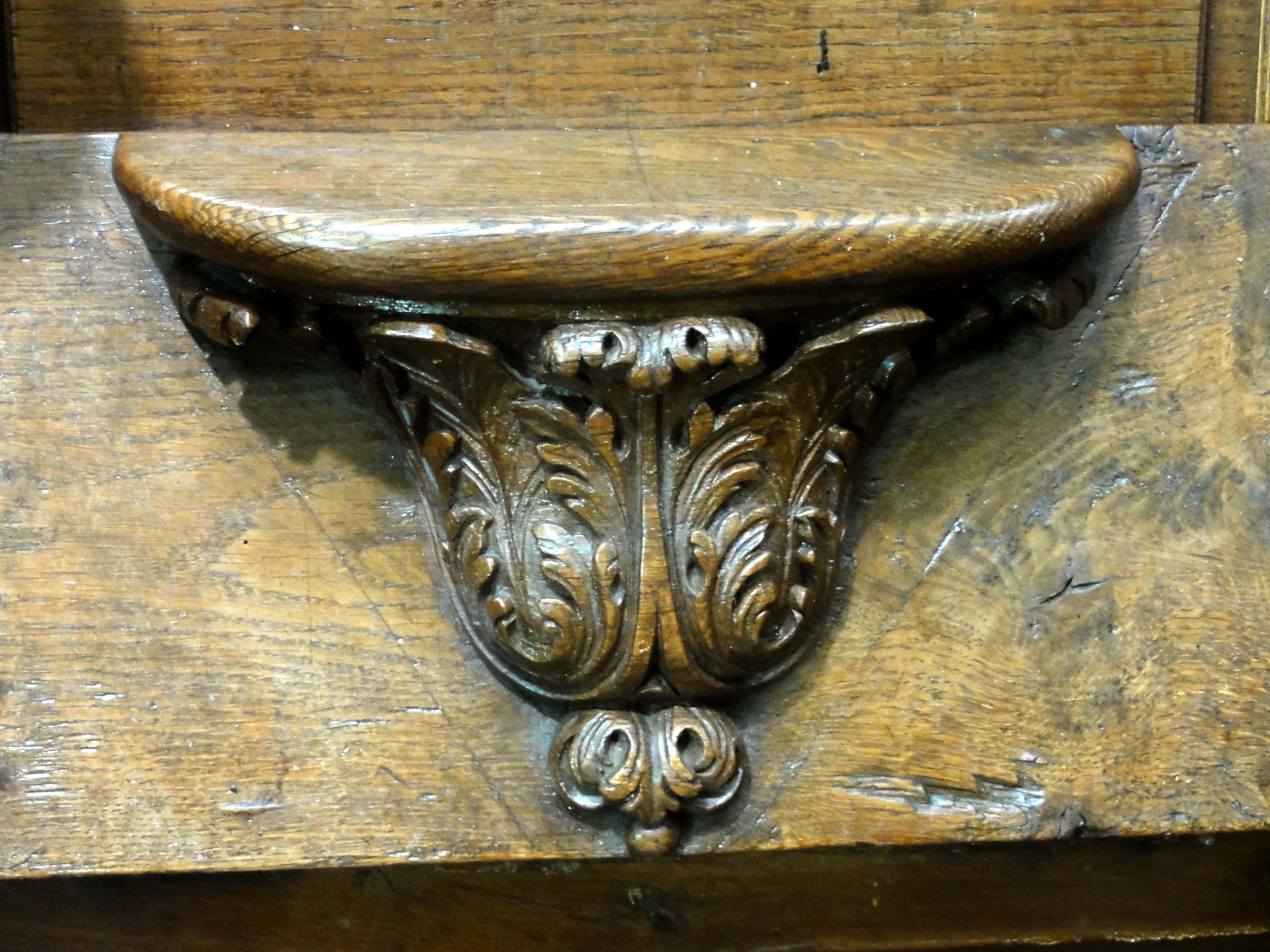
Miséricorde.

### Clôture du chœur

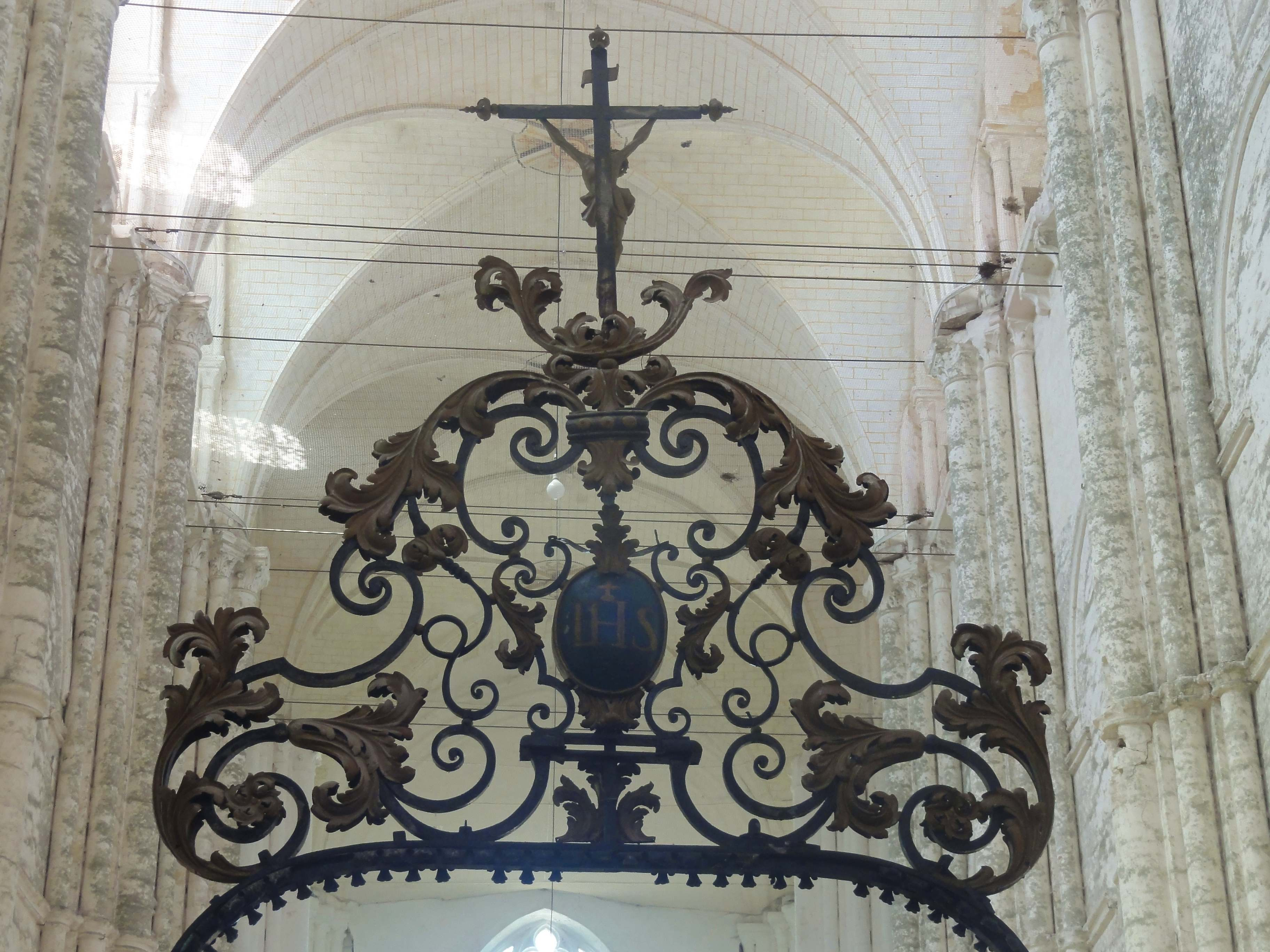
Chancel, couronnement de la porte (disparue) depuis la nef.

La clôture liturgique ou chancel du XIIIe siècle est en fer forgé, et fixée sur des montants en bois. Elle se compose de onze éléments indépendants, sans compter les portes au milieu des sections qui ferment la croisée du transept au nord et au sud, et sans compter le couronnement de la porte vers la nef, qui elle-même était moderne et a aujourd'hui disparu. Il y a donc un élément pour chacune des grandes arcades de l'abside, deux éléments au nord de la croisée du transept, et deux autres au sud. Ils mesurent autour de 138 cm de hauteur, et entre 165 cm et 200 cm de longueur. Dans les cinq travées du rond-point, les grilles sont courbées pour suivre la courbe du déambulatoire. Dans les travées droites au nord et au sud du chœur, des fixations pour des cierges ou chandelles sont attachées aux montants horizontaux en bois sur lesquels sont fixées les grilles. Les grilles répètent à l'infini le même motif de rinceaux végétaux aux extrémités enroulées et terminées par une fleurette à pétales, et de tiges verticales terminées également par une fleurette dans les intervalles. Quant au couronnement de la porte vers la nef, il se démarque par la présence abondante de palmettes du même style que celles des parecloses des stalles, ce qui suggère une datation du début des années 1720, à moins que les palmettes n'aient été ajoutées à la grille existante du XIIIe siècle. Les différents auteurs ont négligé de se pencher sur la question. Le couronnement est sommé d'un Christ en croix regardant la nef des fidèles, et englobe au milieu un médaillon arborant le monogramme IHS. Le classement de la clôture du chœur fut effectué par liste de 1840 au titre immeuble.

### Mobilier liturgique

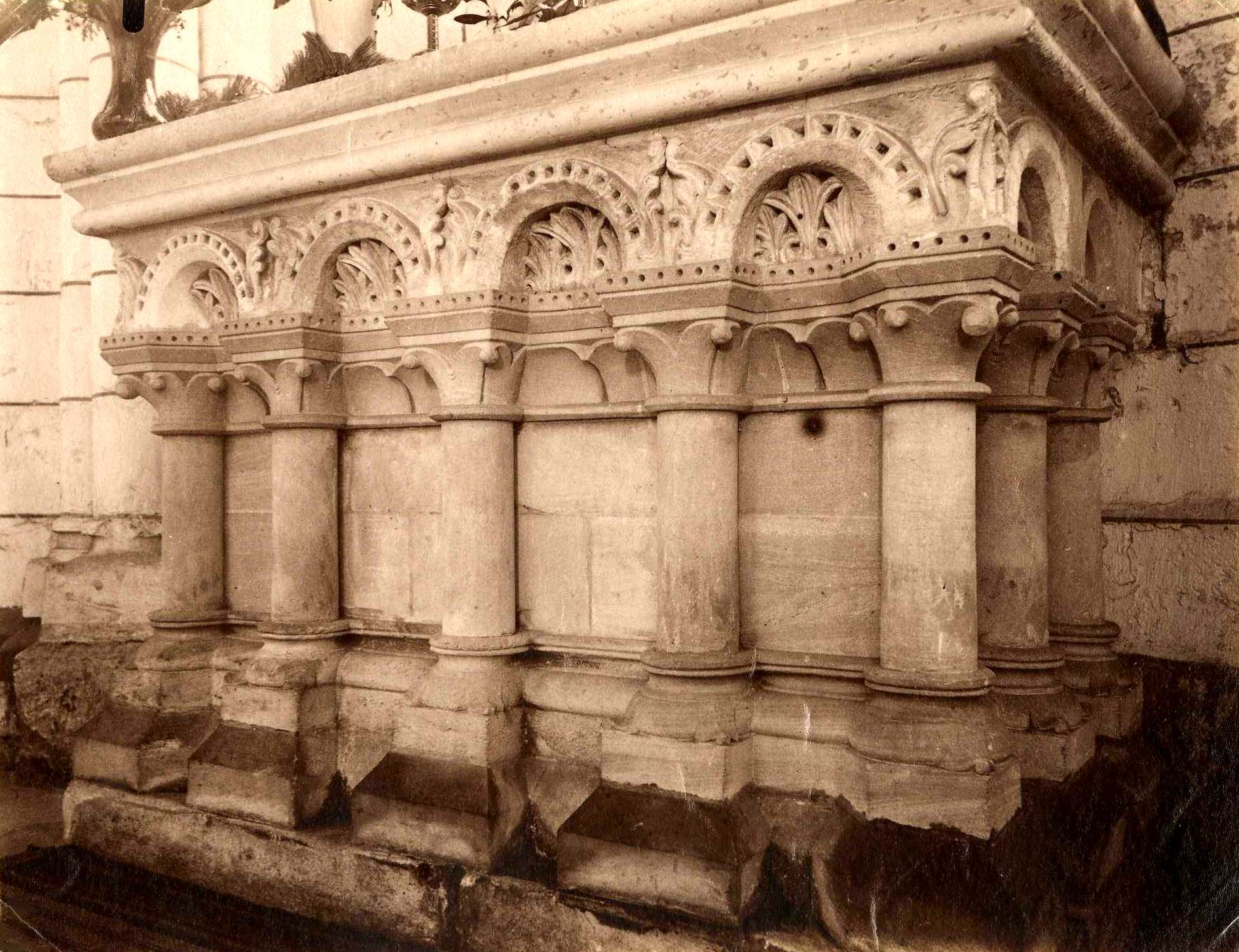
Autel roman à arcatures.

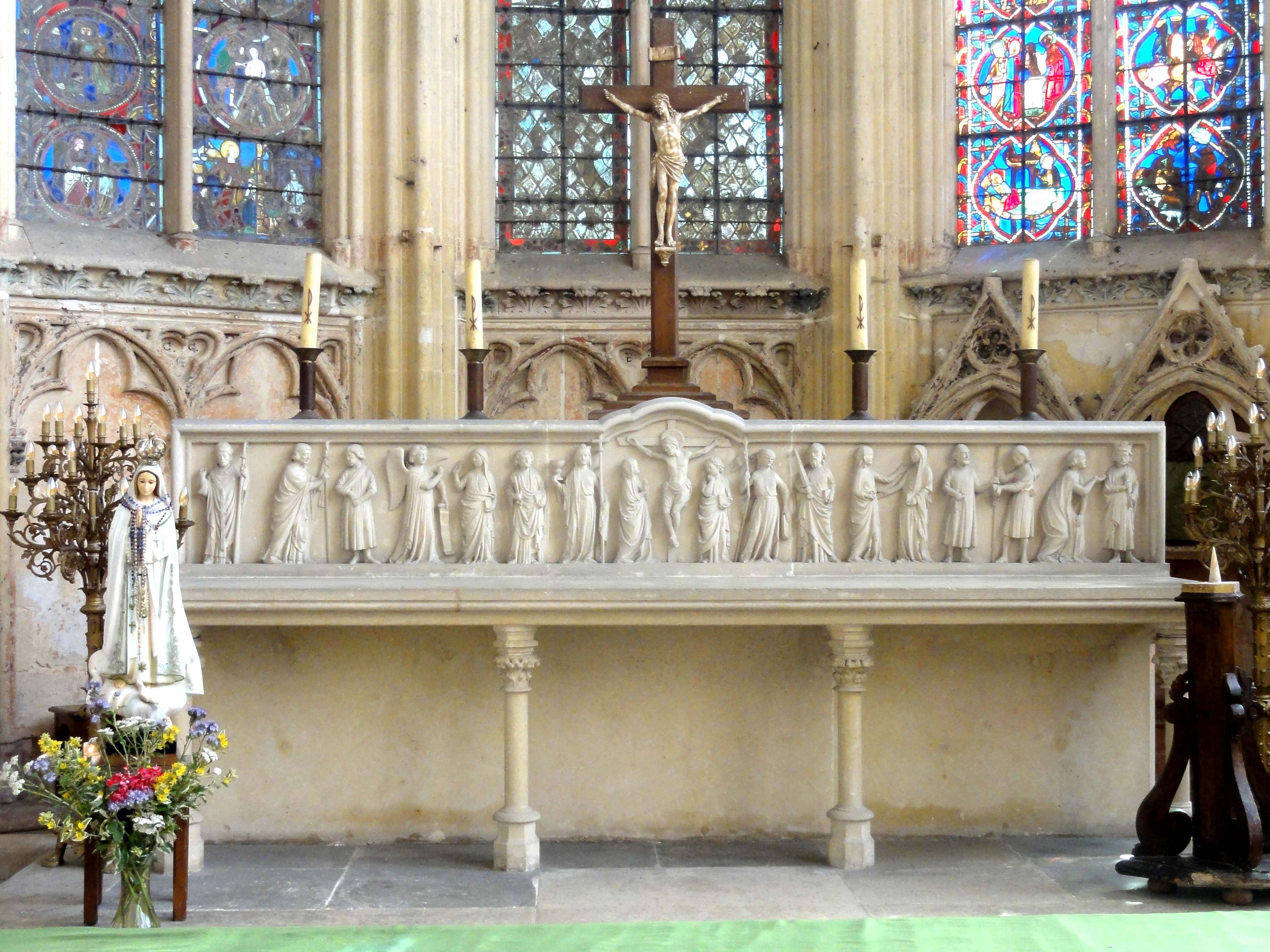
Autel moderne de la chapelle de la Vierge avec copie du retable.

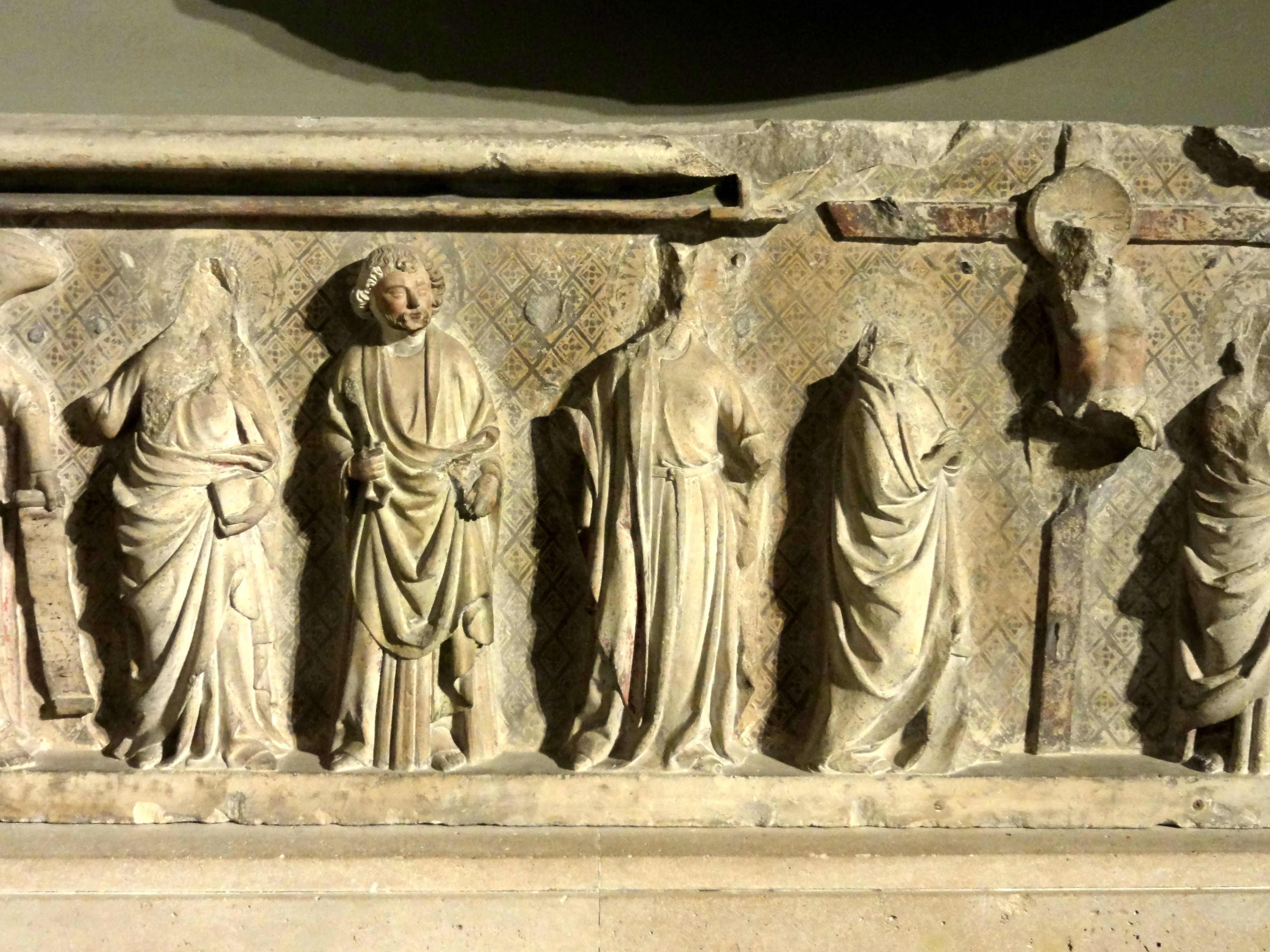
Extrait du retable authentique.

- L'aigle-lutrin en bois taillé est du style du Premier Empire, et date du début du XIXe siècle[78]. C'est par le biais de six minces pieds galbés et ornés de feuillages sur leur partie supérieure que l'aigle repose sur le support de plan triangulaire. Ce dernier est remarquable pour son décor de rinceaux végétaux sculptés en bas-relief, dont au centre un losange quadrillé de lignes et parsemé de fleurettes aux points de rencontre. Ce meuble n'est pas protégé au titre des monuments historiques à ce jour.
- Le lutrin néo-gothique de quelques décennies plus jeune est également en bois taillé, mais peint en vert et or. Son décor est inspiré de l'architecture flamboyante, et finement ciselé, avec de nombreux éléments découpés à jour. Ce lutrin a été restauré, et est inscrit depuis 1979[87].
- L'autel de la chapelle rayonnante nord-est en maçonnerie, sans aucun décor, avec une table monolithe. Il mesure 117 cm de hauteur pour 145 cm de largeur, et 118,5 cm de profondeur. Les cinq assises un peu irrégulières de moellons retaillés datent de la construction de l'abside de l'église, à savoir la période 1135/60. La table est moderne. L'autel est classé au titre immeuble par liste de 1840[88].
- L'autel de la chapelle rayonnante du sud est en pierre sculptée, et pourvu d'un décor architecturé soigné. Il mesure 121 cm de hauteur pour 170 cm de largeur, et entre 94 cm et 108 cm de profondeur. Malgré son apparence toute différente, il est contemporain de son homologue au nord-est. La partie inférieure, en l'occurrence les colonnettes et le socle, a toutefois été refaite à l'époque moderne. De front, l'autel arbore quatre arcatures, et deux par face latérale. Chaque arcature est perforé de trous carrés, et se termine en feuillages dressés vers le haut, qui remplissent les écoinçons. De même, chaque arcature inscrit des feuillages placés en retrait, et repose sur une tablette continue, qui sert en même temps de tailloir aux colonnettes à chapiteaux. Son profil est d'une plate-bande piquée de trous circulaires, d'un biseau et d'un filet. À l'instar de la tablette, c'est une frise continue de feuilles plates à volutes d'angle qui tient lieu de chapiteaux aux colonnettes. Tant la tablette que la frise reculent sous les arcatures, dans les intervalles entre deux colonnettes. Les chapiteaux ont toutefois des astragales, et les colonnettes sont munies de bases attiques. Cet autel remarquable est classé au titre immeuble par liste de 1840[89].
- Dans la chapelle de la Vierge, l'autel de célébration d'origine subsiste devant le pan d'axe de l'abside, derrière l'autel actuel et la copie en plâtre du retable d'origine. Il mesure 87 cm de hauteur pour 197 cm de largeur, et 106 cm de profondeur. Cet autel fait partie intégrante de l'édifice, et prend appui, à l'arrière, sur le banc de pierre qui fait le tour de la chapelle. Il se compose de six arcatures à têtes trilobées de front, et de trois par face latérale, ainsi que d'une table à la tranche moulurée. Les arcatures des petits côtés sont cassées, et l'état général ne donne pas satisfaction. Son classement au titre immeuble remonte pourtant à 1840[90].
- Dans le contexte de l'autel de la sainte-chapelle, il convient de signaler le retable des années 1260 aujourd'hui exposé au musée de Cluny. C'est une frise de quinze personnages, sept à gauche et huit à droite, autour d'un groupe de calvaire. Sont représentés la Visitation, l'Annonciation, et des scènes de la vie de saint Ouen et de saint Édouard ou de saint Germer. Selon le cartel, il porte le numéro d'inventaire 18749 et aurait été déposé au musée par Émile Bœswillwald en 1846. La réalité est plus complexe. M. Jourdain rapporte de l'assemblée de la Société des antiquaires de Picardie du 6 novembre 1846 : « Long-temps perdu et oublié lorsque, grâce à l'esprit investigateur de M. l'abbé Bourgeois, il fut retrouvé enfoui et mutilé parmi les remblais du cimetière voisin. À cause de son mérite artistique et sous le prétexte de sa mutilation, ce précieux bas-relief fut d'abord destiné et bientôt transporté à je ne sais quel musée de Paris avec la promesse de le remplacer par un autre qui serait neuf et superbement fait. On comptait sur la complaisance du curé ; mais on avait oublié de compter sur son zèle pour son église et pour les arts. Il réclama, et le remarquable retable est rapporté, et sera bientôt réparé et rétabli »[91]. Une nouvelle péripétie a dû s'ensuivre pour expliquer que le retable soit retourné de nouveau à Paris, et n'ait pas été réparé : la plupart des visages sont toujours manquants[92].

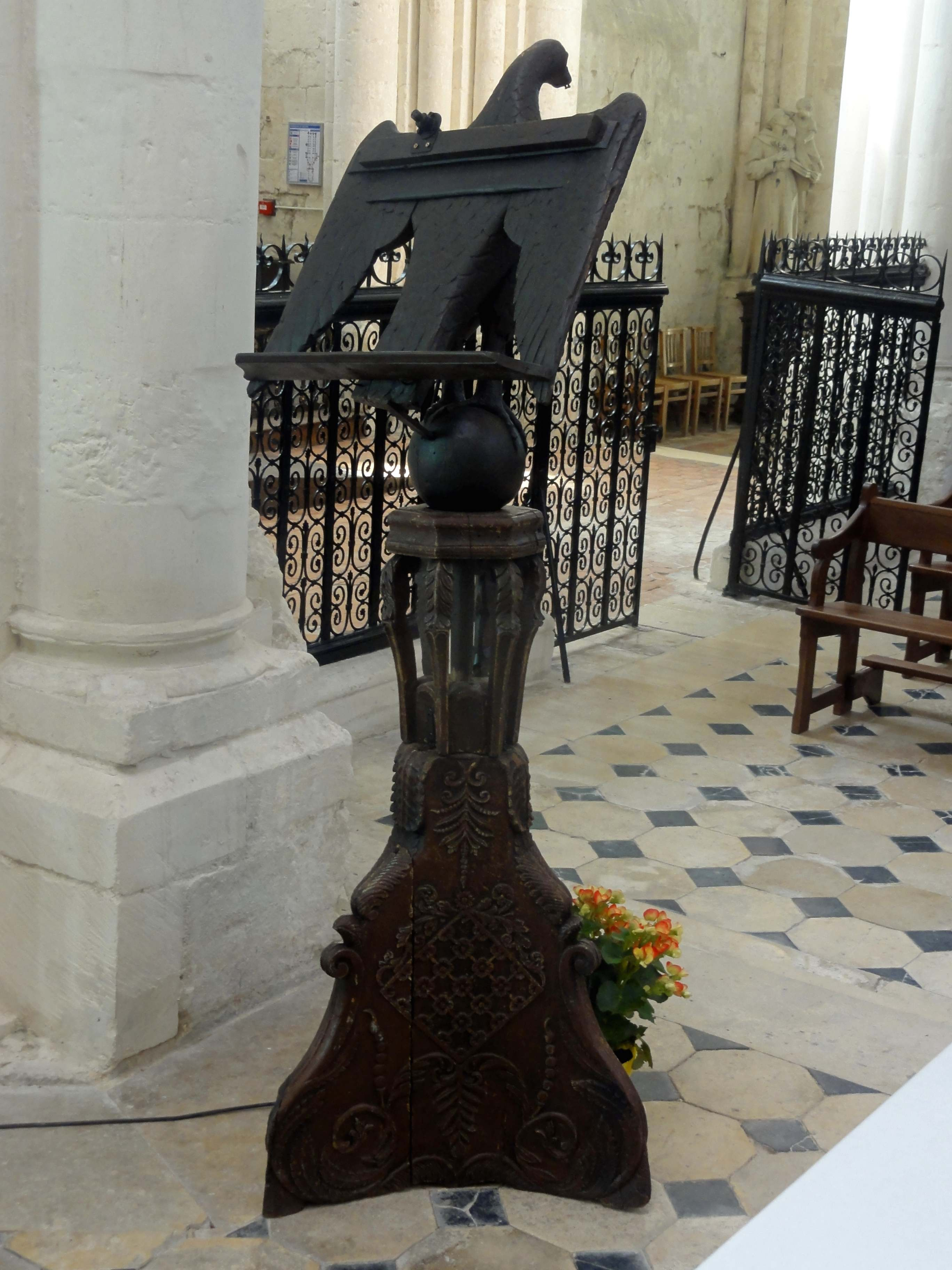
Aigle-Lutrin Ier Empire.
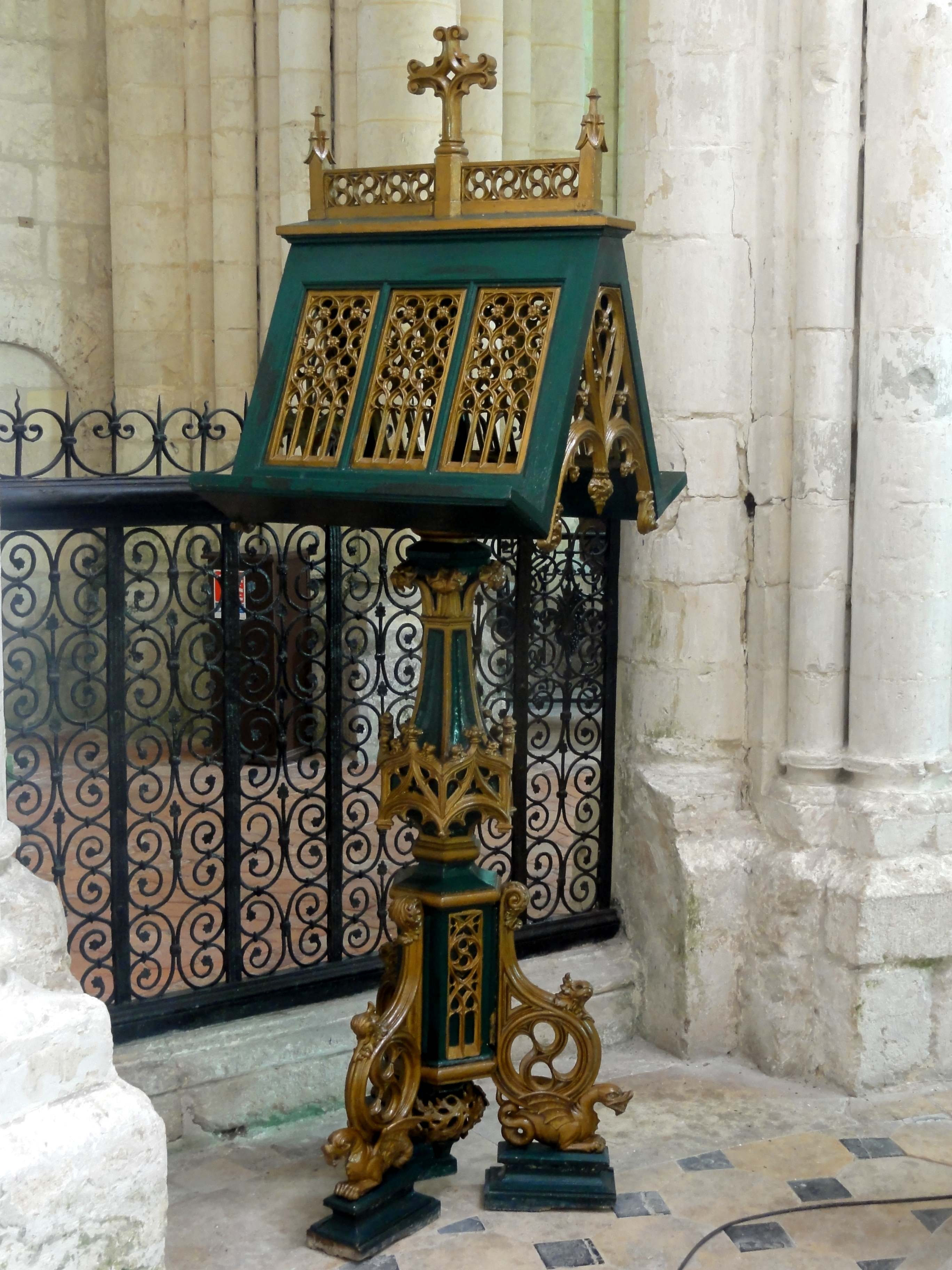
Lutrin néo-gothique.
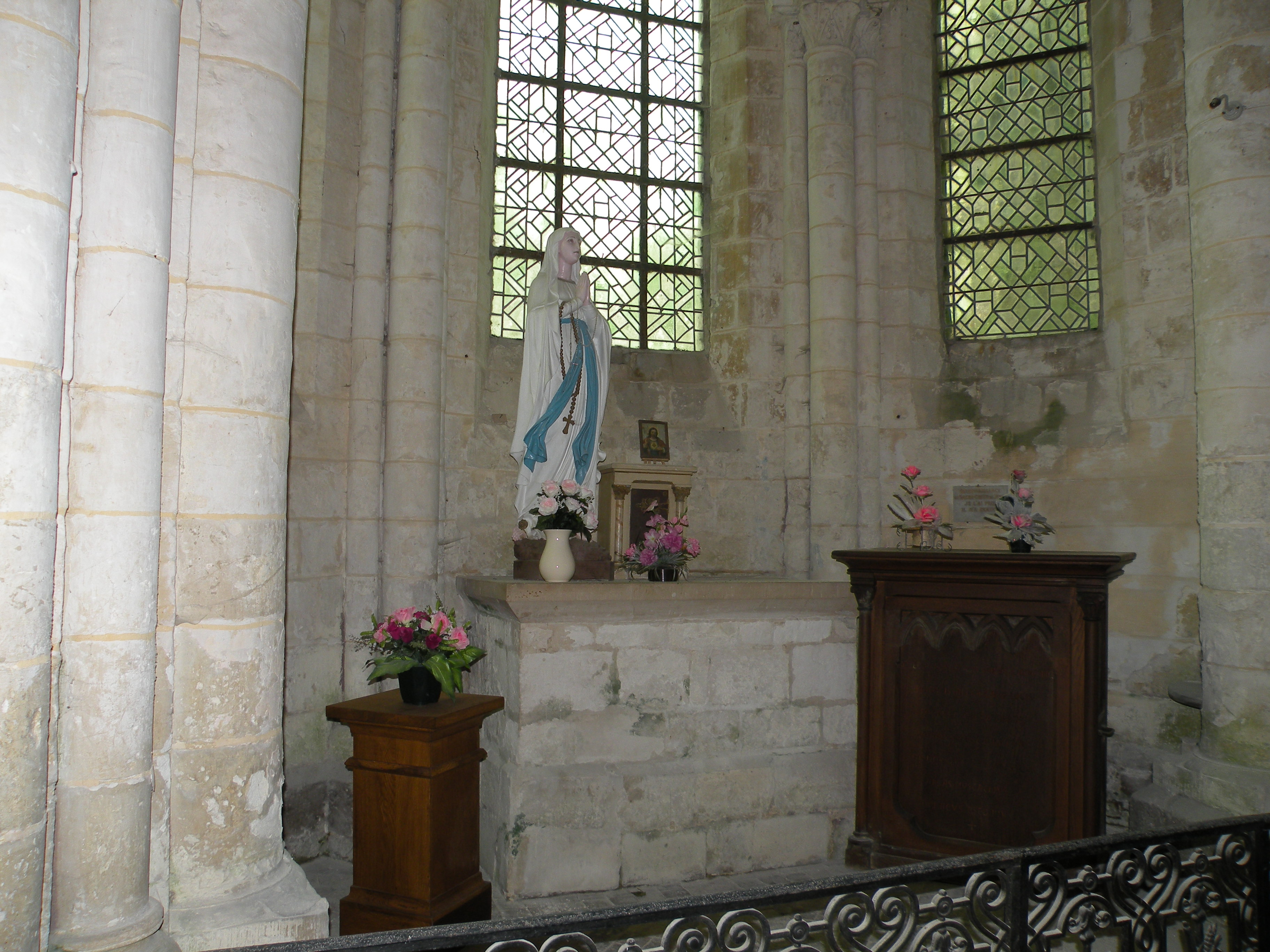
Autel en maçonnerie.
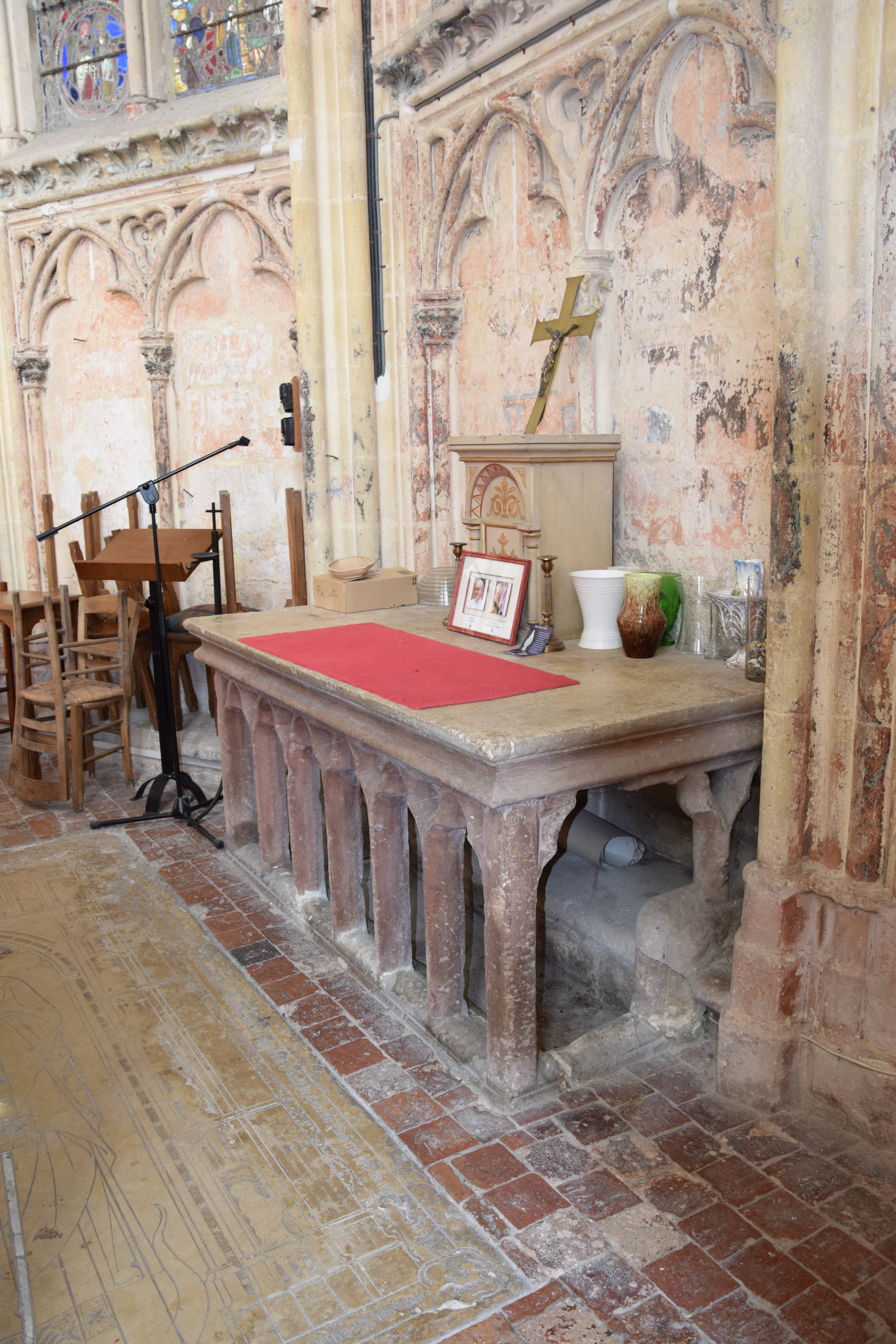
Autel de style rayonnant.
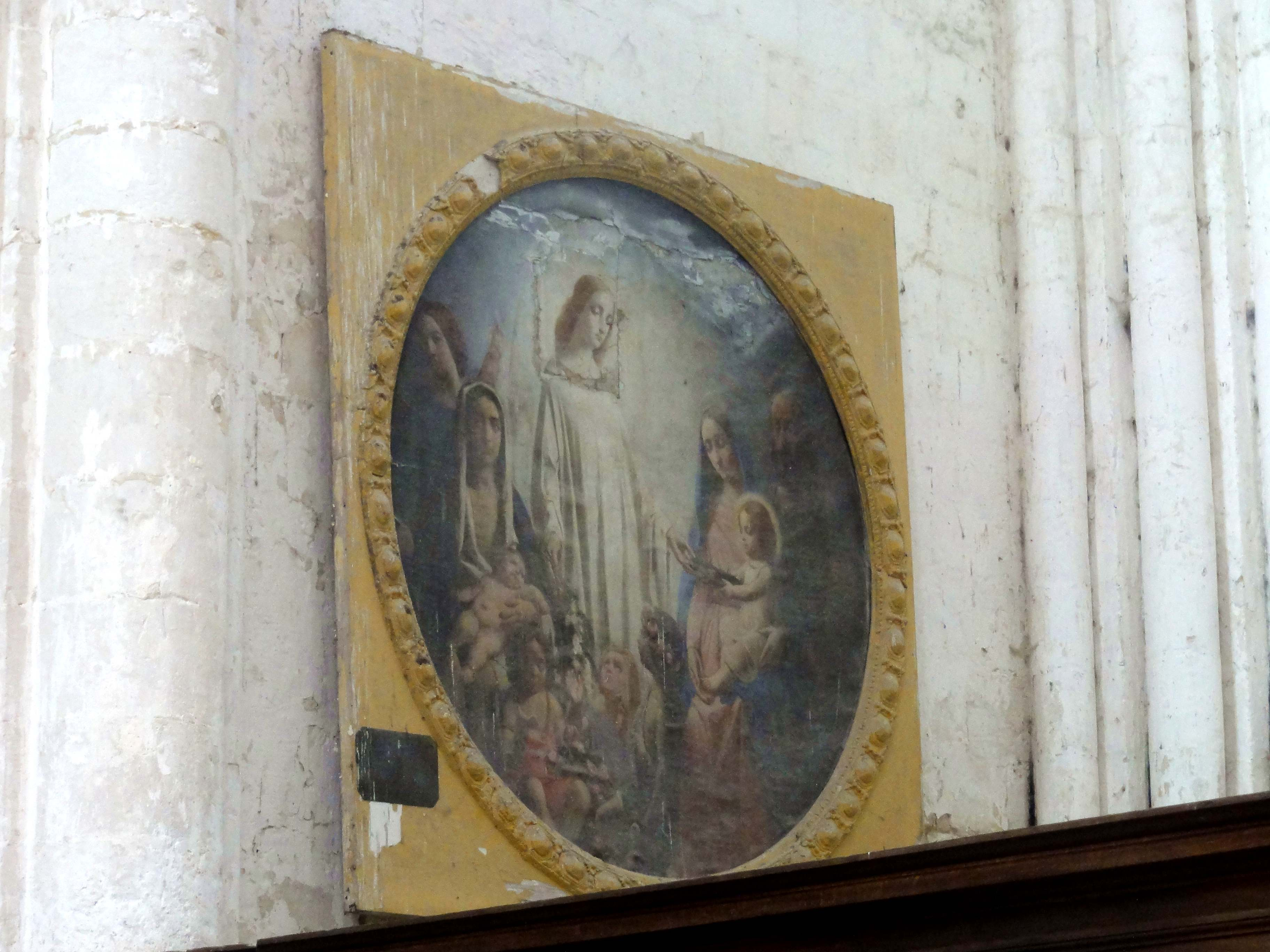
Tableau (voir ci-dessous).

### Peinture
Le tableau représentant un Ange présentant la couronne d'épines à l'Enfant Jésus est peint à l'huile sur toile. On le voit accroché par-dessus la clôture de la sacristie, sur le mur occidental du croisillon nord. Il mesure environ 350 cm de largeur pour autant de hauteur, et a été attribué à Charles Landelle (1821-1908). Exécuté vers le milieu du XIXe siècle, il fut donné presque aussitôt, en 1850, à l'église de Saint-Germer par Pierre Cau, ancien directeur des postes de Gournay-en-Bray et attaché de légation. Le tableau est classé au titre objet depuis 2004 (pour l'illustration, voir ci-dessus).

### Vitraux

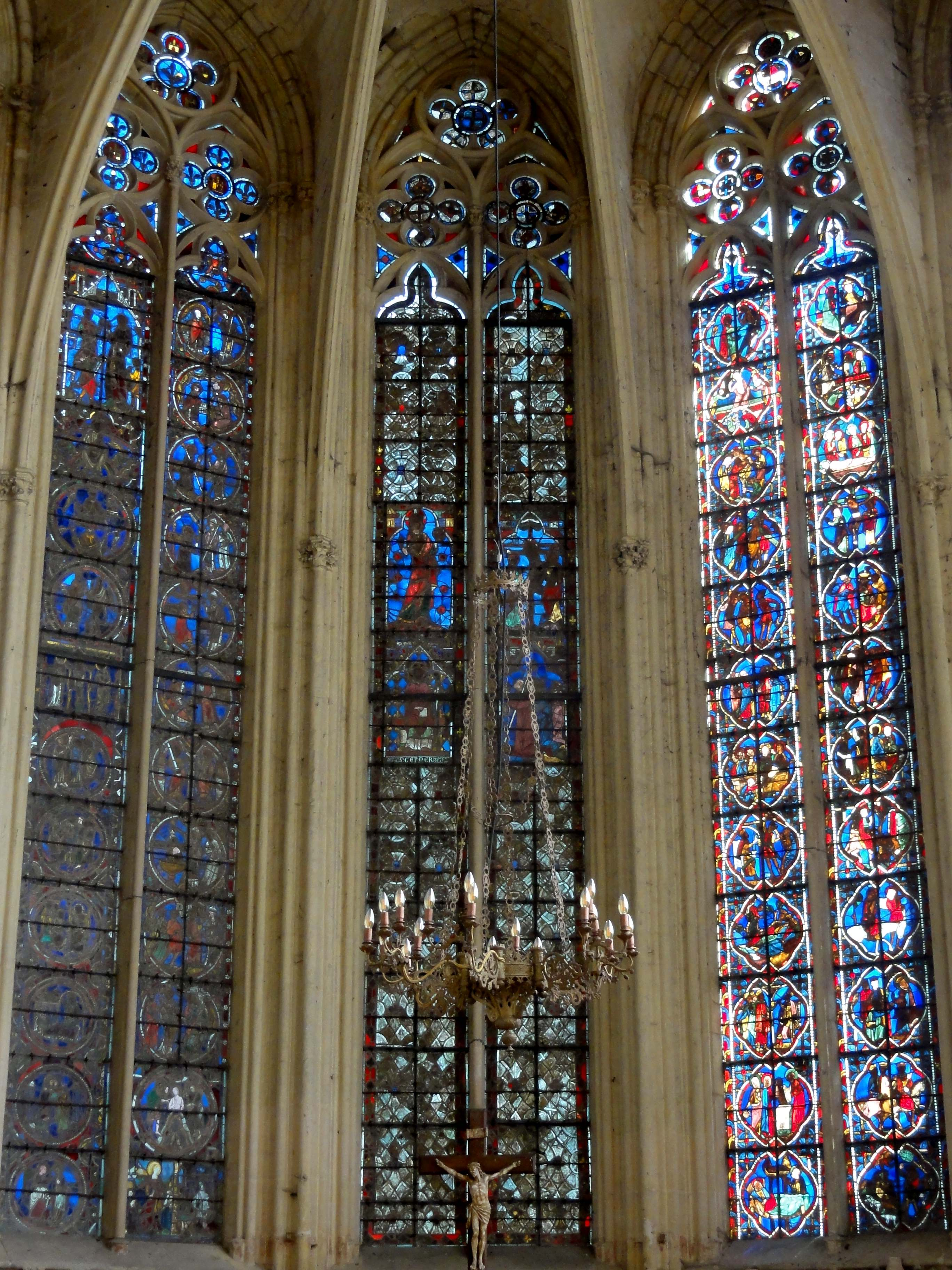
Chapelle de la Vierge, chevet, verrières no 1, 0 et 2.

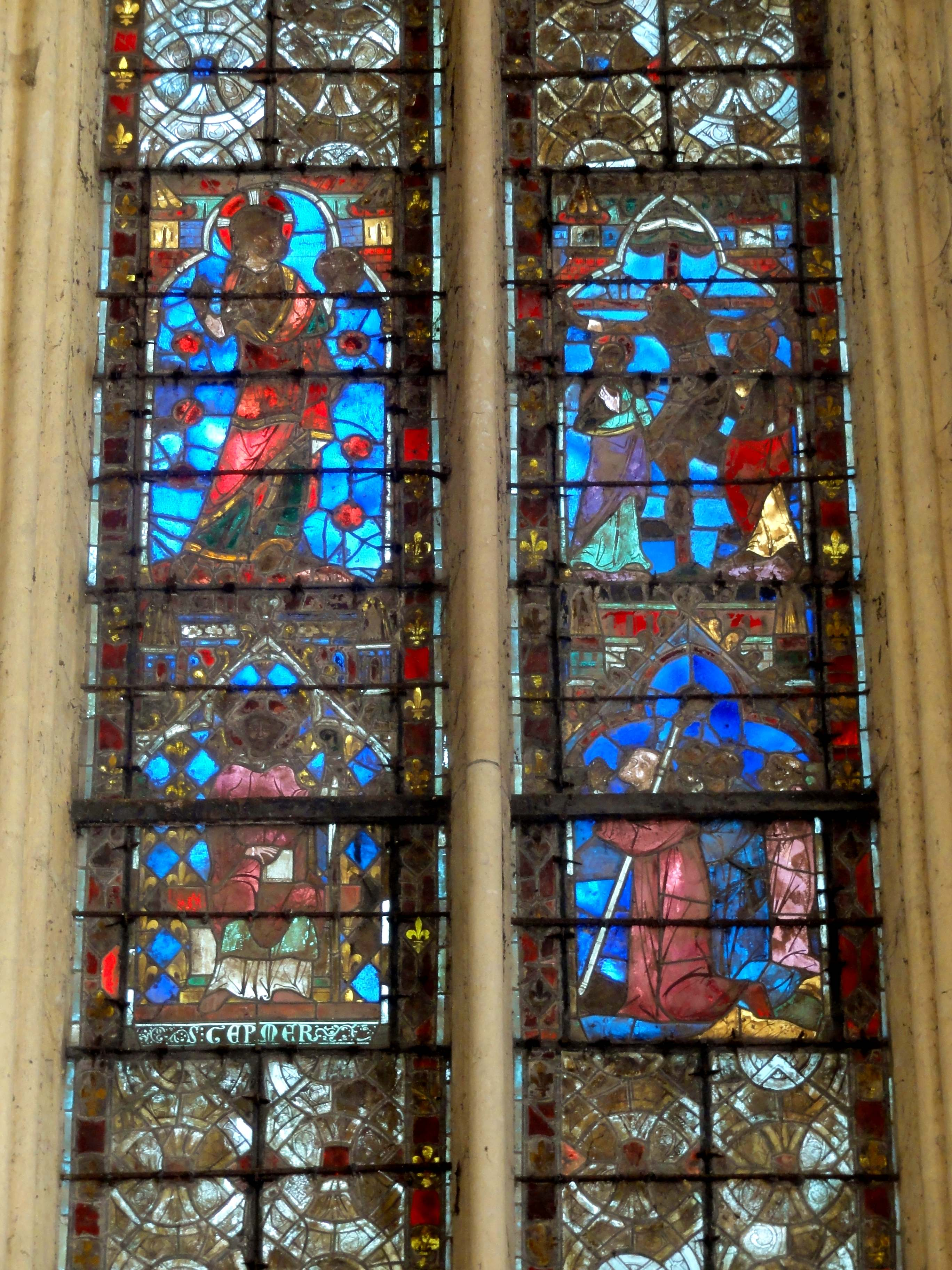
Verrière no 0, panneaux à litre : Christ créateur, Calvaire, saint Germer, un abbé en prière.

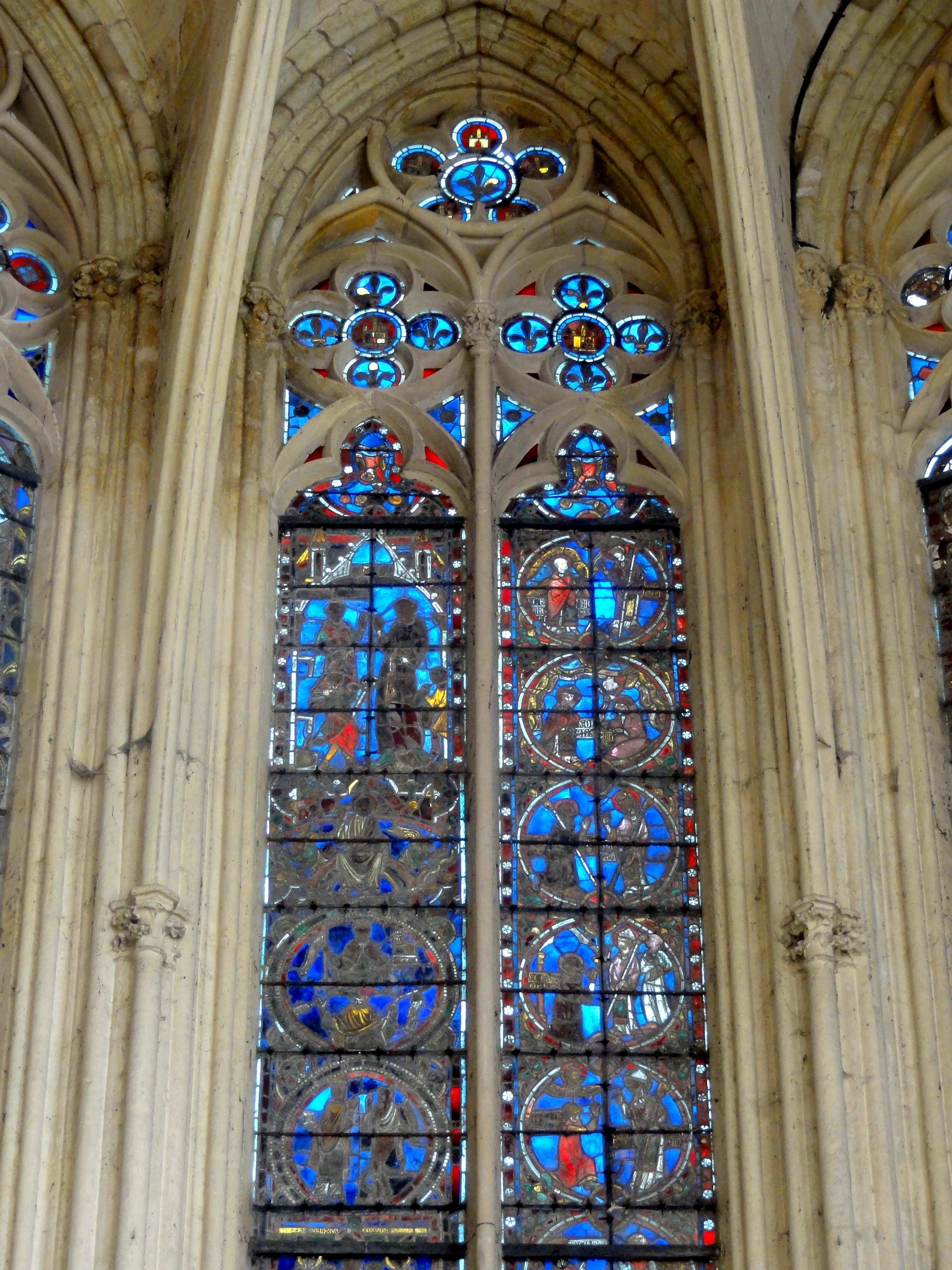
Verrière no 1, registres 8-12.

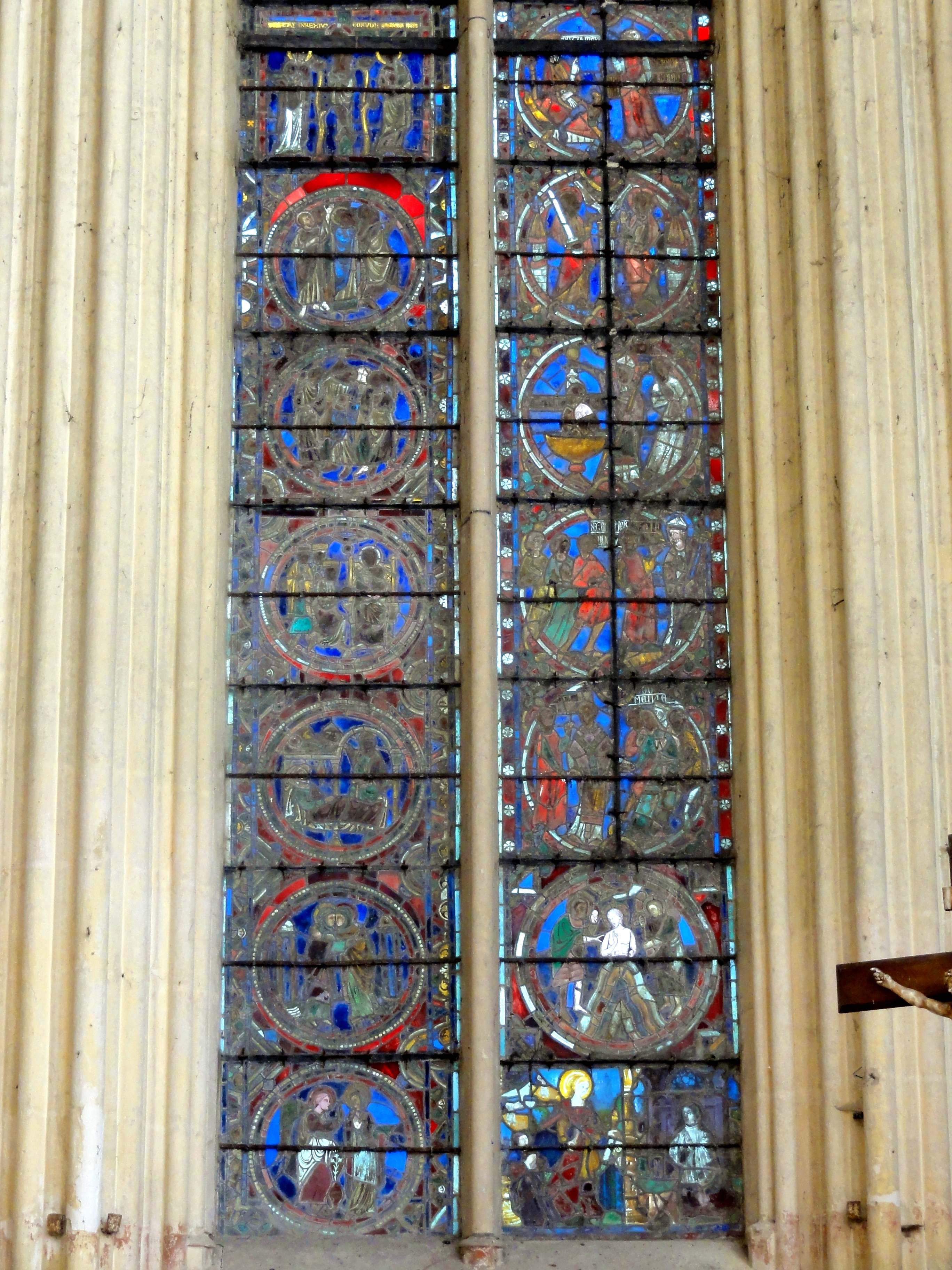
Verrière no 1, registres 1-7.

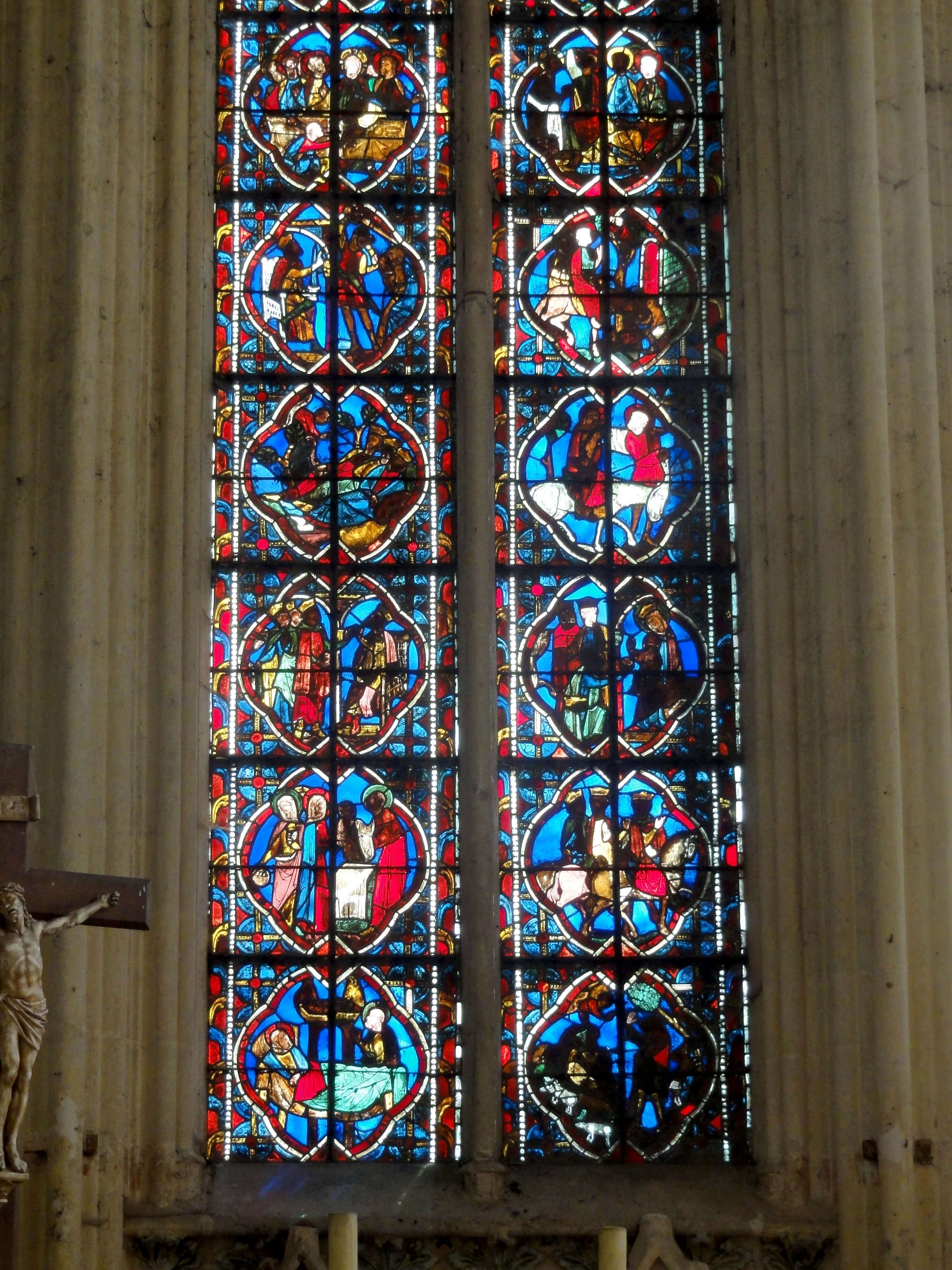
Verrière no 2, registres inférieurs - cycle de l'Enfance.

Seules les cinq verrières du chevet de la chapelle de la Vierge subsistent d'origine, c'est-à-dire des années 1260, et sont classés au titre immeuble depuis 1840. Ils comportent par ailleurs une petite dizaine de panneaux des années 1160/1190 et un panneau du XVIe siècle. Les vitraux no 5 et 6 n'ont pas été victimes de la Révolution française, mais du goût néo-classique de l'abbé Bessière, curé de la paroisse, qui en 1828 redécora l'intérieur de la chapelle et les fit remplacer par du verre blanc. Pourtant les pères Mauristes avaient procédé à une restauration des sept verrières de l'abside en 1750/51, et ceci déjà avec un souci archéologique, « de ménager des anciens tout ce qui a été possible » (d'après le registre conservé aux Archives Nationales). Les verrières latérales ont disparu au cours du XVIIIe siècle. Aucune description des vitraux perdus n'est connue ; d'emblée, les auteurs du XIXe siècle s'enthousiasment pour l'architecture de la chapelle de la Vierge, mais ne s'attardent pas sur les vitraux. Émile Bœswillwald confie leur restauration à Auguste Steinheil et Nicolas Coffetier, dont le premier s'est notamment illustré par la direction de la restauration des vitraux de la Sainte-Chapelle de Paris. Les travaux s'échelonnent de 1852 à 1863. Parallèlement, les deux artistes verriers exécutent les commandes de nouvelles verrières pour la chapelle et le vestibule. La restauration est certes très minutieuse, mais n'a pas été accompagnée d'une documentation, contrairement à la Sainte-Chapelle. Il n'est pas toujours évident de distinguer l'ancien du nouveau, sauf sur la baie no 2 (à droite de la baie d'axe), où les panneaux refaits se démarquent par leurs couleurs acidulées. En revanche, les quatre panneaux figurés de la baie d'axe sont si opaques qu'ils paraissent anciens (sauf pour le fond bleu), alors qu'un examen approfondi a révélé que la proportion de verre d'origine est très réduite. C'est du côté extérieur que l'on peut identifier les panneaux du XIIIe siècle par leur surface piquetée, due à la corrosion.
La verrière d'axe du chevet (no 0) met en scène quatre grands panneaux figurés dits « en litre » car entourés d'une bordure monochrome rouge piquée de petites fleurs de lys, qui passe toute autour de chacune des deux lancettes. Le reste sont des grisailles, avec un motif de cercles superposés, de lignes ondulées et de diagonales qui se découpent au centre d'un cercle sur deux, en ce qui concerne les lancettes. Les panneaux figurés se situent au milieu de la baie. Ils occupent toute sa largeur, mais uniquement la cinquième part de sa hauteur. Sur le registre supérieur, l'on voit un Christ créateur et un Christ en croix entre la Vierge de douleur et saint Jean, symbole de la Nouvelle Alliance. Sur le registre inférieur, l'on voit saint Germer sur le trône abbatial, dit « saint Germer en majesté », et un abbé en prière, avec sa crosse abbatiale, devant quelques autres moines. Il peut s'agir également de saint Germer, ou plutôt de Pierre de Wessencourt, maître d'œuvre de la chapelle. De cette manière, la verrière célèbre le thème du fondateur : le Christ comme fondateur intemporel et les abbés comme fondateurs temporels. Il convient de signaler, dans le même contexte, le panneau dit « de l'entrevue » en haut à gauche de la baie no 1. L'architecte, probablement Jean Davi, est représenté avec une règle et une équerre, avec deux artisans à ces pieds. Le maître d'ouvrage, Pierre de Wessencourt, lui fait face, et sa main ouverte symbolise son accord. À ses pieds, son trésorier prépare une bourse pour payer l'architecte. La grande clé suspendue à la main gauche de l'abbé l'identifie comme maître des lieux, et constitue en même temps une référence à son saint patron. D'autres « scènes de construction » de ce type sont connus de la verrière de Saint-Chéron de la cathédrale de Chartres (verrière no 15, dans la chapelle des Martyrs). Les cinq grands panneaux, en fait surtout les trois derniers, sont novateurs pour leur cadre architecturé, introduit dans l'enluminure à la même période.
La verrière à gauche de la baie d'axe (no 1) n'est pas homogène : Elle comporte, sur la lancette de gauche, le vitrail « de l'entrevue » abordée ci-dessus, ainsi que deux panneaux et plusieurs médaillons du XIIe siècle. Ils proviennent probablement de trois baies différentes du chevet de l'abbatiale, et sont consacrés aux cycles de l'Enfance, de la vie du Christ et de la Rédemption. Il est tout à fait possible que l'on avait déplacé ces vitraux dès la construction de la chapelle. Ils ont été recoupés pour s'adapter aux étroites lancettes. Louis Grodecki rapproché ces panneaux des sept médaillons de la rose méridionale de la cathédrale Notre-Dame de Paris, qui illustrent la vie de saint Matthieu et datent de la période 1165-1180. Pour venir aux sommets des lancettes et aux trois oculi, ils sont trop petits pour contenir des scènes. Ils contiennent surtout des motifs ornementaux et des fleurs de lys. Quant à la lancette de droite, elle semble sortir du même atelier que les cinq panneaux en litre déjà décrits, mais avec l'exception du premier registre, qui date du XVIe siècle. On y voit à gauche un vitrail probablement rapporté, qui montre la Vierge Marie avec un donateur en prière, et à droite, l'abbé Guy de Villiers de L'Isle-Adam, qui fit exécuter des travaux de restauration. Pour le reste, la lancette de droite est d'une conception habituelle pour les années 1260, avec en principe douze petits médaillons historiés superposés, dont les dimensions sont analogues à leurs voisins du XIIe siècle. Le sujet fédérateur est la légende de saint Germer, basée sur la Vita Sancti Geremari attribué à Pierre, clerc à la cathédrale de Beauvais, vers 1200. Les médaillons ne restent pas dans l'ordre d'origine, si bien qu'une lecture continue n'est plus possible. Sylvie Brunet-Lecomte indique le baptême du fils de saint Germer, Amalbert, par saint Ouen (5e registre) ; sa présentation au roi Dagobert en vue de lui conférer les charges et les biens paternels (7e registre) ; l'éducation d'Amalbert par saint Ouen (8e registre) ; le renoncement de saint Germer aux honneurs du monde et les adieux à sa famille (3e registre) ; la remise de l'habit de clerc à saint Ouen par saint Germer (9e registre) ; l'envoi en mission (10e registre) ; saint Germer en ermite en dialoguant avec saint Ouen (12e registre) ; l'apparition d'un ange aux deux saints qui leur indique le lieu de Fly (11e registre) ; et les saints Pierre et Paul (6e registre), afin d'associer saint Germer aux chefs de l'Église. Tous ces panneaux se distinguent par leur graphisme énergique et leur coloris brillant, qualités que l'opacité et la saleté des vitraux ne permettent guère d'apprécier.
La verrière à droite de la baie d'axe (no 2) est homogène, si l'on fait abstraction de l'apport des restaurateurs du milieu du XIXe siècle. Elle présente globalement la même conception que la verrière qui lui fait face au nord, sauf que les deux fois douze médaillons prennent ici la forme de quadrilobes et non de cercles. Sylvie Brunet-Lecomte note un esthétisme plus conservateur et un registre chromatique plus saturé, ce qui lui permet d'y voir la création d'un atelier différent. Puisque les deux lancettes sont contemporaines, les artistes ont pu créer des compositions qui se répondent les unes aux autres dans un effet de miroir, suivant un type de narration qui est familier des enlumineurs de l'époque. La lecture se fait de gauche à droite. Les deux sujets fédérateurs sont les deux principales fêtes chrétiennes, Noël et Pâques, ou autrement dit le cycle de l'Enfance et le cycle de la Passion. Le premier commence bien sûr avec la Nativité et l'Adoration des bergers, et consacre quatre médaillons à l'Adoration des mages, pour se terminer sur le Massacre des Innocents. Le deuxième débute avec l'entrée de Jésus dans Jérusalem. Suivent les épisodes du Jeudi saint, avec notamment la Cène, et puis ceux du Vendredi saint, avec la Passion du Christ. Contrairement à la pratique courante, le cycle ne se termine pas avec la Résurrection de Jésus, mais poursuit par les épisodes des apparitions, à l'instar de la baie d'axe de la Sainte-Chapelle de la Cité. Sylvie Brunet-Lecomte ne revient pas sur la redondance partielle avec les médaillons du XIIe siècle de la verrière no 1, qui jète un doute sur son hypothèse de leur déplacement dès la construction de la chapelle. Restent encore à évoquer les verrières no 4 et 5. Ce sont des grisailles purement ornementaux, comme en haut et en bas de la baie d'axe, mais avec des motifs différents : ici, l'on identifie de petits quadrilobes rouges au milieu de carrés de verre blanc placés diagonalement, entourés d'une bordure où alternent des hémicycles bleus et rouges, flanquées de petites feuilles bipartites de couleur claire. Tout le verre blanc est évidemment peint de motifs végétaux. L'alternance de panneaux du XIXe siècle parfaitement transparents avec des panneaux d'origine fortement assombris est d'un mauvais effet. Plusieurs raisons peuvent motiver le recours à la grisaille : l'économie, la luminosité, et l'exaltation de la modénature délicate de l'architecture rayonnante. Sylvie Brunet-Lecomte oublie l'austérité, qui est de mise dans une abbaye (cf. Saint-Jean-aux-Bois et Saint-Martin-aux-Bois.